# Architektur-Glossar
In diesem Architektur-Glossar sind Fachbegriffe aus dem Bereich der Architektur gesammelt.

## Was auf dieser Seitenichtaufgeführt wird
Nicht in dieses Glossar aufgenommen wurden Bezeichnungen für Werkzeuge, für Möbel und für Baustile sowie Fachbegriffe aus den Bereichen Siedlungswesen, Tiefbau, Ausschreibungswesen, Katasterwesen, Baumanagement und Baurecht. Auch Handwerksberufe im Bauwesen sowie die Berufsorganisationen, Konferenzen und Fachzeitschriften der Architekten sind ausgespart.
Begriffe aus der Garten- und Landschaftsarchitektur sind nur berücksichtigt, wenn sie sich auf Bauwerke beziehen.
Nicht aufgenommen wurden ferner Fachbegriffe aus dem Festungsbau. Für diese siehe: Liste von Fachbegriffen im Festungsbau.

## Glossar

### A

1 Auslucht, 2 Risalit, 3 Erker

AasdachSkandinavischer Blockhausbau: Eine Dachkonstruktion, bei der die Dachhaut nicht von Sparren, sondern von vielen eng aneinanderliegenden Pfetten getragen wird. Vgl. Sparrenpfette.
AaskopfSiehe Bukranion.
AbakusAntike: Eine viereckige Platte, insbesondere die quadratische Deckplatte, die das Kapitell nach oben hin beschließt. Auf dem Abakus ruht meist der Architrav.
AbbindenSiehe Erstarren.
AbdachSiehe Unterstand.
Abdachung (Architektur)Die Bedeckung von Strebepfeilern durch kleine Pultdächer oder Giebeldächer.
AbdichtmittelStoffe zur flächigen Abdichtung, etwa gegen Regenwasser oder Erdfeuchte.
AbdichtungSiehe Bauwerksabdichtung, Dachabdichtung, Fugenabdichtung.
AbfasungDie Abschrägung einer andernfalls scharfen Bauteilkante.
AbgasanlageSiehe Schornstein, Saugzug.
Abgehängte DeckeEine Leichtbaudecke, die unter den Dachstuhl oder die eigentliche Rohdecke gehängt wird. Zur Trittschalldämmung oder zur Verringerung großer Raumhöhen.
AbgratungBearbeitung von Holzbauteilen: Das Entfernen eines überstehenden Endes.
AbhängerSiehe Direktabhänger.
AbhänglingAuch Hängezapfen: Im Gewölbebau ein herabhängender Schlussstein, oft in Form eines Zapfens oder eines Knaufes.
AblaufVerschiedene Bedeutungen: 1. In der Gebäudeentwässerung das oberste Element, das das Abwasser aufnimmt und in die Anschlussleitung führt. Vgl. Geruchsverschluss. 2. Auch Apophyge, Apophysis, Apothesis: Eine kurvige konkave Verbindung zu einem vorspringenden oberen Bauteil.
AbluftfassadeEine Fassade, die so konstruiert ist, dass sie als Klimaanlage funktioniert. Zwischen einer geschlossenen Isolierverglasung und einer Innenfassade strömt dabei immer eine vorgewärmte Luft.
AbseiteVerschiedene Arten von Nebenräumen: 1. als ältere Bezeichnung für Seitenschiff; 2. im Hausbau bei mehrschiffigen Innengerüstbauten mit niedrigeren Außenwänden als Kübbung; 3. Nebengebäude oder Nebenflügel eines Hauptbaus; 4. Teil des Dachgeschoss, der mittels einer Wand (Abseitenwand) abteilt ist.
AbsteckungDie Übertragung und Kennzeichnung von planerisch bestimmten Abmessungen und geometrischen Punkten auf ein Grundstück.
Absturzsichernde VerglasungVertikalverglasungen, Glasbrüstungen und Ähnliches, das in ein Gebäude eingebaut wird, um das seitliche Abstürzen von Personen zu verhindern.
AbteiEin Kloster, dem ein Abt oder eine Äbtissin vorsteht. Keine einheitliche Bauweise.
AchseEine gedachte Gerade, die durch ein Gebäudeensemble, einen Baukörper, ein Bauteil oder raumbildende Grünstrukturen und Gewässer gezogen werden kann und als Gestaltungs- und Ordnungsmittel benutzt wird.
ÄdikulaAntike: ein kleines Bauwerk oder Bauteil, z. B. ein Lararium, ein Grabmal, ein kleiner Tempel, ein Aufbau zur Bewahrung eines Standbildes oder die Umrahmung einer Nische oder Fensters mit einem kleinen Dach oder Giebel.
AchsknickMittelalterliche Kirchenbauten: Ein Knick in der Längsachse von Langhaus und Chor, der daher rührt, dass die Ostung beider Teile nicht am selben Tag vorgenommen wurde.
AchtortGotik: Ein Proportionsschlüssel.
AdytonGriechische Antike: Ein türloser, unzugänglicher Rückraum der Cella eines Tempels.
AgadirNordafrika: Ein burgartig ausgebautes Speicher- und Lagergebäude. Vgl. Ksar.
AgdalNordafrika, historisch: eine Parkanlage mit zentralem Wasserbecken.
AgoraAntikes Griechenland: Zentraler Fest-, Versammlungs- und Marktplatz einer Stadt, ein kennzeichnendes Element der Polis.
AgraffeEin architektonisches Ornament, das in einem Bogenscheitel als speziell gestalteter Schlussstein eingefügt wird.
ÄhreRenaissance: Ein Pflanzenornament, das die Turm- oder Giebelspitze eines Profanbaus ziert.
AigikranionSiehe Bukranion.
AithusaGriechische Antike: Eine offene, mit Säulen versehene Vorhalle vor einem Haus.
AjimezMaurischer Stil: Ein Zwillingsfenster; vgl. Biforium.
AkanthusEin Pflanzenornament, stilisierte Darstellung der gleichnamigen Pflanzenart. Charakteristisches Element u. a. der korinthischen Kapitelle.
AkroterionAuch Akroter: Antike: Ein verzierendes Element am Giebelfirst. Bei entsprechenden Elementen an den Giebelecken spricht man von einem Eckakroter.
Akustik-DeckensegelEin an die Raumdecke montierter Schallabsorber, der zur Enthallung eines Raumes dient.
AlcaiceríaSpanien, historisch: Ein Markt für Luxuswaren, in Säulengängen rund um einen Innenhof untergebracht.
Alemannisches FachwerkTeilweise in Frage gestellte Bezeichnung für Oberdeutsches Fachwerk. Kennzeichen: Rähmbauweise mit weitem Ständerabstand, durchlaufende Sturz- und Brustriegel und darin eingespannte Fenster und Bohlendeckenlagen.
AlfizIslamischer Raum, traditionell: Ein dekorativer rechteckiger Rahmen rund um eine gewölbte Wandöffnung.
AlkovenEine Bettnische. Oft verschließbar.
Allgäuer FensterAllgäu, historisch: Ein mit horizontalen Sprossen dreigeteiltes Fenster, das im mittleren Teil ein Fenster („Ruckerfenster“) enthält, das separat geöffnet werden kann.
AlmhütteAuch Alphütte, Kaser: Eine almwirtschaftliche Hütte (Wohn- und Stallgebäude).
Alpiner EinhofAuch Einhof, Eindachhof: Alpenraum: Ein Bauernhof, in dem alle Teile in einem Gebäude untergebracht sind.
AltanSiehe Söller.
AltarschrankeSiehe Chorschranke.
AltarumgangSiehe Opfergang.
Altenburger VierseithofAltenburger Land, historisch: Ein Vierseithof mit bestimmten typischen Bauelementen (u. a. Laubengängen und Bohlenstuben mit Umgebinde).
Altfriesisches BauernhausFriesland, historisch: Ein kleines Wohnstallhaus.
Althamburger BürgerhausAuch Althamburger Kaufmannshaus: Hamburg, historisch: Ein Haustyp mit hoher Diele im Zentrum und langgestreckter Form, die zugleich Straße und Fleet erreicht.
AltneubauDDR: Bezeichnung für ein in der Nachkriegszeit errichtetes viergeschossiges städtisches Wohnhaus.
AmboChristliche Kirchen: Ein etwas erhöhter Ort mit Bücherständer, von dem während des Gottesdienstes aus sakralen Texten vorgelesen wird.
AmphiprostylosGriechische Antike: Ein Tempel mit Säulenreihen vor und hinter der Cella.
AmphitheaterRömische Antike: Ein meist unbedachtes Rundtheater mit rund oder oval angelegter Arena und darum angelegten, stufenweise ansteigenden Sitzreihen.
AnathyrosisAuch Anathyrose: Antike: Eine technische Bearbeitung von Anschlussflächen zwischen Werksteinen.
AndronGriechische Antike: Das repräsentative und öffentliche Männergemach eines Wohnhauses. Vgl. Oikos.
AnfallsgebindeDachkonstruktion: Ein Gebinde, das den Anfallspunkt berührt.
AnfallsparrenDachkonstruktion: Die Sparren, die den Anfallspunkt berühren.
AnfallspunktDachkonstruktion: Ein Punkt der Firstlinie, an der drei oder mehr Dachflächen zusammenstoßen.
Angelner DreiseithofAngeln (Schleswig-Holstein), historisch: Eine Hofform, bei der zwei Wirtschaftsgebäude einander gegenüber liegen, während das oft im bürgerlichen Stil gehaltene Wohnhaus die Rückseite des Hofes bildet.
AnhydritestrichEine Estrichart, die unter anderem Anhydritbinder enthält und besonders schnell verlegefertig ist, aber wenig Feuchtigkeitsbelastung verträgt.
AnkerEin Bauteil zur zugsicheren Verbindung (Verankerung) von Bauteilen. Beispiele: Mauer-, Zug-, Giebelanker.
AnkerschieneEin stählernes C-Profil, das in Beton eingebaut bzw. eingegossen wird. In den Schlitz des Profils können Spezialschrauben (Ankerschrauben) eingelegt werden.
AnlaufEine konkav gekrümmte Profilierung am Übergang zweier unterschiedlich weit vorstehender Bauteile.
AnmutungDer erste Eindruck, den ein räumlich komplexer Zusammenhang im Betrachter bewirkt (z. B. hell, dunkel, frei, beengt, schön, hässlich).
AnnexEin niedriger Anbau an ein Gebäude.
AnschlagDie Befestigung einer Tür oder eines Fensters (innen, außen, links, rechts). Beim Stumpfanschlag ist die Maueröffnung so glatt, dass das bewegliche Element in beliebiger Tiefe eingesetzt werden kann.
AnschlagtürAuch Schwenktür: Eine Tür, deren Türflügel an einer Seite angeschlagen (mit einem Scharnier befestigt) ist. Siehe auch Öffnungsrichtung von Türen. Gegensätze: Schiebetür, Falttür, Klapptür.
AnschlusskanalEine Abwasserleitung von der Grundstücksgrenze bis zum öffentlichen Straßenkanal.
AnsichtPlanung und Darstellung von Bauten: Eine Zeichnung, die wiedergibt, wie eine Seite des Bauwerks frontal aussieht. Vgl. Grundriss.
AnstrichMalerhandwerk: Das Beschichten der Oberfläche eines Bauteils mit Anstrichmittel. Erfolg meist durch Streichen oder Rollen.
AnstrichmittelEin Beschichtungsstoff, der einen physikalisch trocknenden oder chemisch härtenden Anstrich ergibt. Besteht u. a. aus Binde-, Farb- und Lösungsmittel.
AntaPortugal: Eine Form von Dolmen (Megalithanlagen).
AnteGriechische und römische Antike: eine vorgezogene Mauerzunge; bei einem Tempel die verlängerte Seitenwand der Cella.
AntefixAuch Stirnziegel: Antike: Ein verzierter Dachziegel, der an der untersten Ziegellage der Traufe angebracht ist.
AntenkapitellDer obere Abschluss eines Antenpfeilers.
AntenpfeilerDie als Pfeiler gestaltete Stirn einer Ante. Kann eine andere Quaderschichtung aufweisen als die anschließende Wand.
AntentempelGriechische Antike: Ein einfacher Tempel, der nur aus einer Cella und einer Vorhalle (Pronaos) besteht. Die Vorhalle wird aus den Anten und zwei dazwischen angeorgneten Säulen gebildet.
AntepagmentAntike: Die verzierte Zarge einer Maueröffnung.
AnthemionAuch Anthemienfries: Griechische Antike: Ein Friesband, das sich aus Lotosblüten und Palmetten im Wechsel zusammensetzt.
AntichambreEin als Warteraum dienendes Vorzimmer in einem Schloss.
AntikdielenParkett- und Dielenböden aus gealtertem Holz, das meist aus alten Scheunen und Gehöften stammt.
AnulusSäulen der dorischen Ordnung: Eine Rille am Kapitell. Am Übergang vom Säulenhals (Hypotrachelion) zum Echinus sind meist mehrere Anuli angebracht. Vgl. Scamillus.
ApodyterionAuch Apodyterium: Antike: Ein An- und Auskleideraum in einem öffentlichen Bad.
ApotropaionAuch Apotropäum: Ein meist an der Außenwand angebrachter magischer Gegenstand oder ein Bild zum Schutz gegen böse Kräfte.
AppartementVerschiedene Bedeutungen: 1. Eine Wohnung. 2. Schlösser der Renaissance und des Barock: eine funktional zusammengehörige Folge von Räumen.
Appenzeller BauernhausAppenzellerland (Schweiz), traditionell: Eine bäuerliche Hofform mit charakteristischen Fensterbändern.
ApsisKirchenbauten: Ein im Grundriss meist halbkreisförmiger oder polygonaler Raumteil, der sich an den Chorraum anschließt.
ApsiskalotteKirchenbauten: Die gerundete, halbkuppelartige Wölbung einer Apsis.
ApsissaalEin Grundrisstyp im mittelalterlichen Dorfkirchenbau, bestehend nur aus einem einschiffigen Langhaus und einer abschließenden Apsis.
AquäduktSeit der Antike: Ein Bauwerk zum Transport von Wasser.
ArabeskeEin Rankenornament.
ArbeitsfugeEine Trennlinie innerhalb von Bauteilen. Eine Arbeitsfuge entsteht z. B., wenn Betonbauteile nebeneinander gearbeitet werden.
ArchitektDiejenige Person, die für die Gestaltung und Genehmigung von Bauten (Neubauten, Modifikationen an vorhandenen Bauwerken) sowie oft auch für die Planungen für die Baustelle zuständig ist. Vgl. Bauunternehmer, Bauingenieur, Baumanager, Landschaftsarchitekt, Innenarchitekt.
ArchitekturtheorieDie theoretische Fundierung des Handelns und der Rolle der Architekten sowie der Inhalte und Ausdrucksformen der Architektur selbst.
ArchitravAntikes Griechenland: Horizontalbalken, der auf einer Stützenreihe ruht. Meist handelt es sich um den Hauptbalken, der den Oberbau trägt.
ArchivolteRomanik, Gotik: Die in Bänder gegliederte Stirn- und Innenseite eines Bogens, besonders eines Portals.
Arkade1. Ein von Pfeilern oder Säulen getragener Bogen. 2. Eine Bogenreihe, eine Abfolge mehrerer Arkaden.
ArkadenhofEin von oft mehrgeschossigen Arkaturen umgebener Innenhof.
ArkosoliumAuch Arkosol: Eine Grabform in Felsen und Katakomben, bei der Raum für den Leichnam im unteren Teil einer bogenförmig überspannten Nische liegt.
ArmaturSanitärtechnik, Anlagenbau: Ein Absperrhahn, zum Beispiel ein Wasserhahn.
ArmierungSiehe Bewehrung.
ArmierungsgewebeEin Glasfasergewebe, das verwendet wird, um Putzschichten gegen Risse zu schützen.
ArtesonadoSpanien, historisch: Eine kunstvoll mit geometrischen Mustern verzierte Raumdecke.
ArtikularkircheSlowakei, historisch: Ein protestantischer Kirchenbau, der bestimmten baulichen Vorschriften (kein Turm, keine Verwendung von Steinen, Ziegeln oder Metallnägeln) genügen musste.
AsbestEin Typ von Mineralien, die in der Bauindustrie in erheblichem Umfang u. a. zur Wärmedämmung eingesetzt wurden, bis sie schrittweise vom Markt genommen und verboten wurden, weil sie Asbestose verursachen.
AsbestzementSiehe Faserzement.
AsphaltEin aus Bitumen und Gesteinskörnung gemischtes wasserfestes Material, das außer im Straßenbau teilweise auch im Hausbau verwendet wird.
AstrippeMittelalterlicher Gewölbebau: Ein gekrümmtes Bauteil aus Naturstein (Rippe), das mit Ästen und Aststümpfen verziert ist.
Astronomischer TurmAuch mathematischer Turm: Historisch: Eine andere Bezeichnung für eine Sternwarte.
AstwerkSpätgotik, Renaissance: Ein Ornament, das knorrige, verschlungene, blattlose Äste darstellt.
AstylosAntike: Ein einfacher Antentempel ohne Säulen zwischen den Anten.
AtalayaSpanien, historisch: Ein Wach- und Signalturm aus islamischer Zeit.
Äthiopische RundkircheÄthiopien: Ein runder Kirchenbau
AtlantEine Stütze in Form einer oft überlebensgroßen, männlichen muskulösen Figur, die anstelle einer Säule angebracht ist, um bestimmte Bauglieder wie Gebälk oder Konsolen zu tragen.
Atmende WandDie Vorstellung, dass eine Wand „atmen“ müsse, gilt heute als obsolet.
AtriumRömische Antike: Ein zentraler Raum in einem (Wohn-)Haus. Der als Aufenthaltsraum für die Familie dienende Raum erhielt Licht über eine Öffnung im Dach.
AtriumhausRömische Antike: Ein Wohnhaus mit einem Atrium.
AttikaEine wandartige Erhöhung der Außenwand über den Dachrand hinaus, zur Verdeckung des Daches. Vgl. Ziergiebel.
Attische BasisGriechische Antike: Eine Säulenbasis, die aus zwei konvexen Wulsten (Torus) und einer dazwischen liegenden Hohlkehle (Trochilus) besteht.
AufenthaltsraumEin Raum innerhalb einer Wohnung oder eines Gebäudes, der für einen längeren Aufenthalt von Menschen geeignet ist (z. B. Wohn-, Schlafräume, Küchen).
AuflagerStatik: Die Grundlage, auf der eine Last ruht.
AuflattdämmungDachisolierung: Eine Variante der Aufsparrendämmung, bei der die Dämmung nicht nur über den Sparren, sondern auch über der Dachlattung liegt.
AufmaßDas Ausmessen und Aufzeichnen eines bestehenden Gebäudes oder Bauwerks.
AufrissVerschiedene Bedeutungen: 1. Ein Grundriss. 2. Eine Zeichnung von der Seitenansicht eines Gebäudes.
AufschlussEine Prüfung des Aufbaus des Baubodens. Der Aufschluss ist Teil der Bodenuntersuchung, die für die Planung eines Bauwerks die Grundlage darstellt.
AuftrittBezeichnet man den horizontalen Abstand der Antrittskanten zweier aufeinander folgender Stufen.
AufschnürenZimmerhandwerk: Das Auftragen eines Profils auf einen Reißboden.
Aufsteigende FeuchteEine vom Boden her nach oben ziehende Wasseraufnahme in kapillar leitfähigen Bauwerkstoffen in Mauern oder Fußböden. Wird durch eine kapillarbrechende Schicht oder eine Horizontalsperre idealerweise verhindert.
AufzugsanlageAuch Aufzug, Fahrstuhl, Lift: Eine Anlage, mit der Personen oder Lasten in einer beweglichen Kabine oder Ähnlichem in vertikaler oder schräger Richtung zwischen zwei oder mehreren Ebenen transportiert werden können.
AulaEin Versammlungsraum in einer Schule oder Universität.
Ausgefachtes FeldSiehe Gefach.
Ausgeschiedene VierungKirchenbau: Eine Vierung, die durch Vierungsbögen und Vierungspfeiler gegen Langhaus, Querhausarme und Chor optisch abgegrenzt ist.
AushubDas Erdreich, das durch Ausheben einer Baugrube entsteht.
AuskragungDas Vorspringen oder Hinausragen eines (oberhalb der Grundlinie ansetzenden) Bauteils über die Baufluchtlinie oder aus der Kubatur über die Grundfläche des Gebäudes hinaus. Beispiele: Erker, Balkone, hervorstehende Obergeschosse bei Rähmbauweise.
AusluchtAuch Utlucht: Eine Art Erker, der ebenerdig erbaut ist. Ist der vorspringende Teil ebenso hoch wie der gesamte Baukörper, spricht man nicht von einer Auslucht, sondern – insbesondere in der Renaissance-, der Barock- und der klassizistischen Architektur – von einem Risalit. Vgl. Vorbau, Vorsprung.
AusschalenDas Entfernen der Schalbretter von einer fertig ausgehärteten Betonkonstruktion.
AußenabdichtungEine außen am Gebäude, vor allem am Keller, angebrachte Dichtung gegen Feuchtigkeit.
AußenanlageDie nicht überbauten Flächen des Grundstücks. Sie nehmen u. a. Grünbereiche und Wege auf und erlauben es dem Regenwasser, frei zu versickern.
AußenkellerEin Keller, der sich nicht unterm Gebäude befindet, sondern separat angelegt wird. Historisch oft zur kühlen Lagerung von Lebensmitteln.
AußentürAuch Eingangstür, Hauseingang, Haustür: Ein verschließbar Zugang von einem Gebäude ins Freie.
AußenwandDie schützende Hülle, die den Innenraum vom Außenraum scheidet.
AußenwandbegrünungSiehe Fassadenbegrünung.
AussichtsturmAuch Aussichtswarte, Beobachtungsturm: Ein Bauwerk oder Teil eines Bauwerks, dessen Zweck darin besteht, Besuchern eine reizvolle Aussicht zu verschaffen. Vgl. Aussichtspunkt.
AussparungEine Öffnung in einer Decke oder Wand, durch welche Kabel und Leitungen geführt werden sollen.
AussteifenEin Bauwerk erhält dadurch einen sicheren Stand, dass ihm Bauteile einverleibt werden, die aussteifende Wirkungen haben.
AuszugshausAuch Austragshaus, Ausziehhaus, Ausgedingehaus, Auszügler, Nahrungshaus, Korbhaus, Stöckli, Ellerhaus, Altenteil: Ein auf einer Hofstätte für die Altbauern errichtetes kleineres Gebäude.
AutomatiktürEine Tür, die sich ohne Anfassen durch den Benutzer selbstständig schließt und/oder öffnet.
Auvergnatische PyramideAuvergne: Eine Bauweise romanischer Kirchen, bei denen die Elemente rund um den Chor stufenartig übereinander geschichtet sind.
AvantcorpsSiehe Risalit.
Avant-courDer Vorhof eines Schlosses. Vgl. Ehrenhof, Cour d’honneur
AxonometrieEin in der Architektur häufig verwendetes Verfahren der darstellenden Geometrie, bei dem eine Parallelprojektion (keine Zentralprojektion mit Fluchtpunkt) vorgenommen wird.

### B

1 Balkon, 2 Loggia mit Balkon, 3 Loggia

1 Auslucht, 2 Erker, 3 Bay Window

BacksteinAuch Mauerziegel, Ziegelstein: Ein aus keramischem Material künstlich hergestellter Stein, der zum Mauerwerksbau genutzt wird. Vgl. Lehmziegel.
Back-to-Back HouseGroßbritannien, 19. Jahrhundert: Ein Typ von Wohnhäusern, von denen je zwei eine gemeinsam Rückwand haben.
BaharequeLateinamerika, vorindustriell: Eine Pfostenbauweise, dem europäischen Holzfachwerk ähnelnd.
Bai SemaThailand: Ein Grenzstein zur Markierung des geheiligten Bereiches in einem buddhistischen Tempel (Wat).
BalatumEin 1928 eingeführter Fußbodenbelag aus Kautschuk-getränkter Wollfilzpappe.
BaldachinÜberdachung eines anderen architektonischen Elements, etwa eines Denkmals.
BalkenVerschiedene Bedeutungen. 1. Ein tragendes Element in der Baukonstruktion, meist aus Holz, Stahl oder Stahlbeton. Balkenarten werden auch nach ihrer Funktion unterschieden; Beispiele: Träger, Riegel, Pfette, Sparren, Strebe, Sturz. 2. Baustatik: Ein Bauteil, das im Unterschied zum Stab senkrecht zu seiner Längsachse belastet wird.
BalkenkopfDas Ende eines Holzbalkens. Wurde früher gelegentlich dekorativ gestaltet.
BalkenlageDie Gesamtheit der tragenden Balken einer Holzbalkendecke.
BalkentreppeEine Treppe, bei der die Trittstufe auf einem Träger (Holm) aufliegt.
BalkonEine Plattform vor der Gebäudefassade. Der Balkon liegt über dem Geländeniveau auf Konsolen oder Trägern, die aus dem Baukörper herausragen, und wird von einer Brüstung oder einem Geländer eingefasst.
BallhausEuropäische Fürstenhöfe, 15.–17. Jahrhundert: Ein Gebäude, in dem die (Tennis-ähnliche) Ballsportart Jeu de Paume gespielt werden kann.
BallsaalAuch Redoute: Ein repräsentativer großer Raum, in dem Tanzbälle abgehalten werden.
BalusterDie niedrige Einzelsäule einer Balustrade, stark profiliert und im Mittelteil oft bauchig.
BalustradeDas aus Balustern gebildete, durchbrochene Geländer an Treppen, Brücken, Balkonen, Söllern usw.
BandManche Friese sind komplex und aus mehreren linearen Ornamenten (Bändern) zusammengesetzt.
BandelwerkEin symmetrisches Flächenornament barocker Innenausstattungen, das feine geschwungene Bänder (Bandeln) enthält.
BänderungDas durch Farbanstrich, Gesteinsschichtung oder Rustizierung erzeugte horizontale Streifenmuster eines Bauglieds, besonders einer Fassade.
Baptisterium1. Römisches Reich: Das Becken eines Kaltwasserbades innerhalb einer Thermenanlage. 2. Christentum: Eine Taufkapelle.
BarabaraAleuten: Die halb unterirdischen Grassodenhäuser der Ureinwohner.
BarackeEine behelfsmäßige einstöckige Unterkunft, meist aus Holz.
BarackenkircheSiehe Notkirche.
Bargrennan TombSchottland, prähistorisch: Ein Typus von Megalithanlagen.
Barrierefreies BauenEine Bauweise, die es auch in ihrer Bewegungsfreiheit eingeschränkten Personen (Rollstuhlfahrern, Personen mit Kinderwagen usw.) gestattet, sich in einem Gebäude ohne fremde Hilfe uneingeschränkt zu bewegen.
BasaltkreuzEifel, historisch: Ein Typ von Weg- und Grabkreuzen.
BasementSiehe Keller.
BasilikaEin langgestrecktes, großes Bauwerk mit dreiteiligem Innenraum; der mittlere Teil ist höher als die beiden flankierenden. Anders als eine Hallenkirche hat eine Basilika Obergaden. Ursprünglich in römischen Gerichts- und Palastbauten, im Christentum dann in Großkirchen.
BasisDer ausladende Fuß einer Säule oder eines Pfeilers.
Bastle houseEnglisch-schottische Grenze, historisch: Ein Typ von befestigten Bauernhöfen.
BaublockSiehe Häuserblock.
BauelementSammelbegriff für vorgefertigte Komponenten, die oft zum Verschließen von Bauwerksöffnungen dienen (Fenster, Türen, aber z. B. auch Treppen).
BaufluchtSiehe Baulinie.
BaugipsSammelbegriff für Bindemittel, die für Putz-, Stuck- und Estricharbeiten verwendet werden.
BaugrenzeBebauungsplan: Eine Linie, welche von Gebäuden und deren Teilen nicht überbaut werden darf. Vgl. Baulinie, Bebauungstiefe.
BaugrundDer Bereich des Bodens, der für die Errichtung eines Bauwerks von Bedeutung ist. Der Baugrund muss für die geplante Bebauung geeignet sein.
BaugrunderkundungSiehe Baugrunduntersuchung.
BaugrundgutachtenDie von einem Sachverständigen angefertigte Beurteilung eines Baugrunds.
BaugrunduntersuchungDie Prüfung, ob ein Baugrund für die geplante Bebauung geeignet ist.
BauherrDer Auftraggeber für ein Bauvorhaben.
BauholzAuch Konstruktionsholz: Holz, das als Baustoff verwendet wird. Umfasst Vollholz, Brettschichtholz und Holzwerkstoffe.
BaukörperDas vom Menschen sichtbare und erlebbare Gesamtvolumen eines Gebäudes mit und ohne nutzbare Innenräume.
BauleiterDiejenige Person, die eine Baustelle leitet und für die ordnungsgemäße Ausführung der Bauarbeiten verantwortlich ist.
BaulinieAuch Bauflucht, Baukante: Bebauungsplan: Eine Linie, an die ein Gebäude direkt heranreichen muss. Vgl. Baugrenze, Bebauungstiefe.
BaumasseDie Summe aller Rauminhalte aller Vollgeschosse und aller zugelassenen Aufenthaltsräume in den Dach- und Kellergeschossen.
BaumassenzahlDie auf einer bestimmten Fläche maximal zugelassene Baumasse.
BaumhausEine meist hölzerne Behausung, deren einziges Fundament ein Baum oder mehrere Bäume sind.
BaumwollputzAuch Flüssigtapete, Nahtlostapete: Ein Decken- und Wandbelag aus Baumwolle, der an Innenwänden mit der Kelle oder Spritzpistole aufgetragen wird.
BauplastikEine im Kontext eines Bauwerks geschaffene figürliche Darstellung, oft eine Skulptur.
BaurundholzRundholz, das als Baustoff verwendet wird.
BauschnittholzSchnittholz, das als Baustoff verwendet wird.
BauinschriftSiehe Hausinschrift.
BauskulpturSammelbezeichnung für Bildhauerarbeiten am Bau, besonders an der Fassade.
BaustelleDer Ort, an dem ein Bauwerk errichtet, umgebaut, instand gesetzt, modernisiert oder abgerissen wird.
BaustoffEin Material, das zum Errichten von Bauwerken und Gebäuden benutzt wird.
BauteilVerschiedene Bedeutungen: 1. Eine funktionale Komponente eines Bauwerks (das Bauteil); siehe Bauteil (Bauwesen). 2. Ein Teil eines Gebäudes, der vom Hauptbaukörper abgesetzt ist, z. B. ein Turm, ein Treppenhaus oder ein Gebäudetrakt (der Bauteil); siehe Bauteil (Architektur).
BauträgerEin Unternehmen, das Wohn- und Gewerbeimmobilien zum gewerbsmäßigen Vertrieb herstellt.
BautürAuch Baustellentür: Eine vorübergehend angebrachte Tür, die einen in Bau befindlichen Bereich schützen soll.
BauweiseDie Bebauung in einem städtischen oder ländlichen Kontext. Sie definiert das Erscheinungsbild einer Siedlung (z. B. offene und geschlossene Bauweise).
BauwerkAuch Baute: Eine vom Menschen errichtete Konstruktion, die in schwer lösbaren oder ruhendem Kontakt mit dem Untergrund steht. Gegenbegriff: Fliegender Bau. Vgl. Immobilie. Der Begriff des Gebäudes ist enger gefasst als der des Bauwerks.
BauwerksabdichtungSammelbegriff für Maßnahmen, die darauf abzielen, ein Bauwerk oder Gebäude insbesondere gegen das Eindringen von Wasser zu schützen.
BauwichSiehe Grenzabstand.
BauwerksbegrünungSammelbegriff für Baukonzepte, in die lebendige Pflanzen einbezogen werden.
BauzeichnungBauplanung: Eine technische Zeichnung, die geometrische und/oder statische Informationen für die Bauausführung zeigt.
Bay windowViktorianische Architektur: Ein in einem Erker oder einer Auslucht platziertes mehrteiliges Fenster.
BazinaMaghreb, historisch: Ein von Steinmauern eingefasstes, meist zweigeschossiges Hügelgrab.
BeanspruchungsklasseDie Anforderungen, die an bestimmte Bauteile hinsichtlich ihrer Widerstandsfähigkeit oder Robustheit gestellt werden.
BebauungstiefeDie Tiefe der Fläche eines Grundstücks, die maximal überbaut werden darf. Vgl. Baugrenze, Baulinie.
BedolaEine Linoleum-Imitation. Vgl. Balatum, Stragula.
Begrünte FassadeSiehe Fassadenbegrünung.
BehausungEin geschützter, meist überdachter Ort für ein oder mehrere Lebewesen.
BeinhausAuch Ossarium, Ossuarium: Ein überdachter Raum, der zur Aufbewahrung von Gebeinen bestimmt ist.
BeischlagHistorisch: Ein meist mit einem Geländer versehener terrassenartiger Vorbau an der Straßenseite vor dem Eingang eines Gebäudes. Geht meist über die gesamte Breite der Gebäudefassade. Vgl. Veranda.
BeitelmauerwerkAuch Beitelmauerung. Ost- und Nordfriesland, historisch: Ein Ziermauerwerk am Ortgang eines Giebels.
BekleidungArchitekturtheorie des 19. Jahrhunderts: Die Wand eines Gebäudes als frei zu gestaltendes Bauteil.
BekrönungAuch Ziergiebel: Die obere Begrenzung eines Bauteils, oft als Schmuck gestaltet.
BeletageDas bevorzugte Geschoss eines adligen oder großbürgerlichen Wohnhauses beziehungsweise die am besten ausgestattete Wohnung (italienisch: Piano nobile); Hauptgeschoss eines Gebäudes
BelfriedFlandern, historisch: Ein hoher, schlanker Glockenturm.
BelvedereEin Gebäude oder Gebäudeteil, der speziell dafür vorgesehen ist, eine schöne Aussicht zu bieten. Beispiele: Aussichtspavillons, Dachterrassen.
BemessungSiehe Dimensionierung.
BenediktionsloggiaEine an einer bedeutenden Kirche eingerichtete spezielle Loggia, von der aus ranghohe Priester der im Freien versammelten Gemeinde den Segen spenden.
BepflanzungDas Einsetzen von Pflanzen in die Erdschicht des Bodens oder das Begrünen einer Fassade.
BeplankungSiehe Täfelung, Schalung (Verkleidung).
BerberzeltMaghreb: Die traditionelle Behausung der Berber-Nomaden.
Bergisches HausBergisches Land, historisch: Ein Fachwerkhaustyp. Kennzeichen: Grüne Fensterläden, schwarzes Ständerwerk und weißes Lehmgefache.
BergfriedAuch Burgfried: Mittelalter: Der unbewohnte Hauptturm. Vgl. Wohnturm, Donjon.
Berkshire CottagesNeuengland, historisch: Sammelbegriff für eine Anzahl exklusiver Villen. Kein einheitlicher Baustil.
Berliner DachDeutschland, Gründerzeit: Eine auf Mietshäusern verbreitete asymmetrische Dachform mit Steilabschrägung zur Straßenseite hin, fast flachem Mittelteil und geringer Schräge zur Hofseite. Vgl. Plattformdach, Stuttgarter Dach.
Berliner EckeAbgeschrägte bzw. stumpfe Ecke an Platzecken, an Gebäudeecken oder an Innenhofwänden, Begriff überwiegend in Berlin verwendet
Berliner VerbauSiehe Trägerbohlwand.
Berliner ZimmerBerlin, Gründerzeit: In Mietshäusern ein großer Wohnraum, der das Vorderhaus mit dem Seitenflügel, oder den Seitenflügel mit dem Hinterhaus verbindet. Zimmer in der inneren Ecke zweier aneinanderstoßender Gebäudeflügel, besitzt nur in einer Ecke ein Fenster; Durchgangszimmer
BeschlagAus Metall (heute meist Stahl oder Aluminium) gefertigtes Schutz-, Verbindungs-, Funktions- oder Bedienelement, das auf einem meist hölzernen Bauteil befestigt ist (Beispiele: Scharniere, Griffe).
BeschlagwerkNiederlande, Deutschland, Renaissance: Ein flächiges Dekorationselement, das aufgenietete metallene Beschläge imitiert.
BesteckEin Maß beim Treppenbau, das angibt, wie weit die Treppenwange über die Treppenstufe hinausragt.
BestiensäuleMittelalter: Eine Säule bzw. ein Pfeiler, an dessen Schaft eine plastische Darstellung kämpfender Menschen und Tiere angebracht ist.
BetonEin festbindender Baustoff aus künstlich hergestellten Steinen und dem Bindemittel Zement.
BetondachsteinAuch Betonpfanne: Ein meist aus Zement und Sand hergestellter künstlicher Stein (Formstein) in Form eines Dachziegels.
BetondeckeSiehe Decke (Bauteil).
BetondeckungAuch Betonüberdeckung: Stahlbetonbau: Der Abstand zwischen der Betonoberfläche und der Außenkante eines vom Beton umhüllten Betonstahls. Die Betondeckung ist idealerweise so groß, dass der Stahl auf keinen Fall herausragt.
BetonfertigteilEin Bauteil aus Beton, Stahlbeton oder Spannbeton, das meist industriell vorgefertigt ist und danach in seine endgültige Lage montiert wird.
BetonformsteinEin dekoratives Element aus Betonguss, das in größerer Zahl etwa als Mauerwerk verbaut wird.
BetonpfanneSiehe Betondachstein.
BetonplatteEin flächenhaftes Bauteil aus Beton, das etwa als Bodenbelag oder Wandverkleidung verbaut wird.
BetonüberdeckungSiehe Betondeckung.
BetonwerksteinEin vorgefertigtes Bauteil aus Beton, dessen Ansichtsflächen werksteinmäßig bearbeitet oder als Betonfertigteil besonders gestaltet sind.
BetonzusatzSiehe Betonzusatzstoffe, Betonzusatzmittel.
BetonzusatzmittelMittel, die dem Beton beigemischt werden, um seine Eigenschaften zu verändern. Anders als Betonzusatzstoffe werden Betonzusatzmittel nur in geringer Menge beigefügt.
BetonzusatzstoffeZusätze, die dem Beton beigemischt werden, um seine Eigenschaften zu verändern.
BettelordenskircheMittelalter: Für die Kirchen der Dominikaner und Franziskaner galten besondere Bauvorschriften; insbesondere wurde Schlichtheit und Prachtverzicht verlangt.
BeulenDas Ausweichen einer Flächenplatte in die dritte Dimension. Tritt unerwünscht z. B. an Schalbrettern beim Betonieren auf.
BewegungArchitekturtheorie: Bei der Gestaltung eines Gebäudes muss in Betracht gezogen werden, dass Menschen (modern auch: Verkehrsmittel) sich durch das Gebäude bewegen. Damit ist weniger die Erschließung gemeint, als vielmehr – ästhetisch – die (ideale) Bewegung eines Besuchers, der das Gebäude zum ersten Mal betritt und durchschreitet und dabei die wichtigsten Perspektiven auf sich wirken lässt.
BewegungsflächeSammelbegriff für Flächen, auf denen Personen (modern auch: Transportmittel) sich bewegen können, z. B. Zuwegungen und Flure. Vgl. Erschließung.
BewegungsfugeAuch Dehnfuge, Dehnungsfuge, Dilatationsfuge: Eine Fuge zur Unterbrechung von Bauteilen, um Spannungsrissen vorzubeugen.
Bewehrter BetonSiehe Stahlbeton.
Bewehrtes MauerwerkEine Kombination aus konventionellem Mauerwerk mit einer vertikal oder horizontal eingelegten (Stahl-)Bewehrung, siehe auch Armierung.
BewehrungAuch Armierung: Die Verstärkung vor allem von Betonteilen durch härtere Materialien, besonders Stahl. Siehe auch Stahlbeton, Bewehrungsstahl.
BewehrungsplanEin Werkplan, der die Bewehrung eines Stahlbetonbauteiles darstellt.
BewehrungsstahlAuch Betonstahl, Armierungseisen, Moniereisen: Stahl, der zur Bewehrung meist von Beton (Stahlbeton) verwendet wird.
BiberschwanzMitteleuropa, meist historisch: Ein flacher, an der Unterkante oft halbrund geformter Dachziegel.
BibliothekEin Gebäude oder ein Raum, der dazu dient, Bücher aufzubewahren und zugänglich zu machen.
BiegesperrholzEin Sperrholz, das so gefertigt ist, dass es sich relativ leicht biegen lässt. Verwendung dort, wo gerundete Formen notwendig sind.
Biegesteife EckeAuch biegesteife Eckverbindung: Baustatik: Verbindung zweier Stäbe oder Platten, die eine Ecke bildet, jedoch nicht drehbeweglich ist wie ein Gelenk. Siehe auch Biegesteifigkeit.
BiegesteifigkeitDas elastische Materialverhalten eines Baustoffes.
BienenkorbhütteAuch Bienenstockhütte: Hauptsächlich prähistorisch und Antike: Ein meist runder Kraggewölbebau aus Trockenmauerwerk.
BierhofSpätmittelalter, frühe Neuzeit: Ein städtisches Wohnhaus, an dessen Besitz das Braurecht gebunden war. Keine einheitliche Bauweise, auch wurde nicht im Hause gebraut.
BierkellerEin unterirdischer kühler Lagerraum für Bier.
Bifore, BiforiumSiehe Gekuppelte Fenster.
BildprogrammGesamtkonzept der bildnerische Ausgestaltung eines Gebäudes.
BimsbetonEin Beton, der hauptsächlich aus Bims besteht und darum besonders gute Schall- und Wärmedämmungseigenschaften hat.
BindemittelStoffe, die andere Stoffe binden, etwa durch Verkleben. Bindemittel werden in vielen Baustoffen verwendet, etwa in Beton und Mörtel.
BinderVerschiedene Bedeutungen: 1. Auch Träger: Ein meist hölzernes oder stählernes stabmäßiges Konstruktionselement, das die Distanz zwischen zwei Auflagern überbrückt und dabei selber zur tragenden Struktur für weitere Auflagerflächen wird; siehe Binder (Tragwerk). 2. Im Mauerwerksverband ein Ziegel, der quer zur Mauer verbaut wird; Gegenbegriff: Läufer.
BinderverbandEin einfacher Mauerwerksverband, bei dem alle Steine quer zum Wandverlauf gelegt, und von einer Lage zur nächsten um eine halbe Steinbreite versetzt werden.
Bioreaktive FassadeSiehe Photosynthesefassade.
BirkenrindeDie Rinde der Birke wurde historisch oft als Baustoff, etwa für die Dachdeckung, verwendet.
BirnstabGotik: Ein stabförmiges Bauelement mit birnenförmigem Querschnitt. Verwendung z. B. für Gewölberippen, Bögen und Dienste an Pfeilern und Portalen.
BitumenEin aus Erdölen gewonnener klebriger Stoff, der im Bau u. a. als Dichtmittel verwendet wird.
BitumendachbahnSiehe Bitumen-Schweißbahn.
Bitumen-SchweißbahnEin beidseitig mit Bitumen beschichteter Baustoff zur Bauwerksabdichtung, besonders zur Dachabdichtung. Vgl. Dachdichtungsbahn, Dachpappe.
Black HouseHebriden, Schottland, Irland, historisch: Ein traditioneller Haustyp. Kennzeichen: Doppelwandiges Trockenmauerwerk, hölzerne Dachbalken mit Grassoden, Stroh oder Schilfrohr bedeckt.
BlattmaskeEin skulpturales Detail in Form eines Gesichts, das aus Blättern zusammengesetzt ist.
BlattwerkAuch Laubwerk: Ein Ornament, das aus stilisierten Blättern besteht.
Blechdach, BlechdeckungSiehe Stehfalzprofil.
BleidachDachdeckung aus Bleiplatten.
BleiglasfensterFenster, bei denen einzelne Flachglasstücke durch verlötete Bleiruten eingefasst sind. Seit dem Hochmittelalter.
BlendarkadeEine Reihe von Blendbögen.
BlendbogenRomanik: Ein Bogen an einer Wand, der der ästhetischen Gliederung der Fassade dient. Blendbögen haben wenig statische Bedeutung und man kann auch nicht hindurchgehen.
BlendeEin Bauelement, das nicht wirklich vorhanden ist und nur angedeutet wird, etwa um eine Fassade zu gliedern oder zu dekorieren. Siehe auch Scheinarchitektur.
BlendfassadeDie Verkleidung einer bereits bestehenden Fassade durch eine komplette neue Fassade. Vgl. Schaufassade, Blende.
BlendfensterAuch Blindfenster: Ein Fenster, das nur angedeutet ist, aber keine Öffnung hat.
BlendrahmenDer äußere, feste Rahmen eines Fensters, in welchen die zu öffnenden Flügel (Flügelrahmen) oder eine Festverglasung eingefügt werden. Der Flügel selbst ist von einem Flügelrahmen umgeben.
BlendsäuleSiehe Halbsäule.
BlickschutzSiehe: Sichtschutz.
BlindbodenVerschiedene Bedeutungen: 1. Fehlboden: In Holzbalkendecken derjenige Deckenteil, auf dem die Füllmaterialien aufliegen. 2. Auch: Ein Teil des Dachbodens, der sich zwischen Traufe und Abseitenwand befindet; siehe Abseite (Bauwesen).
BlindbogenSiehe: Blendbogen
BlindfensterAuch Blendfenster: Ein Fenster, das nur angedeutet ist, aber keine Öffnung hat.
BlindstockRahmen, bzw. Montagezarge, als eine Art Lehrgerüst für Gebäudeöffnungen, wo später Fenster oder Türen eingebaut werden sollen.
BlitzschutzEine Einrichtung, die verhindert, dass Blitze direkt in ein Gebäude einschlagen.
Blockbau, Blockbauweise, HolzblockbauweiseEine Massivbauweise beim Holzbau, bei der Baumstämme zu Wänden übereinander gestapelt werden. Ergebnis ist meist ein Blockhaus.
BlockhausEin Haus in Blockbauweise.
BlockheizkraftwerkEine modular aufgebaute Anlage zur Gewinnung elektrischer Energie und Wärme. Kleine Anlagen eignen sich auch für Einfamilienhäuser.
BlockverbandEin Mauerwerksverband, bei dem Binder- und Läuferschichten sich abwechseln.
Blume des LebensEin Ornament mit sechseckiger Fläche, in der viele Kreise sich schneiden.
BodenVerschiedene Bedeutungen: 1. Baugrund. 2. Fußboden. 3. Dachboden.
BodenablaufEine Öffnung im Fußboden, die als Ablauf für frei fließendes Wasser dient.
BodenaustauschWenn ein Boden nicht tragfähig ist, muss der Boden entweder ausgebaggert und ersetzt werden. Alternativ kann eine Tiefgründung durchgeführt werden.
BodenbelagDer Nutzbelag eines Fußbodens, z. B. Teppich, PVC-Boden, Parkett, Fliesen.
BodenfeuchteAuch Bodenfeuchtigkeit: Die Wassersättigung des Erdreichs.
BodenlukeEine Luke, die den Zugang zum Dachboden verschließt.
BogenEin Bauelement zum Überbrücken von Öffnungen im Mauerwerk. Ein Bogen ohne tragende Funktion heißt Blendbogen.
BogendachEine Dachform. Bogendächer haben einen runden oder elliptischen Querschnitt, sind aber weniger stark gewölbt als ein Tonnendach.
BogenfeldSiehe Tympanon
BogenfriesSpätmittelalter: Ein Fries, der aus aneinandergereihten Halbkreisbögen besteht, deren Schenkel auf kleinen Konsolen aufliegen können.
BogengangAuch Arkadengang, Laubengang: Ein zu einer Seite offener Gang, der innerhalb der Kubatur eines Gebäudes liegt. Die offene Seite wird von einer Abfolge von Arkaden gebildet.
BohleAuch Planke, Pfosten: Ein längliches Schnittholz mit flachem Querschnitt, das dicker als ein Brett ist.
BohlendachEin freitragendes Dach, das hauptsächlich aus hölzernen Bohlenbögen gebildet wird. Siehe Bohlenbinder.
BohlenstubeMittelalter: Ein von Holzbohlen umgebener, besonders wärmegedämmter Raum, der leicht geheizt werden kann.
BohlenwandEine Wand, die durch aufeinander geschichtete, durch Nut und Feder verbundene Bohlen entsteht.
Böhmische KappeAuch Stutzkuppel, Platzlgewölbe: Eine Kuppelform, bei der die runde Kuppel über einem quadratischen Grundriss erbaut wird.
BohrpfahlSiehe Pfahlgründung.
BoiserieAuch Boisage: Eine besonders aufwendige Täfelung im französischen Schlossbau des 17. und 18. Jahrhunderts. Vgl. Lambris.
BolzenEin rundes, längliches Bauteil meist aus Stahl.
BolzentreppeAuch Bolzenstiege, Tragbolzentreppe: Eine filigran gebaute Treppe, deren Stufen durch Bolzen miteinander verbunden werden.
BonshōJapan, traditionell: Eine hängende Glocke in einem buddhistischen Kloster.
BoôEmsland, historisch: Ein Stroh- oder Reet-gedeckter Weidestall.
BorieProvence, historisch: Eine ländliche Bauform aus Trockenmauerwerk.
Böschung1. Auch Hang: Ein natürlicher oder künstlich angelegter Geländeknick oder -sprung. 2. Dossierung von Sockelmauerwerk und im Festungsbau.
BosseDie nur roh zugerichtete und daher buckelige Vorderseite bzw. Ansichtsfläche eines Werksteins oder Quaders; vgl. auch Buckelquader.
BrandabschnittEin durch feuerbeständige Bauteile abgegrenzter Bereich, der keinen Feuerüberschlag auf andere Brandabschnitte zulassen darf.
BrandmauerSiehe Brandwand.
BrandschutzdeckeEine feuerwiderstandsfähig ausgerüstete Raumdecke, die vor Brandbeanspruchung von unten schützt. Massive Brandschutzdecken schützen teilweise auch vor Brandbeanspruchung von oben.
BrandschutzfensterEin Fenster, das den Brandüberschlag an oder in Gebäuden verhindert.
BrandwandAuch Brandmauer, Brandschutzwand, Feuermauer: Eine feuerwiderstandsfähig ausgerüstete Wand, die ein Übergreifen von Feuer und Rauch von einem Gebäude oder Gebäudeteil (Brandabschnitt) zu einem anderen verhindern soll.
Braune WanneEine Bauwerksabdichtung, bei der Geotextil-Matten mit Bentonit-Füllung verwendet werden.
BrauthausNorddeutschland, historisch: Ein nachträglicher Anbau an einer der Längsseiten einer Kirche.
BrautportalAuch Brauttür, Brautpforte: Gotische Kirchen: Ein meist an der Nordseite gelegenes überdachtes Portal. Wurde vor der Einführung der Altartrauung als Ort der kirchlichen Eheschließung verwendet.
BregenzerwälderhausBregenzerwald, traditionell: Eine bäuerliche Hausform im Blockbau.
BrennwertkesselAuch Voll-Brennwertkessel: Ein besonders energieeffizienter Heizkessel für Warmwasserheizungen.
BrettschichtholzAuch Leimholz, Leimbalken: Ein aus mindestens drei Brettlagen und in gleicher Faserrichtung verleimtes Holz. Stabiler als Vollholz, wird darum oft in tragenden Konstruktionen verwendet.
Brise SoleilEin Sonnenschutz mit Lamellen aus Beton, Metall oder Holz.
BrochSchottland, prähistorisch: Ein fensterloser Turm aus Trockenmauerwerk.
BronzetürAuch Bronzeportal: Ein bronzener Türflügel, oft aufwendig gestaltet.
BruchsteinGesteinsmaterial, das durch Abbruch größerer Felsen oder im Steinbruch entstanden ist. Wird direkt als Baumaterial verwendet oder vorher weiterverarbeitet.
BruchsteinmauerwerkEin aus nur grob bearbeiteten Natursteinen im Verband und mit Mörtel aufgeschichtetes Mauerwerk.
BrückenkapelleAuch Brückenkirche: Historisch: Eine zum göttlichen Schutz von Brücken und Reisenden brückennah erbaute Kirche oder Kapelle.
BrückenturmMittelalter bis frühe Neuzeit: Ein auf einer Brücke errichteter Turm. Diente meist der Verteidigung oder der Zollerhebung.
BrunnenstubeAuch Quellfassung: Bauliche Einfassung einer Quelle zur Gewinnung von Trink- oder Heilwasser.
BrüstungAuch Parapet: Eine massiv ausgeführte Wandscheibe als Absturzsicherung an Brücken, Galerien, Balkonen usw. Vgl. Gitter, Geländer, Balustrade.
BuckelquaderMauerwerk: Stilisiertes Bossenwerk eines Mauerwerks.
Buddhistischer TempelBuddhistischer Tempel sind regional uneinheitlich gestaltet, umfassen aber meist einen Gebäudekomplex und Gelände. Im Zentrum befindet sich ein Heiligtum (Stupa oder Kultbild des Buddha).
BukranionAuch Ochsenkopf: Antike, Renaissance: Die als Schmuckmotiv eingesetzte Vorderansicht eines Rinderschädels mit Gehörn.
BouleuterionAuch Buleuterion; Griechische Antike: Der Versammlungsraum der Bule, des Rates der Stadt. Vgl. Ekklesiasterion.
BullaugeVerschiedene Bedeutungen: 1. Ein kreisrundes Fenster in einem Schiff. 2. Ein rundes oder ovales Fenster in einem Gebäude; siehe Ochsenauge.
BummertOstfriesland, historisch: Eine ländliche Hausform: Ein aus Ziegeln erbautes Doppelhaus für zwei Landarbeiterfamilien.
BündelpfeilerSpätromanik und Gotik: Eine Form der Wand- oder Freistütze, die scheinbar aus mehreren Rundstäben zusammengesetzt ist.
BundwerkDeutschsprachiger Alpenraum, traditionell: Eine Holzbautechnik, bei der Balken über Kreuz verbunden werden. Nach Blockbau und Fachwerk eine der am meisten verbreiteten Holzbautechniken.
BungalowMeist eingeschossiges Bauwerk mit Flachdach oder nur flach geneigtem Dach.
BunjeDalmatien, historisch: Ein Kraggewölbebau aus Trockenmauerwerk. Diente Landarbeitern als Schutzhütte.
BunkerEin schützendes Bauwerk, das die Insassen oder die Umgebung vor direkter Gefährdung bewahrt.
BunkerdeckeEine Raumdecke, die besonders widerstandsfähig gegen Explosionen ist. Nicht nur im Bunkerbau, sondern auch in Lagern für Chemikalien, im Kraftwerksbau und Ähnlichem
Bunte KerkeNordrhein-Westfalen: Eine Kirche mit mittelalterlichen Deckenmalereien.
BürgerhausMittelalter, Renaissance: Das oftmals repräsentative Wohnhaus eines Stadtbürgers.
BurglehnMittelalter: Ein Burggut als abgegrenzter Bezirk vor den Burgmauern.
BurgmannshofAuch Burgmannenhof, Burgmannenhof: Mittelalter: Der Wohnsitz eines Burgmannes, der mit der Verteidigung einer Stadt mit Festungscharakter oder einer größeren Burg beauftragt war.
BusungMittelalterliche Kirchengewölbe: Eine sphärische Bauchung der Gewölbekappen eines Kreuzgewölbes.

### C
CADComputer Aided Design: Computergestütztes architektonisches Konstruieren.
CaldariumRömische Thermen: Warmwasserbad.
CamarinSpanien, spanische Kolonien, historisch: Ein kleiner Nebenraum hinter dem Hochaltar.
CampanileEin neben einem Kirchengebäude ohne Verbindung zu diesem freistehender Glockenturm. Vgl. Glockenstapel.
Campo SantoSiehe Friedhof.
CampusZusammenhängender Komplex von Gebäuden, die zur selben Hochschule oder zum selben Forschungsinstitut gehören. Traditionell besonders im englischsprachigen Raum.
Capella maiorDer Hauptchor einer Kirche, an der der Hauptaltar steht. Gegenbegriffe: Capella minor, Seitenkapelle (siehe: Kapelle (Kirchenbau)).
Capilla abiertaNeuspanien: Eine Form offener Kapellen, die schnell fertiggestellt werden konnten und es den Missionaren erlaubten, auch große Menschenmengen an Gottesdiensten teilnehmen zu lassen.
CarnariumSiehe Beinhaus.
CarnotzetFranzösischsprachige Schweiz: Ein privates kleines Kellergewölbe oder ein rustikal eingerichteter Kellerraum, in dem Wein gelagert und degustiert wird.
CarportEin Unterstand für Autos, der im Unterschied zu einer Garage kein Tor und meist auch keine Seitenwände hat.
CellaGriechische und römische Antike: Der fensterlose innere Hauptraum eines Tempels.
CellulosedämmstoffSiehe Dämmstoff.
CenotaphSiehe Kenotaph.
ChaityaIndien: Eine Verehrungs- bzw. Gebetshalle in einer buddhistischen Tempelanlage.
ChaletLändlicher Haustyp im französischen Teil der Schweiz; aus Holz gefertigt oder mit Holz verkleidet.
ChandrasalaNorden Indiens: Kleine serielle oder flächig angeordnete (Blend-)Fenstermotive.
ChaperonAbdeckung einer freistehenden Garten- oder Grenzmauer mit einem nach zwei Seiten abfallenden Dachprofil.
ChediThailand: Ein Mahnmal in einer buddhistischen Tempelanlage (Wat). Vgl. Stupa.
Cheker-FriesAltägypten: Ein oberes Abschlussornament dekorierter Wandflächen, Teppichfransen oder Schilfbündel imitierend.
ChickeeFlorida, historisch: Eine traditionelle mit Palmblättern gedeckte Pfahlhütte der Seminolen.
Chinesische HolzgitterKunstvoll aus Holz gebaute durchbrochene (unverglaste) Türen und Fenster sind ein prägendes ästhetisches Element der traditionellen chinesischen Architektur.
Chinesische PyramideChina, historisch: Ein Typ von Mausoleum in Form einer Pyramide oder eines Pyramidenstumpfes.
Chinesische TapeteEine der ältesten Tapetenformen der Welt. Zunächst aus Seide, später aus Papier.
ChofahThailand: Charakteristische Verzierungen auf dem Dach von Gebäuden in einer buddhistischen Tempelanlage (Wat).
ChorAuch Chorraum, Presbyterium, Altarraum: Christliche Kirchen: Derjenige innere Gebäudeteil, der den Hauptaltar umgibt. Die sich anschließende Apsis ist nicht Teil des Chores.
ChorbogenKirchenbauten: Ein großer Bogen zwischen dem Chorraum und dem Langhaus.
ChoremporeAuch Musikempore, Orgelempore, Orgelchor, Orgelfuß, Chortribüne, Orgelbühne, Organistrum, Sängerchor: Kirchenbauten: Diejenige Empore, auf der Orgel und Orgelprospekt untergebracht sind; meist befinden sich hier auch gestaffelte Sitzreihen für den Chor.
ChörleinGotik, Renaissance: Ein kleiner Erker aus Holz oder Stein im ersten Obergeschoss eines Hauses.
ChorscheitelDer Scheitelpunkt (d. h. der vom Altar am weitesten entfernte Punkt) der Chorapsis bzw. des Chorumgangs.
ChorschrankeAuch Altarschranke: In Kirchenbauten, historisch: Eine Barriere, die Chor bzw. Altarraum so absperrt, dass die Laien keinen Zugang haben. Vgl. Lettner, Ikonostase.
ChörtenTibet: Ein buddhistischer Kultbau; vgl. Stupa.
ChorturmMittelalter: Ein über dem Chor errichteter Kirchturm. Gegenbegriffe: Westturm, Vierungsturm.
ChorumgangKirchenbauten: Der um den Chor herumgeführte Raumteil. Diente meist als Prozessionsgang.
ChromstahlblechverfahrenEin Verfahren zur nachträglichen Abdichtung von Mauerwerkswänden gegen aufsteigende Feuchtigkeit, bei dem Bleche in eine Fuge des Mauerwerks gerammt werden.
ChudschraMuslimischer Raum: Ein kleiner Wohnraum für Studenten in einer religiösen Schule.
CiboriumSiehe Ziborium.
CircusRömische Antike: Eine langgestreckte Arena für Wagenrennen. Vgl. Hippodrom, Arena.
CleitSchottland, historisch: Eine Steinhütte (Trockenmauerwerk).
Clocher trinitaireKirchenbauten, Baskenland: Eine Sonderform des Glockengiebels mit drei Spitzen.
Coburger ErkerRenaissance, Coburg: Eine lokale Variante des Eckerkers.
CompluviumRömische Antike: Ein offenes Oberlicht im Atrium
ComunidorKatalonien, Aragonien (Spanien): Ein baulich separierter Altar, der zur Anlage einer Kirche gehört.
ConfessioKirchenbauten: Eine spezielle Altaranlage, die den Gläubigen Zugang zu den unter dem Altar aufbewahrten Reliquien ermöglicht.
Coro und TrascoroSpanien, historisch: Ein Binnenchor mit reich dekorierter Rückseite.
Corps de logisIn barocken Schlössern und Stadtpalais: Der zu Wohnzwecken bestimmte Haupttrakt.
CorpusBezeichnung für die Gesamtheit eines Gebäudes und Raumes.
CottageEnglischsprachiger Raum: Ein oft aus traditionellen Materialien errichtetes kleines Landhaus mit rustikalen Merkmalen wie einer niedrigen Decke, freiliegenden Deckenbalken und Holzfußboden.
Cour d’honneurSiehe Ehrenhof.
CrescentEine halbmondförmige, konkave Häuserreihe.
CrochetSiehe Krabbe.
CrannógBritische Inseln, prähistorisch: Eine in einem Binnensee aus Baumstämmen, Sand und Steinen errichtete künstliche Insel.
CrottoApulien (Italien), historisch: Ein rundlicher Kraggewölbebau aus Trockenmauerwerk. Vgl. Trullo.
CubburoSizilien, historisch: Ein halbkugelförmiger Kraggewölbebau aus Trockenmauerwerk.
Curtain WallSiehe Vorhangfassade.

### D

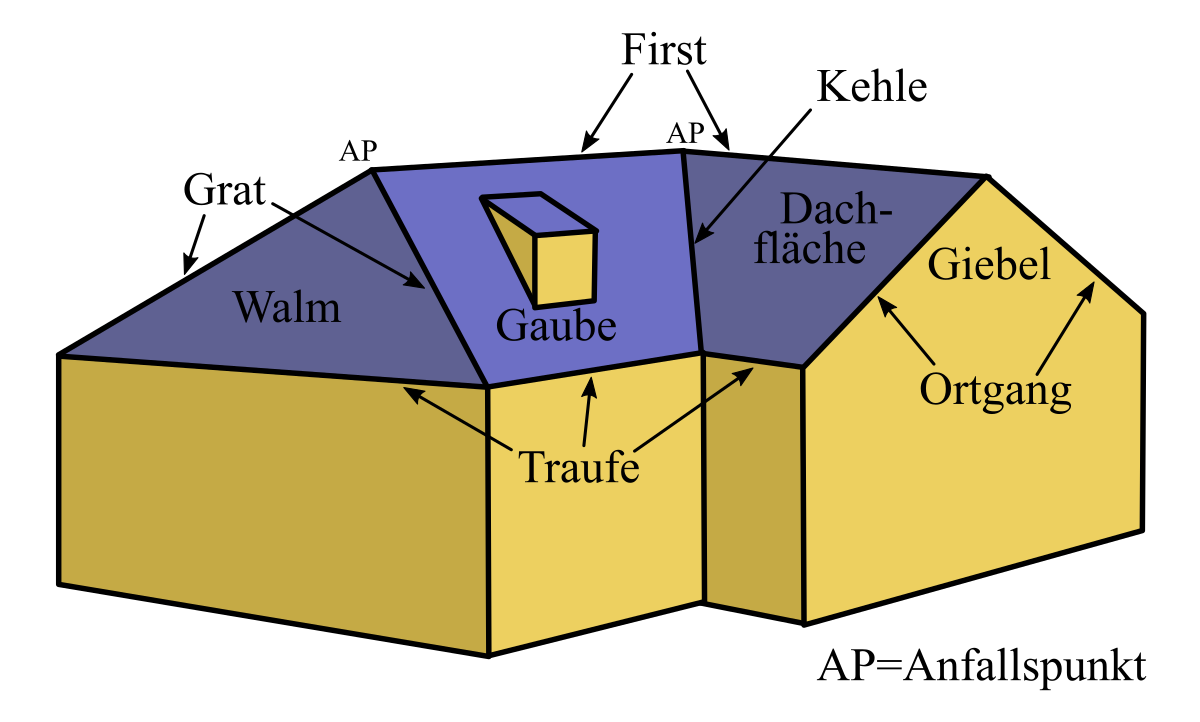
Die grundlegenden Fachbegriffe zur Beschreibung eines Daches

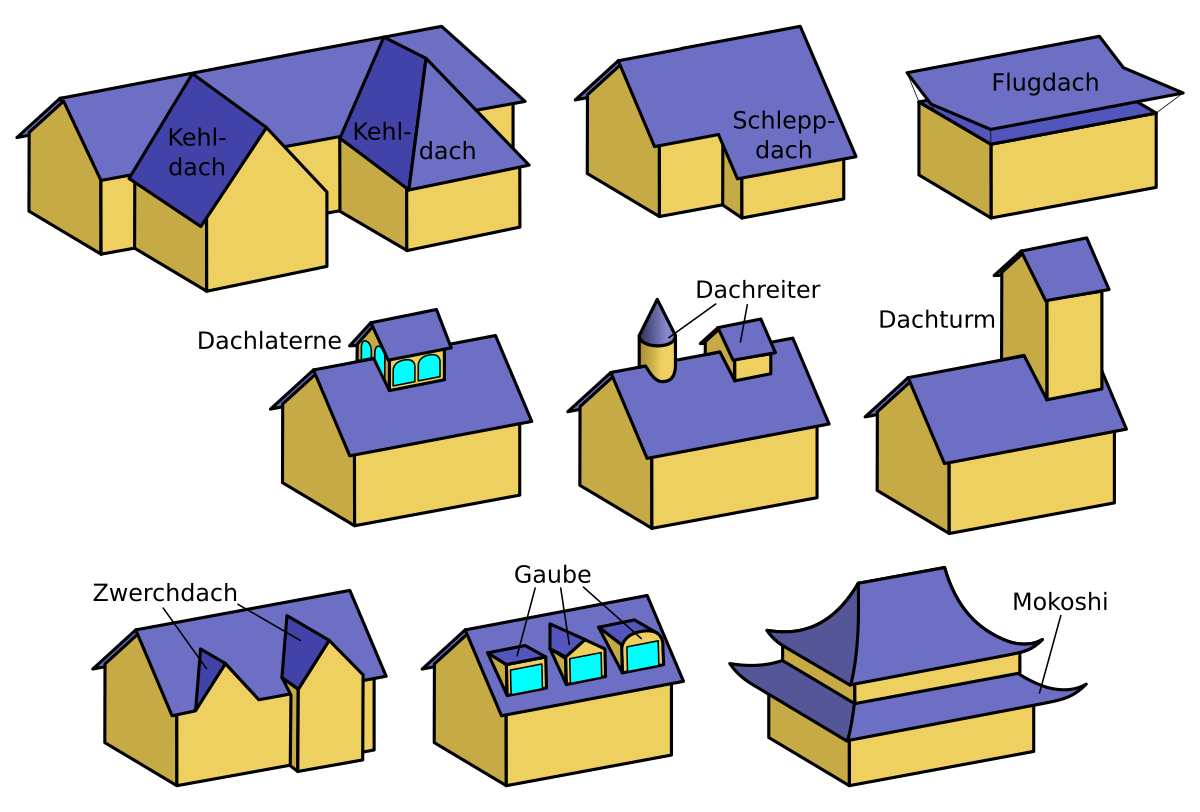
Bezeichnungen einiger Bauteile, durch die ein Dach erweitert werden kann

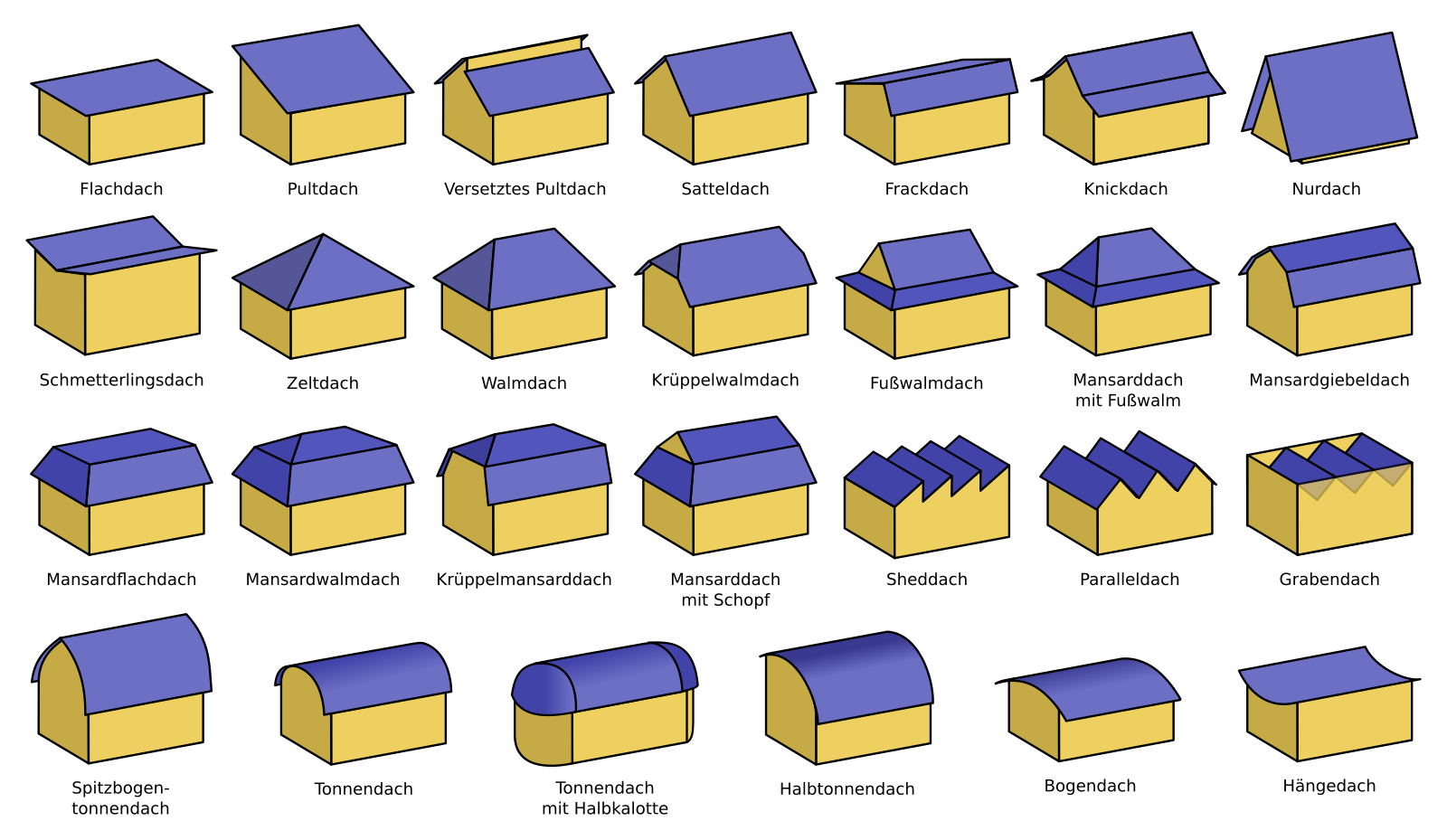
Einige grundlegende Dachformen

D’Humy-SystemParkhäuser: Eine Variante der Erschließung, bei der die Ebenen zweier Hälften des Gebäudes jeweils um eine halbe Geschosshöhe gegeneinander versetzt sind.
DachEine aus Tragwerk und Deckung bestehende Konstruktion, die darunter liegende Räume und Flächen nach oben abschließt und sie somit vor Sonne, Witterung oder anderen von oben eindringenden Einflüssen schützt.
DachabdichtungDie außenliegende Schicht der Dachhaut, die das Gebäude vor Niederschlägen, Wind und Sonneneinstrahlung schützt. Im Gegensatz zur Dachdeckung, die Niederschläge meist durch Neigung ableitet, ist die Dachabdichtung wasserdicht.
DachabdichtungsbahnSiehe Dachdichtungsbahn.
DachablaufAuch Dachgully: Insbesondere auf Dächern ohne Dachrinne dasjenige an der tiefsten Stelle des Daches gelegene Element, das das Regenwasser aufnimmt und in die Anschlussleitung führt
DachausmittlungDie geometrische Festlegung einer Dachform und ihrer Schnittlinien (Traufe, Ortgang, First, Grat, Verfallung, Kehle) über dem gegebenen Grundriss.
DachbahnEine in Bahnen hergestellte Dachpappe.
DachbegrünungEine Form der Bauwerksbegrünung, bei der entweder ein Dachgarten oder ein Gründach angelegt wird.
DachbinderEine feste hölzerne Konstruktion, die auf den Außenwänden aufliegt und Sparren und Pfetten trägt.
DachbodenAuch Boden, Estrich, Winde, Speicher, Dachkammer, Balken, Söller, Oller, Zolder, Bühne: Ein höchstens als Abstellraum genutzter Raum unter dem Dach. Dachböden haben meist keine Wandverkleidung.
DachdämmungDie Wärmedämmung eines Gebäudes im Dachbereich. Formen (Auswahl): Untersparren-, Zwischensparren-, Aufsparren-, Auflatt-, Flachdachdämmung.
DachdeckerEin Handwerker, dessen Aufgabengebiet den gesamten Bereich der Dach-, Wand- und Abdichtungstechnik abdeckt.
DachdeckungDerjenige Teil der Dachhaut, der nicht Dachabdichtung ist, also diejenigen Bauteile, die Niederschläge und Wind ableiten, wie z. B. Dachziegel und Dachschindeln.
DachdichtungsbahnEine ausrollbare Bahn Dachpappe zur Herstellung von Dachabdichtungen. Zu unterscheiden von einer Bitumen-Schweißbahn.
DachentwässerungDie Ableitung von Niederschlägen und Tauwasser nach der Schneeschmelze über geneigte Dachflächen, Dachrinnen und Fallrohre.
DachfensterAuch Dachflächenfenster: Ein Fenster im Dach eines Gebäudes. Vgl. Oberlicht, Lichtröhre.
DachfirstAuch First: Die meist waagerechte obere Kante eines (Sattel-)Daches.
DachflächeEine nach außen sichtbare Fläche eines Daches.
DachformWelche Form für das Dach eines Gebäudes gewählt wird, hängt u. a. von statischen, technischen, finanziellen und stilistischen Faktoren ab.
DachgaubeAuch Gaube, Dachkapfer, Lukarne: Ein Dachaufbau in der geneigten Dachfläche eines Gebäudes. Nimmt im Allgemeinen ein Fenster auf. Darüber hinaus vergrößert eine Gaube den nutzbaren Raum im Dachgeschoss.
DachgesimsAuch Hauptgesims, Traufgesims, Kraggesims, Kranzgesims: Das oberste Gesims eines Bauwerks, das das Bauwerk nach oben abschließt.
DachgratEine Kante, die an einem Walm- oder Zeltdach da entsteht, wo zwei Dachflächen aneinanderstoßen.
DachhautDie Gesamtheit der Dachdeckung und Dachabdichtung, also die obersten Schichten eines Daches von den Ziegeln bis hin zu den Dachbahnen.
DachhechtAuch Hechtgaube, Hechtfenster: Dachkonstruktion: Eine sehr breite (5 Meter und mehr) Schleppgaube.
DachkastenEin kastenartiges Bauteil, mit dem der Zwischenraum zwischen Hauswand und Dachtraufe geschlossen wird.
DachkonstruktionAuch Dachtragwerk: Das Tragwerk eines Daches, das die Dachdeckung trägt.
DachlandschaftVerschiedene Bedeutungen: 1. Das komplexe Dach eines Gebäudes, besonders einer Kathedrale oder eines Schlosses. 2. Die Dachansicht einer Stadt, besonders einer baulich bedeutenden Altstadt.
DachlatteEine Holzlatte, die entweder direkt auf die Sparren oder quer auf die Konterlattung genagelt ist. Dachlatten bilden die oberste Lage der Dachkonstruktion und tragen die Dachdeckung.
DachlawineAn geneigten Dächern können Schneemassen herabstürzen. Dachlawinen bilden eine Gefahr für Personen und Gegenstände und werden im Idealfall baulich verhindert.
DachlukeEin meist verglaster einfacher Dachausstieg, der Zugang zum Dach und zu den Schornsteinen bietet. Im Unterschied zu Dachfenstern werden Dachluken vorzugsweise in unausgebauten Räumen verbaut.
DachneigungDie Neigung bzw. Steilheit einer Dachfläche. Unterschieden werden Flachdächer, flachgeneigte Dächer und Steildächer.
DachpappeEine mit Bitumen getränkte Pappe, die zur Dachabdichtung verwendet wird.
DachpfanneSiehe Dachziegel.
DachpfannenprofilEin aus Bandstahl gefertigtes Profilblech, das das Aussehen von Dachziegeln imitiert und als Dachdeckung verwendet wird.
DachraumDer Raum unter dem Dach. Bildet entweder den Dachboden oder das Dachgeschoss.
DachreiterAuch Glockenreiter: Vor allem auf Kirchen: Ein auf dem Dachfirst aufsitzendes Türmchen. Meist aus Holz.
DachrinneAuch Regenrinne, Dachkalle, (Dach-)Kandel: Dachentwässerung: Eine Rinne, die das von der Dacheindeckung ablaufende Regenwasser an der Dachtraufe sammelt und durch einen Trichter meist in ein Fallrohr führt.
DachschieferSchiefer wurde traditionell oft als Material zur Dachdeckung verwendet.
DachschmuckHistorisch: Skulpturen, Schnitzwerk und andere dekorative Elemente am Dach, besonders am First.
DachstuhlDas gesamte Gefüge eines Dachtragwerks.
DachtraufeAuch Traufe: Die Tropfkante am Dach eines Gebäudes. Direkt darunter ist oft eine Dachrinne angebracht.
DachturmKirchenbau: Ein Kirchturm, von dem mindestens drei Seiten nicht bis zum Fundament herunterreichen, sondern auf dem Dach aufsitzen.
DachüberstandDerjenige Teil eines Daches, der über die Außenwand des Gebäudes herausragt. An der Giebelseite schließt er mit dem Ortgang ab, an der Längsseite mit der Dachtraufe.
DachuntersichtDie Unterseite des Dachüberstandes. Zu sehen sind hier entweder Sparren und Pfetten oder ein Dachkasten.
DachziegelFlächige Bauelemente aus gebranntem Ton, die zur Eindeckung geneigter Dächer verwendet werden.
DämmputzSiehe Wärmedämmputz
DaibutsuEine große Buddhastatue.
DämmschichttrocknungAuch Flachdach-Dämmschichttrocknung: Ein Sanierungsverfahren, mit dem auf schadhaften Flachdächern durchfeuchtete Dämmschichten getrocknet werden können.
DammusoVerschiedene Bedeutungen: 1. Italien: Ein Typ von Wohnhöhle. 2. Auf Pantelleria (Italien): Ein Kraggewölbebau aus Trockenmauerwerk.
DampfbremseEine Folie, die verhindern soll, dass aus der warmen Innenraumluft Feuchtigkeit in die Wärmedämmung des Gebäudes diffundiert und dort Schimmelbefall begünstigt. Eine Dampfbremse, die komplett dicht ist, wird als Dampfsperre bezeichnet.
DampfdruckausgleichsschichtEine spezielle Schicht in nicht belüfteten Flachdächern, die es erlaubt, Dampf aus dem Gebäude in die Atmosphäre abzuleiten.
DampfsperreEine Dampfbremse, die praktisch völlig dampfdiffusionsdicht ist.
DanskerMittelalterliche Burgen, Mitteleuropa: Eine in einem Turm über einem fließenden Gewässer untergebrachte Toilettenanlage. Vgl. Aborterker.
DatscheAuch Datscha: Russland, Mitteleuropa: Ein Garten- oder Wochenendhaus, das der Erholung dient und Hobbygärtnerei ermöglicht.
Davoser FlachdachDavos (Schweiz): Eine besondere Art von Flachdach (Kaltdach), bei dem Regen- und Schmelzwasser durch einen zentralen Dachablauf innerhalb des Hauses in die Kanalisation abgeleitet werden.
DeckeAuch Plafond: Ein Bauteil, das die obere Begrenzung eines Raumes bildet.
DeckendurchbruchEine Decke muss durchbrochen werden, wenn, etwa zur Wärmedämmung oder für andere Energieersparnismaßnahmen, Installationsleitungen für die Haustechnik hindurchgeführt werden müssen.
DeckenfreskoSiehe Fresko.
DeckengesimsEin Profilbauteil, das entweder am Übergang zwischen Wand und Raumdecke oder nahe der Decke angebracht wird; letzteres modern etwa, um Lampen für indirekte Beleuchtung aufzunehmen.
Deckengleicher UnterzugAuch Blindbalken: Die Ersetzung eines als Unterzug eingebauten sichtbaren Balkens durch eine stellenweise verstärkte Bewehrung der Deckenplatte selbst.
DeckenmalereiAuch Deckengemälde, Deckenbild, Plafondmalerei: Die Bemalung von Decken oder Gewölben in Innenräumen.
DeckenscheibeStatik: Sammelbegriff für horizontal verbaute flächenhafte Bauteile wie z. B. Stahlbetonplattendecken, die Horizontallasten aufnehmen und auf vertikale Festpunkte oder Scheiben übertragen.
DeckenspiegelDas ebene Mittelfeld einer von Profilen gerahmten Decke.
DeckenverkleidungSammelbegriff für Verzierungen der Raumdecke, wie Holzverkleidungen (Kassettendecke), Gemälden oder Stuckverzierungen.
DeckplatteSiehe Abakus.
DehnfugeSiehe Bewegungsfuge.
DekorationsmalereiEin Kunsthandwerk, dessen Anwendungen u. a. die Wandmalerei, Schablonenmalerei, Ornamentik und Grisaille umfasst.
DenkmalpflegeSammelbegriff für die geistigen, technischen, handwerklichen und künstlerischen Maßnahmen zur Bewahrung und Unterhaltung von Kulturdenkmalen.
DenkmalschutzSammelbegriff für die rechtliche Regelungen zum Schutz von Kulturdenkmalen.
DetailEine Einzelheit eines Bauwerks.
Deutsche SäulenordnungEine Barockvariante der ionischen Säulenordnung.
DeutschordensburgMittelalter: Eine befestigte Klosteranlage.
DiamantquaderEine Sonderform des Bossenwerks, bei dem einzelne Steine pyramidenförmig hervorragen.
DiaofangTibet, Innere Mongolei: Eine traditionelle Form von Wehrturmhäusern mit Flachdach.
DiazomaGriechische Antike: Im Theater ein breiter Rundgang, der die Sitzreihen in Zonen (Ränge) gliedert.
Dichte RohrdurchführungenBei Rohrdurchführungen besteht prinzipiell das Problem, dass diese bei Undichtigkeit von Rohren überflutet werden können.
DichtmittelEin Oberbegriff für Dichtstoffe.
DichtprofilEin Fugenprofil, mit dem eine Fuge elastisch verschlossen wird.
DichtschlämmeAuch Dichtungsschlämme: Zement-Kunststoff-Mischungen, mit denen Oberflächen gegen eindringendes Wasser abgedichtet werden könne.
Dichtschließende TürBaurecht: Anders als bei Rauchschutztüren sind die Anforderungen an dichtschließende Türen in Deutschland nicht normiert.
DichtstoffAuch Fugenmasse, Dichtmasse, Fugendichtstoff, Weichdichtung, Flüssigdichtung: Ein Werkstoff zur Abdichtung von Fugen und anderen Öffnungen, die Bewegungen ausgesetzt sein können. Werden in Deutschland den Klebstoffen zugeordnet.
DichtstoffvorlageEin meist elastisches Material, das u. a. in tiefe Fugen eingebracht wird, bevor die eigentliche Abdichtung folgt.
DichtungsbahnEine in Bahnen hergestellte Bauwerksabdichtung, etwa für die Dach- oder Fugenabdichtung.
DichtungskehleEine Hohlkehle, die zur Abdichtung eingebaut wird.
DichtungsschleierEine Untergrundabdichtung von Staubauwerken und Baugruben, bei der Zement in den Untergrund gespritzt wird.
DickbettverfahrenEin älteres Verfahren zum Verlegen von Fliesen und Platten, bei dem eine relativ dicke Schicht Zementmörtel verwendet wird.
DickschichtputzDer häufigste Typ von Putz, oft 20 mm dick.
DielenbodenAuch Riemenboden: Ein Holzfußboden aus Brettern. Vgl. Parkett.
DielenbrettEin Brett, wie es in Dielenböden verbaut wird.
DielenhausNiederdeutscher Raum, historisch: Ein Haustyp, in dem eine große, oft zweigeschossige Diele einen beträchtlichen Teil des Gebäudes einnimmt und gleichermaßen als Aufenthalts- wie als Arbeitsraum dient.
DienstRomanik, Gotik: Eine vergleichsweise schlanke Viertel-, Halb- oder Dreiviertelsäule oder eine En-Délit-Säule, die einem Pfeiler oder einer Wand scheinbar vorgelegt ist.
DikkaIslamischer Raum: Eine erhöhte freistehende Plattform oder Empire in einer Moschee.
DimensionierungAuch Bemessung: Die Festlegung der Maße eines Bauwerks oder Bauteils.
DipterosGriechische Antike: Ein Tempeltypus, der an allen vier Seiten von zwei Säulenkränzen umgeben ist.
DirektabhängerBauteile, die zum Anbringen einer abgehängten Decke unter einer Rohdecke verwendet werden.
Dogtrot-HausAmerikanische Südstaaten: Eine Hausform, bei der unter einem einzigen Dach zwei meist eingeschossige Wohnungen liegen, die von einer zentralen offenen Passage getrennt werden.
DolmenEin Megalithgrab aus drei oder mehr aufrecht stehenden Tragsteinen, auf der eine oder mehrere Deckplatten ruhen.
DomVerschiedene Bedeutungen: 1. Auch Domkirche: Ein Kirchengebäude, das sich durch seine Größe, architektonische oder künstlerische Besonderheiten oder eine besondere historische Bedeutung auszeichnet. Keine einheitlichen architektonischen Charakteristika. Siehe Dom. 2. Eine Kuppel.
DomikalgewölbeEin kuppelartig überhöhtes Rippengewölbe.
DomusRömische Antike: Wohnhaus, Stadthaus. Zu unterscheiden vom Landhaus, der Villa.
DonjonMittelalterliche Burgen, Frankreich: Ein Wohn- und Wehrturm.
DoppelantentempelGriechische Antike: Ein Antentempel, an dessen Rückseite eine aus Anten gebildete Rückhalle (Opisthodom) liegt.
DoppelbodenEin zweiter Boden über dem eigentlichen Boden eines Raumes, bei dem – anders als bei einem Hohlboden – jede Stelle unterhalb des Doppelbodens jederzeit zugänglich bleibt. In Spezialräumen, in denen die Installationen oft verändert werden.
DoppelbodenstützeEin Bauteil, das einen Doppelboden trägt.
DoppelbogenfensterSiehe Gekuppelte Fenster.
DoppelchorIn der Romanik gab es Kirchen, die sowohl einen Ost- als auch einen Westchor besaßen.
DoppelfassadeModerne: Eine zweiteilige Fassade, bei der die äußere Lage das Gebäude schützt, während die inneren die Räume abschließt bzw. zur Wärmedämmung beiträgt.
DoppelfensterEine Kombination zweier Fenster an einer einzigen Zarge, historisch u. a. zur Wärmedämmung.
Doppel-FlachstahlpfostenGeländerbau: Ein spezieller Pfosten, der aus zwei Stahlleisten zusammengesetzt ist.
DoppelhausVerschiedene Bedeutungen: 1. Zwei direkt aneinandergebaute Einparteienhäuser; vgl. Back-to-Back House. 2. Ein Schleswig-holsteinisches Doppelhaus.
DoppelkapelleAuch Doppelkirche: Ein zweigeschossiger Kirchenbau, dessen Ebenen für unterschiedliche liturgische Zwecke genutzt werden.
DoppelkircheEin Kirchengebäude, das aus zwei getrennten Hauptschiffen besteht.
DoppelklosterEin Klosterbezirk, in dem Mönche und Nonnen streng getrennt unter der Leitung eines gemeinsamen Oberen leben.
DoppelmuldenfalzziegelDachdeckung: Ein Falzziegel mit zwei Rippen.
DoppelreiberHistorisch: Ein Fensterbeschlag, mit dem zwei Fensterflügel gleichzeitig verriegelt werden können.
DoppelschalenkuppelEin Gewölbe bzw. eine Kuppel mit voneinander abgesetzter Innen- und Außenschale.
DoppelstegträgerDachkonstruktion, Vereinigte Staaten: Ein ähnlich einem Doppel-T-Träger aufgebautes Konstruktionselement.
Doppel-T-HofÖsterreich: Eine bäuerliche Gebäudeform mit Doppel-T-förmigem Grundriss.
DoppelturmfassadeAuch Zweiturmfassade: Eine in der Regel westliche Kirchenfassade, die durch ein Turmpaar geprägt ist.
Dorische OrdnungDie zweite der fünf klassischen Säulenordnungen. Anders als die toskanische Säule hat die dorische ein komplexes Gebälk und am Schaft eine Kannelierung.
Dorische SäuleSiehe Dorische Ordnung.
DossierungEine Böschung bzw. Schräge im Festungsbau, im Landschaftsbau, im Deichbau sowie in der Architektur.
DougongChina, historisch: Ein oft komplexer, aus mehreren ineinandergreifenden Hölzern konstruierter Kragträger.
DrahtankerEin Mauerwerksanker aus nicht rostendem Stahl.
DrainageMaßnahmen, die im Erdreich befindliches Wasser vom Bauwerk wegführen.
DrehplattentürEine selten verwendete Art von Tür, die aus zwei übereinander drehbar gelagerten, aber miteinander gekoppelten Türblattteilen besteht. Erstmals 1998.
DrehflügeltürEine Anschlagtür, deren Flügel um 180 Grad aufschlagen kann.
DrehriegelEin Typ von Verschluss, bei dem der Riegel durch Drehen geöffnet und verschlossen wird. Historisch an Fenstern und Türen, modern an industriellen Gehäusen mit besonderen Anforderungen.
DrehsolarhausModerne: Ein Konzept zur Erbauung von photovoltaisch ausgestatteten Wohnhäusern, die sich mit dem Sonnenstand drehen.
DrehtürAuch Karusselltür: Eine aus zwei bis vier an einer vertikalen Mittelachse angebrachten Türflügeln, die in einem runden Gehäuse rotieren.
DreiapsidenkircheEin Kirchenbau mit drei nebeneinander liegenden Apsiden, die je einen Altar aufnehmen.
DreifensterhausBezeichnung für ein relativ schmales städtisches Wohnhaus, dessen mehrgeschossige Vorderfassade drei Fensterachsen hat.
Drei-Konchen-ChorAuch Dreikonchenanlage, Trikonchos, Kleeblattchor: Mittelalterliche Kirchenbauten: Eine Alternativform zur kreuzförmigen Anlage einer Kirche, in der statt Chor und Querschiffen drei Konchen, also halbrunde gleich große Apsiden, den Vierungsbereich umgeben.
DreiecksgiebelEin gewöhnlicher dreieckiger Giebel. Gegenbegriffe z. B. Staffelgiebel, Schweifgiebel, Volutengiebel.
DreiecksverbandSiehe Freigespärre.
DreigelenkbogenStatik: Ein aus zwei Teilträgern bestehendes Tragwerk, dessen beide Elemente im Scheitel gelenkig miteinander verbunden sind. In modernen Brücken und Hallendächern.
DreikirchenbasilikaSonderform einer dreischiffigen Basilika, bei der die drei nebeneinanderliegenden Schiffe durch raumhohe Wände getrennt und nur durch Türen miteinander verbunden sind.
DreikonchenanlageSiehe Drei-Konchen-Chor.
DreipassSpätromanik, Gotik: Ein Ornament, das aus drei nach außen weisenden, gleich großen Kreisbögen besteht.
DreiseithofSammelbegriff für bäuerliche Hofanlagen, deren Gebäude drei Seiten eines rechteckigen Hofes einnehmen.
DreispännerEine Gebäudeerschließung, bei der drei Wohnungen über einen Flur an ein Treppenhaus angeschlossen sind.
DreiständerhausNiederdeutscher Raum, historisch: Ein Hallenhaus, dessen Dach von drei parallel zum First errichteten Ständerreihen getragen wird.
DreiviertelsäuleEine Säule, deren Schaft nur zu drei Vierteln aus einer Wand hervortritt.
DrempelSiehe Kniestock.
DrempelmalereiEin Fries, der an die Außenseite eines Kniestocks gemalt ist.
DrolerieMittelalter: eine derb-lustige, groteske Darstellung von Menschen, Fabelwesen oder Tieren. An gotischen Kirchen z. B. als Wasserspeier. Siehe auch Maskaron, Neidkopf, Gaffkopf, Grüner Mann.
Drückendes WasserWo Wasser durch die natürliche Schwerkraft gegen ein Bauwerk fließt, muss dieses abgedichtet werden.
DübeldeckeAuch Düppeldecke, Dippeldecke, Balken-Balkendecke: Historisch: Eine massiv hölzerne Deckenkonstruktion, bei der gegeneinander versetzte Balken durch Holzzapfen miteinander verbunden werden.
Duck architectureVereinigte Staaten, 1920er und 1930er Jahre: Eine besondere Gestaltung besonders von Geschäftsgebäuden als überdimensionierte Lebewesen oder Objekte wie z. B. Tiere oder Kaffeekannen.
DünnbettverfahrenEin modernes Verfahren zur Verlegung von Fliesen und Platten, bei dem eine relativ dünne Schicht von Mörtel bzw. Kleber verwendet wird.
DünnschichtputzEine moderne Form des Verputzen mit Stoffen, die u. a. Kunstharze enthalten, was auch dünne Auftragstärken erlaubt.
DuplexSiehe Duplexhaus.
DuplexhausEin Baukonzept für zwei Nutzungsphasen von Gebäuden, für meist als Reihenhäuser erbaute Mehrparteienhäuser mit zwei bis drei getrennten Wohnungen, die bei einem entspannteren Wohnungsmarkt einfach in ein Einfamilienhaus umgewandelt werden können.
Duplexwohnung(Siehe Duplexhaus) - Eine wandel- bzw. umbaubare Wohnung für zwei Nutzungsphasen.
DurchreicheEine Wandöffnung, durch die Dinge, besonders Speisen und Essgeschirr, durchgereicht werden können.
DurchlaufträgerStatik: Ein Mehrfeld-Träger in einem Balkentragwerk, der auf mehr als zwei Abstützungen ruht.
DvarapalaSüd- und Ostasien, historisch: eine Skulptur, die einen meist bewaffneten Wächter darstellt. Beidseitig an Toren und Türen etwa von Tempeln oder Palästen.

### E

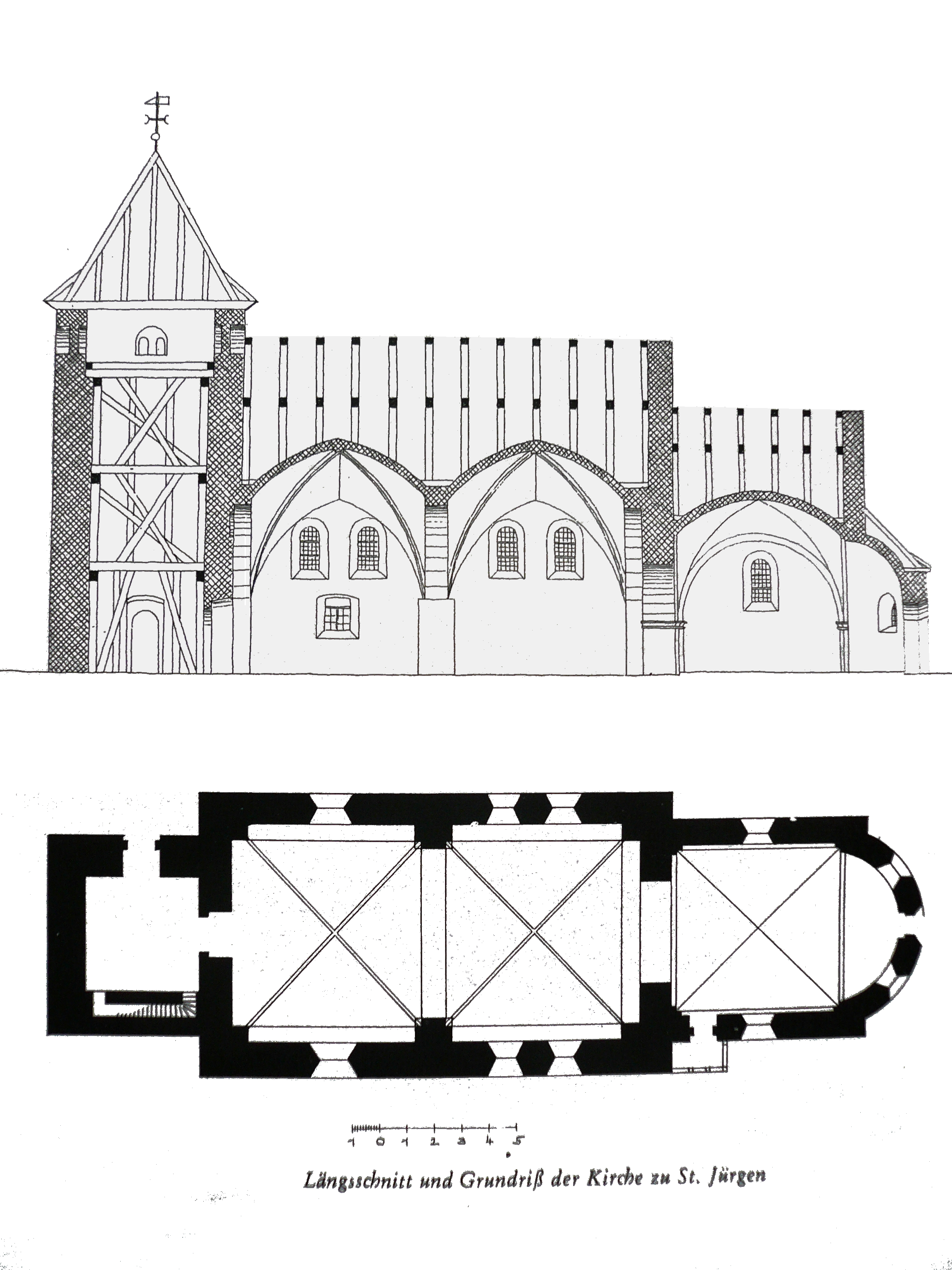
Eingezogener Kirchturm und eingezogener Chor einer Kirche

EarthshipSolararchitektur: Bezeichnung für einen Gebäudetypus, der durch den Versuch von Autarkie hinsichtlich Wärme, elektrischer Energie, Wasser und Abwasser, und die Verwendung von Zivilisationsabfällen als Baumaterial gekennzeichnet ist.
EbeneVerschiedene Bedeutungen: 1. Eine Oberfläche eines Bauteils, z. B. Boden, Wand und Decke. 2. Geschoss.
EchinusGriechische Antike: Das meist wulstartig geschwollene Glied dorischer Kapitelle, das zwischen Säulenschaft und Abakus liegt.
EckblattSiehe Eckzier.
EckknolleSiehe Eckzier.
EckliseneSiehe Kantenlisene.
EckquaderungSiehe Eckstein.
EckrisalitFassadengestaltung: Ein Gebäudeteil, der an der Ecke eines Gebäudes hervorspringt.
EckspornSiehe Eckzier.
EcksteinAuch Eckstein, Eckquader, Ortstein: Fassadengestaltung: Glatt oder grob behauene Werksteine in den Ecken eines Bauwerks oder in dessen Tür- und Fensterrahmung.
EckzierEine Verzierung an der Basis einer Säule.
Egerländer FachwerkhausLandkreis Tirschenreuth und Umgebung, historisch: Eine Typ von Fachwerkhäusern, der durch reichen Gebrauch von Rautenmustern gekennzeichnet ist.
EhrenpforteHistorisch: Ein oft nur provisorischer Torbau, der aus Anlass besonderer Festlichkeiten errichtet wird.
EierstabAuch Kymation: Antike: Eine fortlaufende Zierleiste mit friesartigen (plastisch ausgearbeiteten oder nur aufgemalten) Ornamenten, meist stilisiere pflanzliche Elemente. Meist an Fassaden oder Säulen.
EindeckungSiehe Dachdeckung.
EinfachheitArchitekturtheorie: Komplementärbegriff zur Komplexität. Das Begriffspaar ist für das Beschreiben des architektonischen Denkens grundlegend.
EinfamilienhausAuch Einfamilienwohnhaus: Ein Gebäude, das als Wohnhaus für eine Familie bzw. für eine kleine Gruppe von Menschen, die einen gemeinsamen Haushalt führen. Gegenbegriff: Mehrfamilienwohnhaus. Siehe auch Einliegerwohnung, Eigenheim.
eingezogenEin „eingezogener“ Chor oder Kirchturm hat nicht die volle Breite des Kirchenschiffs, sondern ist schmaler.
EingangEine Tür oder eine Öffnung zum Hineingehen in ein Gebäude, in einen Raum oder in ein umgrenzendes Gelände.
EinhebelmischerAuch Einhandarmatur, Einhandmischer, Einhandhebelmischer: Wasserinstallation: Ein Wasserhahn, der nur ein einziges Bedienelement hat.
EinküchenhausEuropa, Anfang des 20. Jahrhunderts: Ein Reformmodell städtischer Wohnbebauung, in der eine zentral bewirtschaftete Großküche in einem Mehrparteienhaus die Küchen der einzelnen Wohnungen ersetzt.
EinliegerwohnungRechtsjargon Deutschland: Innerhalb eines Eigenheims eine zusätzliche, meist abgeschlossene Wohnung, die gegenüber der Hauptwohnung von untergeordneter Bedeutung ist.
EinsatzkapelleKirchenbau: Ein kleiner Sakralraum, der in den Gesamtbau integriert bzw. eingesetzt ist. Zu unterscheiden von gewöhnlichen Kapellen die freistehend oder dem Kirchenschiff angefügt sind.
Einschalige WandEine (Außen-)Wand, die nur aus einer Schale (einer tragenden Schicht) besteht, wobei durchaus mehrere Schichten (z. B. für Isolierung, Putz usw.) bestehen können.
Einschaliges DachSiehe Warmdach.
EinspannungAuch feste Einspannung: Statik: Ein Lager, das Verschiebungen und Verdrehungen in jegliche Richtung unterbindet.
EinstützenraumGotik: Eine Sonderform der Pfeileranordnung, bei der das Gewölbe eines Raumes auf einer zentralen Stütze ruht.
EinturmfassadeKirchenbau: Eine östliche Kirchenfassade, deren charakteristisches Element ein einziger Kirchturm. Gegenbegriff: Doppelturmfassade.
EinzellastStatik: Eine äußere Kraft, die punktuell an einer Stelle eines Bauteils ansetzt. Gegenbegriffe: Streckenlast, Flächenlast.
EinzugSiehe eingezogen.
EisbrecherHistorisch: Ein an Bauwerken in Flussnähe angesetzter Vorbau, der eine Beschädigung des Bauwerks durch Treibeis verhindern soll.
EiskellerHistorisch: Ein Keller, der zur Lagerung und Aufbewahrung von Natureis diente, das zur Lebensmittelkühlung oder für Herstellungsprozesse benötigt wurde. Vgl. Eishaus.
EisenkircheHistorisch: Ein aus vorgefertigten Elementen aus Wellblech oder Gusseisen gefertigter Kirchenbau.
EishausHistorisch: Ein Lagerhaus, in dem mit Natureis Lebensmittel durch Kühlung konserviert wurden. Vgl. Eiskeller.
Eishotelein Hotel, das als Touristenattraktion im Herbst aus Schnee und Eis errichtet wird.
EklektizismusDie willkürliche Verbindung unterschiedlicher Baustile.
EkklesiasterionGriechische Antike: Der Versammlungsraum der Volksversammlung einer Stadt (Ekklesia), ähnlich wie ein Theater mit halbkreisförmig angelegten ansteigenden Sitzreihen erbaut.
Elastische BodenbelägeSammelbegriff für Bodenbeläge, die Dehnungen und Stauchungen annehmen, ohne ihre Ausgangsform zu verlieren. Beispiele: Linoleum, PVC-Beläge, Quarzvinyl-Böden, Estomer-Beläge, Kork.
ElastizitätElastische Baumaterialien können Dehnungen und Stauchungen aufnehmen, ohne ihre Ausgangsform zu verlieren.
ElastomerEin formfester, aber elastisch verformbarer Kunststoff. Viele Bauteile bestehen aus Elastomeren, z. B. Dichtungen, Verbindungen und Bodenbeläge.
ElektrogebäudeheizungEine technische Einrichtung zur Erwärmung von Gebäuden mit Hilfe von Elektrowärme.
ElektroheizungSiehe Elektrogebäudeheizung.
ElektroinstallationDie Stromversorgung für elektrische Betriebsmittel. Umfasst u. a. Leitungen, Verteiler, Schalter und Steckdosen.
Elektrophysikalische MauertrockenlegungEin (wegen seiner Ausführungsprobleme umstrittenes) Verfahren zur Mauertrockenlegung.
ElektrospeicherheizungEine Elektroheizung, die erzeugte Wärme über längere Zeit speichern kann und es Verbrauchern damit erlaubt, vorwiegend mit Niedertarifstrom zu heizen.
ElementdeckeAuch Kaiserdecke, Halbfertigteildecke: Eine Raumdecke, die aus vorgefertigten Stahlbetonplatten zusammengesetzt wird. In Deutschland heute das Standardverfahren.
ElementfassadeEine Fassade, die aus vorgefertigten Elementen zusammengesetzt wird. Die Elemente sind meist aus Metall, seltener aus Glas, Stahl und Glas, oder Aluminium und Glas.
EmporeEine erhöhte Galerie oder Tribüne, die mit einer Langseite zu einem größeren Innenraum hin geöffnet ist.
EnergiebilanzDie Summe der bei der Erstellung eines Bauwerks verbrauchten Energie, von der Produktion der Rohstoffe bis zum fertig eingebauten Bauteil.
EnergieeinsparungDie ökonomisch oder ökologisch begründete Minimierung des Energieverbrauches beim Bau oder beim Betrieb eines Bauwerks.
EnfiladeEine Abfolge von Räumen, die in einer Flucht stehen und nicht indirekt durch Flure verbunden sind, sondern direkt durch Türen oder Durchgänge. Häufig in Schlössern und Museen, aber auch in französischen Appartements des 19. Jahrhunderts.
EmporenumgangEine Empore, die einen größeren Innenraum an meist drei Seiten umgibt.
En délitGotik: Natursteine werden gewöhnlich so verbaut, dass die geologischen Schichten horizontal liegen; beim Bauen en délit stehen die Schichten senkrecht. Vgl. Versatz gegen das Lager.
EngadinerhausEngadin (Schweiz), traditionell: Ein Bauernhaustyp, gekennzeichnet durch wuchtige Steinmauern und tiefe Fensterfluchten.
EntasisDie Schwellung oder Bauchung des Schaftes einer Säule.
EnthärtungsanlageEine Einrichtung zur Wasserenthärtung. Oft Teil der Wasserinstallation eines Gebäudes.
EntkernungBestimmte Maßnahmen, die dem (Kern-)Abriss oder der Kernsanierung eines Bauwerks vorangehen, insbesondere die Entfernung der statisch nicht relevanten Bauteile.
EntlastungsbogenEin Bogen mit ausschließlich statischer Funktion, der komplett im Mauerwerk liegt.
Entrance GraveEine Megalithanlage mit rechteckiger Kammer in einem runden Erd- oder Steinhügel.
EntresolSiehe Zwischengeschoss.
EntstuckungAuch Abstuckung: Die ästhetisch motivierte Beseitigung von Stuckdekorationen an und in Gebäuden.
EntwässerungVerschiedene Bedeutungen: 1. Das Abführen von Wasser aus bauwerknahem Erdboden; siehe Drainage. 2. Das Abführen von Abwasser und Regenwasser; siehe Abwassertechnik.
EPDM-DichtungsbahnEin elastischer Werkstoff, der u. a. zur Abdichtung von Flachdächern, von hinterlüfteten Fassaden und von Teichen verwendet wird.
EpistelseiteDie rechte Seite einer Kirche. Gegenbegriff: Evangelienseite.
EpistylSiehe Architrav.
EpistylionSiehe Gebälk.
EpitaphEine Grabinschrift oder ein Grabdenkmal für einen Verstorbenen an einer Kirchenwand oder einem Pfeiler. Epitaphe befinden sich, anders als Grabmale, nicht zwingend am Bestattungsort. Vgl. Kenotaph.
ErddruckGeotechnik, Statik: Der Druck, den ein Boden auf ein Bauwerk ausübt.
ErdhausAuch Erdhügelhaus: Moderne: Ein Haus, bei dem Erde als zusätzlicher Baustoff für die Wand- und Deckenkonstruktion verwendet wird. Vgl. Wohnhöhle, Grassodenhaus.
ErdreichwärmepumpeEine Heizanlage, die den tief im Erdreich verborgenen Solekreislauf nutzt und ihm Wärme entzieht.
EreignisArchitekturtheorie: Architekten sprechen von einem „Ereignis“, wenn das Bauwerk Raum für zeitlich getrennte Vorgänge bietet; im Gegensatz dazu steht die von der statischen Architektur vorgegebene Funktion eines Bauwerks.
EremitageKleine Hütte als Rückzugsort für private Andachten, oft als Teil einer Gartenanlage. Kein einheitlicher Bautyp.
ErdkellerHistorisch: Ein nahe am Erdreich befindlicher oder erbauter Raum, der zur Lebensmittelkühlung genutzt wurde.
ErinnerungArchitekturtheorie: Bauwerke vermögen, wie andere Kunstwerke auch, kollektive und individuelle Erinnerungen zu speichern. Siehe auch Denkmal.
ErkerEin geschlossener, überdachter, über ein oder mehrere Geschosse reichender Vorbau an der Fassade eines Hauses. Zu unterscheiden von einer Auslucht, die vom Boden aufsteigt. Der Übergang zu einem Balkon kann fließend sein.
ErlweinputzHistorisch: Ein Typ von Rauputz, bei dem sich in der Putzoberfläche Überkorn abzeichnet.
ErnFranken: Der Hausflur eines Ernhauses, eines historischen Fachwerkhauses (Bauernhauses). Der Ern ist traufseitig erschlossen und dient sowohl als Erschließung für das übrige Haus als auch als Küche.
ErscheinungsfensterAltes Ägypten: Ein Balkon am Königspalast.
ErschließungSammelbegriff für die horizontalen und vertikalen Zugangswege, über die Personen die zur Benutzung bestimmten Räume in einem Gebäude erreichen können.
ErschließungskernDas in mehrgeschossigen Bauwerken meist vertikale Element, das dessen verkehrlicher und technischer Erschließung dient. Enthält z. B. Treppen, Aufzugsschächte und Steigleitungen.
Eselsbogen, EselsrückenEin weit geöffneter Kielbogen, in der nur weit oben kleine konkav geschwungene Kanten hat.
EselstreppeHistorisch: Eine sehr flache Treppe, die von Tragtieren begangen werden kann. Vgl. Reittreppe.
EsplanadeVerschiedene Bedeutungen: 1. Ursprünglich eine eingeebnete, als Schussfeld dienende freie Fläche vor einer Zitadelle, die auch als Parade- und Waffenplatz diente. 2. Modern: Ein Platz oder eine Promenade vor einem größeren öffentlichen Gebäude.
EstradeSiehe Podest.
EstrichFugenloser Bodenbelag, der einerseits Lasten auf die darunterliegende Dämmung verteilt und andererseits den Untergrund für den Fußbodenbelag bildet. Meist aus Zement, Gips, Kalk oder Lehm.
Etruskischer TempelAntike, Italien: Sammelbezeichnung für eine ganze Anzahl von Typen der Tempelarchitektur.
EulenlochBei alten Walmdach- und Satteldachgebäuden eine Öffnung unterhalb des Firstes, die vor Einführung des Schornsteines als Rauchabzug und später als Flugloch für erwünschte Vögel (Ungezieferjäger) diente.
EuthynterieGriechische Antike: Die oberste Schicht des Stereobats (Tempelfundament), die fein behauen und sorgfältig geglättet ist.
EvangelienseiteDie linke Seite einer römisch-katholischen Kirche. Die rechte Seite wird als Epistelseite bezeichnet.
ExedraUrsprünglich Antike: Ein nischenartiger Raum, der sich auf einen Hof, Platz oder eine Halle öffnet. Die Exedra kann frei oder mit einer Säulenstellung gestaltet sein.

### F

Fensterarten nach Position: 1 Fassadenfenster, 2 Erkerfenster/Bay Window, 3 Kellerfenster, 4 Seitenfenster/Seitenlicht, 5 Kämpferfenster, 6 Französisches Fenster, 7 Fenstertür, 8 Fassadenanschlussfenster, 9 Dachfenster, 10 Dachluke, 11 Gaubenfenster, 12 Oberlicht

FächergewölbeAuch Strahlengewölbe: Ein Gewölbe, bei dem von Auflagern oder Diensten mehr als drei Rippen ausgehen, die strahlenförmig angeordnet sind.
FächerrosetteAuch Halbrosette: Ein Ornament in Form einer halben Rosette.
FachwerkEin Stabwerk, dessen Stäbe alleine durch Normalkraft beansprucht werden und deren Enden in den Knotenpunkten miteinander verbunden sind. Siehe auch Holzfachwerk.
FachwerkkircheEin Kirchengebäude, das im Holzfachwerkbau errichtet ist.
FachwerkschwelleHolzfachwerk: Ein waagerecht liegender, durchlaufender Balken, auf dem die gesamte Wand mit ihren Ständern, Streben und Bänder aufsitzt.
FachwerkträgerFachwerk: Ein horizontal verlaufendes schlankes Tragelement.
FahrkorbDie Kabine einer Aufzugsanlage.
FahrsteigEin Personenbeförderungsmittel, das in der Nutzung einem Förderband ähnelt. Anders als bei einer Rolltreppe hat die nutzbare Fläche bei einem Fahrsteig keine Stufen.
FäkalienhebeanlageSiehe Hebeanlage.
FallleitungAuch Fallrohr: Eine meist senkrecht verlegte Abwasserleitung.
FallrohrSenkrecht am oder im Gebäude verbautes Rohr zur Abwasserbeseitigung.
FalltürEine Tür, die nicht in eine Wand, sondern in einer Raumdecke oder einem Fußboden eingelassen ist.
FällungDie Errichtung oder der Erhalt eines Bauwerkes kann das Schlagen von Bäumen erfordern. Siehe Baumschutz.
FaltdachEine Dachform auf Gebäudeteilen mit polygonalem Grundriss, bestehend aus regelmäßigen, abwechselnd nach oben und unten „gefalteten“ Dreiecken.
FaltschiebetürEine mehrflügelige Falttür, deren Anschläge in einer Schiene geführt werden.
FalttürEine Tür aus mehreren Teilen (Türblättern), die sich beim Öffnen zusammenfalten. Vgl. Harmonikatür, Faltschiebetür.
FaltwandEine mehrflügelige Sichtschutz- oder Glaswand, deren Anschläge in einer Schiene geführt werden.
FaltwerkVor allem an Fassaden und an Raumdecken, Moderne: Ein großflächiges Bauelement mit einer komplexen, aber regelmäßigen Struktur, die an ein Origamikunstwerk erinnert.
FalzziegelEin Dachziegel, der mit seitlich benachbarten Ziegeln durch Rippen und Nuten zusammengehalten wird.
FangelturmAuch Fangenturm: Norddeutschland, historisch: Ein Gefangenenturm. Vgl. Hungerturm.
FarbeEin Gestaltungselement, das den Raum strukturieren und viele weitere Effekte hervorbringen kann.
FarrenstallBaden-Württemberg, historisch: Ein spezielles Gebäude zur Haltung von gemeindeeigenen Vatertieren (Zuchttieren).
FascheEine Umfassungsstruktur, die z. B. ein Fenster oder eine Tür umrahmt und von der Gebäudefassade deutlich sichtbar abgegrenzt ist. Traditionell aus Holz, Stein oder Putz.
FaseEine abgeschrägte Fläche an einer Werkstückkante.
FaserbetonEin Beton, dem, um die Bruch- und Rissfestigkeit zu erhöhen, Fasern (z. B. Stahl, Kunststoff, Glas) zugesetzt werden.
FaserplatteAuch Holzfaserplatte: Eine aus Holz, Sägenebenprodukten oder Resthölzern gefertigte Ein- oder Mehrschichtenplatte, die für die Anfertigung von Bauteilen verwendet wird.
FaserzementEin Zement, dem zugfeste Fasern zugesetzt werden.
FassadeDer gestaltete Teil der sichtbaren Außenseite (Gebäudehülle oder Außenhaut) eines Gebäudes.
FassadenanschlussfensterEin zweiteiliges Fenster, das im Traufenbereich teils in der Wand, teils im Dach eingebaut wird.
FassadenbegrünungEine Bauwerksbegrünung im Fassadenbereich. Sie erfolgt entweder boden- oder wandgebunden.
FassadenschieferSchiefer wird traditionell nicht nur als Dachdeckung, sondern auch für Außenwandverkleidungen verwendet.
FassadenturmEin an oder in der Fassade eines Gebäudes stehender Turm.
FaszienAntike: Die einzelnen Horizontalbänder des Architravs.
FaucesRömische Antike: Im Wohnhaus der Korridor, der von der Haustür zum Atrium führt.
FeierabendziegelHistorisch: Der besonders gekennzeichnete letzte Ziegel eines Tagwerks.
FeinsteinzeugAuch Böttgersteinzeug: Keramikfliesen mit sehr geringer Wasseraufnahme. Verwendung u. a. als Bodenfliesen.
FeldkircheAuch Feldkapelle, Flurkapelle: Ein Sakralbau abseits der Siedlungen (keine architektonischen Besonderheiten).
FeldmomentBaustatik: Das maximale Biegemoment eines querbelasteten Stabs in der Mitte. Siehe Durchlaufträger.
FelsenkellerHistorisch: Ein meist komplett in Stein gehauener Keller.
FelsenkircheAuch Höhlenkirche: Historisch: Eine aus dem oder in den natürlichen Fels geschlagene Kirche.
FelsentempelHistorisch: Ein aus dem Fels herausgeschlagener Tempel.
FeldsteinkircheEin aus Geschieben, teils auch aus Findlingen errichteter Kirchenbau.
Fenestella (Architektur)Historische Kirchenbauten: Eine fensterartige Öffnung, die den Gläubigen eventuell den Durchblick zum Grab eines Heiligen oder zum Betrachten einer Reliquie ermöglicht.
FensterVerschiedene Bedeutungen: 1. Eine Lichtöffnung in einer Wand oder im Dach eines Bauwerkes. 2. Der wind- und wetterdichte Verschluss derselben.
FensterbandEine meist direkte Reihung von gleich aussehenden Fenstern oder Glaselementen, meist in horizontaler Ausrichtung. Ein Kennzeichen der Klassischen Moderne.
FensterbankAuch Fensterbrett, Fensterbord, Sims: Die waagerechte Verkleidung des oberen Abschlusses der Brüstung eines Fensters. Fensterbänke können an der Innen- und der Außenseite von Fenstern vorkommen.
FensterbrüstungSiehe Brüstung.
FenstergitterFenster können als Einbruchs- oder als Ausbruchsschutz mit einem Gitter versehen sein.
FensterkittSiehe Kitt.
FensterladenEine Klappe, mit der ein Fenster (meist von außen) verschlossen werden kann.
FensternischeVerschiedene Bedeutungen: 1. Eine Fensteröffnung. 2. Meist Altbauten: Eine Wandvertiefung unter einem Fenster, die zur Aufnahme des Heizkörpers dient.
FensterroseAuch Fensterrosette, Rosenfenster: Vor allem Gotik: Ein rundes verglastes Fenster mit Maßwerkfüllung.
FensterschürzeBarock, Klassizismus: Eine Fassadenverzierung, die im Brüstungsfeld unterhalb eines Fensters angebracht ist und in ihrer Form an eine Schürze erinnert. Vgl. Zungenbart.
FenstersimsSiehe Fensterbank.
FensterstockSiehe Zarge.
FenstersturzSiehe Sturz.
FenstertürEin bodentiefes Fenster, das als Tür nutzbar ist.
FensterverdachungAuch Fensterbekrönung: Eine Verzierung, die an der Fassade über einem Fenster angebracht ist und ein Dach imitiert. Vgl. Wimperg.
FensterwandEin aus mehreren Glasbauteilen bestehendes Bauelement, das in Räumen mit besonders hohem Bedarf an Tageslicht eingebaut wird.
FernheizungSiehe Fernwärme.
FernsehturmAuch Fernmeldeturm: Ein Turm, von dem Hörfunk- oder Fernsehsignale ausgesendet werden.
FernwärmeEine Form der Wärmelieferung, bei der Raumwärme und Warmwasser außerhalb des Gebäudes erzeugt werden, in dem sie verbraucht werden. Vgl. Nahwärme.
FertighausEin Haus, das – zumindest in Teilen – werkseitig vorgefertigt an die Baustelle geliefert und dort endmontiert wird. Eine einheitliche, verbindliche Definition existiert nicht.
FertigparkettEin verlegefertig produziertes Parkett. Anders als Stabparkett braucht Fertigparkett nicht geschliffen, gekittet und endbehandelt zu werden.
Festes HausMittelalter, 16. und 17. Jahrhundert: Ein bedingt wehrhaftes Gebäude, das dem adligen Besitzer zu Wohn-, Wehr- und Repräsentationszwecken dient.
FestonEin Ornament, das eine arkadenförmige Girlande aus Band-, Blumen-, Blüten-, Blatt- oder Früchteelementen darstellt.
FeststellanlageEine Einrichtung, die dafür sorgt, dass Brandschutztüren und ähnliche Elemente im Normalbetrieb offen gehalten werden, im Brandfalle aber sicher schließen.
FettabscheiderAbwasserinstallation: Eine Einrichtung, die Fette und Öle vom Abwasser trennt. Vor allem in der Gastronomie.
FeuchtraumAuch Nassraum, Nasszelle: Ein Raum mit erhöhter Feuchtebelastung. Die Einzelheiten werden in unterschiedlichen Zusammenhängen jeweils unterschiedlich definiert.
FeuchtraumtürEine feuchtigkeitsunempfindliche Spezialtür für Feuchträume.
FeuerschutzabschlussDie Gesamtheit aller Elemente, die Öffnungen in feuerhemmenden oder -beständigen Wänden gegen den Durchtritt von Feuer zu sichern. Dazu zählen Brandschutztüren und Ähnliches.
FeuerschutztürSiehe Feuerschutzabschluss.
FeuerverzinkenEin Verfahren, mit dem Stahl durch Überziehen mit Zink vor Korrosion geschützt wird.
FeuerwachturmEin Turm, der Ausschau nach und damit der Früherkennung von Bränden dient. Heute hauptsächlich in Wäldern.
FeuerwehraufzugEin besonders ausgestatteter Aufzug, der der Feuerwehr im Brandfalle ein Erreichen der Brandetage ermöglicht.
FeuerwehrschlüsseldepotEin auch im Brandfall gut zugängliches Schlüsseldepot, das der Feuerwehr einfachen Zugang zu brandgefährdeten Gebäuden und Geländen ermöglicht.
FeuerwiderstandAuch Brandwiderstand: Die Dauer, während der ein Bauteil bei einem Normbrand seine Funktion beibehält.
FexerplattenHistorisch: Platten aus Glimmerschliefer, die im Ofenbau und als Dachdeckung verwendet wurden.
FialeAuch Pinakel: Gotik: Ein aus Stein gemeißeltes Türmchen, das einen Wimperg oder einen Strebepfeiler bekrönt.
FigurenkapitellAuch Figürliches Kapitell: Ein Kapitell, in das figürliche Darstellungen von Menschen, Tieren und Fabelwesen eingearbeitet sind.
FilzputzEin feiner Putz, der mit einem Filzbrett abgerieben wird und darum besonders glatt ist.
FincaSpanischsprachiger Raum: Ursprünglich ein bebautes landwirtschaftliches Grundstück; heute meist ein bäuerliches, alleinstehendes Ferienhaus.
Finestra inginocchiataToskana, historisch: Ein Fenster, das auf zwei vorstehenden Konsolen ruht und von einem Tympanon gerahmt ist. Meist vergittert.
FirstSiehe Dachfirst.
FirstbekrönungEine auf den Dachfirst aufgesetzte Verzierung.
FirstpfetteDachkonstruktion: Die oberste Pfette eines Daches, die direkt am First liegt.
FirstsäuleAuch Hochsäule, Stud, Hochstud, Firststud: Dachkonstruktion: Ein senkrecht stehender Balken, der das Dach wie einen Regenschirm trägt.
FirstziegelEin speziell geformter Dachziegel, der den First bedeckt.
FischblaseAuch Schneuß: Gotik: Tropfenförmiges Ornament, besonders im Maßwerk.
FischerbogenEin geschweifter, an den Seiten abgeknickter Bogen, benannt nach Theodor Fischer.
FlachdachEin Dach mit einer Dachneigung von weniger als 10°.
FlachdachentwässerungDamit Regenwasser abgeleitet werden kann, müssen auch Flachdächer eine Neigung von mindestens 2° haben. Die Entwässerung erfolgt am niedrigsten Punkt.
FlachdeckeEine Raumdecke ohne Unterzüge (sichtbare Stützbalken).
FlachgründungEine Bauwerksgründung, bei der die Bauwerkslasten über horizontale Flächen in den Untergrund eingeleitet werden. Gegenbegriff: Tiefgründung.
FlachpressplatteEine weit verbreitete Art von Spanplatten, die aus unterschiedlich großen beleimten und mehrschichtig verpressten Spänen besteht.
FlachschnittSpätgotik, Süddeutschland, Alpenraum: Eine Technik der flächigen Schnitzerei mit geringer Tiefe und Plastizität.
FlämmenHitzebehandlung von Dachpappe oder Bitumen-Schweißbahnen zur Verschmelzung der Stoßnähte, unter anderem auf Flachdächern, Balkonen und Terrassen. Das Flämmen erfolgt mit Hilfe eines Propangasbrenners.
FlammleisteEine Zierleiste mit fein gewelltem, flammenähnlichen Dekor.
FlarzHistorisch, Schweiz: Eine Art Reihenhaus.
FlechtbandAuch Flechtwerk, Geriemsel: Ein flächiges Ornament, das verschlungene Bänder darstellt.
FlechtwerkwandEine einfache Wand, die aus einer Tragstruktur besteht, die mit biegsamen Materialien beflochten und dann mit einer plastischen Masse (z. B. Lehm) beworfen und verstrichen wird.
FledermausgaubeAuch Ochsenauge, Froschmaulgaube: Eine wie ein Karniesbogen geschwungene Dachgaube, die in die Dachfläche eingebunden wird.
Fliegender BauRechtsjargon Deutschland: Eine bauliche Anlage, die wiederholt aufgestellt und abgebaut wird. Zum Beispiel Fahrgeschäfte und nicht ortsfeste Tribünen.
FliegengitterAuch Fliegengage: Eine Vorrichtung, die vor einem Fenster oder einer Außentür nachträglich angebracht wird oder ab Werk angebracht ist, um das Eindringen von Insekten in den Innenraum zu verhindern.
FlieseSiehe Keramikfliese.
Fließender RaumArchitekturtheorie: Die Auflösung eines kleinteiligen, von vielen Wänden geprägten Raumgefüges zugunsten frei miteinander verbundener Räume.
FließestrichEin Estrich mit stark fließendem Eigenverhalten, der sich mehr oder weniger selbst ausnivelliert.
FluchtBauteile, die entlang einer Linie in Reihe eingebaut werden, stehen in einer Flucht.
FluchttürterminalEine Steuereinheit, die an einem Notausgang oder einem Fluchtweg installiert ist, um gleichzeitig den Fluchtweg freizugeben und der Meldezentrale eine Nachricht zu senden.
FluchtwegEin besonders gekennzeichneter Weg, der im Falle einer notwendigen Flucht schnell und sicher ins Freie führt.
FluchtwegschiebetürEine automatisch öffnende Schiebetür, die besonderen Sicherheitskriterien entsprechen muss, damit sie sich auch unter erschwerten Bedingungen leicht öffnet.
FlugdachModerne: Ein dachähnliches Bauteil, das scheinbar schwerelos ist und als Gestaltungsteil eingesetzt wird. Ein Flugdach dient in der Regel nicht dem Wetterschutz.
FlügelVerschiedene Bedeutungen: 1. Gebäudetrakt. 2. Türblatt.
FlügelrahmenDer Rahmen eines Fenstersflügels, der die Glasscheibe aufnimmt. Der feststehende Teil des Fensters dagegen wird als Blendrahmen bezeichnet.
FlügeltürEine Tür mit zwei Türflügeln.
FlugschneeSehr feiner Schnee. Im Bauwesen relevant, weil Flugschnee auch in die Dachdeckung eindringt.
FlugsparrendreieckAuch Sparrendreieck, Züri-Vieri: Schweiz, historisch: Eine Stützkonstruktion für Vordächer.
FlugsteigAuch Gate: Flughafenbau: Der Zugang zum Flugzeug, dem ein Wartebereich vorgelagert ist.
FlurkarteKatasterwesen Deutschland: Eine maßstäbliche Darstellung einer Liegenschaften (Immobilien). Vgl. Schätzungskarte.
FlurstückKatasterwesen Deutschland: Ein amtlich vermessener und meist örtlich abgemarkter (gekennzeichneter) Teil der Erdoberfläche. In Österreich auch Grundstück, Parzelle.
FormholzDurch Hitze und Druck verformtes Holz (Vollholz, Sperrholz oder Spanholz).
FormsperrholzDurch Hitze und Druck verformtes Sperrholz.
FormstoneVereinigte Staaten, 1940er und 1950er Jahre: Ein Verfahren zur Fassadenverkleidung mit Kunststein.
FortotschkaVor allem Russland: Eine kleine verglaste Lüftungsklappe innerhalb eines Fensters.
FoyerEin großer Vorraum in einem öffentlichen Gebäude, besonders in einem Theater, Veranstaltungssaal oder Hotel. Anders als ein Vestibül kann ein Foyer auch vergleichsweise klein und schlicht gestaltet sein.
FrackdachEin Satteldach, von dem eine Fläche größer ist als die andere, weil auf das Haus auf dieser Seite eine Etage niedriger ist.
FrankipfahlEin spezielles, nach Edgar Frankignoul benanntes Bauteil aus Stahlbeton, das bei Bauwerksgründungen verwendet wird.
Französischer BalkonEine bodentiefe Fenstertür mit Geländer. Dient hauptsächlich als Fassadenelement.
Französisches FensterSiehe auch Französischer Balkon.
FrauenseiteSiehe Evangelienseite.
Freier GrundrissEine Raumgestaltung mehrgeschossiger Gebäude, bei der nur der Grundriss der Außenwände allen Etagen gemeinsam ist, während der innere Grundriss vom Architekten von Etage zu Etage unterschiedlich gestaltet werden kann.
FreigespärreDachkonstruktion, historisch: Ein Sparrenpaar, das frei vor die Giebelwand gesetzt wird.
FreisäuleEine Säule, die keine tragende Funktion hat.
FreisitzSammelbegriff für Balkone und andere in ein Gebäude integrierte Plattformen, die für das Verweilen an der frischen Luft bestimmt sind.
Freitragende TragbolzentreppeSiehe Bolzentreppe.
Freitragende TreppeEine Treppe, die ohne Zuhilfenahme von Seitenwänden, Abhängungen und Ähnlichem frei trägt.
Freitreppe1. Eine Treppe im Freien, außerhalb eines Gebäudes, etwa vor dem Hauseingang. 2. Im engeren Sinne eine repräsentative Außentreppe.
FreskoAuch Einsinterung: Eine Technik der Wandmalerei, bei der die Pigmente auf den frischen Kalkputz aufgetragen werden, was zu einer besonders stabilen Einbindung führt.
FriedenspagodeEin buddhistischer Stupa, der speziell als Friedenssymbol errichtet ist.
FriedhofskapelleAuch Friedhofskirche: Ein auf einem Friedhof errichteter Kirchenbau, der für Begräbnisfeierlichkeiten genutzt wird.
FriesEine horizontale Bänderung zur visuellen Strukturierung einer Fassade.
FrontispizVordergiebel eines Gebäudes
FrontspießSiehe Frontispiz (Architektur)
FrostgrenzeDiejenige Tiefe unter der Erdoberfläche, unter der es nicht zu negativen Bodentemperaturen kommt.
FrostschürzeEine Wärmedämmung, die unterirdisch vor Bauteilen angebracht wird, die oberhalb der Frostgrenze liegen.
FrutighausFrutigland (Schweiz), historisch: Ein Bauernhaustyp. Kennzeichen: Blockbau, Vereinigung von Wohnteil, Stall und Heuvorrat unter einem gemeinsamen Dach.
Füllholz(Auch Füllbrett) Im Holzfachwerk ein Brett, das den Bereich zwischen den Balkenköpfen einer Deckenbalkenlage zur Fassade hin abschließt.
FünfachtelschlussGrundriss historischer Kirchenbauten: Abschlusses eines Chors in Form von fünf Seiten eines regelmäßigen Achtecks.
FünfapsidenkircheEin Kirchenbau mit fünf Apsiden.
FünfknopfturmGotik: Ein Turm, der außer der Turmspitze auch vier kleine Ecktürme trägt.
FugeEin gewollter Zwischenraum zweier Bauteilen oder Materialien. Fugen können bautechnische und gestalterische Zwecke erfüllen. Arten (Auswahl): Arbeits-, Anschluss-, Raum-, Schattenfugen.
FugenabdichtungDer elastische Verschluss einer Fuge mit Dichtstoffen oder Fugenprofil.
FugenblechBetonbau: Ein Blechstreifen, der in die Arbeitsfuge zwischen zwei Bauteilen eingefügt wird, um die Fuge wasserdicht zu machen.
FugenmalereiDie mit malerischen Mitteln durchgeführte Imitation von Mauerfugen.
FugenschnittFassadengestaltung: Fugen, die im Verputz aus gestalterischen Gründen künstlich angebracht werden.
FundamentAuch Fundation: Bei der Gründung die relativ schwere, steife und schwingungsfeste massive Struktur, auf der die leichtere und empfindlichere Struktur befestigt wird.
FundamenterderElektroinstallation: Ein Erder, der im Bereich der Gründungsebene eines Bauwerkes installiert wird.
FurnierEin meist dünnes Blatt aus (eventuell visuell besonders ansprechendem) Holz.
FurnierplatteSiehe Furniersperrholz.
FurnierschichtholzEin Lagenwerkstoff aus mehreren Schichten von Schälfurnieren aus Nadelholz.
FurniersperrholzAuch Furnierplatte, Sperrholzplatte: Ein Lagenwerkstoff aus mehreren Schichten von Schälfurnier.
FurnierstreifenholzEin Holzwerkstoff, der sich von anderen auf Furnier basierenden Materialien dadurch unterscheidet, dass die Furnierlagen in voller Breite verleimt werden.
FußbandFachwerkbau: Eine schräge Verbindung, die unten auf einer Schwelle aufsitzt. Vgl. Kopfband.
FußbodenEin Bauteil, das als begehbare Fläche dient. Der Fußboden ist meist aus mehreren Schichten aufgebaut, besonders einer statisch tragenden Schicht (Bodenplatte, Geschossdecke) und Bodenbelägen.
FußbodenheizungEine Flächenheizung, die Räume mit Hilfe wärmeleitender Elemente beheizt, die im Fußboden verlegt sind.
FußleisteAuch Kehrleiste, Scheuerleiste, Sockelleiste: Innenausbau: Eine Leiste, die bodennah an der Wand angebracht ist, um die Wandoberfläche etwa bei Bodenreinigungsarbeiten vor Wasser oder mechanischer Beschädigung zu schützen.
FußpfetteAuch Wandpfette: Dachkonstruktion: Diejenige Pfette, die der Traufe am nächsten liegt. Fußpfetten, die vollflächig auf der Außenwand aufliegen, werden als Mauerlatten bezeichnet.
FußstrebeEine Strebe (ein schräg verlaufendes stützendes Bauelement), die von unten gegen einen Ständer gerichtet ist.
FußwinkelholzFachwerkbau: Ein anstelle eines Fußbandes eingesetztes dreieckiges Holz, das meist als Schmuckelement dient.
FusumaJapan, traditionell: Schiebeschirme und -türen, die in Wohnhäusern als Raumteiler dienen. Meist ein mit Stoff oder Papier bespannter Holzrahmen.

### G
GabioneAuch Steinkorb, Schüttkorb, Mauersteinkorb: Landschaftsarchitektur: Ein mit Steinen gefüllter Drahtkorb, zum Aufbau und zur Befestigung von Hängen.
GadenEin einräumiges Haus oder eine einzelne Räumlichkeit.
GaffkopfVor allem Renaissance: Ein figürlicher Fassadenschmuck in Form eines Kopfes oder einer Büste, die von der Fassade nach unten auf den Betrachter „blickt“. Vgl. Maskaron.
GalerieVerschiedene Bedeutungen: 1. Eine Räumlichkeit, die länger als breit ist und an mindestens einer ihrer beiden Längsseiten zahlreiche Lichtöffnungen besitzt. 2. Ein in einem Obergeschoss befindlicher Laufgang, der an einer seiner Langseiten zu einem größeren Raum hin geöffnet ist. Vgl. Laubengang, Pawlatsche.
GaleriewohnungEine Maisonettewohnung, deren Wohnbereich zweigeschossig und deren oberes Geschoss wie eine Galerie aufgebaut ist.
GalgenturmMittelalter: Ein gemauerter Turm, der für Hinrichtungen verwendet wurde.
Gallo-römischer UmgangstempelRömische Antike: Ein in den gallischen, germanischen oder britischen Provinzen errichteter Tempelbau.
GaragentorGaragentore sind heute oft mit einem Elektromotor angetrieben. Je nach Art der Öffnung unterscheidet man u. a. Schwing-, Sektional-, Kipp-, Roll- und Flügeltore.
GarbhagrihaDas innerste Heiligtum eines indischen Tempels.
GarçonnièreÖsterreich: Eine Einzimmerwohnung.
GariotteLot (Frankreich): Ein Kraggewölbebau aus Trockenmauerwerk.
GarnkastenBergisches Land, historisch: Ein solide gebauter kleiner Holzschuppen, der als Lagerhaus für Garn dient.
GartenEin zumeist privat genutztes abgegrenztes Stück Land, in dem belebte Natur vom Menschen kultiviert wird. Zu unterscheiden sind u. a. Nutz- und Ziergärten.
GartenhausAuch Gartenlaube, Laube: Ein für den Aufenthalt, nicht jedoch fürs Wohnen bestimmtes Gebäude in einem privaten Garten.
GasbetonSiehe Porenbeton.
GaubeAuch Dachgaube, Dachkapfer, Lukarne: Ein Dachaufbau im geneigten Dach eines Gebäudes, der zur Belichtung und Belüftung des Dachraumes dient und meist ein Fenster aufnimmt.
GawitAuch Gavit: Armenien, Mittelalter: Eine an eine Klosterkirche angebaute quadratische Vorhalle.
GebälkVerschiedene Bedeutungen: 1. Die zur Decken- oder Dachkonstruktion gehörenden Balken. 2. Das Auflager von Balken auf einer Wand. 3. Griechische und römische Antike: Der obere Teil einer Säulenordnung (Architrav, Fries, Geison usw.).
GebäudeEin Bauwerk, das dem Aufenthalt von Menschen, Tieren oder der Lagerung von Sachen dient. Ein Gebäude kann betreten werden und besitzt mindestens ein Dach.
GebäudebrückeAuch Skyway, Walkway, Skybridge, Bautenverbindungs-Brücke: Eine oberirdische Fußgängerüberführung oder -brücke, die zwei Gebäude oder zwei Gebäudeteile verbindet.
GebäudehülleDie Gesamtheit aller Bauteile, die ein Gebäude nach außen abschließen.
Gebäudeintegrierte PhotovoltaikDie Integration von Photovoltaikmodulen in die Gebäudehülle.
GebindeHolzbau: Bezeichnung für verschiedene Einheiten, die durch die Verbindung von Bauteilen entstehen.
Gebundenes SystemPlanungs- und Konstruktionsschema der Architektur, insbesondere im mittelalterlichen Kirchenbau und im Fachwerkbau.
GeckpfahlFachwerkbau: Ein dem Giebel aufgesetzter Schmuck in Form eines senkrechten, verzierten Holzbalkens.
GeesthardenhausAuch cimbrisches Haus, Schleswiger Haus: Ein Bauernhaustyp in Schleswig-Holstein.
GefachHolzfachwerkbau: Der Raum zwischen den Holzbalken, der mit anderen Materialien, z. B. Backsteinen, gefüllt (ausgefacht) wird.
GefälleestrichEin Estrich (meist flüssig verarbeiteter Zementestrich), der mit einem Neigungswinkel von 1–2° auf Bodenflächen aufgebracht wird, von denen Wasser abgeleitet werden soll, etwa auf Balkonen, Terrassen, in Bädern und Küchen.
Gefaltete SolarmembranGebäudeintegrierte Photovoltaik: Ein aus Solarmodulen und Sicherheitsglas bestehendes Fassadenelement, das sowohl zur Energiegewinnung als auch zur Beschattung eingesetzt wird.
GefügebauweiseSiehe Ständerbauweise.
GegentempelAuch Gegenkapelle: Ägyptische Antike: Eine an der Rückseite eines Tempels angebaute Kultstätte.
GeheimtürEin kaschierter Wanddurchgang. Historisch gelegentlich in Schlössern.
GehrungDie Eckverbindung zweier in einem Winkel aufeinanderstoßenden länglichen Werkteilen.
GeisonAntike: Das weit vorragende Kranzgesims, das den unteren Abschluss der Dachkonstruktion bildet. Das Geison ruht auf dem Fries bzw. dem Zahnschnitt und wird von der Sima bekrönt.
Gekuppelte FensterAuch Koppelfenster: Zwei und mehr Fenster, die sich eine einzige Wandöffnung teilen und durch Stützen voneinander geschieden bzw. miteinander gekuppelt sind. Je nach Zahl der Fenster unterscheidet man Biforien, Triforien, Tetraforien und Pentaforien.
GeländerEine Absturzsicherung, etwa an Balkonen, Treppen, niedrigen Fenstern, aber auch an Brücken und anderen Bauwerken.
GelenkVerschiedene Bedeutungen: 1. Ein Übergangsteil zwischen zwei unterschiedlichen räumlichen Anlagen (siehe Gelenk (Architektur)). 2. Ein Scharnier, das bewegliche Teile miteinander verbindet.
GemäldegalerieAuch Pinakothek: Ein Kunstmuseum, das hauptsächlich Gemälde ausstellt. Keine einheitliche Bauweise; jedoch ist eine besondere Kontrolle der Beleuchtung erforderlich (Streulicht), wobei Oberlichter als ideal gelten.
General-Panel-SystemEin in den 1940er Jahren entwickeltes Fertighaussystem, dessen Elemente zum Bau von den verschiedensten Hausformen verwendet werden können.
GenueserturmKorsika, historisch: Ein Typ von Rundtürmen, die in der Renaissance erbaut wurden, um Piraten abzuwehren.
GeothermieAuch Erdwärme: Thermische Energie, die in der Erdkruste gespeichert ist und in Bauwerken für verschiedene Zwecke genutzt werden kann.
GerämsHistorisch: Ein mit Gittern verschlossener kastenartiger Vorbau vor einem Haus, in dem die Bewohner des Hauses mit der vorbeigehenden Öffentlichkeit Kontakt aufnehmen können.
GerberträgerAuch Gelenkträger: Dachkonstruktion: Ein gelenkig verbundener Träger über mehrere Auflager.
GerichtetheitArchitekturtheorie: Die Auslegung von Sichtpunkten. Kirchenbauten waren historisch z. B. nach Osten ausgerichtet (Ostung).
GerichtssäuleAuch Gerichtsbarkeitssäule, Gerichtspfeiler: Historisch: Eine Säule, die den Bereich der Gerichtsbarkeit einer Gemeinde abgrenzt. Umgangssprachlich auch „Pranger“.
GernerSiehe Beinhaus.
GeruchsverschlussAuch Siphon, Trap: Ein geruchs- und gasdichter, jedoch flüssigkeits- und feststoffdurchlässiger Verschluss von Abwasserleitungen. An Toiletten, Waschbecken usw.
GeschlechterturmToskana, Spätmittelalter: Ein Wohnturm, der einflussreichen städtischen Familien zu Verteidigungs- und Repräsentationszwecken diente.
GeschossAuch Etage, Stockwerk, Stock: Alle Räume in einem Gebäude, die auf einer Zugangsebene liegen und horizontal verbunden sind.
Geschosswohnungsbau1. Das Bauen von Wohnungen in mehrgeschossiger Bauweise. 2. Ein Wohngebäude, das (Etagen-)Wohnungen aufnimmt.
GeschwindigkeitArchitekturtheorie: Bauten können in der menschlichen Wahrnehmung den Effekt von Geschwindigkeit vermitteln. So erwecken weit auseinanderstehende Säulen einen Eindruck von Langsamkeit, während dicht stehende Säulen das Bauwerk in Bewegung zu setzen scheinen.
GesindehausAuch Häuslingshaus: Historisch, auf Anwesen Wohnhabender oder auf Gutshöfen: Ein Haus, in dem das Gesinde wohnt.
GesimsEin meist horizontales Bauglied, das aus einer Wand hervorragt. Gemeinsam mit senkrechten Elementen wie Lisenen, Pilastern und Säulen dienen Gesimse der Gliederung von Wandflächen und Fassaden.
GespärreDachkonstruktion: 1. Ein zusammengehöriges Sparrenpaar. 2. Alle Sparren einer Dachkonstruktion.
GesprengeGotik: Ein geschnitzter Zieraufsatz oberhalb eines Flügel- oder Hochaltars. Typisch sind schlank nach oben strebende Elemente, wie z. B. Fialen und reiches Zierwerk, aber auch Figuren.
GesprengegiebelEin Giebel mit reichem, oft bogenförmigem Schnitzwerk.
GestaltIn der Theorie der Architektur versteht man unter der „Gestalt“ eines Bauwerks die Summe all seiner Teile, im Gegensatz zu seiner Form.
Gestelztes EinhausVor allem Südwestdeutschland: Ein platzsparendes Bauernhaus, bei dem der Stall unter dem Wohnbereich liegt.
GestikArchitekturtheorie: Von „Gestik“ spricht man in der Architektur bei einem Gestaltungsmerkmal, das den Benutzer des Raumes z. B. zu einer Bewegung herausfordert. Beispiel: Die Schnecke des Solomon R. Guggenheim Museums reizt Besucher dazu, sie abzuschreiten.
GetreidespeicherAuch Kornspeicher, Kornhaus, Getreidekasten, Granarium, Spieker, Troadkastn: Ein Speichergebäude für Getreide oder Saatgut.
GeviertEin meist quadratischer, auf allen vier Seiten von Gebäuden umgebener Innenhof. Vgl. Kreuzgang.
GewändeAuch Ausschrägung: Die schräg in das Mauerwerk geschnittene seitliche Begrenzung eines Portals, eines Fensters oder einer Schießscharte. Als seitliche Abschrägung ist das Gewände von der Laibung zu unterscheiden, die oberhalb der Maueröffnung liegt.
GewandhausAuch Tuchhalle, Manghaus: Mittelalter: Ein hallenartiges Messe- oder Lagerhaus der Tuchmacherzunft.
GewölbeEin konvexes Schalenbauteil, das als oberer Raumabschluss dient. Die Statik eines Gewölbes ist eine grundlegende andere als bei flachen Raumdecken. Die höchste Komplexität hat der Gewölbebau in der Gotik erreicht.
GewölbefeldBei Kreuzgewölben die (rechteckige) Fläche, die zwischen zwei Gurtbögen aufgespannt wird.
GewölbeformenBei Gewölben unterscheidet man je nach ihrer Form z. B. Tonnen-, Kreuz- und Netzgewölbe.
GewölbekellerHistorisch: Ein Keller, der von einem Gewölbe abgeschlossen wird.
GhatIndien: Eine (meist bebaute) Böschung, die zu einem Gewässerufer herabführt, an dem die Hindus rituelle Waschungen vornehmen.
GhorfaNordafrika, historisch: Mehrgeschossige lehmverputzte Speicherkammern der Berber mit charakteristisch gewölbten Dächern.
GiebelDer Wandteil eines Gebäudes, der oben an Dachkanten oder Dachüberstände angrenzt, die höher liegen als die Traufe, oder über das Dach hinausragt.
giebelständigEin Gebäude mit Satteldach ist dann giebelständig, wenn eine Giebelseite zur Straße hin weist. Man spricht dann auch von einem „Giebelhaus“. Gegenwort: traufständig.
GiebelblumeGiebelverzierung in Gestalt einer stilisierten Blume.
GiebeldachVerschiedene Bedeutungen: 1. Ein Satteldach. 2. Die Dachform eines mit einem Giebel versehenen vorspringenden Gebäudeteils (z. B. einer Dachgaube, eines Risalits).
GiebelfeldDie (gelegentlich verzierte) dreieckige Fläche eines Giebels. Siehe auch Tympanon.
GiebelgaubeEine Dachgaube, die von einem quer gestellten Satteldach mit vorn liegendem Giebel gedeckt ist.
GiebelhausEin giebelständiges Haus.
GiebellaubeTraditionell: Ein überdachter, einseitig offener Gang mit Brüstung am Giebel eines Hauses.
GiebelohrAuch Giebelschulter: Historisch: Die Verlängerung des Giebels bis hin zur Traufe.
GipskartonEin meist plattenförmiger Baustoff aus Gips, der beidseitig mit Kartonage bezogen ist und im Innenausbau verwendet wird.
GipsputzPutzmörtel aus Gips zählen zu den meistverwendeten Innenputzen.
Girih-KachelnIslamischer Raum, historisch: Ein Satz von fünf verschiedenen Fliesen, die – in einer großen Vielzahl von unterschiedlichen Konfigurationen – zur Dekoration von Gebäuden verwendet werden.
GirnaMalta, Gozo, historisch: Doppelwandige Kraggewölbebauten aus Trockenmauerwerk.
GitterGitter spielen in der Architektur unter anderem als Raumabschlüsse, Barrieren und Zierelemente eine Rolle.
GitterrostEine freitragende, belastbare (begehbare) plattenförmige Konstruktion mit vielen durchgehenden Öffnungen. Einsatz in der Architektur u. a. in Treppenstufen und zur Abdeckung von Lichtschächten.
GlasbausteinAuch Glasstein: Ein quaderförmiges Bauteil, das zu lichtdurchlässigen Wänden aufgemauert werden kann.
GlasbetonsteinEin aus einer Mischung von Zement und Glasschaum hergestellter Baustein, der zu lichtdurchlässigen Wänden aufgemauert werden kann.
GlasfassadeModerne: Eine hauptsächlich aus Glas bestehende Außenwand eines Gebäudes. Wird aus statischen Gründen meist als Vorhangfassade ausgeführt.
GlashalterungEine Alternative zur Befestigung von Glasflächen in Rahmen. Formen: Klemmhalterung, Punkthalterung, Linienlagerung.
GlaskuppelEine Kuppel mit Glaseinsätzen.
GlaslamellenLamellen aus Glas, die – feststehend – als Sonnenschutz bzw. Gestaltungsmittel für Fassaden dienen oder – beweglich – eine Belüftung erlauben.
GlättetechnikDie Oberflächengestaltung mit Putzen und Spachtelmassen.
GlattputzEin glatt aufgetragener Innenputz. Gegenbegriff: Strukturputz.
GlockengiebelSüdeuropäische Kirchenbauten: Ein statt eines Glockenturms errichteter Giebel oder kleinerer Dachaufbau, der den Glockenstuhl mit den Kirchenglocken aufnimmt.
GlockenhausAuch Glockenhäusl: Vor allem Böhmen, historisch: Ein meist turmartiger dörflicher Bau, in dem eine Glocke aufgehängt ist. Im Gegensatz zu Glockentürmen gehören Glockenhäuser nicht zu einem Kirchenbau.
GlockenkäfigProvence, historisch: Ein auf einen Kirchturm oder ein anderes Gebäude aufgesetzter schmiedeeiserner Käfig, in dem eine Glocke aufgehängt ist.
GlockenstapelNorddeutschland, Skandinavien: Ein frei neben dem Kirchenbau stehender, oft hölzerner Glockenturm. Vgl. Campanile.
GlockenstuhlVor allem in Kirchtürmen: Das traditionell meist hölzerne Tragwerk für die Kirchenglocke(n).
GlockenturmEin Turm, in dem Glocken (zumeist Kirchenglocken) aufgehängt sind.
Goldener SchnittEine Proportion (ca. 61,8:38,2), die als besonders angenehm und schön empfunden und seit der Antike auch in der Architektur vielfach eingesetzt wird.
GonkhangTibetische Klöster: Ein Raum zur Verehrung der Schutzgötter.
GönpaHimalaya: Ein buddhistischer Tempel.
GopuramSüdindien: Ein Torturm am Eingang des Tempelbezirks.
GorintōJapan: Ein buddhistischer Stein-Stupa.
GrablegeAuch Erbbegräbnis: In christlichen Kirchen, Klöstern und Stiften, historisch: Eine Grabstätte für sozial höhergestellte Personen. Grablegen an anderen Orten werden als Sepultur bezeichnet.
GrabkapelleAuch Grabkirche: Ein Mausoleum oder ein Kirchengebäude, das vor allem als Grablege dient.
GrabstätteEine (historisch oft mit einem Bauwerk versehene oder darin untergebrachte) Stelle, an der ein Leichnam begraben wird.
GrabendachEine Dachform, die einer Aneinanderreihung umgekehrter Satteldächer entspricht. Ein Grabendach ist vom Bodenniveau aus nicht zu sehen. Die Entwässerung erfolgt von den Kehlen her.
GratVerschiedene Bedeutungen: 1. Dachgrat. 2. Die sich kreuzenden diagonalen Bogenlinien eines Kreuzgratgewölbes.
GrangieHistorisch: Ursprünglich ein Getreidespeicher; später ein umfriedeter Hofbezirk; noch später ein landwirtschaftlicher Gutskomplex.
GratsparrenDachkonstruktion: Der Dachsparren direkt unter einem Dachgrat.
Graue WanneEine Art der Bauwerksabdichtung, bei der die Fugen wasserundurchlässiger Betonbauteile von außen mit Bewegung aufnehmenden PVC-Profilen druckwasserdicht verklebt werden.
GredSüddeutschland, Österreich, historisch: Der mit Steinen gepflasterte, meist leicht erhöhte Bereich vor einem Haus, als Übergangsbereich zwischen sauberem Innen- und schmutzigem Außenraum.
GreddachBayern, historisch: Ein asymmetrisches Satteldach, dass zu der Traufseite, auf der auch der Hauseingang liegt, weit übersteht, um die Gred vor der Witterung zu schützen.
GrenzabstandDer durch die Bauordnung vorgeschriebene Mindestabstand zwischen Grundstücksgrenze und Gebäude. Der Mindestabstand zum nächsten Gebäude wird als „Gebäudeabstand“ bezeichnet.
GrenzbebauungDie (unzulässige) Bebauung eines Grundstücks ohne Rücksicht auf Grenz- und Gebäudeabstand.
Greppiner KlinkerEin in der Gründerzeit in Deutschland viel verbauter gelber Ziegelstein, besonders an den Fassaden repräsentativer öffentlicher Gebäude.
GressbakkenhausNorwegen, Steinzeit: Ein halb unterirdisch angelegtes Wohnhaus.
Griechischer TempelGriechische Antike: Das Gebäude eines griechischen Heiligtums, typischerweise mit den Baugliedern der verschiedenen Säulenordnungen gestaltet. Vgl. Römischer Tempel.
GrobspanplatteAuch OSB-Platte: Ein Holzwerkstoff, der aus langen, schlanken Spänen gefertigt ist und sowohl im Rohbau als auch im Innenausbau verwendet wird.
GrotteNicht nur natürliche, sondern auch von Menschen geschaffene kleinere Hohlräume mit hoher Luftfeuchtigkeit werden als „Grotten“ bezeichnet. Historisch oft als Gestaltungselement der Gartenkunst.
GrubenhausAuch Grubenhütte: Historisch: Ein Gebäude, das – um den überdachten Raum mit einfachen Mitteln zu erweitern – ganz oder teilweise in den Boden versenkt ist.
GrundbuchEin öffentliches Register, in dem u. a. Grundstücke und deren Eigentumsverhältnisse verzeichnet sind.
GründerzeitDeutsches Reich, Österreich-Ungarn: Die ersten Jahre nach Gründung des Deutschen Kaiserreichs (1871), in denen umfangreiche französische Reparationszahlungen (im Anschluss an den Deutsch-Französischen Krieg) einen Bauboom zur Folge hatten.
GrundflächenzahlDer Flächenanteil eines Baugrundstückes, der der Bauordnung entsprechend überbaut werden darf.
GrundierungAuch Primer: Beim Auftrag von flüssigen Schutz- und Dekorschichten der Stoff, der zuerst aufgetragen wird, entweder um das Material zu schützen oder um die Bedingungen für den Auftrag der folgenden Schicht zu verbessern.
GrundleitungAbwassersystem: Ein in den Baugrund bzw. Erdboden versenktes und größtenteils unzugängliches größeres Sammelrohr, das die Abwässer aus allen angeschlossenen Fallleitungen usw. sammelt.
GrundrissEine Zeichnung der horizontalen Aufteilung eines Gebäudes. Weitere in der Architektur wichtige Darstellungsarten sind der Schnitt, die im Aufriss dargestellten Ansichten und die Details. Vgl. Ansicht.
GrundsteinlegungEine in vielen Kulturen verbreitete Zeremonie um einen symbolischen oder faktischen Grundstein, auf dem ein neues Bauwerk errichtet wird.
GrundstückDie Erdoberfläche, die sich in den von einem öffentlich zugelassenem Vermesser festgestellten Punkten befindet.
GründungDie konstruktive und statische Ausbildung des Übergangs zwischen Bauwerk und Boden.
GrundwasserspiegelDie Grenze zwischen lufthaltigem und darunter liegendem wassergesättigten Erdreich ist bei der Bauplanung eine wichtige Größe, da die Abdichtung darauf zugeschnitten werden muss.
Grüner MannMittelalter, frühe Neuzeit: Eine an Fassaden angebrachte figürliche Darstellung eines zumeist männlichen Kopfes, dessen Haupt- und Barthaar die Gestalt von Blättern hat, die auch aus dem Mund herauswachsen. Vgl. Drolerie, Neidkopf, Gaffkopf, Maskaron.
GuckehürleHistorisches Ulm: Auf dem Dachfirst errichteter kleine Dachreiter als Ausgucktürmchen.
GuldastaPersische Moscheen, historisch: Ein kleiner Dachaufbau, oft in der miniaturisierten Gestalt eines Minaretts oder eines Pavillons.
GulfhausNorddeutschland, historisch: Eine Bauernhausform, Holzgerüstbau in Ständerbauweise.
GurtVerschiedene Bedeutungen: 1. Das obere und das untere Band (Obergurt, Untergurt) an einem Doppel-T-Träger (Gurt (Bauteil), auch Flansch). 2. Ein durchlaufendes Gesims oder ein Mauerwerksstreifen (Gurt (Architektur)).
GurtbogenIn Gewölben: Ein meist aus größeren Steinen oder Keilsteinen gemauerter Bogen, der ein (Tonnen-)Gewölbe quer unterteilt. Wenn Kreuzgewölbe vorhanden sind, schließt ein Gurtbogen diese gegeneinander ab.
GussasphaltEin Baustoff aus Gesteinskörnungen und Bitumen, der bei der Verarbeitung gieß- und streichbar ist. In Bauwerken wird Gussasphalt u. a. als Bodenbelag und für Abdichtungen verwendet.
GüterschuppenHistorisch: Auf Bahnhöfen ein für die vorübergehende Unterbringung von Stückgütern vorgesehener Lagergebäude.
GutshoftypNorddeutschland, historisch: Ein Dreiseithoftyp, bei dem das Haupthaus am Kopfende keine Wirtschaftsgebäude enthält.
GuttaeAntike: Ein tropfenartiges, hängendes Element an der Unterseite bestimmter Bauglieder der dorischen Architektur.
GymnasionGriechische Antike: Eine Anlage, in der die männliche Jugend erzogen wurde.
GynaikonitisAuch Gynaikeion, Gynaeceum, Gynoeceum: Griechische Antike: Der meist im Obergeschoss gelegene Frauenwohntrakt eines Wohnhauses.

### H
HaarrissAn Bauteilen aus Beton, in geputzten Oberflächen und in Anstrichen können sehr feine Risse u. a. infolge eines zu schnellen Trocknens entstehen (Schwindrisse).
HafirSudan, historisch: Ein Wasserauffangbecken.
HaftgrundSiehe Grundierung.
HagioskopAuch Lepraspalte, Pönitenzfenster: Mittelalterliche Kirchenbauten: Ein Mauerdurchbruch, der vom Gebäudeäußeren einen Blick ins Innere der Kirche auf den Altar erlaubt.
HahnenbalkenAuch Hahnebalken: Dachkonstruktion: Ein Balken, der in sehr hohen und breiten Dächern oberhalb und parallel zum Kehlbalken eingebaut wird.
HalbfertigteildeckeSiehe Elementdecke.
HalbsäuleAuch Blendsäule: Eine nicht tragende Säule, die einer Wand scheinbar vorgeblendet ist, tatsächlich aber in festem Mauerverband mit der Wand steht. Anders als Pilaster haben Halbsäulen eine runde Form.
HalleEin großer Raum, dessen Fläche frei genutzt werden soll.
Dabei Bedeutungswiderspruch hinsichtlich mittelalterlicher und frühneuzeitlicher Architektur vs. industurieller Bauweise:
- - Bei ersterer sind die Stützen im Raum essentiell (vgl. Hallenkirche).
  - Bei letzterer kann die Deckenkonstruktion freitragend sein.

Hallenchorüberw. Gotik: Ein mehrschiffiger (meist dreischiffiger) Chor mit gleicher Höhe der einzelnen Schiffe.
HallenhausNorddeutschland, historisch: ein dreischiffiges Wohnstallhaus, Ständerbau. Beiderseits der axialen Deele liegen die (ursprünglich zu Mitte hin offenen) Ställe. Seit dem Hochmittelalter wird die Ernte auf dem Dachboden über der Deele gelagert.
HallenkircheEin Kirchengebäude, dessen Langhaus und/oder Chor (Vgl. Hallenchor) durch Pfeiler in Schiffe von gleicher oder annähernd gleicher Höhe gegliedert ist. Die Pfeiler stützen die Deckenkonstruktion. Unterschiedliche Dachformen in regionalen Häufungen: In England und Niederlanden zumeist Paralleldächer über den einzelnen Schiffen, in Ost- und Süddeutschland zumeist ein einziges oft sehr hohes Sattel- oder Halbwalmdach.
HallenumgangschorEin Hallenchor, bei dem das Seitenschiff der Halle als Chorumgang um den Chor herumführt; gleichermaßen ein Umgangschor, bei dem der Innenchor den Umgang nicht überragt.
HamamAuch Türkisches Bad, Orientalisches Bad: Islamischer Raum, historisch: Ein öffentliches Badehaus bzw. Dampfbad.
Hamburger BurgHamburg, Gründerzeit: Eine Wohnhausform (Mehrfamilienhaus), deren Grundriss Vorderfenster für alle Wohnungen ermöglicht.
Hammerbalken-GewölbeEngland, Mittelalter: Eine offene hölzerne Dachstuhlkonstruktion mit aufeinander ruhenden (Teil-)Bögen.
HammerherrenhausÖsterreich, Ostdeutschland, Renaissance: Eine Form repräsentativer Wohnhäuser, die meist durch Krüppelwalmdach und viele Gauben charakterisiert ist.
HammerkopfturmBergbau, historisch: Ein Förderturm mit schlankem Unterbau und überkragenden Kopf.
HammerschlossDie oberpfälzische Entsprechung eines Hammerherrenhauses.
HandlaufEine – meist profilierte oder runde – Festhalte- und Führungsmöglichkeit für die Hände von Menschen in Griffhöhe. Handläufe sind zumeist in Form von Stangen, Schienen oder Leisten ausgeführt.
HängebodenEin in der Dachkonstruktion aufgehängter zusätzlicher Boden, der in hohen Dachräumen die Raumausnutzung verbessert.
HaptikViele Bauteile (Tür-, Fenstergriffe, Handläufe, Sitze) fordern zum Anfassen und Berühren auf und verlangen bei der Gestaltung von Räumen besondere Beachtung.
HandstrichsteinEin mittels eines hölzernen Formkastens hergestellter Mauerziegel.
HängezwickelSiehe Pendentif.
HarfentreppeEine Treppe, die auf ihrer Lichtseite bzw. im Treppenauge (also auf der wandabgewandten Seite) von Seilen oder anderen grazilen Elementen getragen bzw. gestützt wird.
HarlBritische Inseln, traditionell: Ein spezieller Rauputz (Lehmputz) mit hoher Wetterbeständigkeit.
HarmikaEin zaunartiger Aufbau auf einem buddhistischen Stupa.
HarmonikatürEine Falttür, deren Flügel jeweils in der Mitte an die Führungsschiene anschlagen.
HartdachEin relativ brandsicheres Dach, das etwa mit Dachziegeln oder Naturstein gedeckt ist. Gegenbegriff: Weichdach.
harte BedachungSiehe Hartdach.
Harte FaserplatteAuch Hartfaserplatte, Kabak-Platte: Eine Faserplatte mit Dichte über 800 kg/m³, die u. a. für Schalungen, Innenausbau und Türen verwendet wird.
HartschaumplatteEine Schaumplatte mit dichter Struktur, die hierdurch sowohl gegen Stöße als auch gegen Feuchtigkeit relativ unempfindlich ist. Einsatz vor allem im Außenbereich und in feuchter Umgebung.
Hartungsche SäuleBerliner Raum, Gründerzeit: Eine verzierte gusseiserne Pendelstütze für stählerne Eisenbahnbrücken.
HathorsäuleAltes Ägypten: Ein Säulentyp, dessen charakteristisches Merkmal ein zweistöckiges Kapitell ist, von dem der untere Teil ein Gesicht der Göttin Hathor zeigt.
HaubargFriesisches Wohnstallhaus, Ständerbau. Im Unterschied zur (nieder-)sächsischen Bauweise lagert die Ernte in der Mitte des Hauses auf dem Erdboden.
HaubeAuf Türmen: Eine glockenförmig geschweifte, meist niedrige Dachform.
HaufenhofAuch Gruppenhof: Eine landwirtschaftliche Gehöftform, bei der Wohnhaus, Stallungen und übrige Wirtschaftsbauten eine wenig strukturierte Gruppe bilden (Unterschied zu Vierkanthof und ähnlichen strengen Gruppierungen).
HauptgesimshöheBei Bebauungsplänen, die auf ein einheitliches Erscheinungsbild benachbarter Gebäude abzielen, wird manchmal festgelegt, dass die Dachkante bei allen Gebäuden gleich hoch liegen muss.
HausEin Gebäude, das Menschen zur Unterkunft (Wohnen, Arbeiten, Zusammenkunft) dient.
HausanschlussDie Verbindungsstelle zwischen äußeren und inneren Haustechnikleitungen (z. B. Rohre für Trinkwasser).
HauseinführungAuch Mauerdurchführung: Ein Bauteil, das es ermöglicht, Haustechnikleitungen sicher in ein Gebäude einzuführen. Teil des Hausanschlusses.
HausfigurEine an einem Profanbau angebrachte Statue, Statuette oder ein Relief, das eine Figur, meist einen Heiligen, darstellt.
HausflurIn einem Haus der Erschließungsgang zwischen dem Hauseingang und den weiteren Inneneinheiten. Der Grundriss ist oft der eines Korridors.
HausinschriftEine Inschrift an der Fassade eines Gebäudes, z. B. eine Bauinschrift, ein Bauspruch oder eine Spruchinschrift (Hausspruch).
HausmannsturmBurgen, Schlösser, Kirchen, historisch: Ein Turm, in dem sich Türmerstuben oder auch Wohnungen für den Hausmann oder Türmer befanden, der das Umland von oben überwachte.
HaustürDie von außen in das Innere führende Tür eines Wohnhauses.
HaveliIndien, Pakistan: Das palastartig gestaltete Wohnhaus eines wohlhabenden (meist muslimischen) Fernhändlers.
HawittaMalediven, historisch: Ein künstlich angelegter Hügel, der bauliche Strukturen (Dagoben, Stufenpyramiden) umfasst.
HebeanlageWo Abwasser nicht mittels des natürlichen Gefälles abgeleitet werden kann, können Hebeanlagen installiert werden.
HebeschiebetürEine (meist große) verglaste Schiebetür, die über einen Drehmechanismus aus ihrer Dichtposition gehoben und dann über eine Führungsschiene zur Seite geschoben werden kann. An Balkonen, Terrassen und Ähnlichem.
HechtgaubeEine sehr breite Schleppgaube oder Fledermausgaube.
Heilige PforteEinige Kirchengebäude haben einen bestimmten Eingang, der, verbunden mit einer speziellen Zeremonie, nur zu Heiligen Jahren geöffnet wird.
HeiligenhäuschenAuch Prozessionshäuschen, Kapellenbildstock: Christentum, historisch: Ein religiöses Kleinbauwerk, in dem eine Heiligenfigur oder ein Heiligenbild aufgestellt ist.
HeiliggeistlochAuch Himmelloch, Pfingstloch: Christliche Kirchengebäude: Eine Öffnung in der Decke des Langhauses.
HeiltumskammerManche christliche Kirchen: Ein Ort, an dem Reliquien ausgestellt werden.
HeimetAuch Heimetli: Schweiz: Ein kleines Bauerngut.
HeizenergiebedarfDie Menge der thermischen Energie, die zum Heizen eines Gebäudes erforderlich ist. Vgl. Heizlast.
HeizestrichEin mit Heizelementen versehener Estrich-Fußbodenaufbau, der bei Fußbodenheizungen Verwendung findet.
HeizfolieEine Form der elektrischen Fußbodenheizung, bei der sehr dünne Heizelemente in Polyesterfolie eingeschweißt sind.
HeizkesselEine Apparatur zum Erhitzen von Wasser für die Heizung.
HeizlastDie in Watt angegebene Wärmezufuhr, die notwendig ist, um in einem Gebäude eine bestimmte Raumtemperatur aufrechtzuerhalten. Durch Wärmeschutzmaßnahmen und eine effiziente Auslegung der Heizungsanlage kann die Heizlast minimiert werden. Vgl. Heizenergiebedarf.
HeizwärmebedarfSiehe Heizenergiebedarf.
HekatompedonAuch Hekatompedos: Griechische Antike: Ein Tempel, der eine Länge von 100 Fuß besaß.
HelicesAm korinthischen Kapitell die schneckenförmig aufgerollten Stängel, die zwischen den Akanthusblättern zur Mitte hin herauswachsen; siehe: Korinthische Ordnung.
HelmEine Bekrönung von Türmen, die eine spitze Dachform aufweist.
HeroonGriechisch-römische Antike: Ein Heiligtum oder Grabdenkmal eines Heros.
HerzziegelSiehe Falzziegel.
HessenmannHessisches Fachwerk: Eine ins Fachwerk eingearbeitete abstrakte Figur, bestehend aus drei Streben, die sich oben überkreuzen. Variante einer Mannfigur.
Hessischer KratzputzRund um Hessen, historisch: Eine verzierende Verputztechnik, bei der ausgekratzte, tiefer liegende Flächen im Gefach von Fachwerkhäusern mit Farbe ausgemalt werden.
HetzerhalleEine nach ihrem Erfinder Otto Hetzer benannte Form von stützenfreien Hallen, deren Dachtragwerk aus Brettschichtholz bzw. Leimbindern besteht.
HeuerhausNorddeutschland, historisch: Ein zum Bauernhof gehörendes Wohngebäude für landwirtschaftliche Bedienstete (Heuerlinge).
HexenschnittDachkonstruktion: Ein am Gratsparren oder Kehlsparren vorgenommener zusätzlicher Schnitt, der dafür sorgt, dass dieser Sparren visuell zu den links und rechts von ihm liegenden Sparren passt. Weil diese Stelle stark ins Auge fällt, stellt der Schnitt an den Zimmerer besonders hohe Anforderungen.
HieronGriechische Antike: Ein Kultort mit Temenos, Altar und einer umschließenden Mauer (Peribolos).
HierothesionKommagene (antikes Königreich in Kleinasien): Ein heiliger Grabbezirk für Angehörige des Königshauses.
HilaniKleinasien, Naher Osten, historisch: Eine Gebäudeform mit repräsentativer Stirnseite, rechteckigem Grundriss und zentralem Hof.
HinkklaueNorddeutschland, historisch: Eine das Reetdach stabilisierende Giebelzierde auf Fachhallenhäusern.
HinterhausAuch Quergebäude: In großen Städten zu Wohnzwecken (Mietwohnungen) errichtetes rückseitiges, oft durch einen Seitenflügel mit dem an der Straße gelegenen Vorderhaus verbundenes Gebäude.
HinterlüftungEin absichtlich belassener und belüfteter Hohlraum hinter oder zwischen Bauteilen bzw. deren Schichten, z. B. zwischen Dämmschicht und Verkleidung.
HintermauerwerkDas tragende Mauerwerk hinter einem Putzauftrag.
HintertreppeBürgerliche Wohnhäuser, historisch: Als Gegenbegriff zur – repräsentantiven – Vordertreppe der weniger sichtbare Aufstieg des Gesindes.
HirnholzAuch Stirnholz: Holz, das quer zur Faserrichtung geschnitten ist und damit die Jahresringe zeigt. Hirnholz ist druckstabiler als Längsholz.
HirnholzparkettSiehe Holzpflaster.
HobelspankragsteinRomanische Kirchen der Auvergne: Skulpturierte Steinkonsolen als tragende und gestalterische Bestandteile von Dachtraufen.
HochbauDasjenige Teilgebiet des Bauwesens, das sich mit der Planung und Errichtung von Bauwerken befasst, die zum größeren Teil oberhalb der Geländelinie liegen. Kerngebiet der Architektur. Gegenbegriff: Tiefbau.
HochchorSiehe Chor.
Hochdichte FaserplatteAuch HDF: Eine in einem Nassverfahren unter Druck und Hitze produzierte Faserplatte, die vor allem als Trägermaterial für hohe Belastung eingesetzt wird, etwa für Laminat- und Vinyl-Böden.
HochhausEin vielgeschossiges, vertikal orientiertes Gebäude. Die genaue Definition hängt von der jeweiligen Kultur bzw. von jeweiligen Baurecht ab.
HochkantlamellenparkettAuch Industrieparkett: Ein sehr stabiles Holzparkett, dessen Stäbe hochkant verlegt sind und darum sehr schmal erscheinen.
HochkellerEin Keller, der nur teilweise unterirdisch liegt und darum z. B. gut mit Fenstern versehen werden kann. Siehe Souterrain.
HochlochziegelEin Lochziegel, dessen Löcher vertikal verlaufen.
HochparterreEin Geschoss, das ein halbes Geschoss oberhalb des Straßenniveaus liegt.
HochschiffDer basilikal hochgezogene Teil des Mittelschiffes.
HofEin meist unter freiem Himmel befindlicher Raum, der von einem Gebäude oder Gebäudeflügeln umgeben ist. Nach Lage unterscheidet man: Innenhof, Lichthof, Vorhof und Hinterhof; nach Bauform oder Funktion unterscheidet man z. B. Peristyl, Kreuzgang, Ehrenhof und Patio.
HoganDas traditionell Wohnhaus der Navajo im Südwesten der Vereinigten Staaten, ein mit Lehm verkleideter Blockbau.
HöhenlinienDer Höhenverlauf der Oberfläche eines Baugrundes wird über Höhenpunkte und Höhenlinien in Lagepläne eingefügt.
HohlblocksteinEin großformatiger Mauerstein aus (Leicht-)Beton, der große Luftkammern enthält.
HohldeckeAuch Hohlkammerdecke, Hohlkörperdecke: Eine meist aus Beton gefertigte Raumdecke mit durchgängigen Hohlräumen, in denen u. a. haustechnische Leitungen geführt werden können.
HohldieleAuch Betonhohldiele, Betondiele: Ein Betonfertigteil mit röhrenförmigen Hohlräumen, das früher in Raumdecken verbaut wurde.
HohlkehleDie negative (konkave) Ausrundung einer Kante. Vgl. Voute.
HohlpfanneNorddeutschland: Ein muldenartig verformter Dachziegel ohne Falze. Gegenbegriff: Falzziegel.
HohlraumbodenAuch Hohlboden: Eine Systembodenbauart, bei der zwischen der Tragschicht, die auf einer speziellen Unterkonstruktion ruht, und der Rohdecke ein Hohlraum liegt, der haustechnische Leitungen aufnehmen kann.
HolländereiNorddeutschland, historisch: Ein Meiereigebäude.
HolzbalkendeckeAuch Tramdecke, Trambalkendecke: Eine Raumdecke, die auf einer (von unten sichtbaren) Balkenlage ruht.
HolzbetonverbundEine Bauweise für Tragwerke, bei denen Bauteile aus Holz mit Bauteilen aus Beton verbunden sind.
HolzbetonverbunddeckeEine im Holzbetonverbund zusammengefügte Raumdecke.
HolzbrettEin langes Schnittholz, das breiter als 8 cm und 1–4 cm dick ist.
HolzfachwerkEine Fachwerkkonstruktionsweise, bei der die Stäbe aus Holz gefertigt sind.
HolzblockbauweiseSiehe Blockbau.
HolzfaserdämmplatteAuch Holzweichfaserplatte, Weichholzfaserplatte: Ein aus Holzfasern hergestellter Plattendämmstoff, der meist zur Wärmedämmung von Gebäuden eingesetzt wird.
HolzfaserplatteSiehe Faserplatte.
HolzfassadeSammelbegriff für Fassadensysteme, die aus massivem Holz oder aus Materialien mit Rohstoffanteilen aus Holz zusammengesetzt sind.
HolzkircheEin aus Holz errichtetes christliches Sakralgebäude, abzugrenzen u. a. von einer Fachwerkkirche, die nicht ausschließlich aus Holz erbaut ist.
HolzlatteEin langes Schnittholz, das meist etwa 5–6 cm breit und 2–4 cm dick ist.
HolzpflasterHirnholz ist so hart, dass es als Pflaster auch im Außenbereich verbaut werden kann.
HolzrahmenbauAuch Holzriegelbau, Holzständerbauweise: Ein modernes Holzbausystem, bei dem ein Stabwerk aus Pfosten und Riegeln durch Beplankung mit plattenförmigen Bauteilen versteift wird.
HolzschutzverfahrenSammelbegriff für Verfahren, mit denen Holz vorbeugend gegen holzzerstörende oder -verfärbende Organismen geschützt werden soll. Unterschieden werden u. a. drucklose Verfahren (z. B. Streichen) und Druckverfahren (z. B. Kesseldruckimprägnierung).
HolzskelettbauSiehe Holzfachwerk.
HolzspanplatteSiehe Spanplatte.
HolzspanwerkstoffEin Holzwerkstoff, der aus Holzspänen und einem Kunstharzlack unter Wärme und Druck hergestellt wird, beispielsweise eine Spanplatte.
HolzständerbauweiseSiehe Ständerbauweise.
HolztafelbauSiehe Tafelbauweise.
HolzturmEin turmförmiges Bauwerk, dessen tragende Konstruktion bzw. dessen Hauptmaterial aus Holz ist. Verwendung historisch beispielsweise als Sendeturm und modern als Aussichts- oder Spielplatzturm oder als Hochsitz für Jäger.
HolzzementdachEine 1839 entwickelte Frühform des Flachdaches.
Hor RakhangThailand, historisch: Ein Glockenturm in einem Wat (buddhistische Tempelanlage).
Hor TraiThailand, historisch: Bibliotheksgebäude in einem Wat.
HorizontalabdichtungSiehe Horizontalsperre.
HorizontalsperreAuch Horizontalabdichtung: Eine Abdichtung, die verhindert, dass Bodenfeuchtigkeit im Mauerwerk kapillar aufsteigt. In Neubauten erfolgt die Abdichtung meist durch besandete Bitumenbahnen.
HornkonsoleGotik: Ein tragender oder stützender, aus eine Wand ragender Vorsprung, dessen Unterseite hornförmig ausläuft.
HórreoIberische Halbinsel, traditionell: Ein Speicherbau für Feldfrüchte.
HorreumRömische Antike: Ein Lagerhaus oder Magazingebäude.
HortenkachelModerne: Ein ornamentales Keramik-, später Metallmodul, das seit 1961 großflächig für Fassaden verwendet wurde. Benannt nach der deutschen Kaufhauskette Horten.
HoseiniyeIslamischer Raum: Eine Versammlungshalle für rituelle Zeremonien der Schiiten.
HotelEin Beherbergungs- und Verpflegungsbetrieb für zahlende Gäste. Viele Hotels haben architekturhistorische Bedeutung.
Hôtel, Hôtel particulierSiehe Stadtpalais.
HotzenhausAuch Hotzenhof: Schwarzwald, historisch: Eine Bauernhausform mit charakteristischem hohem Walmdach.
HounfourHaiti: Ein Voodoo-Tempel.
HourdisdeckeMittelmeerraum, besonders Frankreich, traditionell: Eine besondere Deckenkonstruktion, bei der Tonhohlplatten („Hourdis“) zwischen Deckenbalken eingehängt und mit einer Ortbetonschicht abgedeckt werden.
HtiBirma: Die geschwungen kegelförmige oberste Verzierung eines Stupa oder Chedi (buddhistisches Sakralbauwerk).
HufeAuch Hube, Hubel: Eine Hofstelle; keine einheitliche Bauweise.
HügelgrabAuch Grabhügel: Prähistorisch: Eine Erdaufschüttung, in der sich z. B. eine Grabstätte befindet.
HürdenhausMesopotamien: Eine historische Hausform.
HütteEin kleines und bautechnisch einfaches Gebäude. Gegenbegriff: Haus.
HydromentEin Spezialputz für feuchtes und salzhaltiges Mauerwerk. Vgl. Sanierputz.
Hyperbolische ParaboloidschaleAuch HP-Schale: Eine moderne Dachform, charakterisiert durch eine regelmäßig doppelt-gekrümmte Dachfläche, die sowohl Hyperbeln und Parabeln als auch Geraden enthält.
HybridturmEin Turm mit einem Unterteil aus Stahlbeton oder Stahlfachwerk und einem obersten Teil, der als abgespannte Konstruktion ausgeführt ist, wodurch besonders hohe Stabilität erreicht wird. Verwendung hauptsächlich bei Windkraftanlagen und Sendetürmen.
HypäthraltempelÄgyptische und griechische Antike: Ein Tempel mit einer Cella („Sekos“), die nicht überdacht ist, sondern wie ein Innenhof ausgebildet sein kann.
HyperoonGriechische Antike: Das Obergeschoss eines Wohnhauses. Hier befand sich etwa der Frauenbereich (Gynaikonitis).
HypokaustumRömische Antike: Ein massiver Körper, der mit warmer Luft durchströmt wird und als Warmluftheizung dient, ohne selbst sehr heiß zu werden.
HyposkenionGriechische Antike: Mehrere Bedeutungen: 1. Die mit Statuen und Säulen verzierte, der Orchestra zugewandte vordere Wand der Bühne. 2. Der hinter dieser Wand und unter dem hölzernen Boden der Bühne (Proszenium) gelegene Hohlraum.
HypotrachelionDorische Säulenordnung: Derjenige Teil einer Säule, der oberhalb der ringförmigen Einkerbungen des Säulenschafts, aber unterhalb des Kapitellpolsters (Echinus) liegt.
HytteNorwegen: Ein hölzernes Ferienhaus.

### I

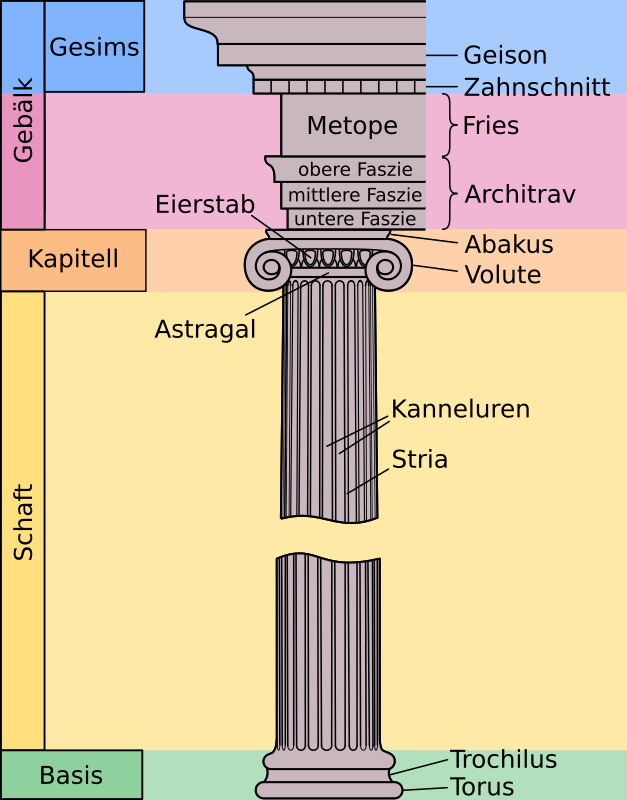
Ionische Säulenordnung

IgluZentralarktis, historisch: Ein kuppelförmiges Schneehaus, das von den Eskimos als einfache und schnell errichtete Winterunterkunft verwendet wurde.
I-JoistEin Holzwerkstoff-Balken, mit I-förmigem Querschnitt, also einem breiten Steg und zwei (schmaleren) Flanschen.
ImaretOsmanisches Reich: Eine öffentliche Küche im Rahmen eines sozio-religiösen Gebäudekomplexes (Külliye).
ImmobilieJargon des Rechts und der Wirtschaftswissenschaften: Ein unbewegliches Sachgut, z. B. ein Grundstück oder ein Bauwerk.
ImpluviumRömische Antike: Ein Wasserbecken im Atrium eines Wohnhauses. Darunter lag meist eine Zisterne.
ImprägnierungDas Tränken von Baustoffen (Holz, Putz, Stein, Beton) mit verschiedenen Mitteln beispielsweise zum Zwecke der Abdichtung gegen Wasser, Verschmutzung, Verwitterung oder Abnutzung.
InitienkapelleEine Kapelle, die in eine die Kirche umgebende Friedhofsmauer eingebaut ist.
InjektionsdichtungVor allem Talsperren- und Tunnelbau: Das Einpressen von aushärtenden Flüssigkeiten oder Suspensionen in Klüfte, Risse oder Porenräume eines Bodens, zum Zwecke der Abdichtung oder Verfestigung.
InklinationGriechische Antike: Die leichte Einwärtsneigung von Säulen und Wänden.
InkrustationDie großflächige oder auch nur teilweise Verkleidung von Wänden oder anderen Bauteilen (minderen Materials) mit flachgeschnittenen, meist verschiedenfarbigen Marmorplatten.
InnentürEine Tür, die im Gebäudeinneren verbaut ist und darum andere Anforderungen erfüllen muss als eine Außentür.
InnenwandEine Wand ohne Kontakt zum Außenbereich eines Gebäudes. Innenwände grenzen Räume voneinander ab und tragen, gemeinsam mit den Außenwänden, die Lasten von Geschossdecken und Dachkonstruktionen.
Inn-Salzach-BauweiseBayern, Österreich: Eine besondere Gestaltung von städtischen Bürgerhäusern, die durch Scheinfassaden vor dem eigentlichen Dach ein geschlossenes Ensemble bilden.
InstallationsschachtEin vertikaler Kanal, der haustechnische Leitungen in einem Haus bündelt und über mehrere Geschosse führt. Siehe Schacht (Haustechnik), Versorgungstechnik.
InstandhaltungDas Aufrechterhalten der Bausubstanz und des Betriebs eines Gebäudes. Instandhaltung umfasst u. a. Reparaturen, Reinigungsarbeiten und die Überwachung technischer Geräte.
IntarsieEinlegearbeit als Dekorationstechnik.
InterkolumniumDer lichte Abstand zwischen den einzelnen Säulen einer Säulenreihe (im Unterschied zum Abstand zwischen den Säulenachsen, der als Achsweite oder Joch bezeichnet wird).
Ionische OrdnungDie dritte der fünf klassischen Säulenordnungen. Das Gebälk über der Säule ist meist zweigeteilt mit entweder glattem oder dreistufigem Architrav unten und darauf aufsetztem Gesims mit Zahnschnitt oder Fries. Auffälligstes Kennzeichen sind die Voluten (Schnecken) am Kapitell.
IrimoyaJapan, historisch: Eine Dachform, die dem europäischen Fußwalmdach entspricht.
Irischer RundturmIroschottische Kirchenbauten, historisch: Ein schlanker Turm mit konischer Kappe.
IsolierungSiehe Bauwerksabdichtung, Wärmedämmung, Schalldämmung, Schwingungsisolierung.
IsolierverglasungSiehe Mehrscheiben-Isolierglas.
IsometrieEine in der Architektur häufig verwendete Form der dreidimensionalen Darstellung mit Parallelproduktion, also ohne Fluchtpunkte.
IwanAuch Aiwan, Liwan: Naher und mittlerer Osten, historisch: An repräsentativen weltlichen und religiösen Gebäuden eine hohe, einseitig zum Außenraum hin geöffnete Halle, die von einem Tonnengewölbe überdeckt ist.

### J
JaliIndien: Ein den Raum begrenzendes Bauelement mit einer durchbrochenen, gitterartigen Struktur, das etwa als Fenster, Balkonbrüstung oder Raumteiler dient. Vgl. Maschrabiyya.
JalousieEin Sicht- und Sonnenschutz, seltener Witterungsschutz, der aus einer Anordnung von festen oder beweglichen Lamellen besteht.
JharokhaIndien, historisch: Ein überdachter Balkon bzw. Balkonerker.
JochVerschiedene Bedeutungen: 1. Auch Travée: Der Achsabstand zwischen zwei Säulen oder Pfeilern (im Unterschied zum Interkolumnium, dem Abstand von Säulenrand zu Säulenrand); siehe Joch (Architektur). 2. Ein Bauteil, das aus mehreren aufrecht stehenden Bauteilen besteht, die mit einem tragenden horizontalen Bauteil verbunden sind; siehe Joch (Bauteil).
Julius-Echter-TurmAuch Echterturm, Juliusturm: Unterfranken, Nachgotik: Eine spezielle Bauform von Kirchtürmen, gekennzeichnet durch einen Knickhelm oder spitzen achteckigen Helm auf einem quadratischen Grundriss.
JurahausAltmühltal (Bayern): Hausform mit markantem, flach geneigtem Dach, das mit dünnen Kalkplatten gedeckt ist.

### K

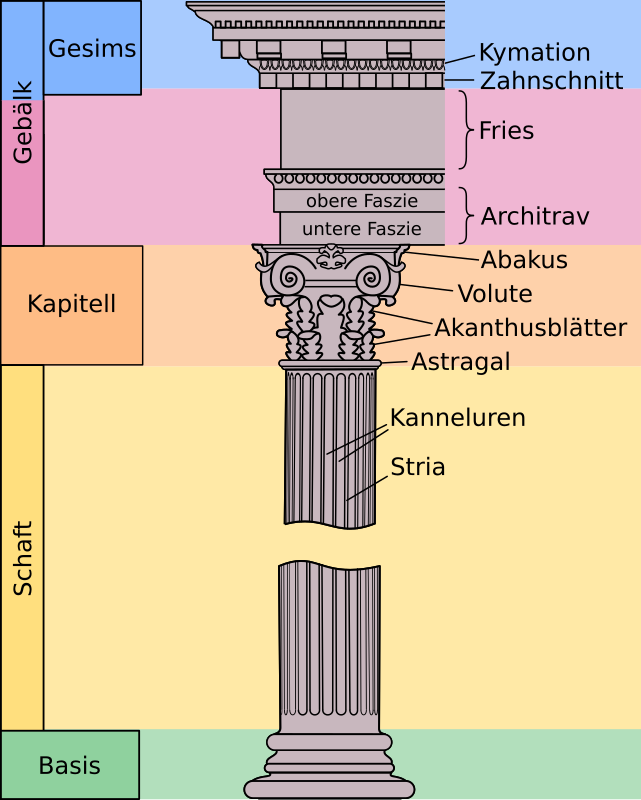
Komposite Säulenordnung

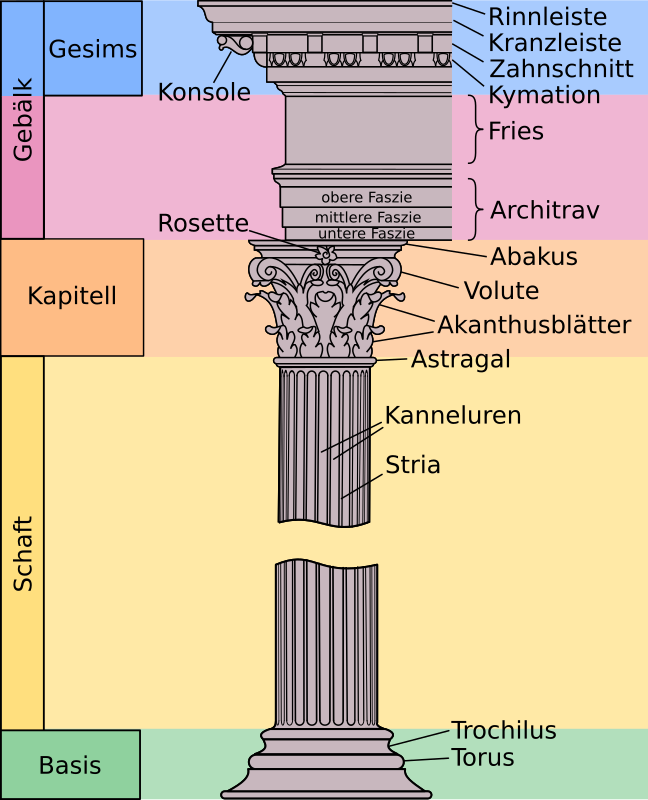
Korinthische Säulenordnung

KabelbrückeAuch Fußbodenkanal, Aufbodenkanal: Ein trittfestes Kunststoffprofil, das lose am Boden liegende Kabel verdeckt und an Ort und Stelle fixiert.
KabeshiroJapan, historisch: Verwendung von Stofftüchern (meist aus Seide) als Vorhang und Raumteiler, üblich in Wohnungen, Residenzen und Tempeln.
KachelVerschiedene Bedeutungen: 1. Eine Keramikfliese. 2. Eine Ofenkachel.
KaffeemühlenhausGründerzeit: Ein Wohnhaustyp mit charakteristischen Elementen wie einem quadratischen Grundriss, zwei Vollgeschossen und einem mit Ziegeln gedeckten Walmdach.
KaiserpfalzSiehe Königspfalz.
KaiserstielAuch Helmstange: Dachkonstruktion: Die innere Spitze einer Turmkonstruktion (z. B. eines Kirchturms), an deren Spitze die Sparren eingezapft werden.
KaispeicherEin direkt an einem größeren Hafenkai errichteter Bodenspeicher.
KalanIndien, historisch: Das turmartige Hauptheiligtum einer hinduistischen Tempelanlage.
KalashaNordindien: Ein dekorativer krug- oder vasenförmiger Aufsatz auf einem Hindu-Tempel.
KalathosDer Kapitellkörper der korinthischen Säule ist diesem lilienförmigen Arbeitskorb der griechischen Frauen nachempfunden.
KalkfarbeEin mineralisches Anstrichmittel, das auf Weißkalkhydrat basiert.
KalkmörtelEin Mörtel aus gelöschtem Kalk und Sand. Weniger druckfest als zementgebundener Mörtel, aber besonders für Innenputze geeignet.
KalkplattendachBayern, traditionell: Eine Dacheindeckungsart, bei der natürlicher Kalkstein verwendet wird.
KalkpresstechnikEine Glättetechnik zur Veredelung von Verputz.
KalkputzEin Putz aus Kalkmörtel.
KalksandsteinEin künstlich hergestellter Mauerstein aus Sand und Kalksilikathydraten als Bindemittel.
KalkseifeEine wasserabweisende Seife, die für Tadelakt, einen traditionellen marokkanischen Putz, verwendet wird.
KalkzementmörtelEin mit Zement angereicherter Kalkmörtel.
KalkzementputzEin Putz aus Kalkzementmörtel.
KalpetranquarzitWallis (Schweiz): Ein Naturstein, der traditionell für die Dacheindeckung verwendet wird.
KaltdachEin zweischaliges Dach, dessen Zwischenraum belüftet ist. Vgl. Warmdach, Umkehrdach.
KältebrückeSiehe Wärmebrücke.
Kaltselbstklebende BitumendichtungsbahnEin Mittel zur Bauwerksabdichtung (Schwarze Wanne).
KaluppeAuch Chaluppe: Osteuropa, besonders Tschechien: Ein einfaches (bäuerliches, ländliches) Haus.
KalypterAntike: Ein länglicher Dachziegel, der die Stoßfugen der anderen Dachziegel verdeckt.
Kamara-HausGriechenland, historisch: Eine Hausform, dessen charakteristisches Merkmal ein Bogen ist, der den größten Innenraum überspannt.
KaminEine haustechnische Einrichtung zum Verfeuern von Festbrennstoffen wie z. B. Brennholz. Im Gegensatz zu einem Kaminofen ist ein Kamin fest eingebaut.
KammerVerschiedene Bedeutungen: 1. Ein kleiner unbeheizter Raum. 2. Historisch/mundartlich: ein abgetrennter privater Wohnraum.
KammergrundrissEin Prinzip der Grundrissplanung, bei dem auch in größeren Wohneinheiten auf Flure verzichtet und stattdessen vielfältige multifunktionale Durchgangsräume verwendet werden. Vgl. Enfilade.
KämpferDer oberste Teil des Widerlagers eines Bogens oder Gewölbes.
KämpferfensterAuch Oberlicht: Ein Fenster, das oberhalb des Kämpfers einer Tür oder eines Fensters eingebaut ist.
KämpfergesimsEin verzierter bzw. profilierter Kämpfer.
Kamphaeng KaeoThailändische Tempelanlagen (Wats): Eine spezielle Mauer, die das heilige Gebäude von der Umgebung abschirmen soll. Vgl. Phra Rabiang.
KamptulikonEin 1843 erfundener elastischer Bodenbelag aus Kautschuk, Guttapercha und anderen Bestandteilen.
KannelierungAntike: Die Auskehlung vor allem von Säulen, Pfeilern und Pilastern mit konkaven Furchen. Die einzelnen Furchen werden als Kanneluren bezeichnet.
KantelEin hochwertiges Kantholz, das traditionell insbesondere zur Herstellung von Fenstern und Türfriesen verwendet wurde.
KantenliseneLisene zur Einfassung der Fassade an der Gebäudekante.
KantholzAuch Eckholz: Sammelbegriff für Holz, das durch Sägen mit vier im rechten Winkel zueinander stehenden Flächen in Faserrichtung versehen ist. Verwendung etwa für Fachwerk, Dachsparren und Deckenbalken. Kantholz wird unterschieden von Brettern, Bohlen und Latten.
Kantonierter PfeilerInsbesondere Gotik: Ein komplexer Pfeiler, dessen Kern mit Halb- und Dreiviertelsäulen besetzt ist.
KantonierungSiehe Kantonierter Pfeiler.
KanzellettnerProtestantische Kirchenbauten: Ein Lettner, der speziell die Kanzel abschrankt.
KapelleEine kleine Bet-, Gottesdienst- oder Andachtsräumlichkeit, entweder als freistehender Kirchenbau oder als Raum in einem größeren Gebäude.
KapellenkranzRomanische und gotische Kirchenbauten: Eine halbkreisförmig um den Chorraum bzw. Chorumgang herum angelegte Gruppe von Kapellen.
Kapillarbrechende SchichtAuch Rollierung: eine unterhalb der Gründungssohle oder des Fußbodens gelegene Lage aus Schotter, die die kapillare Weiterleitung von Bodenfeuchtigkeit oder Grundwasser unterbricht.
KapillareEin sehr feiner, langgestreckter Hohlraum. Baumaterialien, die Kapillaren aufweisen, müssen oft abgedichtet werden.
KapitelhausChristentum: ein Versammlungsgebäude für Kleriker, insbesondere im Bereich einer Bischofs-, Kloster- oder Stiftskirche.
KapitellAuch Säulenknauf: Der plastisch deutlich ausgeformte obere Abschluss einer Säule, einer Ante, eines Pfeilers oder eines Pilasters.
KapitelsaalChristentum: Die Versammlungsstätte einer klösterlichen Gemeinschaft.
KappeVerschiedene Bedeutungen: 1. Gewölbe: Das Gewölbesegment zwischen Schildbogen und Scheitelpunkt. 2. Brückenbau: Die nichtbefahrene Randausbildung von Brücken aus Stahl- oder Spannbeton. 3. Windmühlen: Der obere, drehbare Teil der Mühle. 4. Der obere Abschluss eines Pfahls bei einer Pfahlgründung.
KappendeckeAuch Preußische Kappendecke, Preußische Kappe, Berliner Decke, Berliner Gewölbe, Schienengewölbe, Platzldecke, Platzl: Eine Deckenkonstruktion, die aus sich wiederholenden flachen Segmenttonnengewölben besteht.
KappenkranzTonnengewölbe: Ein doppelt gekrümmter Bogen zur Aufnahme einer Kappe. Siehe Stichkappengewölbe.
KarawansereiAuch Han, Funduq, Funduk: Naher und Mittlerer Osten, historisch: Eine ummauerte Herberge an Karawanenstraßen, meist rechteckig um einen großen Innenhof herum errichtet.
Kare-san-suiAuch Zen-Garten: Japan, historisch: Ein lediglich aus Kies, Steinen und Felsbrocken bestehender Garten (Sonderform des Steingartens).
KarnerSiehe Beinhaus.
KarnhausAuch Karenhaus: Historisch: Anbau an einem Kirchengebäude, in dem sich die Gläubigen, die mit einer Kirchenbuße belegt waren, während des Gottesdienstes aufhalten mussten.
KarniesAuch Glockenleiste: Ein konkav-konvex geformtes Profil, das als Schmuckelement eingesetzt wird.
KärntnerSiehe Beinhaus.
KartuscheRenaissance, Barock, Rokoko, Historismus: Ein Zierrahmen, der häufig keinen Inhalt hat, sondern selbst als Schmuck dient.
KaryatideEine Skulptur einer weiblichen Figur mit tragender Funktion; weibliche Entsprechung eines Atlanten.
KassetteEin vertieftes viereckiges Feld.
KassettendeckeEine Raumdecke, die an ihrer Unterseite regelmäßig angeordnete Vertiefungen (Kassetten) aufweist.
KassettentürAuch Füllungstür, Rahmentür, Tür in Rahmenbauweise: Ein Türblatt, das aus einem umlaufenden Rahmen besteht, in den Füllungen eingesetzt sind.
KastenfassadeModerne: Ein geschlossenes Belüftungssystem, das entweder vertikale (Schacht-Kasten-Fassade) oder horizontale (Korridor-Fassade) Luftzirkulation erzeugt.
KastenfensterEin Doppelfenster mit zwei jeweils eigenen Rahmen, zwischen denen ein kastenförmiger Hohlraum entsteht.
KatagogionGriechische Antike: Ein Wirtshaus, Gasthaus oder eine Herberge.
KatakombeHistorisch: Ein unterirdischer Gewölbekomplex, der der Bestattung von Toten dient.
KateAuch Kotten: Historisch: Ein einzelnes einfaches Wohnhaus bzw. eine einzelne Werkstatt in oder abseits der dörflichen Gemeinschaft.
KathedraleEine Bischofskirche. Kein einheitlicher Baustil.
KatholikonVerschiedene Bedeutungen: 1. Die Hauptkirche eines orthodoxen Klosters. 2. Der zwischen Narthex und Sanktuar gelegene Gemeinderaum einer orthodoxen Kirche.
KatzenklappeEine in Türen, Fenstern oder Mauern angebrachte Durchgangsmöglichkeit für Haustiere.
KatzentreppeAuch Katzenleiter, Katzenstiege: Eine Vorrichtung, die Hauskatzen den freien Auf- und Abstieg zu einer Wohnung ermöglicht.
KavaliershausAuch Kavalierhaus, Cavaliershaus, Cavalierhaus: Historisch: Ein Teil eines Schlossensembles, in dem der Hofstaat untergebracht wird.
KažunIstrien, historisch: Ein Kraggewölbebau aus Trockenmauerwerk.
KeeillIsle of Man, historisch: Eine einfache kleine frühchristliche Kapelle.
KeepEnglischer Kulturkreis: Der Hauptturm einer mittelalterlichen Burg. Vgl. Donjon.
KegeldachEine historisch vor allem auf Türmen gebräuchliche Dachform, einem Kegel entsprechend.
KehlbalkenDachkonstruktion: Ein horizontaler Balken, der in größeren Dächern jeweils zwei gegenüberliegende Sparren verbindet und gegeneinander abstützt.
KehlbalkendachEin Dach, in dem Kehlbalken eingebaut sind.
KehlbohlenanlageDachkonstruktion: Diejenige Zimmermannskonstruktion, die eine gewölbte Gaube (Fledermausgaube) oder ein in ein Dach eingesetztes Ochsenauge bedeckt.
KehleAuch Kehl, Ichse: Eine Zusammenstoßlinie zwischen zwei Dachflächen oberhalb einer Innenecke eines Gebäudes.
KehlleisteEine Profilleiste an der Berührungslinie von Wand und Decke.
KehlsparrenDachkonstruktion: Der Sparren, der direkt unter einer Kehle liegt.
KeildachEin steil-keilförmiges Dach auf einem Turm
KeilsteinEin keilförmiger Mauerstein, wie er etwa zum Errichten von Bögen oder Gewölben verwendet wird.
KellerAuch Souterrain: Ein geschlossenes Gebäudebauteil, das sich ganz oder zumindest überwiegend unterhalb der Erdoberfläche befindet.
KellerbodenDie unterste Fläche eines Gebäudes, die an die tragenden Außenwände anschließt.
KellerfensterEin Fenster in einem Kellerraum.
KellerlukeEine Luke, die einen horizontal oder schräg liegenden Zugang zu einem Keller verschließt.
KellerstöcklÖsterreich, traditionell: Ein Typus von landwirtschaftlich genutzten Gebäuden, die in sehr schrägen Hanglagen errichtet wurden.
KellerwandDie Außenwände eines Kellers müssen nicht nur der Traglast des Gebäudes, sondern auch dem Druck des Erdreichs standhalten.
KeltenkreuzAuch Hochkreuz, irisches Kreuz: Britische Inseln: Ein meist aus Stein gehauenes Balkenkreuz, bei dem um den Schnittpunkt der Balken ein Ring liegt.
KemenateMittelalterliche Burgen: Ein Raum, der einen Kamin hat, also beheizbar ist.
KenotaphAuch Cenotaph, Zenotaph, Scheingrab: Ein Erinnerungsgrabmal für einen in der Fremde Verstorbenen.
KeramikflieseIm Süddeutschen und Österreich auch Kachel: Eine keramische Platte, die als Wandverkleidung oder als Belag z. B. für den Boden verwendet wird.
KerndämmungBei zweischaligem Außenmauerwerk die Dämmung zwischen Vor- und Hintermauerschale.
KesseldruckimprägnierungEin Holzschutzverfahren, bei dem Holz unter hohem Druck chemisch imprägniert wird.
KesselvakuumdruckimprägnierungEin Holzschutzverfahren, bei dem Holz zunächst in einem Vakuum getrocknet und anschließend unter Druck chemisch imprägniert wird.
KettenkircheBayern, Österreich, historisch: Ein Kirchengebäude, dessen Fassade mit einer Kette geschmückt ist (Heiligenverehrung für Leonhard von Limoges).
KichōJapan, historisch: Ein aus Stäben oder Stangen sowie Stoff (meist Seide) konstruierter Raumteiler.
KielbogenAuch Eselsrücken, Sattelbogen, Schottischer Bogen, Akkolade: Ein Bogen mit geschweiften (unten konvexen, oben konkaven) Kanten.
KiesdachUmgangssprachlich: Ein Flachdach, auf das Kies aufgeschüttet ist. Über die Art der Konstruktion und Abdichtung des Flachdachs sagt der Begriff nichts aus.
KioskVerschiedene Bedeutungen: 1. Europa: Eine kleine Verkaufsstelle in Form eines Häuschens oder einer Bude (siehe Kiosk). 2. Ägyptische Antike: Ein nach mehreren Seiten geöffneter Pavillon in einem Heiligtum (siehe Kiosk (Altes Ägypten)).
KircheEin christlicher Sakralbau. Grundtypen: Saalkirche, Basilika, Hallenkirche, Zentralbau.
KirchenburgMittelalter, frühe Neuzeit: Befestigungen um einen Kirchhof, die als Fliehburg verwendet werden konnten. Ist der Kirchenbau selbst befestigt, so spricht man von einer Wehrkirche.
KirchenschiffVerschiedene Bedeutungen: 1. Ein Längsraum in einem Kirchenbau (Kirchenschiff). 2. Ein Kirchenboot.
KirchfriedhofAuch Kirchhof: Eine Friedhofsanlage, die unmittelbar an einen Kirchenbau angrenzt oder diesen sogar umschließt.
KirchturmDer Turm einer christlichen Kirche; dient oft als Glockenturm.
KittEin Klebe- und Dichtungsmittel.
KittingÖsterreich, historisch: Ein bäuerlicher Speicherbau.
klaibenAuch klöben, klieben, kleben, staken, pliestern: Holzfachwerkbau: Die Tätigkeit des Ausfüllens von Staken, Schwartenverschlag oder Flechtwerk in Gefachen mit Lehm.
KlangRäume haben neben anderen Sinnesdimensionen wie z. B. einem Geruch auch einen Klang. Dieser hängt u. a. von Materialwahl, Oberfläche und Form ab.
KlangarkadeAuch Schallfenster, Schallluke: Historisch: Eine rund- oder spitzbogige Arkadenöffnung in Höhe der Glockenstube eines Glockenturmes.
KlapptürEine Tür, bei dem der Anschlag des Türblattes nicht vertikal, sondern horizontal ausgerichtet ist. Gegenbegriff: Anschlagtür bzw. Schwenktür.
KlebdachAlemannischer Raum: Ein an der Giebelfront oberhalb der Fenster angebrachtes Schutzdach.
KleisterSammelbegriff für Klebstoffe in Form eines wässrigen Quellungsproduktes z. B. aus Stärke. Kleister werden u. a. fürs Ankleben von Tapeten verwendet und als Zusatz zu Gips, um das Abbinden zu verzögern.
KletePreußisch Litauen, Ostpreußen, historisch: Ein Speicher zur Aufbewahrung haltbarer Vorräte.
KlinkerAuch Hartbrandziegel: Ein bei sehr hohen Temperaturen gebrannter Ziegelstein, der kaum Wasser aufnimmt und sehr widerstandsfähig ist.
KlöntürAuch doppelschlägige Tür: Eine Außentür, bei der es möglich ist, nur die obere Hälfte des Türflügels zu öffnen, während die untere Hälfte verschlossen bleibt.
KlosterEine Anlage, die eine religiöse Gemeinschaft beherbergt. Zu den charakteristischen Bestandteilen christliche Klöster zählen u. a. Klosterkirche, Kreuzgang, Refektorium, Dormitorium und Kapitelsaal.
KlosterkircheDie Kirche eines Klosters.
KlötzchenfriesAuch Würfelfries, Schachbrettfries, ähnlich (mit teilweise abgerundeten Kanten) Rollenfries, Röllchenfries: Ein Fries, das periodisch angeordnete kleine Steine darstellt. Vgl. Zahnschnitt.
KlusNiederdeutscher Raum, historisch: Eine kleine Kapelle, oft ein Holzfachwerkbau.
KnaggeVor allem Fachwerkbau: Eine spezielle Konsole.
KnickhelmAuch Turmhelm, Helmdach, Dachhelm: Eine Dachform, besonders auf Kirchtürmen, gekennzeichnet durch einen relativ flachen Ansatz, von dem aus die Dachflächen zur Spitze hin steil abknicken.
KniestockAuch Drempel, Trempel: Dachkonstruktion: Derjenige Teil der gemauerten Außenwand, der über die Rohdecke des letzten Obergeschosses hinaus in den Dachbereich aufragt. Die Dachschräge beginnt erst oberhalb des Kniestocks.
KnorpelwerkEine Ornamentform, die durch Anordnungen von teigigen oder knorpeligen, schwellenden und lappig ausschwingenden Formen gekennzeichnet ist. Vgl. Rollwerk, Schweifwerk.
KnotenBaustatik: Die Verbindungsstelle von Stäben in einem Stabwerk.
KoberfensterEin Schaufenster in einem Bordell.
KokoschnikRussland, historisch: Ziergiebel an der Fassade vor allem von Kirchenbauten.
KolamIndien: Ein meist zentrisch symmetrisches Ornament, das aus Reismehl im Eingangsbereich von Wohnhäusern und Tempeln ausgelegt wird.
KolonistenhausSammelbegriff für die einfachen Wohnhäuser, die im 18. Jahrhundert im preußischen Machtbereich erbaut wurden, um Ausländer anzusiedeln.
Kölner DeckeEin Typus von Balkendecke, bei dem sowohl Deckenbalken als auch die darüberliegenden Dielen vollständig von Putz überzogen und oft auch mit Stuckornamenten verziert sind.
KolonnadeEin Säulengang, der im Unterschied zur Arkade und zum Bogengang ein gerades Gebälk (Architrav) besitzt.
KolossalordnungEine Säulenordnung, die zwei oder mehr Geschosse übergreift.
KönigspfalzFrüh- und Hochmittelalter: Ein (Wohn-)Stützpunkt für den reisenden König.
KommunalkaRussland, UdSSR, historisch: Eine Wohnform, bei der mehrere Parteien sich aus Kostengründen eine Wohnung teilen.
KommunwandEine Wand, die von mindestens zwei Gebäuden geteilt wird.
Komposite OrdnungDie fünfte der fünf klassischen Säulenordnungen. Sie vereint Charakteristika der beiden vorausgehenden Ordnungen; die Kapitelle weisen sowohl Akanthusblätter als auch große Voluten auf.
KompositionArchitekturtheorie: Der formale Aufbau eines Bauwerks.
KompositkapitellSiehe Komposite Ordnung.
KompribandAuch Anschlagband, Fugenband: Ein vorkomprimiertes Schaumstoffdichtungsband, das nach Einbringen in eine Fuge expandiert.
KoncheVerschiedene Bedeutungen: 1. Eine Einbuchtung oder halbrunde Nische, die oben meist mit einer Halbkuppel abgeschlossen ist. 2. Eine Apsis oder die halbrunde Kuppel über einer Apsis.
KondenswasserKann in schlecht konzipierten Bauwerken entstehen und zu Bauschäden führen.
KonfessioSiehe Confessio.
Königliche TürOrthodoxe Kirchenbauten: Die mittlere der drei in die Ikonostase (Ikonenwand) eingelassenen Türen.
KonsoleAuch Kragstein: Ein aus der Wand herausragender, tragender Vorsprung, der entweder rein dekorativ ist oder auf den andere Bauteile (Gesimse, Gewölberippen, Bögen, Figuren, Säulen, Pilaster, Balkone, Balken) aufgesetzt sind. Siehe auch Hobelspankragstein.
KonsolenfriesEin dekoratives horizontales Bauelement, das eine Serie von hölzernen Balkenenden in Stein nachahmt. Vgl. Zahnschnitt.
KonstruktionsvollholzSammelbezeichnung für veredelte Bauschnitthölzer (Balken, Kanthölzer, Bohlen, Bretter, Latten).
Konstruktiver BrandschutzDiejenigen Gesichtspunkte der Planung eines Bauwerks, die den Brandschutz betreffen.
KonterlattungDachkonstruktion, Trockenbau: Einbau von Latten, die zu den eigentlichen Lagerhölzern rechtwinklig verlaufen.
KontextDas Umfeld eines Bauwerks, in welches das Bauwerk integriert werden soll. Vgl. Stadtplanung.
KonvektionsheizungSammelbegriff für Heizungsanlagen mit Heizkörpern (z. B. Rippen- und Plattenheizkörpern), die Wärme durch Konvektion an den Raum abgeben.
KopfbandAuch Bug, Kopfbüge: Vor allem Holzbau: Eine diagonale Strebe, die zur Versteifung zwischen einem horizontalen Holz und einem vertikal stehenden Holz eingesetzt wird.
KopfhöheDie Mindesthöhe, die ein Bauteil über dem Boden haben muss, damit Personen sich, etwa im Fluchtfalle, nicht den Kopf stoßen.
KopfwinkelholzHolzbau: Ein dreieckiges Holz, das zur Versteifung zwischen einem horizontal und einem vertikal stehenden Holz eingesetzt wird.
KorbbogenEin Bogen mit ungleichmäßiger Krümmung.
KoppelfensterSiehe Gekuppelte Fenster.
KoppelpfetteDachkonstruktion: Eine Pfette, die nicht über die gesamte Länge reicht, sondern aus einzelnen Teilstücken besteht, die miteinander verbunden werden.
KoppelträgerHolzbau: Sammelbegriff für Träger, die nicht aus einem einzigen Holz, sondern aus Teilstücken bestehen, die miteinander verbunden werden.
Korinthische OrdnungDie vierte der fünf klassischen Säulenordnungen. Von der ionischen Säule unterscheidet die korinthische sich vor allem durch ihren mit Kränzen aus Akanthusblättern üppig verzierten Kapitellkörper (Kalathos).
KorksteinEin am Anfang des 20. Jahrhunderts erfundener und heute ungebräuchlicher Baustoff aus Kork, Tonerden und Luftkalk.
KörperArchitekturtheorie: Der vom Architekten gestaltete Raum.
KörperschallDer nicht über die Luft, sondern über einen Festkörper sich ausbreitende Schall. Der Körperschall eines Gebäudes wird, z. B. durch Maßnahmen zum Trittschallschutz, idealerweise möglichst gering gehalten.
KorridorAuch Gang, Flur: Ein langgestreckter Raum im Inneren eines Gebäudes, der der horizontalen Erschließung angrenzender Räume dient.
Kos-MinarIndien, historisch: Ein Typ von Meilensteinen an Straßen.
KosmatenItalien, Mittelalter: Eine Gruppe von Marmordekorateuren, die in vielen Kirchenbauten Inkrustationen geschaffen haben.
KoteSammelbegriff für die vielfältigen traditionellen Behausungen der Samen.
KöteHarzgebirge, historisch: Eine von einem Köhler bewohnte Holzhütte.
KrabbeAuch Kriechblume: Gotik: Aus Stein gemeißelte, faltig verbogene Blätter.
KragbogenAuch falscher Bogen: Ein historisches Verfahren des Bogenbaus, bei dem alle Bogensteine horizontal und kragend verbaut sind.
Kraggewölbebauten aus TrockenmauerwerkEine besonders im Mittelmeerraum verbreitete historische Kraggewölbe-Bauweise.
KragplatteEin flächenhafter Kragträger, z. B. eine Balkonplatte oder ein Dach über einem Hauseingang.
KragsteinSiehe Konsole.
KragstufentreppeEine Treppe, bei der die Stufen einseitig als Kragarm befestigt sind. Das andere Ende der Stufen ragt in den Raum und wird nicht unterstützt.
KragsturzbogenAuch Konsulbogen, Schulterbogen, gerader Kleebogen, Kragsturz: Ein unechter Bogen, bei dem der Sturz auf zwei hervorkragenden Kämpfern (Konsolen) ruht.
KragträgerAuch Kragbalken, Kragarm: Ein einseitig eingespannter, oft waagerechter Balken, der aus einem anderen Bauteil herausragt, um Lasten aufzunehmen.
KrainerwandEine Gitterstruktur, die mit einem Füllstoff (Erde, Schotter) beschwert wird und im Landschaftsbau als Stützwand dient.
KrankenhausEin Gebäude, in dem eine medizinische Einrichtung untergebracht ist. Der spezielle Verwendungszweck des Gebäudes ist mit speziellen architektonischen und baulichen Anforderungen verbunden.
KrankenhauskapelleAuch Krankenhauskirche, Anstaltskirche: Ein (heute meist überkonfessionelles) sakrales Bauwerk, das zu einem Krankenhaus gehört.
KranzgesimsVerschiedene Bedeutungen: 1. Das Dachgesims eines Bauwerks. 2. Das Geison der antiken griechischen und römischen Architektur.
KratzputzSammelbegriff für nachbearbeiteten Putz, bei dem noch vor dem endgültigen Erhärten die oberste Schicht abgekratzt wurde. Siehe auch Sgraffito, Hessischer Kratzputz.
KrempeBeim Dachziegel eine konische Auswuchtung, die zur Fugenabdichtung über den hochstehenden Rand des jeweiligen Nachbarziegels greift.
KrempziegelEine spezielle Form von Dachziegel mit linksseitiger Krempe, die über den hochstehenden Rand des Nachbarziegels greift.
KrepisGriechische Antike: Der Stufenunterbau eines Tempels. Die Krepis liegt auf der bereits unterhalb des Bodenniveaus liegenden Euthynterie auf.
Kretische SäuleKreta, historisch: Ein Säulentyp, bei dem der Säulenschaft sich nach unten verjüngt.
KreuzDas Hauptsinnzeichen des Christentums wird bis heute immer wieder auch als Bauwerk realisiert, etwa in Form von Friedhofskreuzen, Flurkreuzen oder Marktkreuzen.
KreuzblumeGotik, Neugotik: Ein blumenähnliches Ornament aus Naturstein.
KreuzdachDachform aus sich kreuzenden Satteldächern.
KreuzgangEin überdachter Bogengang um den Innenhof (das Geviert) eines Klosters; der Name verweist auf Kreuzprozession, für die der Gang traditionell genutzt wird.
KreuzgewölbeSammelbegriff für verschiedene Arten von komplexen Gewölben, u. a. Kreuzgrat-, Kreuzrippen-, Radialrippen-, Stern-, Zellen-, Netz- und Fächergewölben.
KreuzgewölbestallEin zu einem weltlichen Gebäude, besonders einem (ehemaligen) Stall, gehöriges Kreuzgewölbe. Heute vor allem in der Weinarchitektur von Bedeutung.
KreuzgiebelAuch Kreuzfirst: Das rechtwinklige Aufeinanderstoßen oder Überkreuzen von zwei Dachfirsten.
KreuzgiebelhausAlpenraum, historisch: Eine bäuerliche Hofform, bei der der Wirtschaftstrakt traufständig an die Seite des Hauses angebaut ist, woraus sich ein Dach mit T-förmigem First ergibt.
KreuzgratgewölbeEin Gewölbe, das sich geometrisch als rechtwinklige Überlagerung zweier Tonnengewölbe beschreiben lässt.
KreuzkircheEin christlicher Kirchenbau mit kreuzförmigem Grundriss.
KreuzkuppelkircheOrthodoxer Kirchenbau: Eine Kirche, über deren Naos sich eine Kuppel erhebt, während sich an den Seiten kreuzförmig vier Tonnengewölbe anschließen.
KreuzrippengewölbeGotik: Ein Kreuzgratgewölbe, bei dem die Kanten der Grate als dekorative „Kreuzrippen“ ausgebildet sind.
KreuzstockDie Fenstereinfassung.
KreuzstockfensterAuch Kreuzfenster: Spätmittelalter: Ein rechteckiges Fenster, das in vier Einzelfenster aufgeteilt ist. Die Fensterkreuze waren zunächst aus Stein.
KreuzverbandEin Mauerwerksverband in voller Steinstärke, der dem Blockverband entspricht, sich von diesem jedoch insofern unterscheidet, als die Läuferschichten gegeneinander versetzt sind.
KriechenDie materialspezifische Verformung von Werkstoffen unter konstanter Last.
KriechkellerEin aus Kostengründen nicht in normaler Raumhöhe, sondern deutlich niedriger erbauter Keller.
KrummholzAuch Knieholz: Natürlich krumm gewachsenes Holz wird im Bauwesen u. a. für dekorative Bauteile verwendet, etwa im Holzfachwerkbau.
KrüppelwalmdachAuch Schopfwalm, Schopfdach, Halbwalm: Ein Walmdach, dessen Walmen weniger weit herunterreichen als die Dachflächen der Traufseiten.
KrüsselwarckAuch Krüsselwark, Krüßelwark, Kreuzelwerk: Das Quergebäude eines dreiteiligen, spätmittelalterlichen, friesischen Bauernhauses.
KryptaChristliche Kirchen: Ein unter dem Chor (Apsis) oder unterhalb des Altars befindlicher Raum, der meist Heiligengräber oder einen Altar aufnahm.
KsarNordafrika, traditionell: Ländliche befestigte Siedlungen oder Speicherburgen der Berber.
KubaturDas Volumen eines Bauwerks, bzw. dessen umbauter Raum, ohne Ansehen von Öffnungen und Hohlräumen.
KubushausModerne: Ein vom niederländischen Architekten Piet Blom entwickeltes Entwurfsmuster für modulare Wohngebäude, das auf würfelförmigen, auf einer Ecke stehenden Baukörpern basiert.
KuduBuddhistische Tempelbauten: Ein hufeisenbogiges Fenster mit Kielbogenspitze.
KühldeckeSammelbegriff für speziell ausgestattete Raumdecken, die verwendet werden können, um eine andernfalls zu hohe Raumtemperatur kontrolliert auf ein gewünschtes Niveau zu senken.
KühlhausEin Lagerhaus, dessen Inneres künstlich gekühlt wird.
KülliyeAuch Imaret: Islamischer Raum, historisch: Eine zu einer Moschee gehörende sozio-religiöse Stiftung, zu der Einrichtungen wie Gastronomie, Krankenhäuser, Bäder, Latrinen, Schulen, Bibliotheken u. a. m. gehörten.
KumbumTibet: Ein Stupa oder Chörten (buddhistischer Tempelbau), der viele Bilder von sakraler Bedeutung enthält.
KunstharzpressholzEin meist zu Platten verpresster Werkstoff (Schichtstoff) aus Furnier und Kunstharz, der im Bauwesen u. a. für Industriefußböden verwendet wird.
KunstharzestrichAuch SR (von synthetic resin screed): Sammelbezeichnung für Estriche, die auf Kunstharz basieren. Wegen der hohen Kosten werden Kunstharzestriche nur selten verwendet; sie härten sehr schnell aus, sind aber stark belastbar.
KunstharzputzPutz aus Kunstharzmörtel.
KunstharzmörtelAuch Reaktionsharzmörtel: Ein sehr schnell aushärtender, stabiler, wasserundurchlässiger Mörtel ohne Zementanteil. Verwendung u. a. in Kunstharzestrichen.
KunstreetAuch Kunstrohr, Kunststoffreet, Kunststoffdachreet, Kunstriet: Reet-Imitat wurde entwickelt, um die Nachteile von Naturreet zu vermeiden, ohne auf das Aussehen verzichten zu müssen.
KunstschieferSchiefer-Imitat für die Dachdeckung wird aus Faserzement, glasfaserverstärktem Kunststoff oder Kunstharz hergestellt.
KunststeinAuch Alabastrite, Gussmarmor, Marmorit, Poly-Nature, Polyresin, Polystone: menschengemachte Werkstoffe, die das Aussehen von Stein imitieren und im Bauwesen u. a. für Fensterbänke, Treppen, Bodenbeläge und Fliesen verwendet werden. Zu unterscheiden von Quarz-Kompositwerkstoffen (z. B. Küchenarbeitsplatten) und gebrannten Werkstoffen (z. B. Mauersteinen).
KunststoffbahnSiehe Dachbahn, Dichtungsbahn.
KupferhausEin seit 1929 entwickeltes Fertighaussystem in Tafelbauweise, bei dem u. a. Kupferbleche verbaut werden.
KuppelAuch Dom: Ein Gewölbe mit nur einem Scheitelpunkt. Formen (Auswahl): Kuppel in Form einer Halbkugel, Schirmkuppel, Hängekuppel, Kalottenkuppel, Pendentifkuppel, Faltkuppel.
KurvaturEine aus ästhetischen Gründen eingerichtete leichte Wölbung einer an sich geraden Gebäudekante.
KutiBuddhistische Tempel: Eine Mönchszelle.
K-WanneEin System zur Bauwerksabdichtung aus Kunststoff-Abdichtungsbahnen.

### L
L-SteinEin mit Stahl bewehrtes L-förmiges Betonfertigteil, das mit seinesgleichen zu einer Winkelstützwand zusammengesetzt werden kann.
LacunarAntike: Eine vertiefte Kassette in einer Decke. Eine Kassettendecke in ihrer Gesamtheit wird als Lacunaria bezeichnet.
Lady ChapelGroßbritannien: Eine Marienkapelle am Ostende einer Kathedrale.
LageplanDer zeichnerische Teil des (in Deutschland für einen Bauantrag erforderlichen) Lageplans zeigt den Umriss des geplanten Gebäudes in der Draufsicht auf dem Grundstück und fügt dieses in seine Umgebung ein.
LagenwerkstoffEin Werkstoff, der aus einzelnen miteinander verleimten Furnierschichten besteht.
LagerKonstruktionen zur Übertragung der Kräfte eines Tragwerks auf den Unterbau (Pfeiler, Fundamente, Widerlager usw.).
LagerfugeEine horizontale Fuge zwischen zwei Steinlagen eines Mauerwerks. Die vertikalen Fugen zwischen zwei Steinen werden als Stoßfugen bezeichnet.
LaibungDie einer Tür oder einem Fenster zugewandte Mauerseite. Bei Bögen und Gewölben wird die gewölbte Innenseite des Bogens bzw. des Gewölbes als Laibung bezeichnet.
LaimesSchlesien, historisch: Ein aus Holz erbauter und mit Lehm überzogener Speicher.
LambrequinBesonders im Barock, aber auch im maurischen Stil: Eine Zierblende, meist als oberer Abschluss einer ornamentalen Rahmung (vgl. Schabracke).
LambrisEine auf den unteren Teil einer Wandfläche beschränkte Verkleidung (Holz, PVC, Marmor, Stuck) in Innenräumen.
LamellenfassadeSammelbegriff für Fassadenkonstruktionen, bei denen großflächig Lamellen (z. B. aus Holz, Metall, Glas) eingesetzt werden.
LaminatEin Werkstoff oder ein Produkt, das aus zwei oder mehreren miteinander verklebten Schichten besteht. Verwendung u. a. als Fußbodenbelag, als Sperrholz auch in Hauskonstruktion und Innenausbau.
LaminatbodenEin Fußbodenbelag aus Holzfaserlaminat.
LamparkettEin Massivparkett, das Stabparkett ähnelt, aber dünner ist.
LandhausHistorisch: Ein ländlich stilisiertes, freistehendes Wohnhaus auf dem Lande, das von Wohlhabenden als Sommerwohnsitz genutzt wurde.
LandschaftDas Gegenfeld der vom Menschen gemachten Wohnfeld, wobei Landschaften aber auch gestaltet und als Räume ähnlich wie architektonische Räume beschrieben werden können.
LanghausHistorisch: Sammelbegriff für langgestreckte Hausformen.
LanghausChristliche Kirchen: Das längere Ende des Baues, also der Teil zwischen Eingang und dem ersten Querschiff. Das Langhaus kann mehrere Schiffe umfassen.
LängsholzHolz, das in Faserrichtung geschnitten ist. Im Holzbau ist dies der Standard. Gegenbegriff: Hirnholz.
LanglochziegelEin Lochziegel mit horizontalen Löchern. Nur für Trennwände ohne statische Funktionen geeignet.
LanzettbogenSiehe Spitzbogen.
LanzettfensterGotik: Ein sehr schlankes Fenster mit überhöhtem Spitzbogen (Lanzettbogen) als oberem Abschluss.
LapaSüdliches Afrika: Eine reetgedeckte hölzerne Konstruktion, meist mit einem offenen oder halboffenen Bereich. Nutzung für verschiedene Zwecke, u. a. für soziales Beisammensein.
LärmschutzverglasungEine spezielle Verglasung, die für schalltechnisch hochbelastete Fassaden verwendet wird.
LastenaufzugEine Aufzugsanlage, die vorrangig für den Transport von Lasten bestimmt ist.
LasurEine transparente oder semitransparente Beschichtung auf Holz oder anderen Materialien, die das Erscheinungsbild, insbesondere den Farbton, verändert.
LaterneAuch Dachlaterne: Ein turmartiger Aufsatz auf einem Gebäude, durch den Licht ins Gebäudeinnere gelangt.
LaternendachEine komplexe Dachform, bei der einem Satteldach – etwas erhöht – ein zweites, schmaleres Satteldach aufgesetzt wird.
LaternendeckeZentralasien, historisch: Eine in Wohnhäusern verbreitete komplexe Deckenkonstruktion mit einer Öffnung in der Deckenmitte, durch die Licht in den Raum gelangt.
LaternenturmKirchenbauten: Ein nach unten offener Turm über der Vierung, durch den Tageslicht ins Gebäudeinnere gelangt.
LatteEin langes, rechteckiges Schnittholz, dünner als ein Brett, aber dicker als eine Leiste.
LattungDas Lattenwerk in einer Dachkonstruktion.
LaubeSiehe Gartenlaube, Laubengang.
LaubengangEin Erschließungs- und Wandelgang, der meist mehrere Nutzungseinheiten miteinander verbindet. Als Bogengang im Erdgeschoss oder als Galerie, Pawlatsche oder Ähnliches in Obergeschossen.
LaubwerkSiehe Blattwerk.
LaufEine zusammenhängende Reihung von Treppenstufen. Läufe können gerade, gewinkelt oder gekrümmt ausgeführt werden.
Laufender HundEin Fries mit Formen sich überschlagender Wellen.
LäuferIm Mauerwerksverband ein Ziegel, der längs vermauert ist, sodass seine gesamte Breitseite zu sehen ist. Gegenbegriff: Binder.
LaufgangVerschiedene Bedeutungen: 1. Ein Korridor. 2. Gotik: Ein Rücksprung in der Mauer, der einen irregulären Gang erzeugt, der als Bau- und Revisionsgang genutzt werden kann.
LauflinieDie Mitte des Auftritts einer Treppe. Insbesondere bei nicht rechtwinkligen Auftritten muss die Lauflinie ein bestimmtes Mindestmaß erreichen.
LaufstegIm Bauwesen bezeichnet der Begriff meist eine permanente oder temporäre schmale Personenbrücke mit Geländer, die anstelle eines vollständigen Geschosses für Erschließungszwecke eingerichtet wird.
Laurin-TreppeAuch Sinustreppe: Eine Treppe mit Stufen, die an den Enden niedriger sind als in der Mitte und in ihrer Gesamtheit eine Sinuskurve bilden.
LeckmeldeanlageEin Überwachungssystem, das die Funktionalität von Bauwerks- und Dachabdichtungen kontrolliert.
LedraHistorisch: Ein Fußbodenbelag aus imprägniertem faserigen Rohstoff, der als Alternative zu Linoleum verwendet wurde.
LehmDie in vielen Böden natürlich vorkommende Mischung aus Sand, Schluff und Ton stellt einen der ältesten Baustoffe dar.
LehmestrichAuch Stampflehmboden: Historisch: Eine hauptsächlich im Erdgeschoss verbaute dicke, mit Naturfasern und Wasser angemischte Lehmschicht, die festgetreten wurde, bis keine Eindrücke oder Risse mehr wahrnehmbar waren. Vgl. Stampfboden.
LehmputzLehm wird seit der Vorgeschichte als Wand- und Deckenputz verwendet.
LehmsteinSiehe Lehmziegel.
LehmziegelAuch Adobe: Ein luftgetrockneter Quader aus Lehm, der vermauert werden kann. Wird ein Lehmziegel gebrannt, so spricht man von Backstein.
LeichtbauwandEine leichte Wand in Trockenbauweise.
LeichtbauSammelbegriff für Bauweisen, die nicht Massivbau sind, also z. B. Skelettbau.
LeichtbetonBeton mit einer Trockenrohdichte zwischen 800 und 2000 kg/m³. Wird besonders für Wände und Keller verwendet.
LeichtdachEin mit leichten Elementen wie z. B. Stahlblech oder Kunststoff gedecktes Dach, etwa auf schwachen Dachstühlen mit Statikproblemen.
LeimfarbeHistorisch: Ein Anstrich auf der Basis von Leim und Wasser. Heute u. a. durch Dispersionsfarben verdrängt.
LeimholzbinderFachwerkbau: Ein Binder (horizontaler Träger) aus Brettschichtholz.
LeisteEin schmales und meistens langes Bauteil aus Holz oder anderen Materialien. Erfüllt, anders als eine Latte, meist nur eine dekorative Funktion.
LesbarkeitArchitekturtheorie: Ein Bauwerk ist für den Betrachter ebenso „lesbar“ wie ein Text oder ein Gemälde.
LescheAntike: Ein Versammlungsraum oder ein Gebäude, in dem Personen zusammensitzen, verhandeln und reden konnten.
LettnerGotischer Kirchenbau: Eine mindestens mannshohe Schranke, die den für die Priester bestimmten Raum vom Raum abtrennt, der für die Laien bestimmt ist. Vgl. Chorschranke.
LetzttürIn Anlagen mit Gefahrenmeldeanlage diejenige Tür, die als einzige zum Verlassen und Scharfschalten (bzw. zum Unscharfschalten und Betreten) des Sicherheitsbereiches benutzt werden kann.
LeuchtturmEin Turm, der eine Befeuerung (Schifffahrtszeichen) trägt.
LichtdesignFachdisziplin, die sich – in enger Abstimmung mit Architektur und Innenarchitektur – mit der Belichtung und Beleuchtung des Inneren und Äußeren von Bauwerken befasst. Siehe auch Innenbeleuchtung.
LichtlenkungAuch Lichtführung: Der gezielte Einsatz des natürlichen und künstlichen Lichts, das in der Architektur ein wesentliches Gestaltungsmerkmal ist.
Lichte HöheAuch Lichte Geschosshöhe, Nettoraumhöhe: Der Abstand zwischen der Rohdecke des darunterliegenden Geschosses und der Unterkante der nächsthöheren Rohgeschossdecke.
Lichtes MaßDie Breite oder Höhe eines Hohlraums oder eines Raumes, insbesondere die Abstände der einzelnen Säulen einer Säulenreihe (Interkolumnium).
LichtkuppelEin Oberlicht, das, damit Regenwasser abfließen kann, gewölbt ist. Vgl. Glaskuppel.
LichtöffnungSammelbegriff für Wandöffnungen, die der Belichtung des Gebäudeinneren dienen.
LichtplatteEin oft profiliertes flächiges Bauteil aus Kunststoff, das in Dächern eingesetzt wird, um Tageslicht in die darunter gelegenen Räume zu lassen. Lichtplatten werden als preiswerte Alternative zu Überkopfverglasung oder Oberlichtern eingesetzt.
LichtröhreEin passives Beleuchtungssystem, bei dem über ein Spezialrohr natürliches Licht von oben ins Innere eines Gebäudes geführt wird.
LichtschachtEin meist vertikaler Schacht, der eine Belichtung der angrenzenden Räume ermöglicht.
LinienentwässerungDie Entwässerung geneigter Flächen in eine Entwässerungsrinne.
LierneIn Kreuzgewölben eine kurze Nebenrippe, die die Gewölbekämpfer nicht berührt.
Light shelfEin flaches rechteckiges Element mit reflektierender Oberseite, das an der Innenseite eines Fensters horizontal montiert wird, um direktes Sonnenlicht in den Raum zu reflektieren.
LinkrustaAuch Lincrusta: Gründerzeit: Ein linoleumähnliches Material, das vor allem zu Wandverkleidungen verarbeitet wurde.
LinoleumEin heute kaum noch gebräuchlicher faserverstärkter Kunststoff, der für elastische Bodenbeläge verwendet wurde.
Linteau, LintelSiehe Sturz.
LiseneAuch Mauerblende, Lesine, Laschene: Eine schmale und leicht hervortretende vertikale Verstärkung der Wand. Neben Pilastern und Säulen dienen Lisenen der vertikalen Gliederung von Wandflächen und Fassaden. Vgl. Gesims.
LitemaSüden Afrikas: Eine Form der temporären Wandmalerei, die durch Ritzen und Einfärben von Putz geschaffen wird.
LobbySynonym für Eingangshalle, Foyer, Vestibül und Ähnliches.
LochbandAuch Montageband: Ein gelochtes Stahl- oder Kunststoffband, das im Holzbau als Versteifungs-, Verbindungs- oder Befestigungselement verwendet wird.
LochfassadeSammelbegriff für Massivbaufassaden mit einzelnen, klar abgegrenzten Fenster- und Türöffnungen, im Gegensatz z. B. zu einer Glasfassade.
LochmauerwerkEin Mauerwerk, bei dem die Ziegel oder Steine gitterartig so verbaut werden, dass regelmäßige Öffnungen zwischen ihnen verbleiben. Meist als Raumteiler oder Sichtschutz im Außenbereich von Gebäuden.
LochziegelVerschiedene Bedeutungen: 1. Römische Antike: Ein nicht tragfähiger Hohlziegel (Tibulus), der in beheizbaren Räumen Warmluft geführt hat. 2. Modern: Ein Mauerziegel, der zur Verringerung von Gewicht und Wärmeleitfähigkeit gelocht ist.
LoftwohnungAuch Loft: Modern: Ein zur Wohnung umfunktionierter Lager- oder Industrieraum.
Log CabinVor allem Nordamerika, Kolonialzeit: Ein einfaches kleines Blockhaus.
LogeVerschiedene Bedeutungen: 1. Die Arbeitsstätte eines Pförtners oder Concierges. 2. Loge: Abgesonderter Raum zur Unterbringung einer privilegierten Person.
LoggiaEin Raum, der sich mittels Bögen oder anderer Konstruktionen zum Außenraum öffnet.
LongitudinalbauAuch Längsbau: Ein Bau, dessen Länge deutlich größer ist als seine Breite. Gegenbegriff: Zentralbau. Vgl. Wegekirche.
LothringerhausAuch Lothringer Bauernhaus: Lothringen, Saarland, historisch: Ein traufständiges Einhaus, dessen Nachbarhäuser sich direkt anschließen, sodass eine geschlossene Häuserzeile entsteht.
LotossäuleÄgyptische Antike: Eine Säule, deren Kapitell einer Lotosblüte nachempfunden ist.
LuftdichtheitGebäude dürfen Luft einerseits nicht ungehindert einlassen; in Gebäuden ohne Lüftungsanlage ist für die Sicherung eines minimalen Luftaustausches eine gewisse Undichtigkeit aber erforderlich.
LuftschallSchall, der sich über die Luft ausbreitet und durch Maßnahmen der Schalldämmung minimiert werden kann. Vgl. Körperschall.
LuftschutzkellerAuch Luftschutzraum: Eine bauliche Anlage zum Schutz vor Luftangriffen im Kellergeschoss eines Gebäudes. Vgl. Luftschutzbunker.
LukarneSiehe Zwerchhaus.
LukeEine Tür in einem horizontalen Bauteil, etwa einer Raumdecke. Unterschieden werden z. B. Dachluken, Kellerluken und Bodenluken.
LünetteEin halbkreisförmiges oder kreissegmentförmig gerahmtes Wandfeld oberhalb eines Fenster oder einer Tür. Vgl. Supraporte, Tympanon.
LustschlossEin kleines Schloss mit Garten, das eher dem Sommeraufenthalt als der Repräsentation dient.

### M
M10DDR, vor allem Magdeburg, seit Anfang der 1970er Jahre: Ein meist 4-spänniger Plattenbautyp.
MäanderEin seit der Jungsteinzeit verwendetes orthogonales Ornament, das Flussschlingen imitiert.
MadrasaAuch Medrese, Medresse: Muslimischer Raum: Eine Schule, in der Islamwissenschaften unterrichtet werden.
Maeshowe-TypSchottland, prähistorisch: Eine Art von komplexen Megalithanlagen.
Mailänder SchemaEin auf dem griechischen Kreuz basierender Grundrissplan mit einer Kuppel im Zentrum.
Maison de plaisanceSiehe Lustschloss.
MaisonetteEine über mehrere Ebenen zusammenhängende größere Wohnung. Sonder- bzw. verwandte Formen sind Galerie- und Duplexwohnungen.
Malakow-TurmDrittes Viertel des 19. Jahrhunderts: Eine Art von Förderturm mit festungsähnlicher Anmutung.
MaljanOstfriesland: Eine über dem Giebel oder Krüppelwalm angebrachte einfache Verzierung, oft ein senkrecht aufreichender Stab.
MammisiÄgyptische Antike: Teil eines Tempelkomplexes, der die Form eines kleinen Tempels hat.
Mandala-DachEine konische Dachkonstruktion für Gebäude mit vieleckigem Grundriss.
MAN-StahlhausDeutsche Nachkriegszeit: Ein Fertighaustyp mit Stahlwänden.
MangelVertragsrecht in Deutschland: Eine vom Bauunternehmer zu verantwortende Minderung der Tauglichkeit eines Bauwerks.
MannSüddeutschland: Eine besondere Form des Strebenkreuzes im Holzfachwerkbau.
MännerseiteSiehe Epistelseite.
MannfigurSiehe Mann.
ManoirSiehe Herrenhaus.
MansarddachEine Dachform, bei der die Dachfläche im unteren Bereich nach unten abgeknickt ist, sodass sie deutlich steiler geneigt ist als die obere.
MansardeEin Zimmer oder eine Wohnung im ausgebauten Dachgeschoss.
MansardwalmdachEin Mansarddach, bei dem alle vier Seiten abgeknickt sind. Wenn nur zwei Seiten abgeknickt sind, spricht man von einem Mansardsattel- oder Mansardgiebeldach.
Marienfelder PfeilerDeutsche Gotik, Kirchenbauten: Ein kreuzförmiger Pfeiler, dem Halbsäulen und Runddienste vorgelegt sind, sodass eckige und runde Formen sich abwechseln.
MarientidenkapelleEine nach dem Vorbild der Lady Chapels am Ostende eines Kirchenbaus platzierte Marienkapelle.
Märkisches MittelflurhausAuch Märkisches Dielenhaus: Mark Brandenburg, historisch: Ein ländlicher Haustyp mit meist zwei Geschossen und einer Küche mit offener Feuerstelle in der Hausmitte.
MarkiseEine z. B. vor einem Fenster oder über einem Balkon befestigte Gestellkonstruktion mit Bespannung, die verschiedenen Zwecken dienen kann, etwa als Sonnen-, Sicht- oder Regenschutz.
MarktkreuzEin Bauwerk – oft ein Kreuz – das in einer Marktgemeinde den Markt markiert. Vgl. Marktbrunnen.
MarmorinoEin mineralischer Kalkputz für Kalkpresstechniken, besonders zur Herstellung von Stuckmarmor.
MasSüdfrankreich, Katalonien: Ein freistehendes bäuerliches Anwesen. Vgl. Gutshof.
MaschrabiyyaIslamische Architektur: Dekorative Holzgitter, meist als Gitterschranken in Moscheen oder als Fenstergitter bzw. Balkonverkleidung in Wohnbauwerken.
MasiaNordostspanien: Ein traditionelles Landhaus, zwei- oder dreigeschossig und meist aus grob behauenem Naturstein.
MaskaronEine fratzenförmige Halbplastik, die als Schmuck bzw. Drolerie an Bauwerken (Innen- oder Außenbereich) angebracht ist.
MasonitEine Holzfaserplatte mit besonders langen Fasern und hoher Stabilität.
MaßIn der Architektur werden, um visuell ansprechende Proportionen zu erreichen, traditionell oft spezielle Maße verwendet.
Massif barlongFrankreich, romanischer Kirchenbau: Eine spezielle Ausgestaltung des oberen Vierungsbereiches und der angrenzenden Seitenflügel. Siehe auch Auvergnatische Pyramide.
MassivabsorberModernes energieeffizientes Bauen: Ein vertikal angeordnetes Außenbauteil aus Beton mit eingearbeiteten Röhren, durch die zum Heizen natürlich warmes Wasser oder natürlich warme Luft aus der unmittelbaren Umgebung gepumpt wird.
MassivbauAuch Massivbauweise: Eine Form des Tragwerks, bei dem raumabschließende Elemente (Wände, Decken) auch die statisch tragende Funktion erfüllen. Gegenbegriff: Skelettbau.
MassivholzbauEine Massivbauweise im Holzbau. Vgl. Blockbau, Skelettbau, Holzrahmenbau.
MassivholzhausSammelbezeichnung für Block- und andere Häuser, die aus massivem Holz erbaut sind. Gegenbegriffe z. B. Fachwerkhaus, Holzrahmenhaus.
MaßwerkGotik: Die filigrane Arbeit von Steinmetzen in Form von flächigen Gestaltungen von Fenstern, Balustraden und geöffneten Wänden.
MauerEine massive Wand aus Mauerwerk.
MauerkroneDie obere Begrenzung einer Mauer, oft mit einer Mauerabdeckung bedeckt.
MauerlatteEine Latte, die längs auf dem Mauerwerk aufliegt und als Auflager für die Deckenbalken oder (als Fußpfette) für die Sparren der Dachkonstruktion dient.
MauersohleDie untere Begrenzung einer Mauer.
MauertrockenlegungSammelbegriff für Maßnahmen zur Trocknung und Abdichtung von feucht gewordenem Mauerwerk.
MauerwerksverbandAuch Mauerverband: Die Art, wie Mauersteine innerhalb eines Mauerwerks angeordnet sind. Beispiele: Läufer-, Binder-, Block-, Kreuzverband.
MäusepfeilerHistorisch: Ein steinernes oder hölzernes Auflager, auf dem eine bäuerliche Scheune oder ein Kornspeicher errichtet wurde, um das Gebäude gegen Bodenfeuchtigkeit und gegen das Eindringen von Nagetieren zu schützen.
MausoleumEin monumentales Grabmal in Gebäudeform.
Maya-HütteMittelamerika, traditionell: Eine fensterlose Behausung aus organischen Materialien (v. a. Ästen, Rindenbast, Schilfrohr)
MechizaSynagogen: Eine Vorrichtung zur räumlichen Trennung der Geschlechter.
MedienfassadeSammelbegriff für flächige animierte Lichtinstallationen, die für Werbe-, Informations- oder Kunstzwecke genutzt werden können. Vgl. LED-Display.
Mecklenburgisches SiedlerhausMecklenburg, 1930er Jahre: Ein von Architekt Max Krüger konzipiertes zweigeschossiges bäuerliches Typenhaus.
MeerbudeOstfriesland: Volkstümliche Bezeichnung für ein kleines, meist hölzernes Wochenend- oder Ferienhaus.
MegalithEin großer, meist unbehauener Steinblock. Prähistorisch gelegentlich in Steinsetzungen (z. B. Dolmen) positioniert.
Megalithische SteinkisteSkandinavien, prähistorisch: Eine Art von Steinkisten.
MegaronMinoische Kultur (griechische Antike): Ein großes zweistöckiges Gebäude, das die Architektur der Paläste nachahmt und als Sitz eines lokalen Fürsten dient.
MehrgeschossfassadeSiehe Zweite-Haut-Fassade.
Meidinger ScheibeEine nicht brennbare Scheibe, die mit etwas Abstand über dem Schornstein befestigt wird, u a. um diesen gegen Regen abzudecken. Siehe auch Schornsteinkopf.
MemoriaEigentlich Cella memoriae: Historisch: Ein über einem Grab errichtetes kleines Gebäude, das dem Gedächtnis des Bestatteten gewidmet ist.
MescitTürkei: Eine kleine Moschee, die eine Gebetsnische, aber keine Predigerkanzel enthält.
MesusaOrthodoxes Judentum: Eine Schriftkapsel, die an den Türpfosten bestimmter Zimmer einer Wohnung angebracht wird.
MeterrissIm Rohbau: Eine an signifikanten Stellen angebrachte Höhenmarkierung. Dient als Referenzhöhe für Installationen (z. B. Elektro- oder Wasserinstallationen), deren Montagehöhe einer planerischen Vorgabe entsprechen muss.
MetopeGriechische Antike: Der Raum zwischen zwei Triglyphen im dorischen Fries bzw. im Triglyphenfries. Der Triglyphenfries ist Teil der dorischen Säulenordnung.
MezzaninEin Halb- oder Zwischengeschoss eines mehrstöckigen Gebäudes.
MiddelhusSiehe Krüsselwarck.
MietskaserneAuch Wohnkaserne, Zinskaserne: Gründerzeit: Kolloquialer Ausdruck für ein mehrgeschossiges innerstädtisches Mietshaus.
MinarettEin erhöhter Standplatz oder Turm für den Gebetsrufer (Muezzin) bei oder an einer Moschee.
MinbarDie Kanzel in einer Moschee.
MineralfarbeEin Anstrichstoff mit mineralischen Bindemitteln (Kalk, Silikat).
MineralwolleEin weicher Werkstoff aus künstlich hergestellten mineralischen Fasern, besonders als Dämmstoff.
MinkaJapan: Ein traditionelles hölzernes Wohnhaus. Vier Formen: Nōka (Bauernhaus), Gyōka (Fischerhaus), Sanka (Berghütte), Machiya (Stadthaus).
MischordnungDie Vermischung signifikanter Elemente oder Merkmale der antiken Säulenordnungen.
MithräumRömische Antike: Ein meist unterirdisch angelegter Tempel des Mithraskults.
Mitteldichte HolzfaserplatteAuch Mitteldichte Faserplatte, MDF-Platte: Eine Holzfaserplatte, die im Innen- und Dachausbau verwendet wird.
MittelflurhausSammelbezeichnung für Häuser, deren einzelne Räume oder Wohneinheiten von einem zentral gelegenen Flur aus erschlossen werden.
Mittelharte HolzfaserplatteEine im Nassverfahren hergestellte Holzfaserplatte, die u. a. für Verschalungen, im Innenausbau und für Türen verwendet wird.
MittelpfetteDachkonstruktion: Eine auf halber Höhe zwischen First und Traufe angebrachte Pfette.
MittelrisalitEin Risalit, der im Zentrum einer (meist symmetrischen) Fassade steht.
MittelsaalhausAntikes Mesopotamien: Eine Bauform für monumentale und repräsentative Bauten, gekennzeichnet durch einen langrechteckigen Saal, der beidseitig von Raumtrakten flankiert wird.
Mobile TrennwandEine bewegliche Wand, mit der ein Raum nach Bedarf in kleinere Einheiten unterteilt werden kann, etwa in Sporthallen.
ModulEin Grundelement bzw. eine Grundeinheit, die bei einem Entwurf oder für die Fertigung festgelegt werden. In Archäologie und Kunstgeschichte auch Baumaß, Grundmaß.
ModulhausAuch Containerhaus: Ein Wohnhaus, das sich aus mehreren vorgefertigten Modulen oder Bauelementen zusammensetzt.
ModulorEin von Le Corbusier entwickeltes Proportionssystem.
ModulusGriechische Antike: Die Hälfte des Durchmessers eines Säulenschaftes. Der Modulus, der in 30 Partes unterteilt wurde, bildete das Grundmaß für den Gesamtbau.
MökkiFinnland: Ein traditionell in Blockbauweise errichtetes Ferienhaus mit Sauna.
MokoshiJapan, traditionell: Ein bei Tempeln und Pagoden unterhalb des eigentlichen Daches angebrachtes zusätzliches Dach.
MoleEine als Damm in ein bewegtes Gewässer ragende Aufschüttung, die als Wellenbrecher dient. Aufgabe ist meist der Schutz eines Hafens oder einer Kanaleinfahrt.
Mönch und NonneEine bereits in römischer Zeit verbreitete Form der Deckung eines Dachung aus halbrunden Dachziegeln (Hohlziegeln).
MondopThailand, historisch: Ein würfelförmiges Gebäude in einer buddhistischen Tempelanlage (Wat), in dem heilige oder sonstige religiös bedeutende Objekte aufbewahrt werden.
MonoforiumVor allem Romanik, Gotik und Renaissance: Eine einzelne enge und hohe, meist unverglaste Fensteröffnung. Monoforien sind von Biforien und Triforien zu unterscheiden, bei denen die Öffnung durch Pfeiler oder Säulen unterteilt ist.
MonolithEin natürlich entstandener, nicht künstlich zusammengefüger Gesteinsblock.
Monolithische KircheHistorisch: Eine Felsenkirche, die zur Gänze aus einem natürlichen Felsen geschlagen ist.
MonopterosAntike: Ein Rundbau mit Säulen, der keinen geschlossenen Innenraum (Cella) besitzt.
MontafonerhausAuch Montafoner Haus: Vorarlberg (Österreich): Eine Hausform, charakterisiert durch Stein-Holz-Mischbauweise, die auch an der Fassade sichtbar wird.
MontagebauweiseEine Bauweise, bei der bestimmte Bauteile zur Zeitersparnis vorab in einer Werkshalle zu größeren Einheiten zusammengefügt werden, besonders im Trockenbau. Vgl. Fertighaus.
MontageschaumAuch Bauschaum, Isolierschaum, Füllschaum, Dämmschaum, PU-Schaum: Ein meist auf Polyurethan basierender Ortschaum, der zur Abdichtung verwendet wird.
MonumentEin bedeutendes oder wichtiges Denkmal von großen Maßen. Ein Monument kann natürlich (Landmarke) oder von Menschenhand geschaffen sein.
MörtelEin Baustoff, bestehend aus einem Bindemittel (wie Kalk oder Zement), Gesteinskörnung und Zugabewasser.
MörtelplastikBäuerliche Volkskunst in Süddeutschland: Eine an Bauwerken angebrachte reliefartige Darstellung meist religiöser Motive.
MosaikEine Gattung der Bildenden Kunst, bei der verschiedenartige Teile zu einem Muster oder Bild zusammengefügt werden. Vgl. Intarsie.
MoscheeEin ritueller Ort des gemeinschaftlichen islamischen Gebets.
MotivDer Begriff wird in der Architektur bedeutungsgleich mit „Schema“ verwendet (Beispiele: Triumphbogenmotiv, Palladio-Motiv).
MühlenbremsfahrstuhlHistorisch: Eine Aufzugsanlage in einer Wassermühle, die die Mühlenkraft nutzt.
Mülhauser TypEin Bautyp für Arbeiterhäuser, gekennzeichnet durch vier Wohnungen mit separaten Eingängen in einem Gebäude mit quadratischem Grundriss.
MuldengewölbeEine dem Klostergewölbe ähnliche Gewölbeart, die jedoch langgestreckt ist und statt eines Scheitelpunktes eine Scheitellinie hat.
Multifunktionale BetondeckeEine komplexe Betondecke, die über ihre Funktion als tragendes Element hinaus auch als Energiespeicher genutzt wird.
Multiplex-PlatteEine meist aus Birke gefertigte Furnier-Sperrholzplatte mit hoher Robustheit und Stabilität, die u. a. für Innen- und Außenverkleidungen verwendet wird.
MünsterVerschiedene Bedeutungen: 1. Frühmittelalter: Eine Kirche, die nicht Pfarrkirche, sondern Teil eines Klosters, Stifts oder Bischofssitzes war. 2. Seit dem 13. Jahrhundert: Eine Großkirche (vgl. Dom).
MuqarnasAuch Stalaktitengewölbe, Stalaktitengesims: Islamische Architektur: Eine Gestaltung des oberen Abschlusses einer Nische durch tessellierte spitzbogenartige Aushöhlungen.
MusallāIslam: Ein Gebetsplatz außerhalb einer Moschee.
MuthausAuch Mushaus, Moshaus: Mittelalterliche Burgen: Ein Wohnturm bzw. ein Vorratshaus.
MutulusSiehe Geison.

### N
NachtigallenbodenJapan, traditionell: Ein hölzerner Boden, dessen Betreten ein Geräusch verursacht, sodass Eindringlinge akustisch bemerkbar werden.
NagelplattenbinderDachkonstruktion: Ein stählerner Dachbinder, bei dem die Knotenpunkte durch standardisierte „Nagelplatten“ verbunden werden.
NamāzgāhEin islamischer Freiluft-Gebetsplatz, oft als Bauwerk. Vgl. Musallā, ʿĪdgāh.
NaosVerschiedene Bedeutungen: 1. Antike: Der gesamte Innenraum eines Peripteros (Ringhallentempels), also das Ensemble von Cella und Pronaos. 2. Orthodoxer Kirchenbau: Der Gemeinderaum zwischen der Vorhalle (Narthex, Pronaos) und dem Altarraum.
NarthexAuch Pronaos: Altchristliche und byzantinische Kirchen (besonders Basiliken): Eine über die gesamte Breitseite reichende Vorhalle am Haupteingang.
NaseVerschiedene Bedeutungen: 1. Ein hervorspringendes Bauelement, z. B. der vertikale Teil einer L-förmigen Fensterbank (Nase (Bauelement)). 2. Gotik: Bei Ornamenten (besonders Passen) in einem Maßwerk eine nach innen weisende Spitze.
NasenschildAuch Ausleger; eine traditionelle Form des Werbeschilds, das an der Hauswand einer Gaststätte oder eines Geschäfts verankert wird.
NassdachEin Flachdach, auf dem kontrolliert etwas Regenwasser stehen bleibt. Heute unüblich.
NatursteinAlle Gesteine, wie man sie in der Natur vorfindet. Gesägter und behauener Naturstein wird als Naturwerkstein bezeichnet. Vgl. Bruchstein, Feldstein.
Naturstein-FassadenverankerungNatursteinplatten können mit Edelstahlankern an Wänden befestigt werden.
NatursteinmauerwerkEin nur aus natürlichen Steinen bestehendes Mauerwerk, z. B. Trocken-, Zyklopen- oder Bruchsteinmauerwerk.
NatursteinplatteIn Platten geschnittener Naturstein wird u. a. für Fassaden und für Küchenarbeitsflächen verwendet.
NaumachieRömische Antike: Ein großes Bassin oder Wasserbecken, das angelegt wird, um zur Unterhaltung eines Publikums Seegefechte nachzustellen.
NaustNordeuropa, historisch: Ein Bootshaustyp der Wikingerzeit.
Nehemiah HomeGroßstädte in den Vereinigten Staaten: Eine Form des sozialen Wohnungsbaus mit massenproduzierten Einfamilienhäusern.
NeidkopfHistorisch: Eine an einer Fassade angebrachte Plastik in Form einer Fratze, zur rituellen Abwehr des Bösen. Vgl. Apotropaion, Drolerie, Gaffkopf, Maskaron.
NekropoleUr- und Frühgeschichte, Antike: Eine oft abseits der Wohnsiedlungen angelegte, baulich gestaltete größere Begräbnis- und Weihestätte. Fehlt die bauliche Komponente, so spricht man dagegen von einem Gräberfeld.
NettogrundflächeSiehe Nettoraumfläche.
Nettoraumfläche (NRF)Die Summe der nutzbaren Grundflächen eines Gebäudes, also die gesamte Grundfläche abzüglich der Konstruktionsgrundfläche (Wände usw.). Wird ihrerseits unterteilt in Nutzungs-, Technik- und Verkehrsfläche.
NettorauminhaltEin Maß für die Größe des Innenraumes eines Gebäudes: Nettogrundfläche × Lichte Höhe.
NettoraumhöheSiehe Lichte Höhe.
NetzgewölbeEine besondere Art des Gewölbes, bei dem sich die Gewölberippen vielfach überkreuzen und eine Jocheinteilung nicht zu erkennen ist.
NetzwerkbogenbrückeEine Stabbogenbrücke mit sich mehrmals überkreuzenden Hängern.
NissenhütteIm Ersten Weltkrieg in Kanada für militärische Zwecke entwickelte Wellblechhütte in Fertigteilbauweise mit halbrundem Dach.
NonneSiehe Mönch und Nonne.
NonnenchorAuch Nonnenempore, Frauenchor: In Frauenklöstern: Ein abgegrenzter Raum in der Klosterkirche, der zur Klausur gehört.
NonnenkopfGotik: Ein zweiteiliges Maßwerk in einem Spitzbogenfenster, das von Betrachtern als abstrahierende Darstellung von Kopf und Oberkörper gedeutet werden kann.
Nordische RundkirchenDänemark, Skandinavien, historisch: Ein Art von steinernen Rundkirchen.
NordtorKirchenbauten, Mittelalter: Ein Nebeneingang, der auf den britischen Inseln oft mit heidnischen Motiven geschmückt war.
NorenEin traditioneller japanischer Vorhang, meist durch vertikale Einschnitte in mehrere Segmente geteilt. Noch heute vor Geschäften und Restaurants, um anzuzeigen, dass die Einrichtung geöffnet ist.
NormalhöhennullIn Deutschland das festgelegte Nullniveau der amtlichen Bezugshöhe.
NormalnullIn Deutschland bis 1992 das festgelegte Nullniveau der amtlichen Bezugshöhe. Danach durch Normalhöhennull ersetzt.
NotausgangEin Ausgang aus einem Bauwerk, der in Notfällen benutzt werden soll. Bestandteil des zum Brandschutz vorgesehenen Fluchtweges.
NotkircheEin improvisierter, als provisorisches Kirchengebäude hergerichteter Bau oder Raum, etwa in Kriegsgebieten.
Notwendige TreppeBaurecht in Deutschland: Eine Treppe, die nach den baurechtlichen Vorschriften zwingend vorhanden sein muss.
Nubische PyramidenReich von Kusch (nordafrikanische Antike): Ein Typus von Pyramiden, die an den ägyptischen Pyramiden orientiert waren.
NullenergiehausDer Energiestandard für Gebäude, die (z. B. durch Solaranlagen) in einem gegebenen Zeitraum so viel Energie gewinnen, wie auch verbraucht wird. Vgl. Passivhaus, Plusenergiehaus.
NullstabBaustatik: Stäbe im Fachwerk, die unter bestimmten Umständen weder Zug- noch Druckkräfte erfahren.
NuragheSardinien, prähistorisch: Turmbauten der Bonnanaro- und der Nuraghenkultur.
NutVerschiedene Bedeutungen: 1. Eine längliche Vertiefung, oft zum Zweck, ein längliches Bauteil zu fixieren (Nut (Technik); siehe auch Nut-Feder-Verbindung). 2. Fassaden: Beim Quaderputz bedeutet Nutung die Imitation einer Fuge durch Formung des Putzes mit einem Fugeisen.
NutzungsflächeAuch Nutzfläche. Derjenige Anteil der Geschossfläche, der entsprechend der Zweckbestimmung genutzt wird. Nicht zur Nutzfläche gehören Verkehrs- und Funktionsflächen (z. B. Flure, Heizungsräume).
NymphäumUrsprünglich griechische Antike: Das meist über einem Brunnen oder einer Quelle errichtete Heiligtum einer Nymphe.

### O
ObeliskÄgyptische Antike: Eine freistehende, sich nach oben verjüngende Stele, die eine pyramidische Spitze (Pyramidion) hat. In anderen Kulturen zum Teil abweichende Formen.
Oberdeutsches FachwerkSiehe Alemannisches Fachwerk.
ObergadenAuch Lichtgaden, Fenstergaden: Basilika: Die mit Fenstern durchbrochene obere Wandfläche des Mittelschiffs.
ObergommerhausBezirk Goms (Oberwallis, Schweiz): Ein Typ von Blockbauhäusern aus Lärchenholz, die auf einem weißgestrichenen Mauergeschoss ruhen. Vgl. Walserhaus.
Oberkante FertigfußbodenAbkürzungen OKF, OKFF, OKFFB: Die Höhenkoordinate (absolut oder relativ, letzteres z. B. über dem Erdgeschoss) des fertigen Fußbodens eines Geschosses einschließlich hartem Bodenbelag (z. B. Parkett). Gegenbegriff: Oberkante Rohdecke bzw. OKR.
OberlichtEine Lichtöffnung in der Decke, die den Innenraum mit Tageslicht und oft auch mit Frischluft versorgt. Anders als ein Fenster bietet ein Oberlicht keine Aussicht. Vgl. Lichtröhre.
OberputzBei mehrlagigem Putz die obere Putzschicht. Dient dem mechanischen Schutz und der farblichen Gestaltung der Wand.
Oberschlesische BergarbeiterhäuserOberschlesien, um 1900: Mehrfamilienhäuser mit markanter Fassade aus roten Ziegelsteinen.
ObholzDachkonstruktion: Der Teil eines Dachsparrens, der nach dem Ausschnitt oder der Ausfräsung der Klaue (mit der der Sparren an der Pfette befestigt wird) stehen bleibt.
OcaUreinwohner Brasiliens, historisch: Ein meist aus Balken errichtetes und mit Blättern gedecktes großes Wohnhaus.
OchsenaugeRomanik, Gotik, Barock, Jugendstil: Ein kreisrundes oder ovales Fenster, das meist dekorativ über Portalen oder im Giebelbereich eingesetzt wird.
OdeonAntike: Ein überdachtes Gebäude mit halbkreisförmigem Grundriss, das für Aufführungen, Musikwettkämpfe und Ähnliches bestimmt war.
Offener GrundrissEine Raumgliederung, bei der die einzelnen Räume tendenziell nicht durch Mauern voneinander geschieden sind, sondern fließend ineinander übergehen. In der Architekturtheorie spricht man von fließendem Raum.
OgiveEin anderes Wort für (2- oder 3-dimensionale) Spitzbogenform.
OhrAuch Ohrung: Bei Rahmen von Bildern, Spiegeln, Täfelungen, Möbeln, Fenstern usw. die Erweiterung bzw. das Hervorspringen der Ecken.
OkelleNaher Osten, besonders Alexandria, historisch: Ein Handels- und Beherbergungsgebäude. Vgl. Karawanserei
OKRFAbkürzung für „Oberkante Rohfußboden“.
OktaplatteStabwerk (Stahlbau): Ein kugelförmiges Verbindungselement, an das acht Rohre angeschweißt werden.
OktogonAuch Oktagon: Ein Zentralbau oder -raum mit einem Grundriss in Form eines regelmäßigen Achtecks. Oktogons wurden seit der Antike gebaut.
OkulusSiehe Ochsenauge.
OliveEin ovaler oder mandelförmiger massiver Fenstergriff.
Oldenburger HundehütteOldenburg i. O.: Ein Haustyp. Zu den Kennzeichen zählen Satteldach, Frontgiebel und 1½-Geschossigkeit.
ÖlsockelEin direkt auf den Putz aufgetragener Anstrich, der ein Bauteil vor Wasser, Schmutz und Fett schützt. Oft in Altbauten (Treppenhaus, Küche, Bad)
One-Plus-FiveAuch Five-Over-One, Podium building, Mid-rise stick building: Vereinigte Staaten, seit 2010: Ein neuer, weit verbreiteter Typus von urbanen Mehrfamilienhäusern, bei dem auf ein Erdgeschoss mit Laden- oder Garagenraum (Beton; One) bis zu fünf Wohngeschosse (Holzrahmenbau, Five) gebaut werden.
OnigawaraJapan, historisch: Eine meist am Ende des Firsts angebrachte Dachverzierung mit Blumen- oder Tiermotiven oder einer Koboldfratze.
Op VluchtNiederlande, historisch: Die leichte Vorneigung der Giebelseite eines Hauses.
OpaionAuch Opäon: Eine runde Öffnung am höchsten Punkt einer Kuppel, oft von einer Laterne überdacht.
OpfergangsaltarKatholische Kirchenbauten: Eine besondere Form des Altars, die dazu geeignet ist und dazu einlädt, den Altar rituell zu umwandeln. Vgl. Altarumgang.
OpferputzRestaurierung: Auftrag eines (temporären) Reparaturmörtels, der lösliche Salze aufnimmt, die aus der Wand entfernt werden sollen.
OpisthodomGriechische Antike: In Tempeln eine Rückhalle, die symmetrisch zum Pronaos aufgebaut ist.
Opus signinumRömische Antike: Ein u. a. für Fußböden verwendeter wasserdichter Estrichmörtel. Modernes Äquivalent: Cocciopesto.
OrangerieEin historisches repräsentatives Gartenbauwerk für Zitruspflanzen.
OratoriumFrühes Christentum: Ein Versammlungsraum in einem Privathaus. Später ein kapellenartiges Gebäude oder ein privater oder halböffentlicher Gebetsraum, der gegen den Hauptraum abgeschlossen ist.
Oriented Strand BoardSiehe Grobspanplatte.
OrientierungDie Ausrichtung eines Gebäudes nach den Himmelsrichtungen, entweder aus sakralen Gründen oder um die Belichtung zu optimieren.
Orkadisches LanghausOrkney (Schottland), historisch: Eine Wohnhausform aus Stein.
Orkadisches RundhausOrkney (Schottland), historisch: Eine Rundbau aus Trockenmauerwerk. Vgl. Broch.
OrtbetondeckeEine nicht als Fertigbauteil verbaute, sondern erst an der Baustelle gegossene Raumdecke.
OrtgangDer Abschluss der Dachfläche am Giebel.
Orthodoxe KirchenbautenUnterscheiden sich von römisch-katholischen und evangelischen Kirchenbauten u. a. durch die Verwendung von Kuppeln und durch die Scheidung von Altar- und Gemeinderaum durch eine mit Bildern bedeckte Trennwand (Ikonostase).
OrthostatPrähistorie, Antike: Ein großer, aufrecht stehender Steinblock.
OrtschaumEin (Befestigungs-, Abdichtungs-, Wärmedämmungs-, Schalldämmungs-)Schaum, der erst am Einbauort hergestellt wird.
OSB-PlatteSiehe Grobspanplatte.
OssariumSiehe Beinhaus.
OstlandkreuzEin Vertriebenendenkmal in Kreuzform.
OstungFrühchristentum, Mittelalter: Die gezielte Ausrichtung eines Kirchengebäudes nach Osten, also zum Sonnenaufgang hin, der als Symbol der Auferstehung galt.
OvalkircheEin Kirchenbau mit ovalem Grundriss.

### P
P2DDR, seit 1961: Wohnungsbautypus eines Plattenbaus. Zweispänner mit 5–11 Geschossen und innenliegendem Treppenhaus.
PaarhofEin Bauernhof, in dem Wohnhaus und Wirtschaftsgebäude zwei getrennte Gebäude sind. Gegenbegriffe (Auswahl): Einhof, Mehrseithof, Haufenhof.
Paenga-HausOsterinseln (Pazifik), historisch: Ein traditionelles Wohnhaus mit Steinfundament und Holzrahmen.
PagghiaruSizilien, historisch: Ein Kraggewölbebau.
PagodeSüd-, Südost-, Ostasien: Ein turmartiges Bauwerk, dessen einzelne Geschosse meist durch vorragende Gesimse oder Dachvorsprünge voneinander getrennt sind. Pagoden dienten ursprünglich dazu, die Überreste erleuchteter buddhistischer Mönche aufzubewahren.
PagodenwaldChina, historisch: Eine Ansammlung von Pagoden.
PailouChinesische Architektur: Ein Scheintor mit mehreren Bögen und geschwungenen Dächern. Als Ehrentor einem europäischen Triumphbogen vergleichbar.
Palapa (Architektur)Südostasien, Zentralamerika: Eine offene, meist wandlose Hütte, deren Dach mit Palmblättern gedeckt ist.
PalmetteEin Ornament, das dem Blatt einer Fächerpalme nachempfunden ist. Neben dem Akanthus eines der am häufigsten verwendeten stilisierten Pflanzenmotive.
PalmettenpfeilerAuch Palmettensäule: Europäisches Mittelalter: Ein zentralstehender und meist kapitellloser Pfeiler, über dem sich schirmartig Gewölberippen in alle Richtungen ausbreiten.
PalasRomanik: Der repräsentative Saalbau einer Pfalz oder Burg.
PalastEin in einer Stadt erbauter Schloss-ähnlicher, repräsentativer Prachtbau.
PalästraVerschiedene Bedeutungen: 1. Griechische Antike: a. Eine mit Sand bedeckte Fläche für die sportliche Ausbildung und für Wettkämpfe (vgl. Gymnasion); b. Das Ensemble einer Bildungsstätte für die körperliche und geistige Erziehung. 2. Römisches Kaiserreich: Sportanlage innerhalb eines Thermenkomplexes.
PalisadenEingerammte Pfähle, die in ihrer Gesamtheit ein Bollwerk bilden.
Palladio-MotivSiehe Venezianisches Fenster.
PaneelEine Holz- oder Holzfurniertafel, die als Wand- oder Deckenverkleidung verwendet wird.
PanjehausOsteuropa: Kolloquiale Bezeichnung eines Holzblockhauses (Soldatenjargon des Ersten Weltkrieges).
PantheonVerschiedene Bedeutungen: 1. Antike: Ein allen Göttern geweihtes Heiligtum. 2. Eine tempelähnliche Gedächtnis- und Begräbnisstätte nationaler Persönlichkeiten.
PappdockeNorddeutschland, traditionell: Eine Art Dachpappe, die unter der eigentlichen Dachdeckung verlegt wurde, um das Eindringen z. B. von Flugschnee zu verhindern. Heute werden stattdessen Unterspannbahnen verwendet.
PapyrussäuleAltes Ägypten: Eine Säule, deren Aussehen das einer Papyruspflanze imitiert.
ParadiesMittelalterliche christliche Kirchen: Ein besonders gestalteter Garten, durch den die Gläubigen in die Kirche gelangen. Das Durchschreiten des Paradieses wurde als Reinigung und Vorbereitung auf den Kirchgang verstanden. Später wurde daraus der Narthex.
ParalleldachDachform mit mehreren nebeneinander angeordneten Satteldächern über einem einzigen Baukörper.
ParapetSiehe Brüstung.
ParkettVerschiedene Bedeutungen: 1. Ein Innenraum-Fußbodenbelag aus Holz oder Bambus. Vgl. Dielenboden, Holzpflaster (Parkett). 2. Der Erdgeschossbereich in einem Theatersaal (Parkett (Theater)).
PassRomanik, Gotik: Ein Ornament aus drei oder vier Kreisbögen; häufig im Maßwerk bei der Gestaltung von Fenstern.
PassageVerschiedene Bedeutungen: 1. Eine Ladenpassage. 2. Allgemein ein wenigstens teilweise überdachter Durchgang zwischen zwei Punkten oder Straßenzügen; siehe Passage (Durchgang).
PastashausGriechische Antike: Ein Haustyp, gekennzeichnet u. a. durch einen quadratischen Grundriss, Zweistöckigkeit und ein mit Tonziegeln gedecktes Pultdach.
PassagenkircheFrankreich, Romanik: Ein Typus von Kirchenbauten, bei denen die Querschiffe (außer indirekt durch die Vierung) vom Hauptschiff aus direkt durch kleine Durchgänge zu erreichen sind.
Passive SolarenergienutzungAuch passive Sonnenenergienutzung: Nutzung der Wärmestrahlung der Sonne für die Temperierung eines Gebäudes ohne weitere Hilfsmittel außer der Gebäudehülle selbst. Aktive Formen der Solarenergienutzung sind z. B. der Einsatz von Solarkollektoren oder von Photovoltaikanlagen.
PastophorionAuch Pastophorium: Altes Ägypten: Im Tempel der Aufenthaltsraum der Pastophoren (Priester).
PaternosteraufzugAuch Paternoster, Personen-Umlaufaufzug: Eine Form der Aufzuganlage mit offenen Einzelkabinen, die sich im ständigen, nicht anhaltenden Umlaufbetrieb befinden. Zunehmend ungebräuchlich.
PatioHispanischer und lateinamerikanischer Raum: Innenhof eines Hauses, zu dem hin sich die Wohnräume öffnen. Vereinigte Staaten: Eine befestigte, meist nicht überdachte Oberfläche auf dem Grundstück eines Hauses, die in der Nähe der Küche liegt und für die gemeinschaftliche Einnahme von Mahlzeiten ausgelegt ist.
PavillonVerschiedene Bedeutungen: 1. ein freistehendes, leichtes Bauwerk in einer Garten- oder Parkanlage, oft mit rundem oder regelmäßig polygonem Grundriss. 2. Vorspringender Gebäudeteil, der sich durch ein Kuppeldach vom restlichen Gebäude abhebt. 3. Ein kleinerer, einem Hauptbau zugeordneter Neubau. 4. Ein kleineres Gebäude, das für eine Ausstellung oder Messe errichtet wurde.
PawlatscheMitteleuropa, besonders Österreich: Ein Laubengang, der um den Innenhof eines Vielparteienwohnhauses läuft und die einzelnen Wohnungen erschließt. Ersetzt das Stiegenhaus. Allgemeiner werden solche Erschließungswege als Galerien bezeichnet.
Peel towerAuch Pele tower: Britische Inseln, Mittelalter: Ein Typus von Türmen mit meist quadratischem Grundriss, die als Wohn-, Zufluchts- und Verteidigungsbauwerke genutzt wurden.
PeilturmAn Küsten, historisch: Ein Turm, der der Marine als Navigationshilfe diente.
PendelstabAuch Pendelstütze: In Tragwerken: Ein gerader Stab, der an beiden Enden gelenkig gelagert ist. Siehe auch Zweiter Eulerfall.
PendentifAuch Hängezwickel, Eckzwickel, Teilgewölbe: Ein sphärisches Dreieck zur Überleitung vom quadratischen Grundriss eines Unterbaus zum Fußkreis einer Kuppel.
PenthouseEine auf der obersten Etage eines Hochhauses eingerichtete, oft exklusiv ausgestattete Wohnung.
PergolaEin raumbildender Pfeiler- oder Säulengang.
PeribolosGriechische Antike: Die bauliche Umgrenzung eines Heiligtums (Temenos); mindestens eine Mauer, später auch mit Hallen und Säulengängen ergänzt. Vgl. Propylon.
PeripterosAuch Peripteraltempel, Ringhallentempel: Griechische Antike: Ein Tempel, dessen Cella durch einen Säulenkranz (Peristatis) allseits umgeben ist.
PeristasisGriechische Antike: Der Säulenkranz, der bei einem Peripteros (Tempel) die Cella allseits umgibt. Vgl. Peristyl.
PeristylAntike: Ein rechteckiger Innenhof, der von allen Seiten von durchgehenden Säulenhallen (Kolonnaden) umgehen ist.
PerlstabEine schmale Zierleiste, deren Dekor aus kugeligen Gliedern besteht, die wie Perlen auf einer Schnur aufgereiht sind.
PersonenaufzugSiehe Aufzugsanlage.
PfahlEin größerer Pflock.
PfahlbauAuch Stelzenbau, Seeufersiedlung: Ein Holzbau auf Pfählen an oder in Gewässern oder Sümpfen.
PfahlgründungEine Form der Tiefgründung, bei der Pfähle so tief in den Baugrund versenkt werden, bis eine ausreichend tragfähige Bodenschicht erreicht ist.
PfalzAuch Königspfalz: Früh- und Hochmittelalter: Ein Wohnstützpunkt für den reisenden König oder einen anderen Territorialherrn.
PfalzkapelleDer zu einer Pfalz gehörige Kirchenbau.
Pfarrer-Mayer-HausHohenlohe (Baden-Württemberg): Ein Typus von zweistöckigen Bauernhäusern mit gemauertem Erdgeschoss und darüber liegendem Holzfachwerk.
PfeiferstuhlAuch Musikempore: Historisch: Ein erhöhter Platz, deutlich höher als eine Bühne, oft in einem Festsaal, auf der die Spielleute zum Tanz aufspielten.
PfeilerEine senkrechte Stütze, die die Lasten der darüber liegenden Bauteile (beispielsweise Bögen, Balken, Decken, Dachkonstruktionen) aufnimmt. Vgl. Säule.
PfeileranzugEin Maß für die Verjüngung eines Pfeilers nach oben hin.
PfeilhöheAuch Stichhöhe, Stich: Ein Bogenmaß: Die Entfernung zwischen der Kämpferlinie und dem Scheitelmaß eines Bogens.
PferdeköpfeNiederdeutscher Raum: Am Giebel befestigte gekreuzte Windbretter, die Pferdeköpfe darstellen.
PferdetreppeHistorisch: Eine Treppenanlage, die auch von Pferden bestiegen werden kann. Vgl. Eselstreppe, Reittreppe.
PfetteEin waagerechter Träger in der Dachkonstruktion. Pfetten liegen meist parallel zu First und Traufe eines Daches. Sie tragen die schräg verlaufenden Sparren.
PfettendachDie häufigste Form der Dachkonstruktion; die Sparren werden dabei von Pfetten getragen.
PfettensparrenSiehe Sparrenpfette.
PflasterIn seltenen Fällen werden Pflastersteine für Fußböden auch innerhalb von Gebäuden verwendet.
PflockEin oft an einem Ende zugespitztes, meist zylindrisches Stück Holz. Vgl. Pfahl, Pfosten, Ständer.
PfostenVerschiedene Bedeutungen: Ein vertikal in Gebäuden verbautes Tragelement (z. B. ein Steher, ein Ständer oder eine Stütze). Ein freistehendes oder in den Boden gerammtes längliches, vertikales Bauelemente (z. B. ein Pfahl oder Pflock). Eine Türzarge. In Österreich: Eine Bohle.
PfostenhausNord- und mitteleuropäische Prähistorie: Ein Haus, das auf Pfosten errichtet wurde, die bis zu einem Meter tief in den Boden versenkt waren. Wandkonstruktion entweder aus lehmverputztem Flechtwerk oder aus Blockbohlen.
Pfosten-Riegel-FassadeEine Glasfassade, bei der die Glasscheiben linear zwischen vertikalen Pfosten und horizontalen Riegeln befestigt sind.
Pfosten-Riegel-KonstruktionDie Konstruktionsmethode für Pfosten-Riegel-Fassaden.
PH 16DDR, seit 1973: Ein Typ von Wohnhochhäusern mit bis zu 16 Geschossen.
PhotosynthesefassadeEin experimentelles Verfahren, bei dem in Fassaden Algen eingesetzt werden, um Energie zu erzeugen.
PhotovoltaikSammelbezeichnung für Verfahren, bei denen durch Solarzellen Lichtenergie in elektrische Energie umgewandelt wird. Photovoltaiksysteme werden vielfach auf Dächern, seltener in Fassaden installiert.
Phra RabiangThailand, historisch: Ein Wandelgang in einer buddhistischen Tempelanlage.
Pietra RasaEine historische Technik, Feld- und Bruchsteinmauern gleichzeitig zu verfugen und zu verputzen.
PilasterEin pfeilerartiges Formelement. Neben Lisenen und Säulen dienen Pilaster der vertikalen Gliederung von Wandflächen und Fassaden. Anders als eine Halbsäule oder Blendsäule ist ein Pilaster nicht gewölbt, sondern reliefartig flach.
PilotisStütze, die gemeinsam mit anderen ein Gebäude trägt und dabei das Erdgeschoss ersetzt.
PilzdeckeEine unterzugslose Raumdecke mit Stützen, die mit einer Voute an der Decke ansetzen.
PinakothekSiehe Gemäldegalerie.
PinienzapfenSeit der römischen Antike: Ein Ornament in Form der Frucht einer Pinie.
PinnettaAuch Capanno: Sardinien, historisch: Eine runde Hirtenunterkunft mit kegelförmigem Dach.
PischtakPersien, Zentralasien, historisch: Das monumentale Portal einer Moschee oder Madrasa.
PiscinaKirchenbauten, historisch: Ein kleines, vom Priester genutztes Wasserbecken mit Abfluss.
Pitch PineSammelbegriff für besonders schweres und hartes Kiefernholz.
PlafondSiehe Decke.
PlatteBautechnik: Ein in der Ebene ausgebreitetes Bauteil, das aus steifem Material besteht.
PlattenbalkenEin Tragelement im Stahl- und Stahlbetonbau, das für weitgespannte Decken, aber auch für Brücken verwendet wird.
PlattenbauAuch Bau in Elementbauweise: Ein vorwiegend aus Betonfertigteilen (Deckenplatten und Wandscheiben) hergestelltes Gebäude.
PlattformdachAuch Altandach: Ein nur an den Seiten stark abfallendes, im Kern aber weitgehend flaches Dach, das begehbar ist. Vgl. Berliner Dach, Stuttgarter Dach.
PlattformliftSammelbegriff für Hebeeinrichtungen mit Plattform; dienen zur Beförderung von Gütern, aber auch von Personen, insbesondere Rollstuhlfahrern.
PlatzStädtebau: Eine meist von Gebäuden umbaute freie Fläche. Oft zentral gelegen und Standort wichtiger Gebäude mit prächtigen Schaufassaden.
PlatzelgewölbeSiehe Böhmische Kappe.
PlintheEin Untersatz oder Sockel, der als Grundlage entweder eines ganzen Gebäudes oder eines anderen stehenden Teils, z. B. eines Pfeilers oder einer Säule, dient.
PlisseeanlageAn der Innenseite eines Fensters montierter Sonnenschutz, der vorgefaltet ist und ziehharmonikaartig zu einem Paket zusammengeschoben werden kann. Vgl. Rollo.
PodestEine Plattform (z. B. eine Terrasse oder ein Sockelgeschoss), die dazu dient, ein Bauwerk gegenüber der Umgebung zu erheben.
PodiumVerschiedene Bedeutungen: 1. Ein Podest. 2. Eine Erhöhung um einen Dolmen (siehe Podium (Dolmen)).
PodiumstempelAntike: Ein Tempelbau, der nicht auf einer mehrstufigen Krepis, sondern auf einem Podest ruht.
PolythyronGriechische Antike: Eine aus einer Reihe hoher Türen gebildete Innenwand.
PorenbetonSammelbegriff für porösen Beton wie z. B. Ytong.
PortalDer durch architektonische Gliederung oder plastischen Schmuck hervorgehobene Eingang von Tempeln, Kirchen, Palästen, Bürgerhäusern, Tunneln, Rathäusern und anderen Bauwerken.
Portal TombBritische Inseln, prähistorisch: Eine Megalithanlage, deren Form an die eines Tores erinnert.
PortikusEin Säulengang oder eine Säulenhalle mit horizontalem Gebälk. In der römischen Antike eine Kolonnade beliebiger Länge. In der Neuzeit vor allem die als Säulenhalle gestaltete Vorhalle als Teil eines Gebäudes.
PostamentAuch Piedestal: Ein oftmals aufwendig gestalteter Unterbau oder Sockel von Gebäuden, Statuen oder Säulen.
PrangThailand, historisch: Ein Tempelturm in einer buddhistischen Tempelanlage (Wat).
PrasatKambodscha, historisch: Verschiedene Bedeutungen: 1. Ein Tempelturm. 2. Der Gesamtkomplex eines Pyramidentempels.
PredellaIn Kirchenbauten: Ein flacher Sockel, der auf dem Altartisch (Mensa) des Hochaltars ruht und den eigentlichen Altaraufsatz (Retabel) trägt.
PredigtkircheAuch Predigtsaalkirche: Ein meist protestantischer Kirchenbau, der architektonisch auf die Wortverkündigung (meist von der Kanzel) ausgerichtet ist.
PreolitschindelEine Bitumenschindel. Weitverbreitete Dachdeckung in der DDR.
PresbyteriumSiehe Chor.
PressdachziegelEin Dachziegel, der in einer Strangpresse geformt, dann in gleichmäßige Blöcke geschnitten und schließlich in seine endgültige Form gepresst wird. Gegenbegriff: Strangdachziegel.
PriesterpforteKirchenbauten, historisch: Ein schmaler Zugang, über den Geistliche von außen direkt in den Altarraum gelangen.
ProfilVerschiedene Bedeutungen: 1. Die Abrundung oder Einkehlung eines ursprünglich kantigen Werkstücks oder Bauteils; siehe Profil (Ornamentik). 2. Ein stabförmiges Metallbauteil, dessen Querschnitt über die gesamte Länge gleich ist; siehe Profilstahl, Konstruktionsprofil.
ProjektionBauwerke werden von Architekten dreidimensional meist in Parallelprojektion dargestellt. Gegenbegriff: Zentralprojektion.
PronaosGriechische Antike: Die Vorhalle eines Tempels, durch die man in den Naos gelangt.
PropylonPlural Propyla: Griechische Antike: Torbau, der in den meist durch Mauern umgrenzten Bezirk eines Heiligtums (Temenos) oder öffentlichen Gebäudes führt. Ein aus mehreren Propyla gebildetes Torgebäude wird Propyläen genannt.
ProstashausGriechische Antike: Ein Haustyp, gekennzeichnet durch eine enge Verbindung von Oikos und Vorhalle (Prostas). Vgl. Pastashaus, Megaron, Peristyl.
ProstylosGriechische Antike: Eine Tempelform, gekennzeichnet durch eine dem Pronaos bzw. der Cella vorgestellten Säulenreihe.
ProszeniumAuch Proskenion: Der vorderste Bereich einer Theaterbühne; heute der Teil der Bühne, der zwischen Orchestergraben und Vorhang liegt.
ProtonuragheSardinien, prähistorisch: Eine frühe Form der Nuraghe.
PrototalayotMenorca: Eine frühe Form des Talayot.
PrytaneionGriechische Antike: Der Sitz der Prytanen (hohe Stadtbeamte).
PseudobasilikaEin Zwischending zwischen Basilika und Hallenkirche; das Mittelschiff ist deutlich höher als die Seitenschiffe; keine Höhenüberschneidung von Gewölbezonen (Unterschied zur Staffel- bzw. Stufenhalle), Hochschiffswände ohne Obergadenfenster (Unterschied zur Basilika).
PseudodipterosGriechische Antike: Eine Tempelform, die der des Dipteros entspricht, wobei die innere Säulenstellung auf allen Seiten fehlt.
PteronGriechische Antike: Bei einem säulenumstandenen Tempel diejenige Fläche, die um die Cella herumläuft.
PufferfassadeEine Fassade, die ein geschlossenes System bildet und Lüftungsöffnungen weder zum Gebäude noch zur Umwelt hat. Das Gebäudeinnere wird über ein Lüftungssystem mit Frischluft versorgt.
PultdachEine Dachform, bei der das Dach aus einer einzigen, geneigten Dachfläche besteht.
PunkthausEine Grundrisskonfiguation: Sammelbegriff für Gebäude, deren Grundriss um einen Mittelpunkt (z. B. einen inneren Erschließungskern) zentriert ist.
PutzVerschiedene Bedeutungen: 1. Ein Baustoff, der verwendet wird, um Wände und Decken zu verkleiden; siehe Putz (Baustoff). 2. Auch Verputz: Ein Belag auf Wänden und Decken; siehe Putz (Bauteil).
PutzbandEin schlicht und unprofiliert angebrachtes Gesims.
PutzbauEin Bauwerk mit Außenputz.
PutznutungSiehe Quaderputz.
PutzträgerAuf Flächen, die als Putzgrund nicht ausreichend gut geeignet sind, können, um dem Putz Halt zu bieten, Schilfmatten oder Holzstäbe befestigt werden.
PuzzolaneVulkanische Gesteine, die als Zusatzstoff zur Herstellung von Mörtel oder Beton verwendet werden.
PylonVerschiedene Bedeutungen. 1. Antike: Toranlage mit Flankentürmen; siehe Pylon (Architektur). 2. Brückenbau: Bei Hängebrücken der hochaufragende Bauteil, über den die Tragseile laufen; siehe Pylon (Brückenbau).
PyramideHistorisch: Eine oft monumentale Bauform mit meist quadratischer Grundfläche und Pyramidenform.
PyramidenbalkenkopfFachwerkhäuser, Quedlinburg: Verzierzter Deckenbalkenkopf in der Form einer Pyramide.
PyramidendachEine Dachform mit meist quadratischer Grundfläche und vier gegeneinander geneigten Dachflächen, die sich in der Spitze berühren.
PyramidionHistorisch: Der pyramidenförmige oberste Schlussstein einer Pyramide oder die pyramidenförmige Spitze eines Obelisken.

### Q
Q3ADDR, 1950er und 1960er Jahre: Eine Typenbauweise für Mietshäuser. Plattenbau, drei- bis fünfgeschossig mit Flachdach.
QamarīyaArabischer Raum, besonders Jemen: Fenster aus vielfarbigen Gläsern.
QarmaqHistorisch: Erd- und Grassodenbehausung der Eskimos.
QiblaDie vom Koran vorgeschriebene Gebetsrichtung der Muslime zur Kaaba in Mekka. Die Qibla bestimmt u. a. die Ausrichtung bestimmter Teile einer Moschee. Vgl. Orientierung (Architektur), Ostung.
Q-MatteStahlbetondeckenbau: Eine Bewehrungsstahlmatte, die gleichförmige Lasten aufnehmen kann. Für einachsige Lasten dagegen werden R-Matten verwendet.
QuaderEin in Form eines Quaders behauener Naturstein.
QuaderputzFassadenbau: Ein Putz, dessen Ziernutung das Aussehen von Werksteinquadern imitiert.
QuaderungFassadenbau, besonders in der Renaissance: Die Imitation von regelmäßig rechteckig oder quadratisch behauenen Steinen.
Quadratischer SchematismusAuch Quadratisches Schema: Romanik: Ein typisches Grundrissschema einer Basilika, bei dem das Vierungsquadrat als grundlegende Maßeinheit für den gesamten Grundriss dient.
QuellbandEin Fugendichtungsmaterial, das unter Aufnahme von Wasser sein Volumen vergrößert.
QuergurtIn Gewölben: Gurtartige Gewölbeabgrenzung, die quer zur Bauachse verläuft. Vgl. Gurt.
QuerhausAuch Querschiff, Transept: In christlichen Kirchen: Das im rechten Winkel zum Langhaus verlaufende kürzere Schiff.
QuerkircheEin protestantischer Kirchenbau, bei dem entweder das Querhaus erheblich größer ausgebaut ist als das (meist nur rudimentär angelegte) Langhaus oder in dem sich das Gestühl der Kanzel auf der Längsseite zuwendet.
QuerkraftdornEin Bauteil, der in einer Dilatationsfuge Querkräfte aufnimmt.
QuerstockfensterHistorisch: Eine rechteckige Fensterfläche, die durch ein Querstockprofil in zwei Einzelfenster aufgeteilt ist. Vgl. Kreuzstockfenster, Kämpferfenster.
QuerturmKirchturm, dessen Querachse länger als die Längsachse ist. Die Querachse des Turms steht senkrecht zur Längsachse des Kirchenschiffs. Vgl. Westbau.
QuinchaSüdamerika: Eine Wandbauweise, bei der einfache Holzrahmen mit Flechtwerk aus pflanzlichen Materialien bespannt und mit Lehm kaschiert werden.
QuinzheeAuch Quinzee, Quinzy: Ein einfacher Schneeunterschlupf, der aus einem künstlich errichteten, dann verdichteten und schließlich ausgehöhlten Schneehügel besteht. Vgl. Iglu.

### R

Mittel-, Seiten- und Eckrisalite (schematische Darstellung ohne Berücksichtigung der Dachgestaltung)

RabitzStuckateurarbeiten: Ein Drahtputz, der nach einem 1878 patentierten Verfahren angebracht wird.
RabitzgitterEin Gitter aus verzinktem Eisendraht, mit dessen Hilfe Rabitzputz angebracht wird.
RadabweiserAuch Prellstein, Abweichstein, Abweiser, Radstößer, Kratzstein: Ein konisch geformtes Bauteil aus Stein oder Beton, das an Stellen wie z. B. Gebäudeecken oder Toreinfahrten aufgestellt wird, um zu verhindern, dass schlecht geführte vorbeifahrende Fahrzeuge das Bauwerk beschädigen.
RadfensterEin Rundfenster, dessen einzelne Glasflächen durch hölzerne oder steinerne „Speichen“ getrennt sind. Eine Vorstufe der gotischen Fensterrose.
RadialkapelleSiehe Kapellenkranz.
RadialrippengewölbeEin Gewölbe mit Kreis- oder Kreissektor-förmigen Grundriss, dessen Rippen sternförmig von einem zentral gelegenen Schlussstein bis an den äußeren Gewölberand reichen.
RähmHolzfachwerk: Der obere waagerechte Abschluss einer Wand bzw. der Holzrahmenkonstruktion. Der Rähm erzeugt für die darunter befindlichen Elemente einen Längsverband und dient weiterhin als Auffanglager für Balkenlagen oder Sparren.
RähmbauSiehe Rähmbauweise.
RähmbauweiseAuch Stockwerkbauweise: Holzfachwerk: Eine weit verbreitete Bauweise, bei der die Stockwerke einzeln errichtet werden. Diese Vorgehensweise erlaubt u. a. eine Auskragung des jeweils folgenden Stockwerks.
RahmenBaustatik: Eine Konstruktion, die aus biegebeanspruchten Stäben zusammengesetzt ist, von denen – damit der Rahmen belastbar wird – mindestens einer eingespannt oder mit dem benachbarten Stab über einen biegesteifen Knoten verbunden sein muss.
RampeVerschiedene Bedeutungen, unter anderem: 1. Eine Rollstuhlrampe. 2. Eine Erschließung mit geringer Schräge und einigen Stufen (Treppenrampe). 3. Eine Laderampe.
RampenkisteVorgeschichte: Eine Kombination aus plattigen und megalithischen Elementen (Steinkammer).
Ranch-style HouseVereinigte Staaten, 1950er und 1960er Jahre: Ein weit verbreiteter Haustyp. Kennzeichen: Eingeschossigkeit, geringe Dachschräge, zurückgesetzte Haustür, Garageneinfahrt auf einer Linie mit der Fassade.
RangOberhalb des Parketts gelegener Zuschauerbalkon in einem Theatersaal.
RankenfrauAntike: Eine Figur, deren Oberkörper aus einem Blätter- oder Blütenkelch auftaucht.
RasterfassadeEin Grundprinzip des Bauens seit dem 18. Jahrhundert: Gliederung der Fassade in Öffnungen mit gleichem Abstand und gleicher Größe. Da die Stützen und Träger gleiche Abstände haben, werden die statischen Lasten gleichmäßig verteilt.
RathaIndien: Die Außenwandgliederung der Cella eines Tempels.
RäucherkateAuch Rookhus: Norddeutschland, historisch: ein Gebäude, das dem Räuchern von Lebensmitteln dient.
RauchhausNiederländischer, nord- und ostdeutscher Raum, historisch: Eine Form des schornsteinlosen Bauernhauses, in dem Wohnbereich und Stall unter einem Dach vereint sind. Vgl. Hallenhaus.
RauchfangVerschiedene Bedeutungen: 1. Historisch: Eine trichterförmige Haube, die über einem offenen Feuer die Rauchgase einfängt und aus dem Gebäude herausführt. 2. Ein Schornstein.
RauchschutztürEine rauchdichte Tür mit selbstschließendem Türflügel, die im Brandfall die Verbreitung von Rauchgasen im Gebäude verhindern soll.
RaufaserEine in Europa, besonders in Deutschland, weit verbreitete Art der überstreichbaren mehrschichtigen Tapete, in der eingearbeitete Holzfasern ein grobkörniges Aussehen ergeben.
RaumVerschiedene Bedeutungen: 1. Das Medium, dessen Gestaltung die zentrale Aufgabe der Architektur ist; siehe Raum (Architektur). 2. Ein Zimmer.
RaumklimaSammelbegriff für bestimmte Faktoren (Luft- und Bauteiltemperatur, Luftfeuchtigkeit, Luftzug, Beleuchtung), die in einem Innenraum Einfluss auf das Wohlbefinden der darin befindlichen Menschen haben können.
RaumtrennsystemSiehe Mobile Trennwand.
RayonnantStrahlenförmiges Maßwerk der französischen Gotik des 14. Jahrhunderts.
RechteckchorChor mit geradem Abschluss, d. h. ohne Apsis
RechteckdolmenSchleswig-Holstein, prähistorisch: Ein erweiterter Dolmen mit rechteckigem oder trapezoidem Grundriss.
RedouteSiehe Ballsaal.
ReetdachEin mit getrocknetem Schilfrohr gedecktes Dach.
Reetdachhaus, Reethaus, ReethusEin mit einem Reetdach gedecktes Haus.
RefektoriumSpeisesaal im christlichen und buddhistischen Kloster.
RegeldachneigungDiejenige Mindestdachneigung, die bei einer gegebenen Dachdeckung als normalerweise sicher gilt.
RegenrinneSiehe Dachrinne.
RegenwassersammlerDachentwässerung: Ein Bauteil, mit dem Regenwasser aus dem Fallrohr in eine Zisterne oder Regentonne geführt wird; enthält oft einen Filter.
RegulaGriechische Antike: Am Architrav der dorischen Säulenordnung die Platte, an der die Guttae hängen.
ReihenhausEin Einparteienhaus, das mit weiteren gleichartig gestalteten Häusern eine geschlossene Reihung bildet.
ReinraumbodenFußböden in Reinräumen müssen besondere Anforderungen erfüllen; z. B. müssen sie fugenlos gefertigt und reißfest sein.
ReitschneckeAuch Reitspindel: Historisch: Eine stufenlose Wendeltreppe, die auch von Pferden bewältigt werden kann.
ReittreppeAuch Reitstiege, Reitertreppe: Historisch: Eine Treppe mit besonders tiefen, flachen Stufen, die von Reitern auf Pferden benutzt werden kann.
Reklameturm20. Jahrhundert: Ein Turm, der feste oder wechselnde Reklameelemente aufnehmen kann.
ReliefEine künstlerische Darstellung, die sich plastisch aus einer Fläche abhebt. Bei einem linearen Relief spricht man in der Architektur von einem Fries.
RenaissanceportalIn der Renaissance wird das Portal zu einem bedeutenden Element der Fassadengestaltung.
RettungstunnelAuch Fluchttunnel, Fluchtstollen: Ein von einem Bauwerk wegführender unabhängiger Rettungsweg.
Rheinischer HelmSiehe Rhombendach.
Rheintaler BauernhäuserLiechtenstein, St. Gallen, historisch: Eine bäuerliche Hausform, für die u. a. ein quadratischer Grundriss, ein Satteldach und Blockbauweise charakteristisch sind.
RheintalhausAuch Rheintalhof: Vorarlberg, historisch: Eine bäuerliche Hausform, gekennzeichnet u. a. durch Blockbauweise und Knickdach.
RhombendachEine Dachform, bestehend aus vier rautenförmigen Dachflächen über einem quadratischen Grundriss mit vier Giebeln, meist auf Kirchtürmen.
RhombusleisteEine Holzleiste, die im Querschnitt die Form eines Parallelogramms aufweist.
RiadMarokko, traditionell: Ein Wohnhaus oder ein Palast mit Innenhof.
RicettoarchitekturAuch Ricetto-Motiv, Ricetto-Form: Römische Antike, Renaissance: Eine Konfiguration von Bauteilen, bei der eine oder mehrere Säulen nicht frei stehen, sondern zwischen anderen Elementen, z. B. Portalen oder Fenstern, eine eingeengte Stellung einnehmen.
RiegelVerriegelung von Türen, Fenstern u. ä.: Ein verschieb- oder verdrehbarer Beschlag, der zusammen mit einem Gegenstück in eine formschlüssige und wieder lösbare Verbindung gebracht werden kann.
RiegelFachwerkbau: Ein kurzer waagerecht verlaufender Balken, der zwischen zwei Ständern verläuft und mit diesen verzapft ist. Vgl. Rähm, Schwelle.
RiemlingdeckeHistorisch: Eine Holzbalkendecke, deren Balken oft geschnitzt oder abgefast sind.
RieselputzBarock: Eine Art von Putz, von dem ein Teil der Gesteinskörnung wieder abrieselt, sodass eine markante grobe Struktur entsteht.
RieselschutzDamit lose Partikel (z. B. Feinsand, Staub, Fasern) aus Hohlräumen nicht in genutzte Räume austreten, können sie mit Baupapieren, Baupappen oder Vliesstoffen zurückgehalten werden.
RingraumdichtungEin rundes Bauteil, das in eine Wand oder eine Decke einbetoniert wird und Rohre so aufnehmen kann, dass auch im Falle einer Beschädigung des Rohres keine Flüssigkeit bzw. kein Gas in den benachbarten Raum einzudringen vermag.
RinnenhalterAuch Rinneneisen, Rinnenhaken: Dachentwässerung: Ein Montageelement zur Befestigung einer Dachrinne.
RippeSiehe Gewölberippe.
RippengewölbeEin Gewölbe, über dessen Schnittlinien (Graten) zusätzliche Bauteile, nämlich Gewölberippen, liegen. Je nach Form unterscheidet man z. B. Kreuzrippengewölbe und Radialrippengewölbe.
RippenkuppelEine Kuppel mit Gewölberippen.
RisalitAuch Avantcorps: Ein zumeist auf ganzer Höhe aus der Fluchtlinie eines Baukörpers hervorspringender Gebäudeteil. Ein Mittel zur Fassadengliederung, besonders in der Renaissance und im Barock.
RissKurzform der Risszeichnung
RiwaqIslamischer Raum: Eine Arkade, ein Portikus oder ein Peristyl, das an mindestens einer Seite offen ist.
RocailleRenaissance, Rokoko: Ein muschelförmiges Ornament.
RofenDachkonstruktion: Die geneigt verlaufenden Tragbalken in einem Pfettendach.
RollladenAuch Store, Storen, Rollbalken: Ein in Schienen geführter, aus miteinander verbundenen Profilstäben bestehender Rollabschluss, der zu verschiedenen Zwecken vor ein Fenster oder eine Tür montiert wird.
RolloAuch Rouleau: Ein auf eine Welle gewickelter, abrollbarer textiler Sicht- oder Lichtschutz, der – meist im Gebäudeinneren – vor ein Fenster oder eine Glastür montiert wird.
RollschichtBesonders bei Außenfensterbänken: Eine Schicht im Mauerwerksverband, in der alle Steine rechtwinklig zur Mauer („Binder“) und mit der Längsseite nach oben liegen.
RollstuhlrampeEine entweder nachträglich angefügte oder von vornherein baulich integrierte Rampe, die es Rollstuhlfahrern erlaubt, Höhendistanzen ohne fremde Hilfe zu überwinden.
RolltorEin Rollladen, der gleichzeitig als Tor dient.
RolltreppeAuch Fahrtreppe: Ein treppenähnliches motorisiertes Personenbeförderungsmittel zur Überwindung einer Höhendistanz. Vgl. Fahrsteig.
Rollwerk16. und 17. Jahrhundert: Ornamente in Form (teilweise aufgerollter) bandähnlicher Verzierungen. Häufig an Kartuschen.
RondavelSüdliches Afrika: Eine Hausform mit kreisförmigem Grundriss und kegelförmigem Dach, das mit schilfartigem Gras gedeckt ist.
Römischer VerbandEin scheinbar ungeordnetes, tatsächlich aber regelmäßiges Verlegemuster für Keramikfliesen und Natursteinplatten.
RorbuNorwegen: Eine nur saisonal genutzte hölzerne Fischerhütte.
Rose, RosenfensterSiehe Fensterrose, Rosette (Ornamentik).
RosenspitzAuch Rosenspitzmotiv: Ein Verlegemuster für Bodenplatten, bei dem quadratische und gestreckt sechseckige Formen verwendet werden.
RosetteVerschiedene Bedeutungen: 1. Ein Rosenornament; siehe Rosette (Ornamentik). 2. Eine Fensterrose.
RothschildhausNiederösterreich, Wende zum 20. Jahrhundert: Eine Form von repräsentativen Jagd- und Forstgebäuden im Stil eines Schweizer Chalet und mit komplexen Walmdächern.
Rottaler BauernhausNiederbayern, historisch: Eine Form von bäuerlichem Wohnhaus mit gemauertem Erd- und hölzernem Obergeschoss, breiten Balkonen an der Giebelseite und weitem Dachüberstand.
Rottaler VierseithofNiederbayern, historisch: Regionale Variante eines Vierkanthofes, bei der die südliche Giebelfront des Wohnhauses dem inneren Wirtschaftshof zugewandt ist.
RotundeEin Baukörper mit einem kreisförmigen Grundriss.
RübenburgAuch Rübenpalast: Norddeutschland: Volkstümliche Bezeichnung für den villenartigen Neubau eines Bauernhauses.
RücklageAuch Arrierecorps: Die hinter einem Risalit zurücktretende eigentliche Fluchtlinie einer Fassade.
RücksprungTeil eines Bauwerks, der hinter der Baulinie oder hinter einem Vorsprung zurücktritt. Vgl. Nische, Loggia.
RundbogenAuch Kreisbogen, Halbkreisbogen: Ein Bogen in Form eines Halbkreises.
RundbogenfriesEin Bogenfries mit halbkreisförmigen Bogenlinien.
RündeSchweiz, historisch: Die konkav ausgeführte unterseitige Verkleidung eines stark auskragenden Giebels. Die ungewöhnliche Form soll verhindern, dass starker Wind einen Angriffspunkt für ein Abdecken des Daches findet.
RundfensterSiehe Ochsenauge.
RundhausEinfamilienhaustyp mit rundem Grundriss
RundkircheEin Kirchenbau mit kreisförmigem Grundriss. Vgl. Zentralbau, Longitudinalbau.
RundstabEin profiliertes Zierelement mit konvexem Querschnitt. Siehe auch Stab.
RundturmEin Turm mit kreisförmigem Grundriss.
RundturmkircheHistorisch: Ein Kirchenbau mit Rundturm.
RusticoSchweizer Kanton Tessin: Ein traditionelles aus Granitsteinen (Wände, Dach) errichtetes Gebäude, das für landwirtschaftliche Zwecke genutzt wurde.
RustikaVerschiedene Bedeutungen: 1. Toskanische Ordnung. 2. Bossenwerk
RustizierungEine Gestaltung der Oberfläche eines Bauglieds, z. B. einer Außenwand, die darauf zielt, dieses Element rustikal erscheinen zu lassen, etwa durch Verwendung eines groben, rauen Sichtmauerwerks.
RüttelbodenEin keramischer Bodenbelag, der durch die Verlegung im Verband eine besonders hohe Scherfestigkeit besitzt.

### S

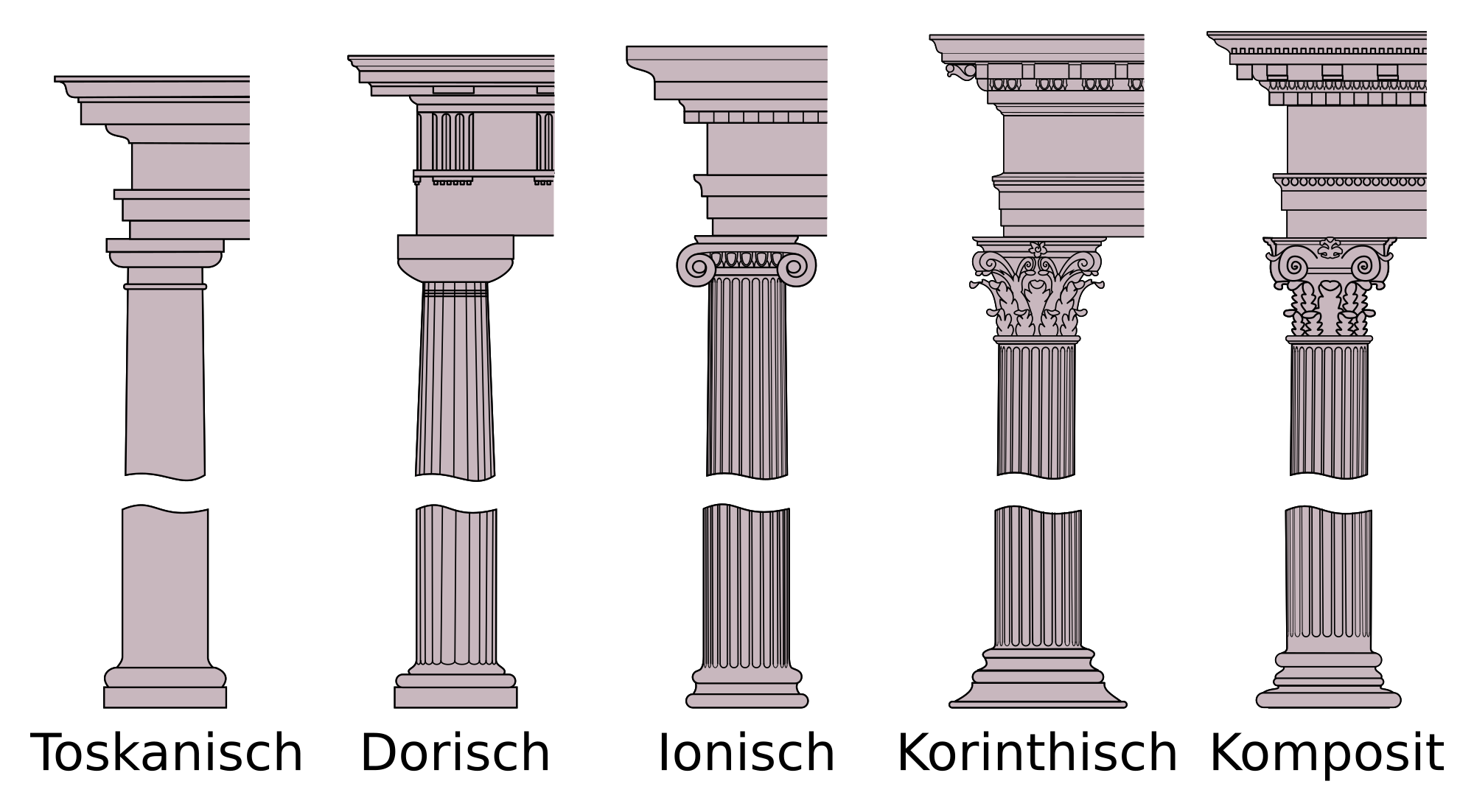
Die fünf klassischen Säulenordnungen

SaalEin großer Raum, der oft repräsentativen Zwecken dient.
SaalkircheEin Kirchengebäude, dessen Deckenkonstruktion nur von Außenwänden (und ggf. anschließenden Wandpfeilern) getragen wird.
Sabbat-LiftIn Orten mit größeren orthodoxen jüdischen Gemeinschaften: Eine Aufzuganlage, die ohne Betätigung von elektrischen Schaltern benutzt werden kann.
SabilIslamischer Raum: Eine Brunnenstube, die als kostenlose öffentliche Wasserstelle dient.
Sächsischer WestriegelRomanischer Kirchenbau, Backsteingotik: Ein das Langhaus überragender breiter Baukörper an der (stets westlich gelegenen) Hauptportalseite einer Kirche.
Sahat KulaBalkan, historisch: Ein während der osmanischen Herrschaft errichteter Uhrturm.
SahnIslamischer Raum: Ein ummauerter Innenhof insbesondere einer Moschee.
SakralbauEin Bauwerk, das für sakrale, rituelle oder kultische Handlungen durch religiöse Gemeinschaften genutzt wird.
SakramentshausKatholische Kirchen: Ein kleines Bauwerk innerhalb des Kirchengebäudes, in dem die geweihten Hostien aufbewahrt werden. Vgl. Tabernakel.
SakramentskapelleEine Kapelle innerhalb eines Kirchenbaus, die dem stillen Gebet vor dem Allerheiligsten dient, das im Tabernakel aufbewahrt oder in einer Monstranz ausgestellt ist.
SakristeiChristliche Kirchen: Ein Nebenraum, der von Priestern, Diakonen, Lektoren und Ministranten als Vorbereitungsraum für die Gottesdienste genutzt wird.
SalaThailand: Ein offener Pavillon, oft in einer buddhistischen Tempelanlage (Wat), der als Rastplatz und Treffpunkt dient.
SaltboxNordamerikanische Kolonialarchitektur: Ein bestimmter Wohnhaustyp mit asymmetrischem Satteldach.
SalzhütteUsedom, historisch: Eine fensterlose reetgedeckte Fachwerkhütte, in der Salz gelagert wurde.
SalzstadelSüden des deutschen Sprachraumes, historisch: Ein kommunales oder herrschaftliches Gebäude zur Zwischenlagerung der Handelsware Steinsalz.
SambatreppeAuch Raumspartreppe: Eine Treppe mit asymmetrischen Auftrittsflächen, von denen einige nur für den linken Fuß, andere nur für den rechten Fuß bestimmt sind.
SandwichplatteEin Bauelement in Sandwichbauweise, d. h. mit zwei Deckschichten, zwischen denen ein poröser Kern liegt. Zur Wärmedämmung oder Gewichtsminimierung. Siehe auch Sandwichpaneel, Sandwichplatte mit Wabenkern.
SanierputzEin Putz, der baustoffschädigende Salze einzulagern vermag. Vgl. Hydroment.
SanktuariumSiehe Heiligtum (Christentum).
SarazenenturmMittelmeerküsten, Mittelalter: Ein von den Genuesern und Pisanern errichteter Signalturm.
SatteldachDie verbreitetste Dachform, bestehend aus zwei gegeneinander ansteigenden Dachflächen, wobei senkrechte dreieckige Giebel entstehen.
SattelkircheNordeuropa: Ein Kirchengebäude mit Satteldach, bei dem sich an beiden Enden ein Turm befindet.
SauberkeitsschichtAuch Unterbeton: Im Betonbau eine dünne Materialschicht, die zwischen Gründungssohle und Fundament angelegt wird.
SäuleEin lotrechter, freistehender Pfeiler bzw. eine Stütze mit rundem oder polygonalem Querschnitt.
SäulenbasilikaEine Basilika, in der Säulen den Oberbau tragen.
SäulenbogenstellungSiehe Theatermotiv.
SäulenordnungDas Gliederungssystem für die baugeschichtlichen Stufen des Aufbaus von Säulen von der Basis bis hin zum Gebälk und das Verhältnis der Bauglieder zueinander.
SäulenschaftSiehe Schaft.
ScagliolaEin Verfahren zur Herstellung und Verarbeitung von Stuck, der das Aussehen von echtem Marmor imitiert; siehe Stuckmarmor.
ScalalogieTreppenkunde.
ScamillusAntike Säulen: Verschiedene Bedeutungen: 1. An der Säulenbasis ein rechtwinklig geschnittenes Bauteil, das unter der Plinthe liegt; siehe Scamillus. 2. Eine um eine Säule laufende waagerechte Einkerbung, die den Säulenhals vom Säulenschaft trennt; siehe Scamillus (Säule); vgl. Anulus.
Scena, ScaenaSiehe Skene (Theater).
SchabrackeEin textiler Querbehang einer Fensterdekoration.
SchachbrettsteinMittelalterliche Kirchenbauten: Ein schachbrettartiger Bauschmuck an den Außenwänden von Feldsteinkirchen.
SchaftDer Hauptkörper einer Säule, also die eigentliche Säule ohne ihre Basis und ohne ihr Kapitell.
SchaftringSiehe Wirtel.
SchallgefäßHistorisch: Der Einsatz von bronzenen oder tönernen Gefäßen zur Modifikation der Raumakustik.
SchallschutzdeckeSiehe Akustikdecke.
SchalungVerschiedene Bedeutungen: 1. Eine dauerhafte Verkleidung von Konstruktionen; siehe Schalung (Verkleidung). 2. Eine temporäre Gussform, in der Betonbauteile vor Ort hergestellt werden; siehe Schalung (Beton).
SchapenboetTexel (Niederlande), historisch: Eine Scheunenart mit dreiflächigem Dach.
SchatzhausSiehe Thesauros.
SchaufassadeAuch Schauwand, Schauseite, Schauansicht: Die prächtige Hauptfassade eines repräsentativen Gebäudes. Vgl. Blendfassade.
SchaufensterEin großes Erdgeschossfenster, das ein meist im Gebäude ansässiges Wirtschaftsunternehmen für Ausstellungs- oder Werbezwecke verwendet.
SchaugiebelHistorisch: Der prächtige Hauptgiebel einen repräsentativen Gebäudes.
SchaumplattePlatten aus verfestigtem Schaum werden im Bauwesen zu Wärmedämmung verwendet.
ScheidbogenGewölbe christlicher Kirchen, besonders Hallenkirchen: Ein Bogen, der als Arkade das Mittelschiff vom Seitenschiff scheidet, oder ein Bogen zwischen zwei benachbarten Seitenschiffen.
ScheinarchitekturGemalte Dekorationen, die bauliche Elemente und Einrichtungen simulieren sollen, etwa als Trompe-l’œil.
ScheintürEin bauliches oder gemaltes Element in Gestalt einer Tür, die als Tür jedoch nicht funktional ist.
ScheitelDer höchste Punkt einer Bogenlaibung.
ScheitelrippeEine Gewölberippe, die vom Scheitel eines Bogens (etwa eines Kreuzrippenbogens) zum Gewölbeschlussstein führt.
ScherefeIslamischer Raum: Der Balkon eines Minaretts.
ScheuneAuch Scheuer, Stadel, Schupfen, Gade oder ähnlich: Ein landwirtschaftlich genutztes Speichergebäude.
SchichtEine Steinlage in einem Mauerwerksverband.
SchichtmauerwerkEin Mauerwerk, das nicht aus gleich aussehenden Steinen, sondern aus solchen Steinen erbaut ist, denen die natürliche Schichtstruktur noch anzusehen ist. Siehe auch Naturstein.
SchiebefensterEin Fenster, dessen Flügel in Schienen geführt werden, in denen sie zum Öffnen und Schließen verschoben werden können.
SchiebetürEine Tür, die in einer Schiene geführt und durch horizontales Schieben geöffnet und geschlossen wird.
SchieferdeckungTonschiefer wird traditionell sowohl zur Dach- als auch zur Fassadendeckung verwendet.
SchiffSiehe Kirchenschiff.
SchiffskehleAuch Schiffchen: Niederdeutscher Fachwerkbau: Eine dekorative Hohlkehle in Form eines umgekehrten Schiffskiels.
SchifterDachkonstruktion: Ein Sparren, der besonders geformt (schräg abgeschnitten) ist, um an einen Gratsparren, Kehlsparren oder Gratkehlsparren anzuschließen.
SchildbogenGewölbe: Die Linie oder Innenkante, die beim Aufeinandertreffen einer Laibung der Gewölbekappe eines Tonnen- oder Kreuzgewölbes auf die Schild- oder Stirnmauer entsteht oder ein der Wand anliegender Bogen.
SchildgiebelEin Giebel, dessen Mauerscheibe über die Dachfläche und den Dachfirst hinausragt.
SchindelEin ursprünglich meist hölzernes, später auch aus anderen Materialien gefertigtes Bauteil, das zur Dacheindeckung, regional auch zur Fassadenverkleidung verwendet wird. Vgl. Dachziegel.
SchlafhausSaarland, historisch: Eine bauliche Unterkunft, die Bergleuten während der Arbeitswoche als Schlafstätte diente.
SchlauchturmAuch Feuerwehrturm: Historisch: Ein zu einer Feuerwache oder einem Feuerwehrhaus gehöriger Turm, in dem Druckschläuche nach der Benutzung getrocknet wurden.
SchleierinjektionAuch Vergelung: Ein Verfahren, bei dem Keller und andere erdberührte Bauteile mittels Injektionsdichtung nachträglich gegen Feuchtigkeitseintritt abgedichtet werden.
SchleppdachEine Dachfläche, die nach unten hin an eine vorhandene Dachfläche angefügt wird; meist ist sie weniger breit als das Hauptdach.
SchleppgaubeDachkonstruktion: Eine Gaube mit einer einzigen ebenen Dachfläche, die zur Fensterseite hin abfällt.
SchleuderstabEine Stange, die oben an der Gardine angebracht ist und es erlaubt, diese berührungsfrei zu öffnen und zu schließen.
Schleswig-Holsteinisches DoppelhausNorddeutschland, Dänemark, historisch: Eine Form des Herrenhauses mit charakteristischem Paralleldach.
Schleswig-Holsteinisches GanggrabNorddeutschland, prähistorisch: Eine Form von komplexen Hünengräbern.
SchlichthausAuch Schlichtwohnung: Deutsche Nachkriegszeit: Ein Wohnbaukonzept für eine Notunterkunft.
SchlitzbauHamburg, historisch: Ein Typ von mehrgeschossigen Wohngebäuden, deren Grundrisse zur Hofseite hin, um mehr Räume mit Tageslicht versorgen zu können, Lichtnischen aufweist.
SchlossVerschiedene Bedeutungen: 1. Ein im Auftrag des Landesherrn oder von Adligen errichtetes Repräsentations- und Wohngebäude; siehe Schloss (Architektur). 2. Eine Vorrichtung, mit der Räume so verschlossen werden können, dass nur ausgewählte Personen Zugang erhalten; siehe Schloss (Technik).
SchlupfpforteEine (kleinere) Personentür innerhalb eines (größeren) Burg- oder Stadttores, das auch als Durchlass für Wagen und Ähnliches dient.
SchlupftürEine (kleinere) Personentür, die in das Torblatt eines (größeren) Tores integriert ist.
SchlusssteinAuch Scheitelstein: Der Keilstein am höchsten Punkt eines Bogens, einer Kuppel oder eines Rippengewölbes.
SchmetterlingsdachEine Dachform: Die Umkehrung eines klassischen Satteldachs.
SchneckeSiehe Volute.
SchneefangsystemDachkonstruktion: Sammelbegriff für Bauteile, die Dachlawinen vorbeugen sollen.
SchnelllauftorEin – meist im gewerblichen Bereich eingesetztes – Sektionaltor oder Rolltor, das besonders belastbar ist und besonders schnell geöffnet und geschlossen werden kann.
SchneußSiehe Fischblase.
SchnittAuch Schnittzeichnung, Schnittdarstellung: Neben der Ansicht die wichtigste Form der architektonischen Darstellung. Zu unterscheiden sind u. a. Grundriss und Aufriss.
SchnitterkaserneZweite Hälfte des 19. Jahrhunderts: Eine kasernenartige Massenunterkunft für landwirtschaftliche Saisonarbeiter.
SchnittholzEin letztlich als Bauholz bestimmtes Holzzwischenerzeugnis, das durch Sägen von Rohholz hergestellt wird. Im Gegensatz zu Furnier ist Schnittholz mindestens 6 mm dick.
SchönstattkapellchenDeutschland, historisch: Eine Form von katholischen Kapellen, charakterisiert u. a. durch rechteckigen Grundriss und sechseckige Apsis.
SchornsteinAuch: Esse, Rauchfang, Kamin: Ein überwiegend senkrecht laufender Schacht, der – heute meist durch ein zusätzliches Innenrohr – Rauchgase aus dem Gebäudeinneren ins Freie abführt.
SchornsteinkopfAuch Essenkopf, Kaminkopf: Derjenige Deil des Schornsteins, der sichtbar über die Dachhaut hinausragt.
SchottAuch Schotte: Ein stabilisierendes oder raumabschließendes Konstruktionselement, bestehend aus lamellenartig parallel angebrachten Versteifungen.
SchrankeKirchenbauten: Siehe Altarschranke, Chorschranke.
SchranneVerschiedene Bedeutungen: 1. Süddeutschland: Ein Kornspeicher. 2. Österreich: Ein Gerichtsgebäude.
SchrotholzkircheSchlesien, historisch: Eine Holzkirche, die aus grob mit der Axt behauenem Holz (Schrotholz) gebaut ist.
SchrotturmHistorisch: Ein Turm, in dem Schrotkugeln für Schrotpatronen hergestellt wurden; die Fertigung erforderte freien Fall des flüssigen Bleis.
SchulzenhofDer Bauernhof eines Dorfschulzen, oft der größte Hof eines Dorfes.
SchuppenAuch Schupfen, Schopf: Ein einfaches Gebäude, das als Abstell- oder Lagerraum genutzt wird.
SchwalbenschwanzzinneNorditalien, historisch: Eine dekorative Zinne, deren Spitze die Form zweier voneinander abgewandter Viertelkreissektoren hat.
SchwartenverschlagEine Art der Ausfachung im Holzfachwerkbau.
schwarze WanneEine Art der Bauwerksabdichtung, bei der sämtliche erdberührende Bauteile mit Bitumendickbeschichtung-, Bitumen- oder Kunststoffbahnen umschlossen werden.
SchwarzstaubAuch Fogging-Effekt, Magic Dust: Bezeichnung für ungeklärte Verfärbungen von geheizten Räumen.
SchwarzwaldhausSchwarzwald, historisch: Ein traditionelles Wohnstallhaus, charakterisiert u. a. durch ein an den Seiten weit herabgezogenes Krüppelwalmdach.
SchwebegiebelSiehe Freigespärre.
SchwedenhausVerschiedene Bedeutungen: 1. Auch Wendenhaus: Eine in Franken historisch verbreitete Fachwerkbauweise für Wohnstallhäuser mit Walmdach (Schwedenhaus (Franken)). 2. Sammelbezeichnung für Holzhäuser (oft Fertighäuser in Holztafelbau), die durch weiße Sprossenfenster und Anstrich in auffälligen Farben gekennzeichnet sind (Schwedenhaus (Fertighaus)).
SchweifgiebelRenaissance, Barock: Eine Giebelform, dessen Kontur aus gegeneinander versetzten Kreisbögen besteht.
SchweifwerkEine flächenhafte Ornamentform, bestehend aus C- und S-förmigen Schwüngen.
SchwelleVerschiedene Bedeutungen: 1. Eine Türschwelle. 2. Eine Fachwerkschwelle.
SchwenktürSiehe Anschlagtür.
SchwibbogenAuch Schwebebogen: Historisch: Ein Bogen, der zwei gegenüberliegende Mauern oder Außenwände (verschiedener Gebäude) gegeneinander abstützt.
SchwimmdachIn von Sturmfluten bedrohten Küstenregionen, historisch: Ein Dach, das mit dem restlichen Haus nur durch unvernagelte Zapfen verbunden ist und im Katastrophenfall eine gewisse Schwimmfähigkeit besitzt, sodass die Bewohner sich darauf retten können.
SchwimmhausEin Wohngebäude, das auf einem Ponton basiert und auf dem Wasser schwimmend an einem Ort fest verankert liegt. Gegenbegriffe: Wohnschiff, Wohnboot, Hausboot.
SchwingbodenSporthallenbau: Ein elastischer Bodenbelag.
SchwingungsdämpferSammelbegriff für Systeme, die in – besonders hohen – Bauwerken Schwingungsenergie in Wärmeenergie umwandeln.
SchwingungstilgerAuch Tilger, Tilgerpendel: Eine besondere Art von Schwingungsdämpfern, die Gebäudeschwingungen kompensieren, indem sie selbst schwingen.
SchwingtürEine anschlaglose Tür, die in beide Richtungen geöffnet werden kann und durch eine Feder wieder in die geschlossene Stellung zurückfällt.
SebkaMaurische Architektur: Ein flächiges Ornament aus sich überschneidenden Bögen.
SegmentgiebelEin unvollständiges (weniger als 360° gewölbtes) Tonnendach.
SeilstabOrnamentik: Ein vertikaler Rundstab oder horizontaler Wulstring, der nicht glatt, sondern seilartig gedreht erscheint. Vgl. Tauband.
SeitenlaubeAlpenraum, traditionell: Ein traufseitiger Obergeschoss-Laubengang.
SeitenrisalitEin nicht mittig, sondern an der Fassadenseite errichteter Risalit.
SeitenschiffIn mehrschiffigen Kirchenbauten ein Schiff, das das Mittelschiff (auch Hauptschiff) flankiert.
SekosGriechische Antike. Verschiedene Bedeutungen: 1. Ein eingefriedetes Gelände. 2. Das Temenos eines Heiligtums. 3. Die Cella bzw. der Naos eines Tempels.
SektionaltorEin vertikal in Schienen geführtes Tor, das waagerecht in mehrere Sektionen unterteilt ist. Oft als Garagentor.
SeniorenwohnungWohnungen für alte Menschen müssen besondere Bedingungen erfüllen, etwa barrierefrei gebaut und mit Notrufsystemen ausgestattet sein.
SesePantelleria (Italien), prähistorisch: Ein Kraggewölbebau aus Trockenmauerwerk.
SgraffitoRenaissance: Eine Dekorationstechnik, bei der verschiedenfarbiger Putz aufgetragen und dann zum Teil abgekratzt wird.
ShaponoVenezuela, Brasilien: Das traditionelle Rundhaus der Yanomami.
SheddachAuch Scheddach, Sägezahndach: Eine Dachform, vor allem auf Industriebauten, bei der mehrere Pult- oder asymmetrische Satteldächer parallel aufgereiht werden.
ShōjiJapan, traditionell: Ein verschiebbarer lichtdurchlässiger Raumteiler.
Shotgun HouseVereinigte Staaten, historisch: Ein sehr schmales, dafür aber langgestrecktes Wohnhaus mit Enfilade.
SichtbetonBeton, der unverputzt und unverblendet als Gestaltungsmerkmal präsentiert wird.
SichtestrichEin eingefärbter und abgeschliffener Estrich, der ohne weiteren Bodenbelag als Fußboden dient.
SichtmauerwerkEin Mauerwerk, das unverputzt und unverkleidet als Gestaltungsmerkmal präsentiert wird.
SichtschutzSammelbegriff für feste oder bewegliche Elemente, die es Personen in einem Gebäude oder Garten erlauben, nicht gesehen zu werden.
Siedlungshaus1920er und 1950er Jahre: Ein 1½-geschossiger Typenbau mit geringer Wohnfläche und einfachem Standard, der an Dorf- und Stadträndern in großer Zahl errichtet wurde. Ein großer Nutzgarten und oft auch ein kleiner Stall sollten Selbstversorgung und Existenzsicherung ermöglichen.
SilikatputzEin Putz auf der Basis von Silikaten mit guter Wasserbeständigkeit und hoher Wasserdampfdurchlässigkeit.
SilikonfugeEin elastisches Fugenabdichtungsmittel auf Silikonbasis.
SiloAuch Hochsilo: Ein Speicher für Schüttgüter.
SimaGriechische und römische Antike: Der Dachrand eines Tempels, der ein seitliches Herabfallen des Regenwassers verhindert.
SimultankircheAuch Simultaneum, paritätische Kirche: Ein Kirchenbau, der von mehreren unterschiedlichen christlichen Konfession gemeinsam genutzt wird; keine einheitliche Bauweise.
SK 65DDR, 1965: Ein Typ von Wohnhochhäusern in Skelettbauweise mit 25 Geschossen.
SkelettbauEine Bauweise, bei der der Rohbau eines Bauwerks aus Elementen zusammengesetzt wird, die eine primär tragende Funktion haben (Tragwerk). Beispiel: Holzfachwerk. Gegenbegriff: Massivbau.
SkeneGriechische Antike: Im Theatron eine bühnennah errichtete Hütte, die u. a. als Träger für die Bühnenbilder diente.
SkeoSchottland, historisch: Eine lokal übliche Bauform von Schuppen aus Trockenmauerwerk, in denen Fisch und Fleisch luftgetrocknet wurden.
Sky LobbyIn sehr hohen Hochhäusern ein Stockwerk, das vorrangig als Umsteigepunkt zum Wechseln des Aufzugs dient.
SkywalkVerschiedene Bedeutungen: 1. Eine wettergeschützte Fußgängerbrücke; siehe Skyway. 2. Sammelbegriff für Aussichtsplattformen, die brücken- oder balkonartig in großer Höhe erbaut sind; siehe auch Aussichtswarte.
SockelDer Unterbau eines Gebäudes, einer Säule, einer Stütze, eines Denkmals oder eines anderen Gegenstandes.
SockelgeschossEin als besonders hoher Gebäudesockel ausgebildetes und dadurch stärker betontes Erdgeschoss.
SockelgesimsSchließt den Sockel oder das Sockelgeschoss oben ab.
SockelleisteSitzt zwischen Fußboden und Innenwand; dient zur Abdeckung der offenen Fuge und früher in profilierter Form auch der Zierde.
SockelprofilAuch Sockelabschlussprofil: Ein in der Fassadendämmung mit Wärmedamm-Verbundsystemen verwendetes Aluminiumprofil, das die erste Reihe der Dämmplatten trägt.
SoffitteEine Verzierung der frei sichtbaren Unterseite eines Baugliedes, besonders eines Architraves oder einer Archivolte.
SohlbankDer untere Querriegel eines Fensters, durch den das Fenster mit der Fensterbank und dem Mauerwerk verbunden ist.
SohlbankgesimsSiehe Fenstergesims.
SolaraktivhausSiehe Sonnenhaus.
SolardachEine auf dem Dach installierte Photovoltaikanlage.
SöldeBayern, Österreich, historisch: Der landwirtschaftliche Hof eines Söldners; keine einheitliche Bauweise.
SöllerAuch Altan: Eine offene, auf Stützen oder Mauern ruhende Plattform eines Obergeschosses. Ein Balkon dagegen wird von Konsolen oder ähnlichen Stützkonstruktionen getragen.
SommerkellerTraditionell: Ein gewerblich bewirtschafteter Keller; keine einheitliche Bauweise.
SonderfassadeSammelbegriff für Fassadentypen, die sich in ihrer Bauweise oder Nutzung von gewöhnlichen Fassaden unterscheiden (Beispiel: Trombe-Wand).
SonnenhausEin Niedrigenergiehaus, bei dem mindestens die Hälfte der für die Gebäudeheizung benötigten Energie aus hauseigener Solarthermie gewonnen wird.
SonnenlochKirchenbauten, historisch: Eine an der Ostseite angebrachte kleine Maueröffnung, durch die zu bestimmten Zeiten des Jahres das Sonnenlicht auf eine bestimmte Stelle der gegenüberliegenden Kirchenwand durchlässt.
SonnenschutzSammelbegriff für Einrichtungen und Maßnahmen, die darauf zielen, Bauwerke und ihre Benutzer vor zu starker Sonneneinstrahlung zu schützen.
SonnenschutzglasFlachglas mit besonderen optischen Eigenschaften, die verhindern, dass übermäßig viel Sonnenlicht in ein Gebäude eindringt und dem Raum zu sehr aufheizt.
SonnenschutzlamellenSiehe Brise Soleil.
SonnenschutzsegelEine wie ein Segel aufgespannte Markise.
SonnentempelPrähistorie: Ein nach der Sonne ausgerichtetes Bauwerk, das eine genaue Bestimmung der Jahreszeiten erlaubt.
SouterrainAuch Tiefparterre: Ein Unter- bzw. Kellergeschoss, dessen Räume zum Wohnen bestimmt sind.
SpaltklinkerEine Klinkerfliese, die aus der Zweiteilung einer gebrannten Rohplatte entsteht.
SpaltplatteVerschiedene Bedeutungen: 1. Ein entsprechend seiner Schichtung gespaltener Werkstein aus Naturstein. 2. Eine nach dem Brand entlang einer definierten Linie gespaltene Keramikfliese; vgl. Spaltklinker.
SpaltriemchenFlache Natur- oder gebrannte Steine, die zur Fassadenverkleidung verwendet werden.
SpanholzformteilEin geformtes (Fertig-)Bauteil aus Holzspanwerkstoff, etwa als Fensterbank.
Spanische WandAuch Wandschirm, Paravent: Inneneinrichtung: Ein mobiler, faltbarer Sichtschutz bzw. Raumteiler.
SpannbetonEine Stahlbeton-Konstruktionsweise, bei der gespannte Stahleinlagen aus Spannstahl verbaut werden, die den Beton „zusammendrücken“ und damit größere Stützweiten erlauben als konventionelle Konstruktionsweisen.
Spannbeton-FertigdeckeAuch Hohlkammer-Fertigdecke, Spannbeton-Hohldecke: Eine Deckenkonstruktion aus vorgefertigten Spannbeton-Formteilen.
SpannteppichEin Teppichboden, der auf dem Estrich nicht durch Verkleben in fester Position gehalten wird, sondern durch Verspannen.
SpannweiteDie Länge eines Bauteiles zwischen zwei Auflagerpunkten.
SpanplatteEine Platte aus Holzspanwerkstoff.
SpanstreifenholzEin Holzspanwerkstoff, der aus sehr langen Holzspänen (meist Aspenholz) hergestellt wird; vgl. Grobspanplatte.
SparrenAuch Dachsparren: In der Dachkonstruktion die Träger, die von der Traufe zum First laufen und die Dachhaut tragen.
SparrendachEine Dachkonstruktion, bei der die Sparren eines Daches nicht auf Pfetten (vgl. Pfettendach), sondern direkt auf den Dachbalken ruhen.
SparrendreieckVerschiedene Bedeutungen: 1. Dachkonstruktion: Ein Gebinde aus einem Sparrenpaar (Gespärre) und einem Dachbalken oder Kehlbalken. 2. Ein Flugsparrendreieck.
SparrenpfetteAuch Pfettensparren: Dachkonstruktion: Ein tragendes Bauteil, das wie eine Pfette parallel zur Traufe liegt, aber in so dichter Folge verbaut ist, dass die Dachhaut ohne weitere Sparren direkt darauf aufliegen kann.
SpechtschadenVon Spechten werden insbesondere solche Fassaden geschädigt, die Holzelemente aufweisen, Wärmedämmverbundsysteme enthalten oder auf denen sich bevorzugte Futtertiere dieser Vögel aufhalten.
SperrholzEin Holzwerkstoff, der aus dünnen Holzlagen besteht, die kreuzweise übereinandergelegt, verklebt und unter Wärmeeinwirkung gepresst werden. Sperrholz kann zu Platten und in beliebige Formen verpresst werden.
SperrholzplatteEine Platte aus Sperrholz.
SpiegelVerschiedene Bedeutungen: 1. Eine reflektierende Fläche; siehe Spiegel. 2. Die Stirnseite eines Quaders (Quaderspiegel) und die gerahmte Unterseite einer Raumdecke (Spiegeldecke); siehe Spiegel (Architektur).
SpiegeldeckeEine Raumdecke, deren mittleres Feld von Profilen gerahmt ist; siehe Spiegel (Architektur).
SpiegelgewölbeEin Gewölbe, in dessen Zentrum sich eine größere ebene Fläche befindet.
SpindelDer zylindrische Bauteil, um den eine Spindeltreppe sich windet und der diese Treppe trägt.
SpindeltreppeEine helixförmige Treppe, die von einer Spindel getragen wird. Vgl. Wendeltreppe.
SpionVerschiedene Bedeutungen: 1. Ein Türspion. 2. Traditionell: Ein kleines Fenster an der Außenwand eines Gebäudes, das einen Blick auf das öffentliche Geschehen vor dem Haus oder auch auf die eigene Haustür erlaubte (Spion (Bautechnik)).
SpitzbodenEin unausgebauter Dachraum direkt unter dem Dachfirst.
SpitzbogenVor allem Gotik: Ein aus zwei Kreisbögen konstruierter Bogen, der in der Mitte eine Spitze bildet.
SpitzgaubeAuch Dreiecksgaube: Eine Dachgaube mit dreieckigem Giebel und Satteldach.
SpließAuch Spliess, Splitt, Dachsplitt: Historisch: Schmale dünne Holzschindeln, die etwa bei der Dachdeckung mit Biberschwanzziegeln zur Abdichtung benutzt wurden.
SpolieEin wiederverwendetes Werkstück aus einem älteren Gebäude, häufig in bewusst zweckentfremdender Verwendung.
SprengwerkVor allem Brückenbau: Ein Tragwerk, bei dem die Last durch Streben auf das Auflager überträgt, die nicht vertikal, sondern schräg sind.
SpringbrunnenEin dekorativer Brunnen, der Wasser in einer oder mehreren Fontänen in die Höhe stößt und meist auch selbst wieder auffängt.
SpritzbewurfSiehe Vorspritzer.
SprosseEin meist hölzerner Stab, der einen Fensterflügel in mehrere Flächen untergliedert, die jeweils einzelne Glasscheiben aufnehmen. Waagerechte Sprossen werden auch als Riegel bezeichnet, senkrechte als Pfosten. Modern existieren auch „Sprossen“, die in Fenstern mit durchgehender Glasscheibe das Aussehen von Sprossen lediglich imitieren.
StabVerschiedene Bedeutungen: 1. Ein einfacher Träger in einem Tragwerk; siehe Stab (Statik); vgl. Balken. 2. Ein schmales dekoratives Bauteil mit linearer Ornamentik; siehe Stab (Ornamentik); vgl. Fries.
StabbauEine Holzbauweise, bei der die gesamte Dachkonstruktion auf vertikal stehenden Masten ruht. Gegenbegriff Blockbau.
StabburNorwegen, historisch: Ein aufgestelzter kleiner Speicher.
StabkircheAuch Mastenkirche: Skandinavien, historisch: Ein Kirchenbau, der als Stabbau ausgeführt ist.
StabparkettEin Parkett, das aus einzelnen, meist 6–8 cm breiten Holzstücken (Stäben) besteht.
StabsperrholzAuch Stäbchensperrholz, Tischlerplatte: Eine Holzwerkstoffplatte, deren Kern eine Lage von parallel ausgerichteten Holzstäben bildet, die beidseitig furniert ist.
StabwerkAuch Tragwerk: Eine festgelegte Bauweise, bei der Stäbe verwendet werden.
StadionAuch Arena: Ein von oft unbedachten baulichen Strukturen umgebenes Spielfeld, auf dem sportliche Wettkämpfe veranstaltet werden.
Stadtlohner RiemchenWestmünsterland, historisch: Ein Boden- und Wandbelag aus schmalen Stücken von gebranntem Ton.
StadttorHistorisch: Ein Durchlass durch die ringförmige Stadtmauer einer Stadt, oft durch einen Turm zusätzlich verteidigungsfähig gemacht.
StaffelchorKirchenbau: Eine besondere Anlage des Chorraumes, bei der der zentrale Hauptchor von weiteren, jeweils kurzeren Nebenchören flankiert wird.
StaffelgiebelAuch Treppengiebel, Stufengiebel, Katzentreppe: Historisch: Ein stufenförmig gegliederter Giebel, dessen Giebelfeld über die Dachhaut hinausreicht.
StaffelhalleAuch Stufenhalle, Sonderform einer Hallenkirche; das Mittelschiff ist höher als die Seitenschiffe, der Unterschied ist aber gering und erreicht nicht die Höhe eines ganzen Geschosses.
StaffelkircheUngenau; Oberbegriff oder Grenzfall von Staffelhalle/Stufenhalle und Pseudobasilika.
StahlbetonEin Verbundwerkstoff aus Beton und Bewehrungsstahl, die durch Zement miteinander verklebt werden. Vgl. Spannbeton.
StahlbetoninnenwandInnenwände werden aus Stahlbeton gefertigt, wenn sie als tragende Wände statisch notwendig sind oder bestimmte Anforderungen an Einbruchs- oder Brandsicherheit erfüllen sollen.
StahlbetonskelettbauStahlbeton wird nicht nur im Massivbau verwendet, sondern auch in Form von vorgefertigten Stabelementen verbaut (Skelettbau).
StahlfachwerkturmEin Turm, dessen tragendes Element ein Fachwerk aus Eisen- und Stahlteilen ist (bekanntestes Beispiel: Eiffelturm).
StahlskelettbauEine Skelettbauweise, bei der das Tragwerk aus Stahlträgern besteht.
StakholzAuch Stake, Stakung, Stakete, Stückholz: Traditionell: Ein etwa armlanges Stück geschnittenes Holz mit rundem, rechteckigem oder dreieckigem Querschnitt; Verwendung u. a. in Holzbalkendecken und in Holzfachwerk.
StampfbodenTraditionell: Ein Boden, besonders ein Kellerboden, der durch Feststampfen (eventuell mit Baumstämmen) des Erdbodens geglättet und befestigt wird. Vgl. Lehmestrich.
StänderAuch Steher, Stempel, Pfosten, Stiel: Skelettbau, vor allem Holzfachwerk und Holzrahmenbau: Ein senkrecht stehender Balken, der zum tragenden System eines Gebäudes gehört.
StänderbauweiseAuch Geschossbauweise, Gefügebauweise: Eine Form des Holzfachwerkbaus, bei dem hohe Ständer das tragende System eines Gebäudes bilden, die von der Schwelle bis zum Dach reichen. Vgl. Rähmbauweise.
StänderbohlenbauAuch Bohlenständerbau, Fleckbau: Süddeutschland, Schweiz, historisch: Eine Variante des Blockbaus, bei der Bohlen zwischen vertikalen Ständern eingelassen werden.
StanderkerSiehe Auslucht.
StanniolmalereiFranken, Thüringen, traditionell: Eine Technik zur Verzierung von Schieferfassaden, bei der dekorative Formen aus Zinnfolie mit Leinölfirnis auf die Oberfläche geklebt werden.
StaudenhausMittelschwaben, historisch: Ein kleinbäuerlicher Haustyp, gekennzeichnet u. a. durch ein einhüftiges Satteldach.
StegVerschiedene Bedeutungen: 1. Eine kleine Fußgängerbrücke; siehe Steg (Brücke). 2. Das mittlere Band eines Doppel-T-Trägers. Die äußeren Bänder heißen Gurte bzw. Flansche.
StehfalzprofilEine spezielle Art von vorprofilierten Blechstreifen (Scharen), die auf Dächern und Fassaden verbaut werden.
SteigbandSüddeutsches Holzfachwerk: Eine diagonale Verstrebung, die von einer horizontalen Schwelle über eine vertikale Stütze bis zu einem horizontalen Rähm führt.
SteindeckeHistorisch: Sammelbegriff für verschiedene Konstruktionsarten im Deckenbau, bei denen Steine verbaut werden. Siehe auch Gewölbe.
SteinholzEin fugenloser Estrich und Bodenbelag aus Magnesia bzw. Sorelzement und organischen oder mineralischen Füllstoffen
SteinmetzzeichenHistorisch: Ein an einem Bauwerk angebrachtes Zeichen, mit dem ein Steinmetz die Arbeit als sein Werk markiert.
SteinpappeHistorisch: Ein Papiermaché, das mit Schlämmkreide versetzt war und u. a. als Dachdeckmaterial verwendet wurde.
SteinputzEin aus Mineralstoffen hergestellter Putz, der das Aussehen von Naturstein imitiert.
SteinteppichEin Fußbogenbelag, der aus gerundeten Marmorkieseln oder anderen gekörnten mineralischen Materialien besteht, die mit Bindemitteln vermengt und wie Estrich auf den Boden aufgetragen werden.
SteinzeugEine Art von Keramik, die beim Brennen verglast (sintert) und im Bauwesen u. a. für Bodenfliesen verwendet wird. Vgl. Steingut.
SteleEin hoher, freistehender, monolithischer Pfeiler.
StelzenturmDänemark, Mittelalter: Ein Kirchturm, bei dem nur das oberste Geschoss mit der Glockenstube vier Wände hat.
StelzlagerEine mit einem Fugenkreuz abgeschlossene Scheibe, von denen jeweils vier eine Terrassenplatte mörtelfrei und unverfugt so tragen können, dass darunter ein Hohlraum verbleibt, durch den Wasser ablaufen kann.
StereobatGriechische Tempel: Die unterirdische Gründung des Bauwerkes.
SterngewölbeEin Kreuzrippengewölbe, bei dem die Gewölbekappen sternförmig weiter unterteilt werden.
StichkappeBesonders Barock: Ein kleineres Tonnengewölbe, das in ein größeres Tonnengewölbe einschneidet.
StiftschorDer Chor einer Stiftskirche. Keine spezifischen baulichen Merkmale.
StirnDie Schmalseite eines längsrechteckigen Bauteils.
StoaGriechische Antike: Eine an der Rückseite, meist auch an den Schmalseiten geschlossene Halle, deren offene Front gewöhnlich durch eine Säulenreihe gegliedert ist.
StöckelbodenSiehe Holzpflaster.
StockfleckEin Feuchtigkeitsschaden, wie er im Bauwesen etwa an Tapeten oder Decken entsteht.
StoreVerschiedene Bedeutungen: 1. Eine halbtransparente weiße Gardine. 2. Schweiz: Ein Rollladen oder eine Markise.
StoßfugeMauerwerk: Eine vertikale Fuge. Gegenbegriff: Lagerfuge.
StragulaHistorisch: Ein meist mit Mustern bedrucktes Linoleumimitat aus Bitumenpappe.
StrangdachziegelEin Dachziegel, der in einem endlosen Tonstrang hergestellt und dann auf Maß geschnitten wird. Wird im Gegensatz zu einem Pressdachziegel danach nicht mehr in Form gepresst.
StrangpressplatteEine Spanplatte, bei der die Späne rechtwinklig zur Plattenebene liegen. Gegenbegriff: Flachpressplatte.
StrebeEin diagonal verlaufendes Bauelement (Stab), der dazu dient, Zug- und Druckkräfte abzuleiten.
StrebebogenGotische Basilika: Im Strebewerk die brückenartige Verstrebung zwischen einem Strebepfeiler und der Wand von Mittelschiff oder Chor.
StrebepfeilerVerschiedene Bedeutungen: 1. Im Strebewerk einer gotischen Basilika ein Pfeiler, der durch einen Strebebogen mit der Wand von Mittelschiff oder Chor verbunden ist. 2. Eine rechtwinklig zur Gebäudeaußenwand stehende Wandvorlage.
StrebewerkGotische Basilika: Ein konstruktives und gestalterisches Element, das sich aus Strebepfeilern und eventuell Strebebögen zusammensetzt und dazu dient, den Gewölbeschub und die Windlast aus dem Mittelschiff einer Basilika und dem Hochchor beim Umgangschor abzuleiten.
StreckhofEine traditionelle landwirtschaftliche Bauform, bei der Wohn- und Wirtschaftsgebäude eng hintereinander aufgereiht sind, mit der schmalen Giebelseite zur Dorfstraße. Vgl. Hakenhof.
StreichputzEin Putz, der entweder zur Egalisierung von Untergründen oder als Effektbeschichtung ähnlich wie Wandfarbe aufgetragen wird.
StreifenhausRömische Antike, Nordwestprovinzen: Typ von sehr schlanken Wohnhäusern, deren schmale Giebelseiten zur Straße hin ausgerichtet waren.
StrohdachHistorisch: Ein mit Stroh gedecktes Dach. Vgl. Reetdach.
Structural-Glazing-FassadeAuch SG-Fassade, SSGS-Fassade: Eine meist vorgehängte Glasfassade, in der die Glaselemente durch Verklebungen im Tragsystem gehalten werden.
StrukturputzEin Oberputz mit plastisch strukturierter Oberfläche. Gegenbegriff: Glattputz.
Stucco lustroEine marmorierende Oberflächenbehandlung, bei der mehrere Schichten farbigen Edelputzes aufgetragen werden.
StuckSammelbegriff für die plastische Ausformung von Mörtel, meist auf verputzten Wänden, Gewölben oder Decken.
StuckgipsEin schnell härtender, für Stuckornamente verwendeter Baugips.
StuckmarmorEin Stuck, der das Aussehen von Marmor imitiert. Siehe auch Stucco lustro, Scagliola.
StuckmörtelEin Mörtel, der für Stuckarbeiten verwendet wird.
StufengiebelSiehe Staffelgiebel.
StufenhalleAuch Staffelhalle, Sonderform einer Hallenkirche; das Mittelschiff ist höher als die Seitenschiffe, der Unterschied ist aber gering und erreicht nicht die Höhe eines ganzen Geschosses.
StufenportalHistorisch: Ein repräsentatives Portal, dessen Gewände sich nach außen stufenförmig verbreitert.
StufentempelAußereuropäisch, historisch: Sammelbegriff für Großbauwerke, die aus übereinander liegenden, nach oben verjüngten Terrassen bestehen.
StugaSchweden: Ein meist einfaches Ferienhaus.
StülpschalungHistorisch: Eine aus ziegelartig überlappenden, horizontal angebrachten Brettern bestehende Holzverschalung.
StupaBuddhistischer Raum, historisch: Ein Bauwerk, das rituellen Zwecken dient.
SturmhakenAuch Windhaken: Ein einfacher, an zwei Ösen befestigter Haken, mit dem bewegliche Teile (Fenster, Türen) in einer bestimmten Position gehalten werden können.
SturmklammerDachdeckung: Eine Metallklammer zur Fixierung von Dachziegeln und anderen Elementen der Dachdeckung.
SturzDie Abdeckung einer Maueröffnung, vor allem über einer Tür oder einem Fenster.
Stuttgarter DachGründerzeit: Eine Plattformdach. Vgl. Berliner Dach.
StützenwechselDer rhythmische Wechsel von dicken und schlanken Pfeilern und/oder Säulen. Vor allem im Langhaus flach gedeckter vorromanischer Basiliken.
StutzkuppelSiehe Böhmische Kappe.
StützpfeilerSiehe Pfeiler.
StützpfeilerkircheFinnland, historisch: Ein Typus von einschiffigen Kirchenbauten in Blockbauweise, deren charakteristisches Merkmal hohle Pfeiler sind, die die seitlichen Außenwände stützen.
StützweiteSiehe Spannweite.
StylobatGriechische Antike: Die oberste Stufe der Krepis, des Stufenunterbaus eines Tempels, wenn diese Stufe wie beim Peripteros Säulen trägt. Trägt diese Schicht hingegen eine Wand, spricht man vom Toichobat.
SudareJapan, traditionell: Eine Fensterjalousie.
Südwestdeutsches EinhausAuch südwestdeutsches Bauernhaus: Saarland und angrenzende Regionen, historisch: Ein Typus von bäuerlichen Wohnhäusern, die meist mit der Traufseite zur Straße stehen.
SühnesteinAuch Mordwange, Mordstein: Historisch: Ein Gedenkstein, der an der Stelle errichtet wurde, an der ein Mord geschehen war.
SuiteAuch Zimmerflucht: Eine Folge von miteinander verbundenen Räumen, die gemeinsam eine abgeschlossene Nutzungseinheit bilden. Vgl. Enfilade.
SumpfkalkEin Baurohstoff, der als Bindemittel eines Kalkmörtels oder in Reinform als Kalkfarbe verwendet wird.
SuperpositionDie Abwechslung der Säulenordnung von Stockwerk zu Stockwerk.
SupraporteAuch Sopraporte, Dessus-de-porte: Ein über einer Tür oder einem Portal angebrachtes Gemälde oder Relief. Vgl. Lünette, Tympanon.
SuprapositionAllgemein die Lage architektonischer Gliederungselemente, die direkt übereinander angeordnet sind und einer Fassadengliederung dadurch eine weiterführende Dynamik verleihen.
SuspensuraRömische Antike: Ein Pfeiler aus Ziegelplatten, der den aufgehängten Boden eines römischen Bades stützt.
SynagogeEin Versammlungsbau, in dem eine jüdische Gemeinschaft den gemeinsamen Gottesdienst feiert. Eine einheitliche Bauweise.
Syrischer BogenAntike: Eine Wölbung innerhalb des normalerweise geraden Gebälks eines Tempels.
SystembodenSammelbegriff für modular hergestellte Bodenkonstruktionen.

### T

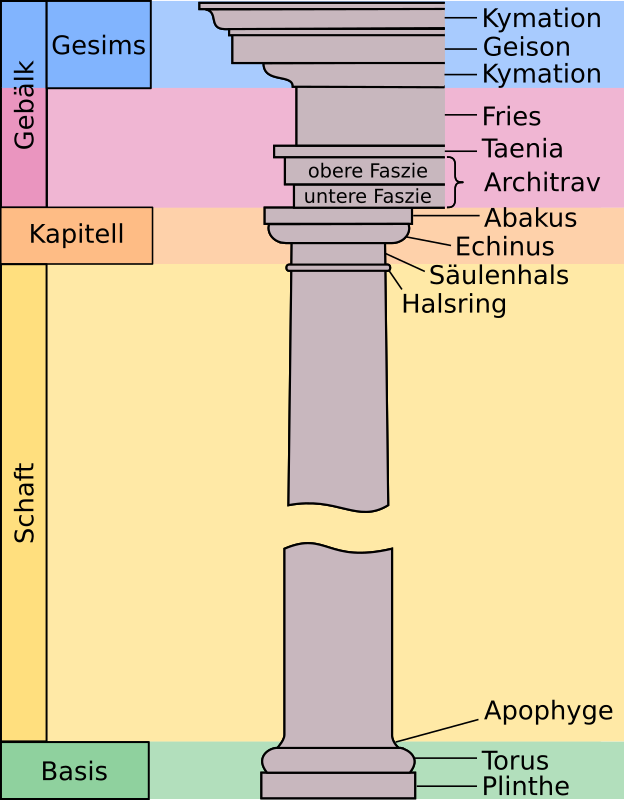
Toskanische Säulenordnung

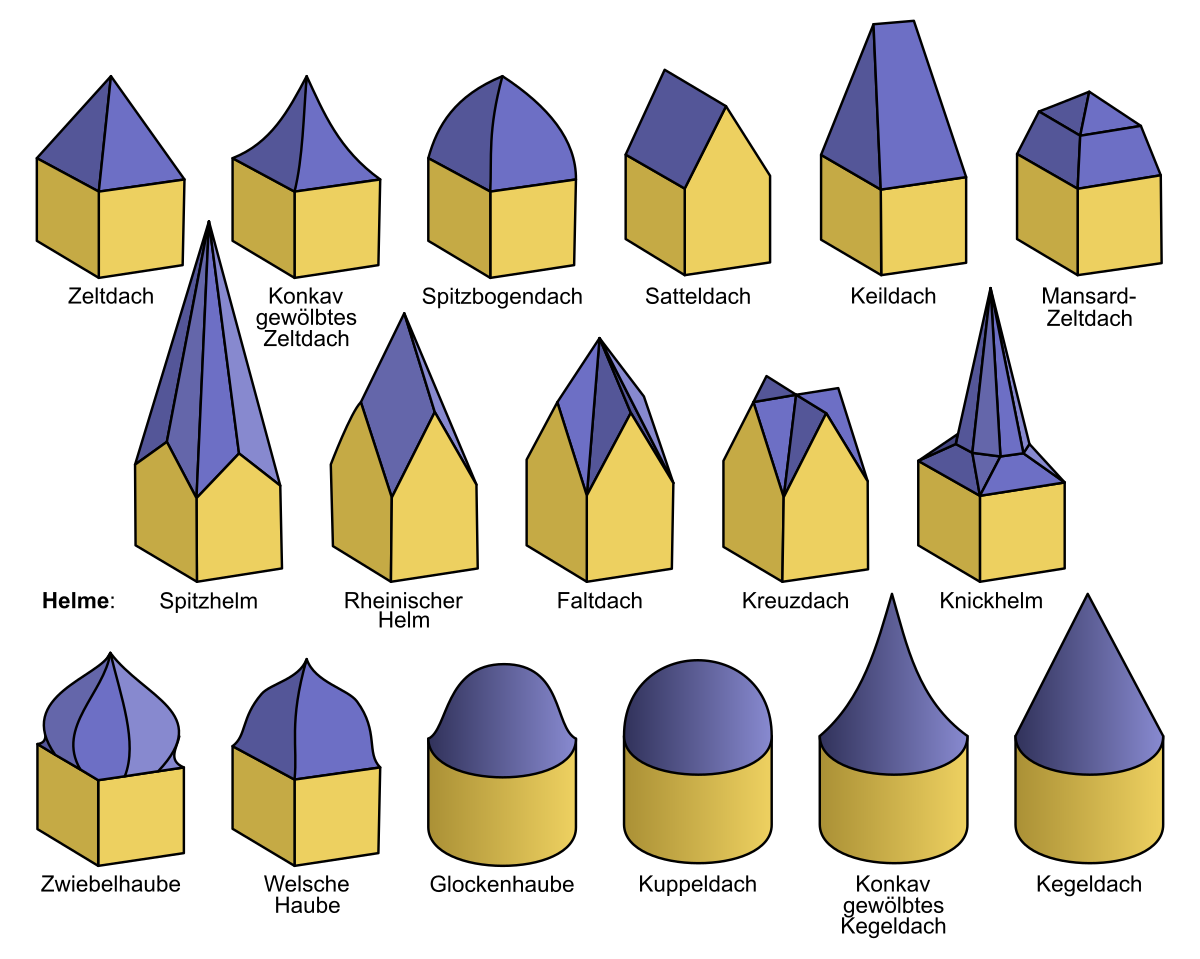
Einige weitverbreitete Turmdachformen

TabaktrockenschuppenAuch Tabakschuppen: Ein Gebäude, das zur Trocknung von Tabakblättern bestimmt ist. Regional existieren typische Bauformen.
TabernakelIn römisch-katholischen und alt-katholischen Kirchen: Ein meist künstlerisch gestaltetes Sakramentshaus, in dem die in der Eucharistiefeier geweihten Hostien aufbewahrt werden.
Tabula ansataHistorisch: Eine rechteckige Inschriftentafel mit dreieckigen Ansätzen an den Schmalseiten.
TadelaktMarokko, historisch: Ein Kalkputz.
TaeniaDorische Säulenordnung: Eine vorspringende Leiste, die den Architrav vom darüber liegenden Fries trennt. An der Unterseite der Taenia befinden sich die Regulae.
TafelbauweiseEine Konstruktionsweise, bei der (Holz-)Gebäude aus vorgefertigten Elementen in Form von Tafeln errichtet werden. Gegenbegriffe: Skelettbau, Blockbau.
TäfelungAuch Tafelwerk, Täfelwerk, Vertäfelung, Getäfel, Täferung, Täfer: Eine hölzerne Wand- oder Deckenverkleidung von Innenräumen.
TagwasserdichtAuch TWD: Undurchlässigkeit von Abdeckungen und Baumaterialien gegen Regen- und Grundwasser.
TalayotAuch Talaiot: Balearische Inseln, prähistorisch: Ein dickwandiger Turm aus Bruchsteinmauerwerk.
TaltempelAltägypten: Ein zu einem Pyramidenkomplex gehöriger und mit einem Aufweg zum Pyramidentempel verbundenes Tempelgebäude.
TamboInkakultur: Eine Herberge.
TambourEin meist zylinderförmiges Bauteil, das einen Baukörper mit quadratischem Grundriss mit einer Kuppel oder einem Gewölbe verbindet.
TambourkuppelEine Kuppel, die auf einem Tambour ruht.
TapeteEine Wandbekleidung aus Papier oder anderen flexiblen Materialien, die mit Klebstoff an die Wand geklebt wird.
Tata-SombaBenin, Togo, traditionell: Ein Typus von burgartigen strohgedeckten Wohnbauten aus Lehm.
TaubandBesonders im Fachwerk: Eine Profilleiste, deren Spiral- oder Flechtmuster das Aussehen eines Seiles imitiert. Vgl. Seilstab.
TazotaMarokko, historisch: Ein Typus von Steinhütten, die ohne Mörtel aus ineinander verkeilten Feldsteinen erbaut sind.
TechnikflächeDiejenige Grundfläche eines Gebäudes, die zur Unterbringung von zentralen haustechnischen Anlagen dient. Gegenbegriffe: Nutzungsfläche, Verkehrsfläche.
Technisches FachwerkZierfachwerk-Variante des 19. Jahrhunderts, die sich durch Rasterfachwerk, gefaste Hölzer und zurückliegende Sichtziegelgefache auszeichnet.
Tegula und ImbrexRömische Antike: Zwei einander ergänzende Formen von Dachziegeln. Die rechteckige und flache Tegula wird Seite an Seite verlegt; die gewölbte Imbrex wird dann zur Abdichtung über die Stoßfuge gelegt. Vgl. Mönch und Nonne.
TemenosAntike: Der umgrenzte Bezirk eines Heiligtums.
TempelEin Gebäude, das einer Glaubensgemeinschaft als Heiligtum dient.
TempiettoSammelbegriff für kleine Bauwerke in Tempelform.
TemplonByzantinische Kirchenbauten: Eine Abschrankung des Naos vom Allerheiligsten. Vgl. Ikonostase, Chorschranke, Lettner.
TenneAuch Lohdiele, Tenn: Historisch: Der befestigte Fußbogen einer Scheune, auf dem das geerntete Getreide mit Dreschflegeln gedroschen wurde.
TepidariumRömische Antike: Ein Wärmeraum in einem Badehaus, in dem Wände und Boden beheizt waren.
TeppichbodenAuch Auslegware, Spannteppich: Ein textiler Bodenbelag, der – anders als ein Teppich – meist den gesamten Boden eines Raumes bedeckt.
TerrakottaEin unglasiertes keramisches Produkt aus meist rotem Ton, das für den Baubereich etwa als Fliese hergestellt wird.
TerrasseVerschiedene Bedeutungen: 1. Eine gebäudenah angelegte ebenerdige, offene Plattform für den Aufenthalt im Freien; vgl. Dachterrasse, Veranda. 2. Eine stufenförmige mehrgeschossige Fläche. Siehe auch Wohnterrasse.
TerrassenhausSammelbegriff für Gebäude, deren Etagen stufenförmig angelegt sind und nach oben hin immer weniger Grundfläche aufweisen.
TerrazzoEin glänzender Bodenbelag, der durch das direkte Auftragen dekorativer, oft farbiger Zuschlagstoffe auf eine meist zementgebundene Estrich-Unterlage mit dieser eine Einheit bildet.
TetrakonchosAuch Vierkonchenanlage, Vierkonchenchor, Vierapsidenkirche: Kirchenbauten: Ein Zentralbau, in dem sich an die Vierung vier gleich lange Konchen (halbrunde Apsiden) anschließen, von denen eine als Chor dient. Vgl. Dreiapsidenkirche.
TeufelstürMittelalterliche Kirchenbauten in Nordeuropa, besonders Großbritannien: Eine meist blockierte Tür an der Nordwand.
Textiler BodenbelagSammelbegriff für Teppichböden und Spannteppiche, in Abgrenzung zu nicht-textilen Belägen wie z. B. aus PVC, Holz oder Keramik.
Textiles BauenVerschiedene Bedeutungen: 1. Sammelbegriff für modernes Bauen mit Membranen und Seilen. 2. Sammelbegriff für historische und traditionelle Zeltkonstruktionen.
ThalamosGriechische Antike: Verschiedene Bedeutungen: 1. Der intime Kernbereich eines Wohnhauses, besonders das eheliche Schlafzimmer. 2. Das Allerheiligste eines Tempels.
TheaterEin offenes oder geschlossenes Bauwerk, in dem vor einem Publikum Theater gespielt wird.
TheatermotivAuch Theaterwandmotiv, Tabulariummotiv: Ein Aufrissgliederungsschema, das seit der römischen Antike für die Fassadengestaltung grundlegend ist.
TheatronIm Theater der griechischen Antike der Zuschauerraum.
ThermenRömische Antike: Eine öffentliche Badeanstalt. Vgl. Badehaus.
ThermenfensterRömische Antike, Renaissance: Ein halbrundes Fenster, das in drei Teile geteilt ist. Vgl. Bogenfenster, Trifora, Venezianisches Fenster.
ThesaurosAuch Schatzhaus: Griechische Antike: Ein Gebäude in einem Heiligtum zur Aufbewahrung von kostbaren Votivgaben. Baulich oft ein Antentempel.
TholosAntike: Ein sakraler Rundbau.
TiburioEine Vierungsturm, der sich nicht auf die Vierungskuppel abstützt und auch in Kirchen ohne Querhaus vorkommt.
TiefbauDasjenige Teilgebiet des Bauwesens, das sich mit Bauwerken befasst, die entweder unter oder direkt an der Erdoberfläche liegen (Beispiele: Straßen-, Brücken-, Tunnel-, Berg-, Staudammbau). Fällt eher in den Bereich des Bauingenieurwesens als in die Architektur.
TighremtMarokko, historisch: Die traditionelle Wohnburg der Berber.
TikkitNordafrika, besonders Mauretanien: Eine traditionelle Form der Behausung aus Stroh, Zweigen und Krüppelholz.
Tiny HouseVereinigte Staaten: Eine moderne Form des Kleinstwohnhauses.
Toggenburger HausToggenburg (St. Gallen, Schweiz), traditionell: Eine bäuerliche Hausform, ein Block- oder Strickbau mit steilem Dach, Reihenfenstern und charakteristischen Klebdächern.
ToichobatGriechische Antike: Die oberste, bereits sichtbare Schicht des Stufenunterbaus eines Tempels. Vgl. Stylobat.
TonnendachEine Dachform, deren Querschnitt ein Kreissegment darstellt.
TonnengewölbeEin Gewölbe, dessen Querschnitt ein Kreissegment darstellt.
TorEine größere Öffnung in einer Mauer, einem Zaun oder einem Gebäude. Vgl. Tür, Portal.
Tor-CairnBritische Inseln, prähistorisch: Eine Kultstätte, bestehend aus einer runden Einfassung aus Steinen oder einer Plattform aus losen Steinen um einen natürlichen freistehenden abgewitterten Fels (Tor).
ToranaAsien, insbesondere Indien: Ein freistehendes Tor mit religiöser oder repräsentativer Bedeutung.
TorbaMalta, Gozo, prähistorisch: Ein zementartiger Baustoff aus Globigerinenkalk.
TorbauAuch Torhalle: Sammelbegriff für Toranlagen, die als eigenständige Gebäude konzipiert sind.
TorburgEin zu einer Burg oder Stadtmauer gehöriges Tor mit relativ großer architektonischer Eigenständigkeit.
TorhausEin Gebäude, das baulich mit einem Tor verbunden ist.
TorfhofIsland, historisch: Eine ländliche Wohnhausform, charakterisiert durch Wände aus Grassoden und hölzernem Giebel und Dachstuhl.
ToriiJapan, traditionell: Ein hölzernes oder steinernes Tor mit religiöser Bedeutung.
TorpSchweden, historisch: Ein einsam gelegener kleiner Bauernhof.
TorreKorsika, prähistorisch: Sammelbezeichnung für steinerne Bauwerke der Torre-Kultur.
TorturmMittelalter: Ein Turm, der sich über oder neben dem Tor einer Stadtmauer erhebt.
TorusRingwulst an einer Säule; siehe Wulst.
Toskanische OrdnungDie unterste der fünf klassischen Säulenordnungen.
TotenmesskapelleEngland, Gotik: Ein abgeteilter Altarraum in einer Kirche, der als Messstiftung für das Seelenheil eines Verstorbenen eingerichtet war.
TotentempelAltägypten: Ein mit einer Pyramide in Verbindung stehender Pharaonentempel, der dem Totenkult diente.
TourelleRundturm im Festungsbau; vgl. auch Scharwachtturm.
TowerAuch Flugverkehrskontrollturm: Ein Turm auf einem Flugplatz, von dem aus die Bewegung der Flugzeuge sowohl in der Luft (Start, Landung) als auch am Boden kontrolliert wird.
Tower HouseBritische Inseln, historisch: Ein Wohnturm, der auch als Wehrturm konzipiert war.
TrabouleFrankreich, historisch: Ein oft mit einer Treppe ausgestattetes Passagenbauwerk, das den Durchgang von einer Straße zur anderen ermöglicht.
TransennaSpanien, historisch: Eine ornamental durchbrochene Stein-, Holz- oder Marmorplatte, die als Lichteinlass oder als Abschrankung dient.
TranslozierungAuch Transferierung: vgl. Gebäudeversetzung.
TransparenzDurchsichtigkeit und Durchlässigkeit ist bei vielen Bauteilen eine grundlegend wichtige Eigenschaft.
TraufblechAuch Scharblech, Einlaufblech: Ein gefalzter Blechstreifen an der Dachtraufe, der verhindert, dass Regenwasser ins Dach eindringt.
TraufbohleDie unterste Traglatte in einer Dachkonstruktion.
TraufeSiehe Dachtraufe.
TraufgasseAuch Traufgässchen, Schmutzgässchen, Reule, Ahlen, Häusing, Winkel, Wuostgraben, Soe: Historisch: Ein schmaler nicht-öffentlicher Gang zwischen zwei giebelständigen Häusern ohne Regenrinnen.
TraufständigDie Ausrichtung eines Gebäudes mit der Traufe zur Straßenseite hin; siehe Giebel- und traufständig.
Trautsch-Pieper-VerfahrenEin Verfahren der Konstruktion von Dachstühlen auf der Grundlage Schlacke-Hohlformsteinen.
TravéeSiehe Joch.
TravertinEin poröser Kalkstein, der auch als Baustoff verwendet wird.
TrennschieneAuch Bodenbelagtrennschiene, Schlüterschiene: Ein Bauteil, mit dem Bodenbeläge gegeneinander abgegrenzt werden.
TrennwandGemeint ist meist eine Wand ohne statische Funktion, die hauptsächlich dazu dient, zwei Räume voneinander zu scheiden.
TreppeAuch Stiege: Ein aus Stufen gebildeter Auf- oder Abgang, der es Personen ermöglicht, Höhenunterschiede bequem und trittsicher zu Fuß zu überwinden.
TreppenabsatzAuch Podest: Eine horizontale Plattform, die zwei Treppenläufe überbrückt.
TreppenaugeDie lichte Öffnung, die von Treppenläufen und Absätzen gebildet wird.
TreppenhausAuch Stiegenhaus, Treppenraum: Ein Gebäudeteil oder Raum in einem Gebäude, in dem sich eine Treppe befindet, die der vertikalen Erschließung der angeschlossenen Ebenen dient.
TreppenlaufEine zusammenhängende Folge von mindestens drei Treppenstufen.
TreppenschrägaufzugAuch Treppenlift, Stiegenlift, Treppenlifter, Treppenaufzug: Ein motorisiertes Transportmittel, das an einer Treppe eingebaut ist, um es z. B. Gehbehinderten zu ermöglichen, den Höhenunterschied ohne fremde Hilfe zu überwinden.
TreppenspeicherLüneburger Heide, historisch: Ein kleines aus Holz errichtetes bäuerliches Lagerhaus, dessen Obergeschoss durch eine an der Giebelseite befindliche Außentreppe zu erreichen ist
TreppensteigungDer Steigungswinkel eines ortsfesten Zugangs, besonders einer Treppe.
TreppenstufeAuch Stufe, Tritt: Ein einzelnes Steigungselement einer Treppe, bestehend aus dem Auftritt und meist auch einer Setzstufe.
TreppenturmAuch Stiegenturm, Wendelstein: Ein turmartiger Gebäudeteil, der eine (Wendel-)Treppe enthält.
TreppenwangeEin tragendes, schräg liegendes Bauteil, das sich links und rechts der Treppenstufe befindet.
TribelonSakralarchitektur, Antike: Ein großer Eingang, dessen drei Teile durch Säulen getrennt sind.
TribüneVerschiedene Bedeutungen: 1. Eine erhöhte Plattform, z. B. für einen Redner. 2. Eine treppenartig ansteigende Einrichtung zur Unterbringung von Zuschauern etwa in einem Sportstadion.
TriforaAuch Triforium: Historisch: Ein Fenster, das aus drei (Spitz-)Bögen besteht, die durch Säulen oder Pfeiler voneinander geschieden sind.
TriforiumVerschiedene Bedeutungen: 1. Eine Trifora. 2. Mittelalter: Ein zum Mittelschiff hin geöffneter Gang in der Hochwand einer Basilika; siehe Triforium.
TriglypheGriechische Antike: Eine im Fries der dorischen Ordnung verwendete Platte, die in gleichmäßigen Abständen zwischen den Metopen angebracht ist und mit diesen zusammen den Triglyphenfries bildet.
TrimHvar (Kroatien), prähistorisch: Ein Typus von Kraggewölbebauwerken aus Trockenmauerwerk.
TriolinHistorisch: Ein Linoleumersatz.
TrittschalldämmungIn mehrgeschossigen Gebäuden werden heute besondere Maßnahmen getroffen (z. B. Verwendung besonderer Estriche), die verhindern, dass Trittschall durch die Raumdecke dringt.
TriumphbogenVerschiedene Bedeutungen: 1. Römische Antike: Ein zu Ehren von Feldherren oder Kaisern errichtetes frei stehendes, torförmiges Bauwerk; siehe Triumphbogen. 2. Kirchenbauten: Eine große bogenförmige Öffnung in einer dem Chorbereich vorgelagerten Querwand; siehe Triumphbogen (Kirchenbau).
TriumphbogenschemaAuch Triumphbogenmotiv: Eine dreibogige Gliederung eines Bauteils, etwa einer Fassade, nach dem Idealbild eines römischen Triumphbogens.
TriumphtorSammelbegriff für repräsentative Torbauten, die nicht wie Triumphbogen gestaltet sind.
TrockenbauDas Verbauen vorgefertigter raumbegrenzender, aber nicht tragender Bauteile, besonders für Innenwände, -decken und -böden. Gegenbegriffe: Betonbau, Mauerwerksbau, Lehmbau.
TrockenestrichEin Estrich aus vorgefertigten Teilen.
TrockenmauerwerkEin Mauerwerk aus Bruch- oder Natursteinen, das ohne Mörtel errichtet wurde.
TrockenputzGemeint sind heute meist vorgefertigte Wand- und Deckenplatten aus Gipskarton. Siehe auch Trockenbau.
Trombe-WandIn der Solararchitektur eine Außenwandkonstruktion, die eine Kollektorwand mit einer Speicherwand verbindet.
TrommelturmChina, Ostasien, historisch: Ein Gebäude, in dem große Signaltrommeln aufgestellt sind. Oft Widerpart zu einem Glockenturm.
TrompeEin Gewölbezwickel, der dazu dient, eine Bauform mit quadratischem Grundriss nach oben in eine oktogonale und letztlich kreisförmige überzuleiten.
TrompenkuppelSiehe Trompe.
TropfhausAuch Trüpfhaus: Franken: Ein kleines Haus auf einem ebenso kleinen Grundstück, das gerade nur bis zur Traufe reicht.
TrophäeEin bauplastisches Ornament, das meist Waffen, Brustpanzer und Helme in gestalterischer Anordnung zusammenfasst.
TrulloApulien (Italien): Ein Rundhaus mit sich nach oben verjüngendem Kraggewölbe.
TrumeauVerschiedene Bedeutungen: 1. Romanik, Gotik: Der mittlere Steinpfeiler eines Portals; häufig durch eine vorgesetzte Figur geschmückt (Trumeau (Pfeiler)). 2. 18. und 19. Jahrhundert: Ein an einem Pfeiler zwischen zwei Wandöffnungen angebrachter Wandspiegel (Trumeau (Spiegel)).
TschardakBalkan: Ein kleines Haus mit befestigtem Unter- und hölzernem Obergeschoss, das als kleine Schutzfestung genutzt wird.
TschumAuch Spitzjurte: Sibirien: Ein Tipi-ähnliches Zelt über einem Holzgerüst. Die traditionelle Wohnbehausung der Chanten, Mansen und Nenzen.
TudorbogenEin sehr flacher Spitzbogen.
TulouProvinz Fujian (China), historisch: Eine große ringförmige Hausform der Hakka, die auch als Befestigung dient.
TüncheSiehe Kalkfarbe.
TürEin bewegliches Bauelement zum Verschließen einer Öffnung, etwa in einer Wand.
TürbeTürkei, historisch: Ein muslimisches Mausoleum oder eine Grabstätte.
Türkisches DreieckOsmanische und indo-islamische Architektur: Ein Bauelement zur Überleitung vom quadratischen Grundriss eines Raumes zum Fußkreis einer runden Kuppel. Vgl. Pendentif.
TürklinkeAuch Türdrücker, Türgriff, Türfalle, Türschnalle: Ein abgewinkelter Hebel zum Öffnen und Schließen einer Tür von Hand. In vielen Ländern werden stattdessen Drehknäufe verwendet.
TurmEin begehbares vertikal ausgerichtetes Bauwerk. Vgl. Hochhaus.
TurmbiberEine kürzere und auch etwas schmalere Ausführung des Biberschwanzdachziegels.
TurmdachTürme, insbesondere Kirchtürme, haben aus statischen, bautechnischen und stilistischen Gründen oft speziell geformte Dächer. Siehe auch Wichturm.
TurmkircheEin Kirchenbau, bei dem der Kirchturm die übrigen Gebäudeteile visuell dominiert.
TurmkugelAuch Turmkugel, Turmknopf: Historisch: Eine verschlossene, oft runde und oft vergoldete Metallkapsel auf der Spitze eines Burg-, Schloss- oder Kirchturms. Vgl. Dachknauf.
TürrolleAltägypten: In Grabbauten ein in Stein nachgebildeter Mattenvorhang.
TürstockSiehe Zarge.
TympanonAntike: Eine Schmuckfläche in Giebeldreiecken oder im Bogenfeld von Portalen.

### U
ÜberfangbogenEin Verstärkungs- und Entlastungsbogen, der keine Öffnung bildet.
ÜberhangSiehe Auskragung.
ÜberkopfverglasungEin Sammelbegriff für Glasflächen, die nicht vertikal, sondern geneigt oder horizontal ausgerichtet sind. Überkopfverglasungen müssen oft besonderen Belastungen standhalten.
UbosotThailand: Das heiligste Gebäude in einer buddhistischen Tempelanlage, mit langem Mittel- und zwei Seitenschiffen und einem hauptsächlich von Säulen getragenen Dach.
UhrturmHistorisch: Ein Turm, dessen Hauptfunktion darin besteht, eine von Weitem lesbare Uhr zu tragen.
UmgangsbasilikaEine dreischiffige Basilika, in der die Seitenschiffe das Mittelschiff und den Chor hufeisenförmig einfassen.
UmgebindehausTraditionell: Ein Haustyp, der Blockbau-, Fachwerk- und Massivbauweise miteinander verbindet.
UmkehrdachEin nicht belüftetes Flachdach, bei dem die Wärmedämmung nicht unter-, sondern oberhalb der Betondecke liegt.
UmmantelungDie Verstärkung einer Mauer oder eines Gebäudes.
Unechtes GewölbeSiehe Kraggewölbe.
UnterdachDie meist aus Dachpappe oder Unterspannbahn bestehende zweite wasserableitenden Schicht unter der eigentlichen Dachdeckung.
UnterkunftAuch Obdach, Bleibe: Eine geschützte Stelle, die meist zum Wohnen, mindestens aber zum Übernachten dient.
UnterputzDie unterste einer zwei- oder mehrlagigen Mörtelschicht, bestehend aus Unterputz und Oberputz.
UnterspannbahnEine Schicht im Dach, die unter der eigentlichen Dachdeckung (z. B. den Ziegeln) flächig angebracht ist, um eingedrungenen Flugschnee oder Regen nach unten abzuleiten.
UnterstandEin überdachter offener Raum, der vor Niederschlag und Sonneneinstrahlung geschützt ist.
UnterzugEin Tragbalken, der unterhalb einer Decke sichtbar angebracht ist. Der Unterzug überträgt die Last der Decke auf die Wände oder Stützen. Siehe auch Holzbalkendecke.
Uthlandfriesisches HausAuch Friesenhaus: Uthlande (Nordfriesland), historisch: Ein Wohnhaustyp, Sonderform des Geesthardenhauses mit spitzem Giebel über der Eingangstür.

### V
VeehusSiehe Krüsselwarck.
VedikaEin steinerner Schutzzaun, der einen buddhistischen Stupa umgibt.
VelariumRömische Antike: Ein großes ringförmiges Sonnensegel.
Venezianisches FensterAuch Palladio-Motiv, Serliana: Renaissance: Eine Kombination aus einer mit einem Rundbogen überwölbten Portal- oder Fensteröffnung und zwei flankierenden schmaleren und niedrigeren Bögen.
VerandaEin am Eingangsbereich des Hauses errichteter, meist überdachter Anbau (offen oder verglast), der insbesondere in wärmeren Regionen zum Aufenthalt und zum Empfangen von Gästen bestimmt ist. Zu unterscheiden von einer Terrasse, die hinter dem Haus liegt. Vgl. Beischlag.
VerblenderEin spezieller Ziegel für die Außenverkleidung.
VerblendungVerschiedene Bedeutungen: 1. Eine Wandverkleidung. 2. Rohbaukonstruktion: Vorsatzschale.
VerblendziegelFlache Ziegelabschnitte (Ziegelriemchen), die an einer Wand als Verzierung angeklebt werden. Vgl. Verblender.
VerbundbauDie gemischte Verwendung mehrerer Konstruktionsarten. Zum Beispiel Stahlbeton und Stahl, Beton und Holz.
VerdachungEin vorspringendes Bauglied über einer Wandöffnung, einer Tür oder einem Fenster, z. B. ein Gesims oder ein Giebel (Wimperg).
VerglasungSammelbegriff für den Verschluss dafür vorgesehener Öffnungen durch flächige Glaselemente.
VerjüngungDas allmähliche Dünnerwerden eines Säulenschafts oder eines Pfeilers nach oben hin.
VerkehrsflächeDiejenige Grundfläche eines Gebäudes, die dessen Erschließung dient.
Verkehrter PlattenbalkenEine Betonplatte, auf der Balken oder Stege schubfest so aufgesetzt sind, dass die darauf basierende Wandkonstruktion hohen Erd- oder Wasserdruck aufnehmen kann. Vgl. Plattenbalken.
VerkröpfungDas Herumführen eines horizontalen Bauglieds (z. B. eines Gesimses) um einen vertikalen Wandvorsprung, wobei eine vorspringende Kante („Kropfkante“) entsteht.
VerteilerebeneEin Geschoss, welches allein der horizontalen Aufnahme und Verteilung von Personen oder Gütern von und nach vertikal zugänglichen Orten dient. Besonders in Flughäfen und Bahnhofsgebäuden.
VerzierungEin Element, das der Verschönerung eines Bauteils dient. Vgl. Ornament.
VestibülNeuzeitliche Architektur: Vorraum hinter der Haustür.
ViaAntike: Der Zwischenraum zwischen den Mutuli eines Geisons.
VielpassBesonders Maßwerk: Eine komplex untergliederte runde (seltener: halbrunde) Zierform mit mindestens fünf Pässen. Vgl. Vierpass.
VierkanthofAuch Vierkanter: Vor allem Österreich: Eine bäuerliche Bauform, bei dem vier Flügel oder Gebäude rechteckig einen Innenhof umschließen.
VierraumhausLevante, Eisenzeit: Eine in der jüdischen Kultur weit verbreitete Hausform. Vgl. Vierseithof.
VierspännerEine Gebäudeerschließung, bei der vier Wohnungen über einen Flur an ein Treppenhaus angeschlossen sind.
VierseithofEine bäuerliche Hofform, bei der der Bauernhof von allen vier Seiten von Gebäuden umschlossen ist. Vgl. Vierkanthof.
VierständerhausNiederdeutscher Raum, historisch: Ein großes Hallenhaus, dessen Dach von vier parallel zum First errichteten Ständerreihen getragen wird.
VierungKirchenbauten: Derjenige Raum, der beim Zusammentreffen von Haupt- und Querschiff entsteht.
VierungskuppelEine über einer Vierung errichtete Kuppel.
VierungsquadratDie quadratische Grundfläche der Vierung.
VierungsturmEin über einer Vierung errichteter Turm.
VierziegeleckDachdeckung mit Falzziegeln: Diejenige Stelle, an der jeweils vier Ziegel sich überschneiden.
ViharaEin buddhistisches Klostergebäude, in dem Wandermönche während der Regenzeit Zuflucht suchen.
VillaVerschiedene Bedeutungen: 1. Römische Antike und Renaissance: Ein vornehmes Landhaus. 2. Neuzeit: Ein großbürgerliches Wohnhaus.
Vinyl-BodenEin Bodenbelag aus Polyvinylchlorid (PVC).
Vitruvsche SäulenordnungDie auf den theoretischen Vorgaben des römischen Architekts Vitruv basierende Säulenordnung.
VliestapeteEine Tapete, deren Trägermaterial aus Zellstoff besteht.
VolkswohnungEine am Bauhaus entworfene raumsparende Musterwohnung.
VollgeschossEin Geschoss, das eine bestimmte mittlere Mindesthöhe erreicht.
VollholzdeckeHistorisch: Eine Raumdecke, in der ganze Baumstämme verbaut sind. Da das Holz arbeitet, ergaben sich dabei meist Dichtigkeitsprobleme.
VollputzEin Putz, der in einem einzigen Arbeitsgang aufgetragen wird.
Vollständige AnlageEin Grundrisstyp im Dorfkirchenbau der Romanik, mit schiffsbreitem Westquerturm, einschiffigem Langhaus, Chor und Apsis.
VoluteEin Ornament in Form einer Schnecke bzw. Spirale.
VolutenrankeOrnamentik: Eine Ranke mit einer oder mehreren Voluten.
Vorarlberger MünsterschemaSüdliche Hälfte des deutschen Sprachraumes, 17. Jahrhundert: Eine Form der Wandpfeilerkirche, bei der sich zwischen den Pfeilern Kapellen befinden, über denen jeweils eine Empore liegt.
VorbauSiehe Anbau und Annex.
VordachVerschiedene Bedeutungen: 1. Ein vorspringendes Bauglied über einer Haustür oder einem Fenster; siehe Verdachung. 2. Ein an ein Gebäude angefügter Unterstand.
VordertreppeDie oft repräsentative Haupttreppe eines bürgerlichen Wohnhauses; vgl. Hintertreppe.
Vorgefertigte DeckeSiehe Spannbeton-Fertigdecke.
Vorgehängte hinterlüftete FassadeAuch Hinterlüftete Fassade, Vorgehängte Fassade: Eine mehrschalige Außenwandkonstruktion, die zur Abführung von auftretender Feuchtigkeit hinterlüftet ist.
Vorgespannte DeckeSiehe Spannbeton-Fertigdecke.
VorhangfassadeAuch Curtain Wall: Großflächige Fassadenverglasung. Die Curtain Wall hängt am Tragwerk des Gebäudes; sie trägt nur ihr Eigengewicht und keine anderen statischen Lasten.
VorhangschieneAuch Gardinenschiene: Ein an der Decke befestigtes Führungssystem, in dessen Laufschienen Gardinen befestigt und verschoben werden können.
VorhäuschenHistorisch: Ein vor einer (eventuell nicht ausreichend dichten) Haustür errichteter geschlossener Bau. Vgl. Portikus, Windfang.
VorlaubenhausEin Gebäude, dem mindestens an einer Seite ein Laubengang vorgebaut ist.
VorreiberEin einfacher Fensterbeschlag, der nur aus einem schwenkbaren Hebel besteht.
VorsatzschaleAuch Verblendung: Ein nicht tragfähiges Bauelement, das als Ergänzung mit einem tragenden Element verbunden ist, z. B. eine Außenwandverkleidung oder eine abgehängte Decke.
VorspritzerAuch Vorspritz, Spritzbewurf: Ein dünnflüssig aufgespritzter Mörtel, der vor dem eigentlichen Putz aufgetragen wird. Nicht identisch mit Spritzputz.
VorsprungEin Bauteil, das aus einer Fläche eines Bauwerks herausragt oder heraussteht. Vgl. Balkon, Erker, Auslucht, Risalit, Anbau.
VorstellbalkonEin Balkon, der nicht von der Außenwand, sondern von eigenen, bis zum Boden reichenden Stützen getragen wird.
VorwerkEin landwirtschaftlicher Gutshof.
VorzeichenHistorisch: Ein angefügter Vorbau vor einer Kirche oder Kapelle.
VouteEine Abschrägung oder Rundung am Übergang zwischen einer Stütze (z. B. einer Wand) und dem Auflager (z. B. einer Raumdecke). Vgl. Hohlkehle.
VoutenleuchteEine Leuchte (Lampe), die in einer Voute installiert und verborgen ist.
VT-FalteEin vorgefertigter trapezförmiger Faltwerkträger aus Spannbeton, der auf großflächigen Dachkonstruktionen verbaut wird.

### W
WachturmAuch Wachtturm: Ein Turm, der zur Überwachung eines Areals dient. Vgl. Beobachtungsturm.
WaffenhausNordeuropa, historisch: Ein Vorraum vor einem Portal an der Westseite eines Kirchenbaus.
WaldlerhausBayerischer Wald, Oberpfälzer Wald: Eine Hausform. Kennzeichen: ein- bis zweigeschossig, rückwärtiger Stallteil, Erdgeschoss oft aus Stein, Obergeschoss aus Holz mit einem zum Teil verbretterten Balkon.
Wallerer HausTschechien, historisch: Ein bäuerlicher Wohnhaustyp (Blockbau, markanter breiter Giebelseitenbalkon).
WalmdachEine Dachform mit Dachfirst und geneigten Dachflächen an allen vier Hausseiten. Wenn alle vier Dachflächen sich in einer gemeinsamen Spitze berühren, spricht man nicht von einem Walmdach, sondern von einem Zeltdach.
WalmgaubeEine Dachgaube mit Dachfirst und geneigten Dachflächen an allen drei Gaubenseiten.
WalserhausIm Klein- und Großwalsertal sowie in der Schweiz und in Liechtenstein: Ein bäuerlicher Haustyp. Kennzeichen: Blockbau (Lärchenholz), Dächer mit Granitplatten, Schieferplatten oder Schindeln gedeckt; separater Kornspeicher, der sorgfältig aufgestelzt ist.
WandEin vertikales flächiges Bauteil, das Räume abschließt und als Außenwand auch schützt.
WandaufrissBasilika: Gliederung der Innenseiten der Mittelschiffmauern. Unterschieden werden: zweizoniger (Arkade, Obergaden), dreizoniger (Arkade, Empore, Obergaden; oder Arkade, Triforium, Obergaden) und vierzoniger Aufriss (Arkade, Empore, Triforium, Obergaden).
WandbespannungDas Bekleiden von Wänden in Räumen mit Stoffen, die historisch auf Holzleisten gespannt, modern in Kunststoffprofilleisten eingeklemmt werden.
WandmalereiMalkunst, die so auf eine Wand oder Decke appliziert wird, dass sie fest mit dem Untergrund verbunden ist. Gegenbegriff: Tafelmalerei.
WandpfeilerEin Pfeiler, der in eine Wand eingebunden ist. Vgl. Pilaster.
WandpfeilerkircheEin einschiffiger gewölbter Kirchenbau, bei dem wandgebundene Pfeiler an den Längswänden den Innenraum gliedern.
WandregalEin Regal, das an der Wand befestigt ist.
WandspruchEin kurzer, mit Bild- oder dekorativen Elementen ergänzter Vers, der an einer Wand angebracht ist. Häufig religiöser Natur.
WandtattooEin Zierelement, das per Aufkleber auf die Oberfläche einer Wand oder einer anderen Oberfläche appliziert wird.
WandverkleidungEin nichttragendes Bauteil, das an einer Wand befestigt ist, z. B. eine Holzvertäfelung.
WangentreppeEine Treppe, deren Stufen von Wangen getragen werden, also von zwei schräg liegenden Bauteilen zu beiden Seiten der Stufen.
WappenportalHistorisch: Ein mit Wappen geschmückter repräsentativer Eingang zu einem Gebäude.
WarmdachAuch einschaliges Dach: Eine unbelüftete Dachkonstruktion, bei der sich anders als beim Kaltdach zwischen dem geheizten Innenraum und dem Dach kein ungeheizter Zwischenraum befindet.
WärmedämmputzEin Putz mit hohem Porenanteil, der vor allem in der Altbausanierung zur Wärmedämmung verbaut wird.
WärmedämmverbundfassadeSiehe Wärmedämmverbundsystem.
WärmedämmverbundsystemEin System zum Dämmen von Außenwänden, das aus einer Staffelung verschiedenartiger Materialien besteht. Alternative (Beispiel): Vorgehängte hinterlüftete Fassade.
WartesteineAuch Verzahnungssteine, Zahnsteine: Offen bleibende, stehende Verzahnungen eines Mauerwerksverbands, sie ‚warten‘ auf Anschlussmauerwerk.
WartturmAuch Warte, Warth, Wachtturm, Landwarte, Landturm, Burgwarte: Historisch: Ein Beobachtungsturm.
WartungsklappeEine meist kaschierte Tür, die nachträglichen Zugriff auf Installationen ermöglicht.
WaschbetonEin Beton, bei dem die Gesteinskörnung durch eine spezielle Oberflächenbehandlung freigelegt wird.
WasserburgAuch Wasserschloss: Eine Burg oder ein Schloss, das allseitig von künstlichen oder natürlichen Gewässern umgeben ist.
WasserschlagAn gotischen und barocken Kirchen: Eine vorkragende Abschrägung am Außenbau, die der Wasserableitung dient.
Wasserdampfdiffusionsäquivalente LuftschichtdickeEin bauphysikalisches Maß, das den Wasserdampfdiffusionswiderstand eines Bauteils angibt.
WasserdichtigkeitBauwerke müssen sowohl gegen Niederschläge als auch gegen Grundwasser ausreichend dicht sein.
WassernaseAuch Tropfkante, Tropfleiste: Eine an der Unterseite vorkragender Bauteile angebrachte vorspringende Kante, die verhindert, dass Regenwasser unter das Bauteil läuft.
WasserspeierHistorisch: Ein Rohr oder eine Rinne, die Regenwasser aus der Traufrinne nicht in ein Fallrohr leitet, sondern, sondern im Bogen vom Bauwerk wegschießen lässt. Oft figürlich gebildet.
WassertorVerschiedene Bedeutungen: 1. Ein befestigtes Tor zwischen einem umfriedeten Bereich und einem Wasserweg. 2. Ein Tor, das als Teil einer Befestigungsanlage einen Wasserlauf überspannt.
WatLaos, Kambodscha, Thailand, historisch: Eine buddhistische Tempelanlage.
WBS 70Deutsche Demokratische Republik: Ein Typus von Plattenbau-Mehrparteienhäusern.
WeberhausHistorisch: Ein Typus von kleinen Stadthäusern, in denen Weberfamilien lebten und arbeiteten.
Wechselberger FigurationEine besondere Form des Netzrippengewölbes mit gegeneinander verschobenen Rauten.
WehrattikaMittelalterlicher Kirchenbau: Eine auf den Mauerkronen der Außenwand aufgesetzte Brüstungswand, von der aus das Gebäude mit Waffen verteidigt werden kann.
WehrgangkircheErzgebirge, historisch: Eine Form von Kirchenbauten mit steinernen Außenmauern, denen ein hölzernes Blockgeschoss aufgesetzt ist.
WehrkircheHistorisch: Sammelbegriff für Kirchenbauten, die mit Vorrichtungen zur Verteidigung mit Waffen versehen sind.
WeichdachSammelbegriff für Dachdeckungen aus Materialien wie Reet, Holzbrettern, Schindeln und Ähnlichem.
WeichfaserplatteEine relativ weiche Holzfaserplatte, die meist als Dämmmaterial verbaut wird.
WeidenkircheModerne: Ein aus lebenden Weidenruten errichteter Kirchenbau ohne festes Dach.
WeihetafelSpätmittelalterlicher Kirchenbau: Ein im Mauerwerk eingelassenes Reliefbild.
WeinarchitekturBauwerke, die der Produktion und Präsentation von Weinen dienen, folgen oft bestimmten, regional spezifischen baulichen Traditionen.
WeinberghausAuch Weinberghäuschen: Historisch: Ein kleines Gebäude in einem Weinberg, das bei der Bewirtschaftung des Weinbergs verschiedenartigen Zwecken dient.
WeinkellerEin Lagerraum für Wein. Muss wegen der besonderen Lagerbedingungen für Wein eine Reihe besonderer baulicher Kriterien erfüllen.
Weiße WanneEine wasserundurchlässige Stahlbetonkonstruktion, die keine zusätzlichen Abdichtungsschichten benötigt.
WellerAuch Wellerholz, Lehmwickel: Historisch: Ein Stroh-Lehm-Gemisch, das beim Lehmwellerbau verwendet wird.
Welscher GiebelEine in der Weserrenaissance häufige Giebelform, deren geschweifte Umrisse von Viertel- und Halbkreissegmenten bestimmt sind. Vgl. Schweifgiebel.
WendeltreppeEine gewendelte Treppe, bei der die Wegführung einer Helix entspricht. Wenn die Treppe um ein zentrales Treppenauge windet, spricht man von einer Hohltreppe. Wird sie dagegen von einer zentralen Säule getragen, spricht man von einer Spindeltreppe.
WerkzollAuch Bruchzoll, Arbeitszoll, Steinmetzzoll: Beim Verbauen von rohen Kunst- und Naturstein wird aus technischen Gründen oft ein größeres Werkstück verwendet, als eigentlich gebraucht wird. Der Überstand wird später entfernt.
Wessobrunner SchuleEine Gruppe von Künstlern (meist Stuckateuren), die seit dem ausgehenden 17. Jahrhundert in den Werkstätten der Benediktinerabtei Wessobrunn ausgebildet wurden.
WestbauSammelbegriff für turmartige querrechteckige Baukörper am Westende einer Kirche. Vgl. Westwerk, Sächsischer Westriegel, Doppelturmfassade, Querturm.
Westfälisches QuadratWestfalen, mittelalterliche Kirchenbauten: Eine Variante der Hallenkirche mit annähernd quadratischem Grundriss.
WestwerkMittelalter: Ein an der Westseite eines Kirchenbaus zusätzlicher Baukörper mit gesonderten Räumen.
WetterschenkelFensterflügel und Außentüren: Ein an der unteren Abschlusskante angebrachtes Profilelement, das zu einer Tropfkante geformt ist, damit kein Regenwasser ins Gebäude eindringen kann.
WHH GT 18Deutsche Demokratische Republik: Ein standardisierter Wohnhochhaustyp in Großtafelbauweise.
WichturmEin auf Traufhöhe eines Turms oder Gebäudes liegendes kleines Türmchen, oft an den vier Ecken des Turmhelms von Kirchtürmen.
WiderlagerEin Bauteil, auf dem ein anderes Bauteil sich abstützt.
WiedeHistorisch: Ein verdrehter Zweig aus pflanzlichem Material; Verwendung etwa auf Reetdächern.
Wigwam und WickiupEine historische Behausung nordamerikanischer Indianer, bestehend aus einem runden oder rechteckigen hölzernen Tragwerk und einer Deckung aus Grasmatten, Baumrinde, Tierhäuten oder anderen organischen Materialien. Vgl. Tipi, Chickee.
WildhubeEine Sonderform der Hufe, deren Bewohner als Wildhüter dient.
WimpergAuch Ziergiebel: Gotik: Eine giebelartige Bekrönung über einem Portal oder Fenster. Vgl. Fensterverdachung.
WindbrettDachkonstruktion, historisch: Ein Brett, das den Dachüberstand am Ortgang von unten verkleidet. (Vgl. dagegen Windbrett als Füllholz im Holzfachwerk.)
WindfangEin kleiner Raum hinter der Außentür eines Gebäudes, der mit einer weiteren Innentür von den dahinter liegenden Räumen getrennt ist.
WindrichtungsgeberAuch Windfahne, Wetterfahne: Ein historisch oft auf einem Turm oder Dach angebrachtes Instrument, das die Windrichtung gleichzeitig ermittelt und anzeigt.
WindrispeDachkonstruktion: Eine diagonale Versteifung, die ein Umkippen des Dachstuhls in Längsrichtung verhindern soll.
WindschirmEin gegen die Hauptwindrichtung errichteter schräger Personenschutz.
WindsogsicherungUm Dachziegel und Dachsteine auf geneigten Dachflächen gegen die abhebenden Kräfte des Windes zu sichern, werden diese oft mit speziellen Systemen befestigt.
WinkelhofTraditionell: Sammelbezeichnung für Bauernhäuser mit L-förmigem Grundriss. Gegenbegriffe: Dreiseithof, Vierseithof.
WinkelkircheAuch Winkelhakenkirche: Ein Kirchenbau, dessen zwei Schiffe im rechten Winkel zueinander stehen.
WinterkircheHistorisch: Ein abgetrennter Bereich innerhalb eines Kirchenbaus, der – anders als der eigentliche Kirchensaal – leicht geheizt werden kann und in Gemeinden mit geschrumpfter Mitgliederzahl im Winter für Gottesdienste verwendet wird.
WinzerhausEin Bauwerk, in dem ein Winzer wohnt.
WirtelEin banderolenartiger, plastisch hervortretender Ring um den Schaft einer Säule oder eines Rundpfeilers. Stilelement der Romanik und Gotik, aber auch außerhalb Europas verbreitet.
WochenendhausEin meist kleines Haus oder eine Hütte, in ländlicher Lage erbaut, in dem die Besitzer das Wochenende oder Urlaube verbringen.
WohnhöhleEine natürliche, künstlich angelegte oder künstlich erweiterte Höhle, die zu Wohnzwecken genutzt wird.
WohnstallhausSammelbegriff für Gebäude, in denen sowohl Menschen wohnen als auch bäuerliche Nutztiere untergebracht sind.
WohnterrasseAuch Terrasse, Terrassenhaus: Hamburg: Bezeichnung für die innere Bebauung eines städtischen Häuserblocks mit mehrgeschossigen Mehrparteienhäusern.
WohnturmMittelalter: Ein zur Verteidigung geeigneter Turm, der dauerhaft auch als Wohnung bestimmt ist.
WohnungEine Einheit aus mehreren Räumen, in denen die Führung eines selbstständigen Haushalts möglich ist.
WohnungstürAuch Wohnungseingangstür, Wohnungsabschlusstür: Eine Tür, die in einem Mehrparteienwohnhaus eine Wohnung gegen das Treppenhaus bzw. den Hausflur abschließt. Vgl. Haustür.
WohnwasserturmEin Wasserturm, der – oft neben seiner technischen Funktion – auch für Wohnzwecke genutzt wird.
WolfsziegelHistorisch: Ein besonders geformter einzelner Dachziegel, der bei bestimmten Windverhältnissen einen Pfeifton hervorbringt.
Wool ChurchEngland, Renaissance: Geläufige Bezeichnung für die große und prächtige Pfarrkirche eines kleineren Ortes.
WulstEin dekoratives Bauelement mit profiliertem halb- oder dreiviertelrunden Querschnitt.
WürfelfriesEin Fries mit schachbrettartigem Muster.
WüstenschlossNaher Osten, frühislamische Zeit: Ein repräsentatives Scheinkastell in stadtferner Lage.

### Y
YalıTürkei, historisch: Ein repräsentatives Sommerwohnhaus am Wasser, mit flachem, weit auskragendem Dach.

### Z
ZahnfriesAuch Deutsches Band, Säge(zahn)fries: Vorromanik, Romanik, maurische Kunst: Ein gezackter Fries, der aus einer Reihe übereckstehender Steine gebildet wird.
ZahnschnittVerschiedene Bedeutungen: 1. Antike: Eine steinerne Balkenkopfimitation („Kälberzähne“). 2. Eine Reihe schräggestellter Steine, die ein Zackenband bilden.
ZangeHolzbau, besonders Dachtragwerk: Zwei parallel verlaufende schmale Bretter, Bohlen oder Balken, die links und rechts von Sparren, Ständern oder anderen tragenden Holzbauteilen verlaufen.
ZargeDas seitlich einfassende Bauteil eines Bauteils, besonders einer Tür oder eines Fensters.
ZaunEine Einfriedung, meist aus Holz, Metall oder Kunststoff. Vgl. Mauer, Gabionenwand.
ZellengewölbeAuch Diamantgewölbe: Ein komplexes Gewölbe, in dem das Netz der tragenden Verstrebungen durch viele kleine „Zellen“ ausgefacht ist.
ZeltEin oft temporärer Bau, der aus einer leichten, innenliegenden Tragkonstruktion und einer Membran (Zelthaut) besteht.
ZeltdachVerschiedene Bedeutungen: 1. Ein pyramidenförmiges Dach. 2. Ein Membrandach.
ZeltdachkircheEine Kirche mit einem polygonalen Dach, das dem Gebäude die Erscheinung eines Zeltes verleiht.
Zeltkirche
Ein Typ des modernen Kirchenbaus, der sich symbolisch auf einfache Zelte bezieht.
ZementflieseHistorisch: Fliesen aus Zement wurden für die Gestaltung von Böden und Wänden insbesondere im Mittelmeerraum verwendet.
ZementputzSammelbegriff für Putze, in denen Zement als Bindemittel verwendet wird.
ZentralbauVor allem Sakralbau: Ein Bauwerk, dessen Hauptachsen genau oder fast gleich lang sind. Einige typische Formen: rund, oval, quadratisch, kreuzförmig oder oktogonal. Gegenbegriff: Longitudinalbau.
ZeughausHistorisch: Ein Gebäude, in dem Waffen und militärische Ausrüstungsgegenstände gelagert und gewartet wurden. Vgl. Arsenal.
ZiboriumHistorisch: Ein auf Säulen ruhender frei stehender Aufbau über dem Altar einer Kirche. Vgl. Baldachin.
ZickzackfriesEin Fries mit Zickzackmuster.
ZiegelVerschiedene Bedeutungen: 1. Ein Mauerziegel. 2. Ein Dachziegel.
ZiegeldeckungSiehe Dachziegel.
ZiegelfassadeEine aus Ziegeln aufgemauerte Fassade.
ZierdeckeEine unter einer Raumdecke angebrachte zusätzliche Decke mit rein dekorativer Funktion.
ZiergiebelEin Giebel, der ausschließlich dekorative Funktionen erfüllt. Ziergiebel ragen meist über den Dachraum hervor. Beispiel: Staffelgiebel. Zu unterscheiden sind Ziergiebel von Bekrönungen z. B. über Portalen oder Fenstern, die zwar Giebelform haben, aber nicht Teil des Daches sind.
ZikkuratMesopotamien: Ein gestufter Tempelturm.
ZimmerfluchtSiehe Suite.
ZinnenfriesEin Fries mit Zahnschnitt.
ZirbelEine Verzierung an schmiedeeisernen Stäben, mit Aufspaltung des Stabes in Einzelfäden aufgespalten ist, die als Gruppe verdreht werden.
ZirkusSiehe Circus (Antike).
ZollingerdachModerne: Eine Systembauweise für Dachkonstruktionen, die meist für gebogene Dachwerke verwendet wird.
Zombeck-TurmDeutschland, Zweiter Weltkrieg: Ein standardisierter Typus von Hochbunkern mit rundem Grundriss.
ZophorosGriechische Antike: Ein mit figürlichen Darstellungen, besonders Tierdarstellungen gestalteter (Tempel-)Fries.
ZungenbärteModerne: Eine zungen- und bartförmige Fassadenapplikation am Kunstmuseum Rupertinum in Salzburg; vgl. Fensterschürze.
Züri-VieriSiehe Flugsparrendreieck.
Zweischalige AußenwandEine Außenwand mit Vorsatzschale; zwischen beiden befindet sich eine Dämm- und/oder eine Luftschicht.
Zweischaliges DachSiehe Kaltdach.
Zweischaliges MauerwerkSiehe Zweischalige Außenwand.
ZweischichtparkettEin Parkett, bei dem eine obere, sichtbare Deckschicht auf eine untere, tragende Schicht aufgeklebt ist.
ZweispännerEine Gebäudeerschließung, bei der zwei Wohnungen über einen Flur an ein Treppenhaus angeschlossen sind.
ZweiständerhausNiederdeutscher Raum, historisch: Ein Hallenhaus, dessen Dach von zwei parallel zum First errichteten Ständerreihen getragen wird.
Zweite-Haut-FassadeSiehe Doppelfassade.
ZweiturmfassadeSiehe Doppelturmfassade.
ZwerchgalerieOft falsch für Zwerggalerie.
ZwerchhausAuch Zwerchgiebel: Ein mit einem Giebel und einem eigenen Dach ausgestatteter Aufbau auf einem geneigten Dach, der – anders als eine Gaube – in der Flucht der Gebäudeaußenwand steht.
ZwerchhofÖsterreich, traditionell: Eine Bauform des Bauernhofes, bei der der Wohntrakt straßenseitig quer an die Wirtschaftsgebäude angefügt wird.
ZwerggalerieRomanik: Ein offener Arkadengang knapp unter dem Dachansatz eines (Kirchen-)Gebäudes.
ZwickelAuch Spandrille: Eine dreiseitig begrenzte Fläche, besonders im Übergang zwischen geraden und gewölbten Bauteilen.
ZwicktascheEin Biberschwanz-förmiger Dachziegel aus Plattenkalk.
ZwiebelhaubeAuch Zwiebelkuppel: Eine Haube in Form einer Zwiebel.
ZwiebelturmEin Turm, der mit Zwiebelhaube gedeckt ist.
ZwillingsfensterEin gekuppeltes Fenster.
ZwillingsturmVerschiedene Bedeutungen: 1. (Singular) Krönung eines einzigen Gebäudes mit zwei Türmen. 2. (Plural) Zwei nah beieinander errichtete Turmbauten.
ZwillingswendeltreppeEine Treppe, deren Gehlinie die Form einer Acht abbildet.
ZwischenmauerwerkPrähistorie: Ein Mauerwerk, mit dem Lücken zwischen den megalithischen Teilen von Megalithanlagen geschlossen werden.
ZwischenpfetteSiehe Mittelpfette.
ZyklopenmauerwerkAuch Polygonalmauerwerk: Ein Bruchsteinmauerwerk aus sorgfältig verbauten sehr großen, unregelmäßigen Steinen.